# Изобразительное искусство США

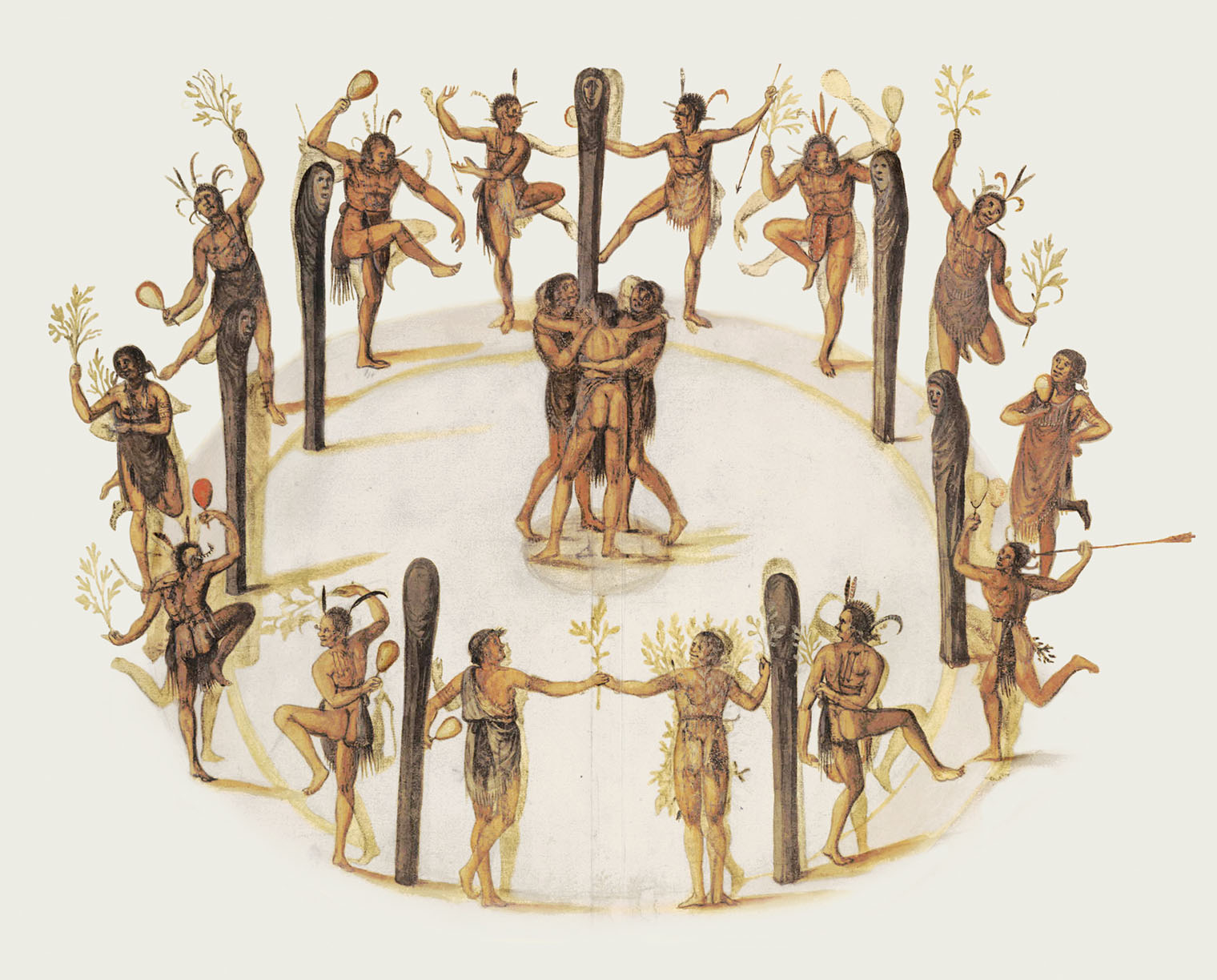
Джон Уайт, Индейцы. 1585, акварель, Британский музей

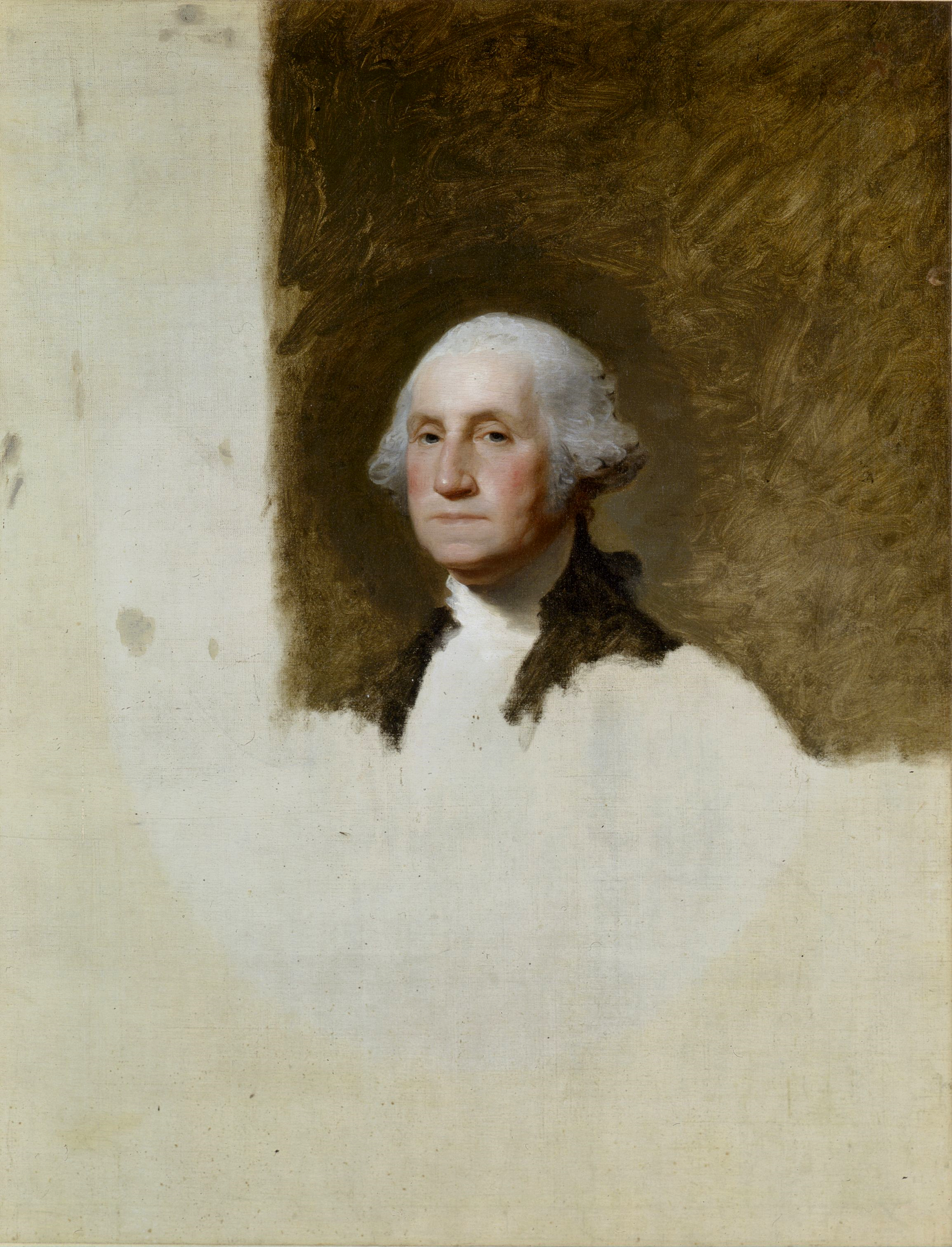
Гилберт Стюарт, Джордж Вашингтон, 1796, музей изящных искусств, Бостон

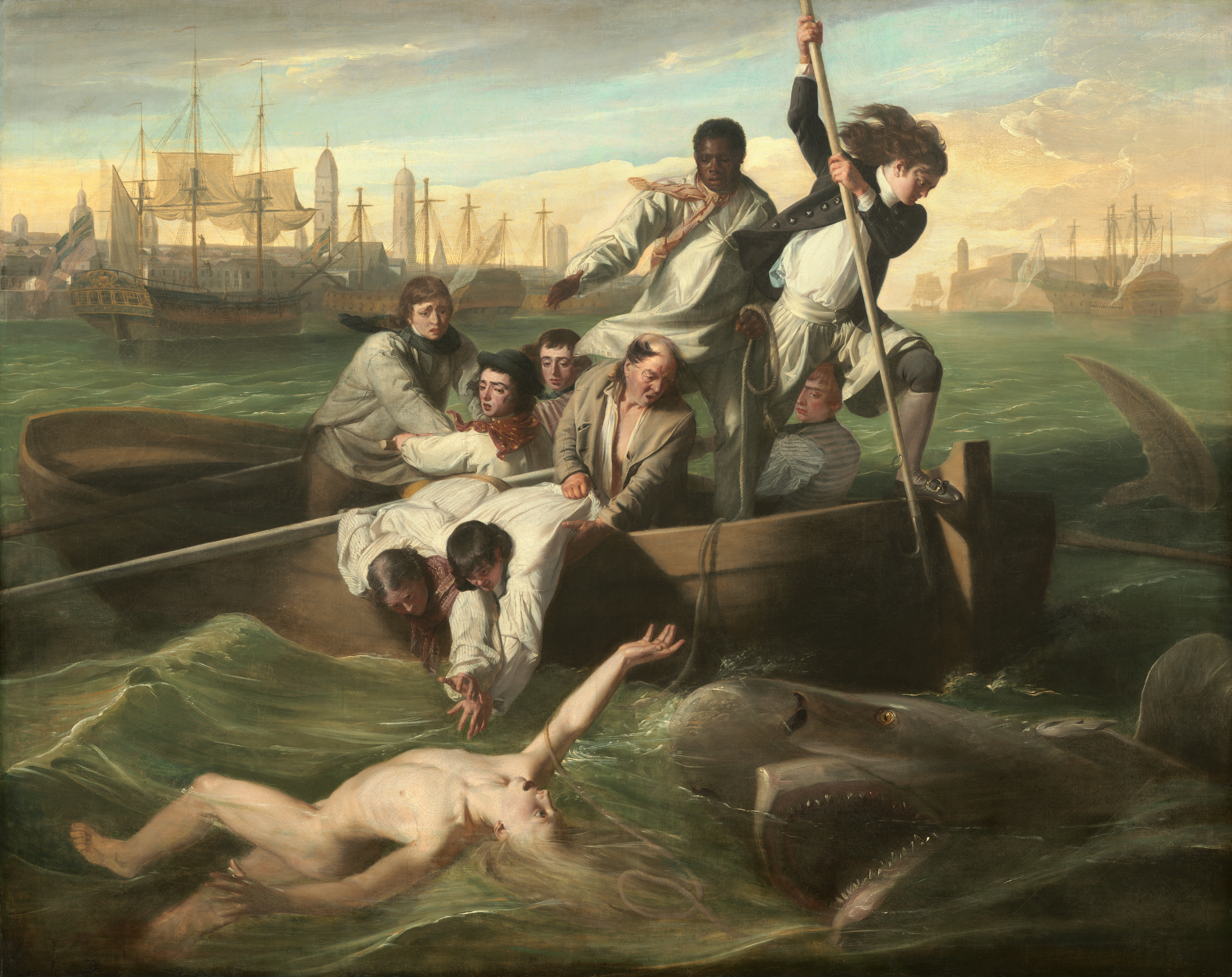
Джон Синглтон Копли, Уотсон и Акула, 1778

До начала колонизации на территории США процветало изобразительное искусство американских индейцев.
В начале колониальной эпохи изобразительное искусство на восточном побережье ориентировались на творчество европейских художников; примером является творчество Джона Уайта (1540—1593).
В конце XVIII и начале XIX веков художники в основном рисовали портреты и пейзажи, подражая английской живописи. В конце XVIII века два американских художника, Бенджамин Уэст и Джон Синглтон Копли, стали успешными европейскими художниками. Американские художники, которые продолжали работать в США, также были мастерами живописи, но малоизвестными в Европе.
В начале XIX века в США стали создаваться учебные заведения для обучения художников. В 1820 году здесь была создана школа реки Гудзон, осваивающая романтическую пейзажную живопись.
С 1850 года в стране процветало академическое искусство в европейском стиле; обогатившиеся американцы приобретали картины европейских художников, европейские мастера принимали участие в выставках в Нью-Йорке, таких как Арсенальная выставка (1913).
После Второй мировой войны в Нью-Йорк из Парижа переместился центр мирового искусства; в США возникло движение современного и постмодернистского искусства.
Ныне изобразительное искусство в Соединённых Штатах охватывает огромный диапазон художественных стилей.
Значительный вклад в изобразительное искусство США внесли художники из России. Среди них были основатель «абстрактного сюрреализма» Аршил Горки, последователь абстрактного экспрессионизма Марк Ротко, Давид Бурлюк, Николай Фешин, Сергей Судейкин, Сергей Голлербах и др.

## Истоки
Одним из первых художников, который побывал в Британской Америке был Джон Уайт (1540—1606). Результатом его работы стали акварельные работы, изображающие жизнь американских индейцев жизнь на восточном побережье (хранятся в Британском музее). Уайт побывал в Америке в качестве штатного художника и картографа организованной экспедиции. В первые годы колониальной эпохи большинство художников были офицерами, в их подготовку входило рисование пейзажей. Художники-портретисты часто были самоучками. Одним из первых был шотландец Джон Смайберт (1688—1751), приехавший в Британскую Америку в 1728 году как товарищ богослова Джорджа Беркли в неудавшемся проекте последнего по созданию колледжа на Бермудских островах, но вместо этого осевший в Бостоне. Некоторое время ранее — около 1726 года — туда переехал гравёр-меццотинтист Питер Пелем, ставший близким знакомым Смайберта. На испанских территориях изобразительное искусство в основном было религиозного содержания, основным стилем было барокко.

## Портретная живопись англо-голландского образца XVII века

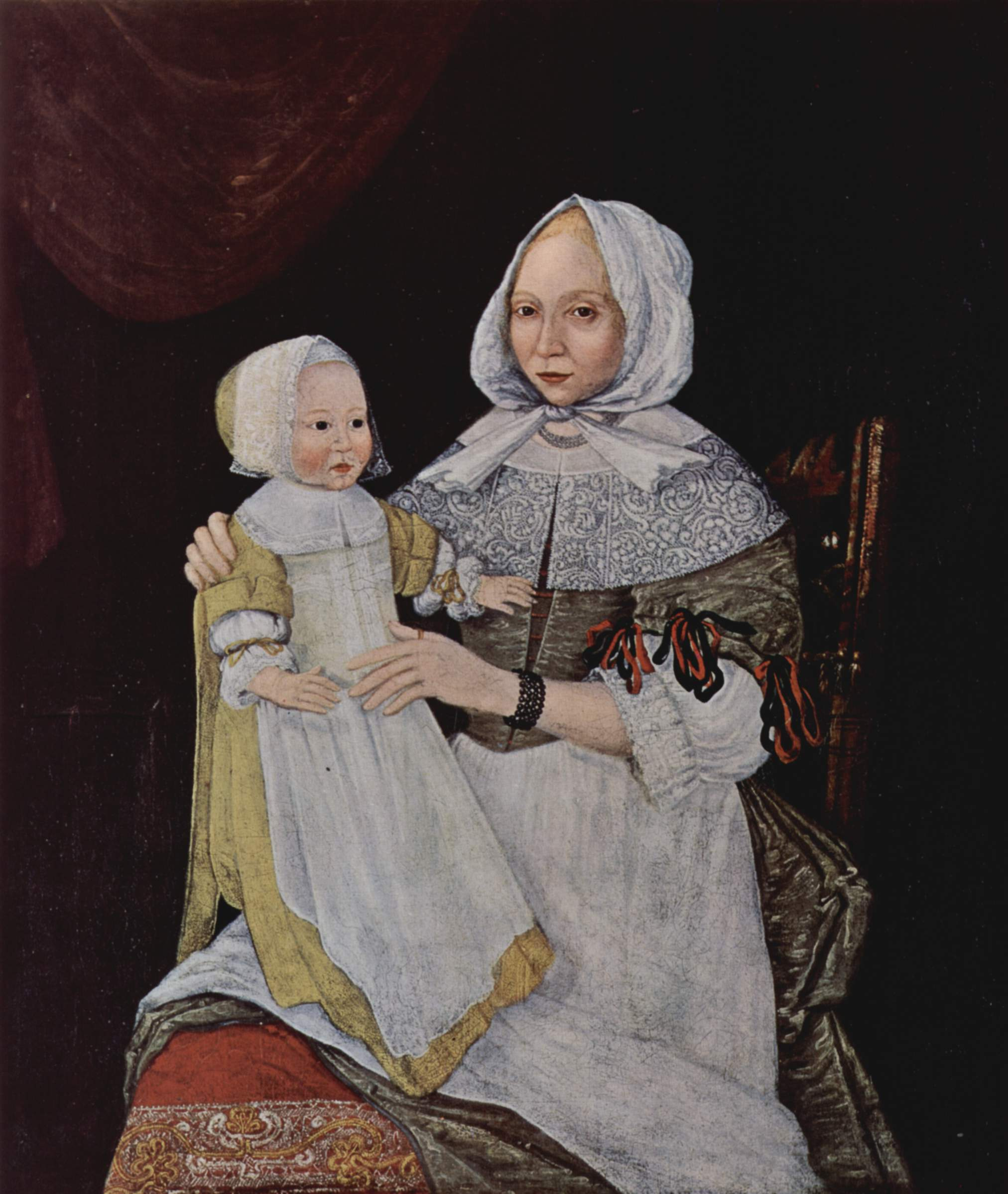
Анонимный мастер, 1674, «Миссис Элизабет Фрик и её дочь Мэри»

Одним из центром колониальной культуры британского образца была территория так называемой Новой Англии в районе горного хребта Катскилл и реки Гудзон. Практически единственным разрешённым жанром в то время стал портрет — с тёмным фоном, относительно яркими цветами и отсутствием перспективы. Провинциальный и скованный, бытовавший в то время портретный жанр отвечал вкусам богатых людей, был показателем роскоши и состоятельности. Колониальный портретный жанр имел англо-голландское происхождение и ничего общего с барочным искусством Европы или близкой к ним Мексики (прежней колонии Новой Испании). От того времени сохранилось несколько портретных образцов анонимного мастера второй половины XVII века, портреты женщин и детей из состоятельных семей.
Эмигранты из Нидерландов поселились в Новой Голландии и городе Новый Амстердам (ныне Нью-Йорк). В их домах встречались как портреты, так и изображение натюрмортов и пейзажей провинций Голландии.

## Восемнадцатый век

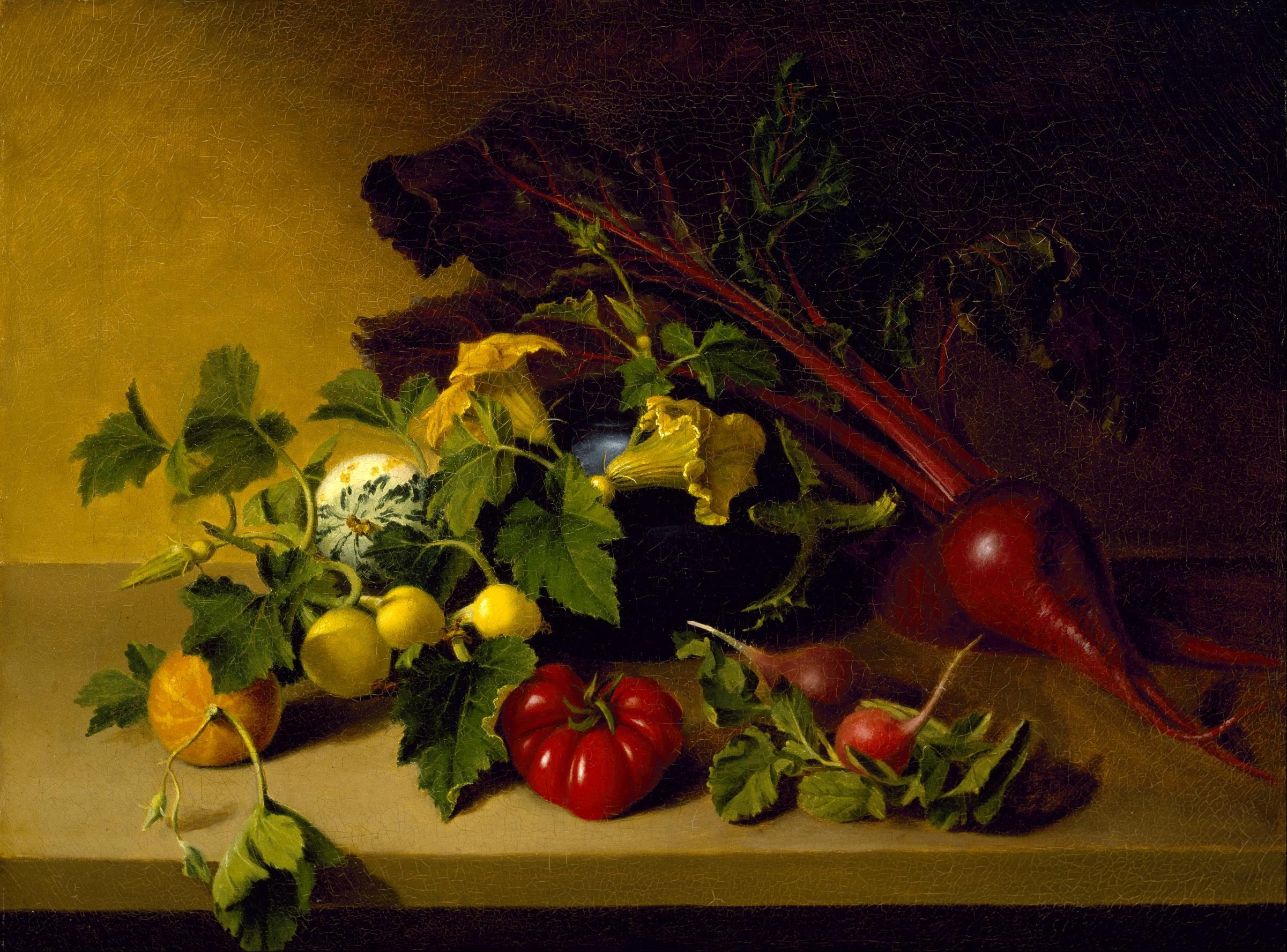
Джеймс Пил. Натюрморт с овощами, 1826

После провозглашения независимости в 1776 году, которая ознаменовала официальное начало американской национальной идентичности, новой нации понадобилось отображение её истории в изобразительном искусстве. Большинство картин ранней американской живописи (с конца XVIII века до начала XIX века) написано на исторические темы, включая портреты. Как в колониальной Америке, многие из художников, которые специализировались на портретах были самоучками. Особое место среди них занимают Джозеф Бадгер, Джон Брюстер и Уильям Дженнис. Местные художники следовали стилям британского искусства, с которыми были знакомы через гравюры и картины иммигрантов, таких как Джон Смайберт (1688—1751) и Джон Волластон (1742-75).
Роберт Феке (1707—1752), малоопытный живописец колониального периода, добился изысканности в стиле, учась у Смайберта (John Smybert). Живописец Чарльз Уиллсон Пил, получал художественное образование, изучая копии работ Смайберта, образцы европейской живописи, портреты деятелей американской революции. Его младший брат Джеймс Пил и четверо его сыновей — Рафаэль, Рембрандт, Рубенс и Тициан — тоже были художниками. Художник Гилберт Стюарт, рисовавший портреты чиновников, стал известен после печати его работ на американских почтовых марках XIX и начала XX века.
Джон Синглтон Копли рисовал символические портреты зажиточных купцов, в том числе портрет Павла (ок. 1768-70). Оригинальная версия его самой известной картины, Уотсон и акула (1778), находится в коллекции Национальной галереи искусств, есть и другие версии картины, хранящиеся в Бостонском музее изящных искусств и в Детройтском Институте искусств. Бенджамин Уэст рисовал портреты, а также исторические картины на темы французской и индийской войны. Художник Вест работал в Лондоне, где учил многих американских художников, включая Вашингтона Олстон, Ральфа Эрла, Джеймса Эрла, Сэмюэля Морзе, Чарльза Уилсона Пил, Рембрандта Пил, Гилберта Стюарта, Джона Трамбулла, Мазера Брауна, Эдварда Сэвиджа и Томаса Салли. Джон Трамбулл (Trumbull) рисовал эпизоды войны за независимость США. Пейзажи писались в качестве живописного фона для портретов.

### Произведения ранних американских художников

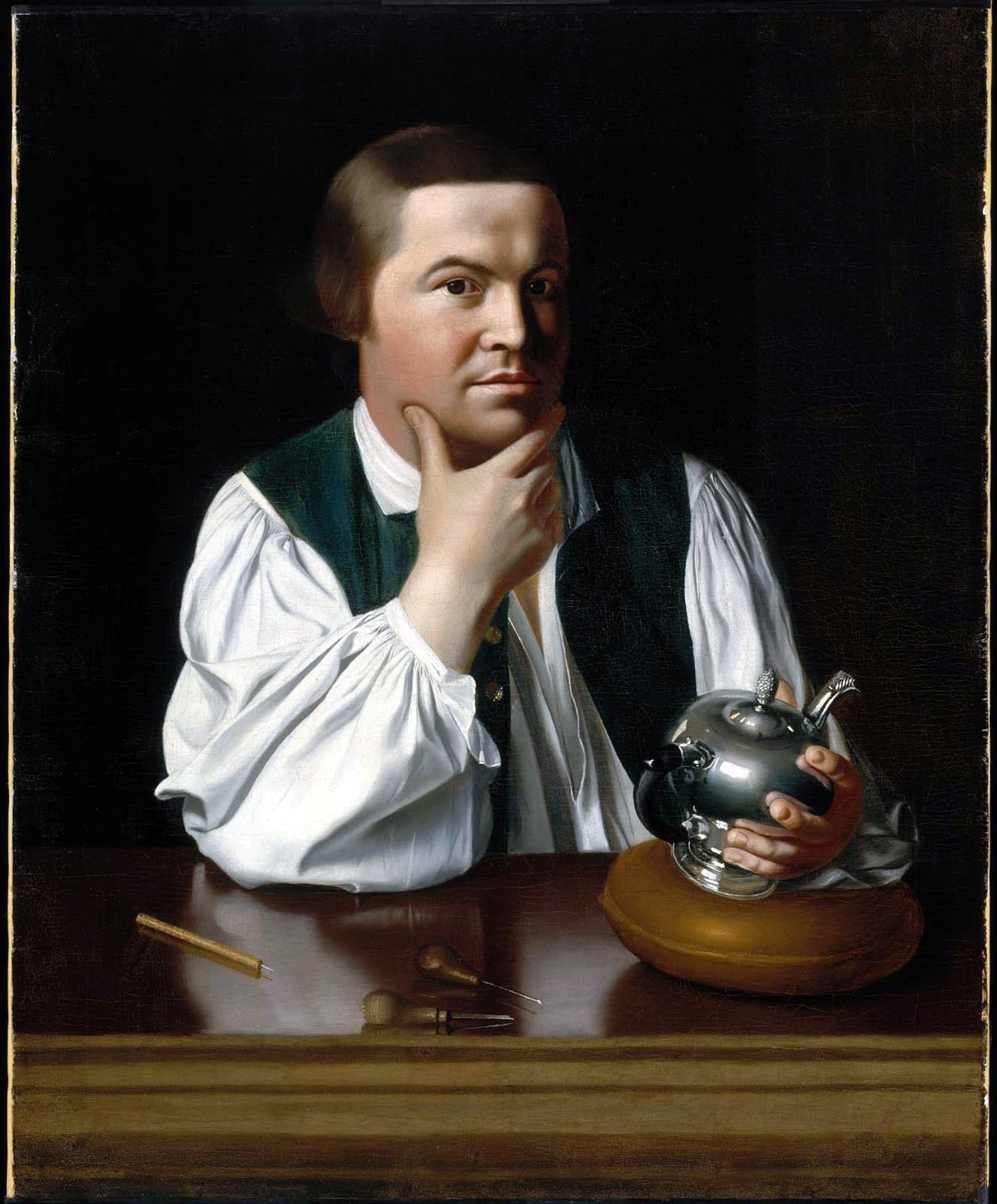
Джон Синглтон Копли, Поль Ревир. 1768–70, Бостон
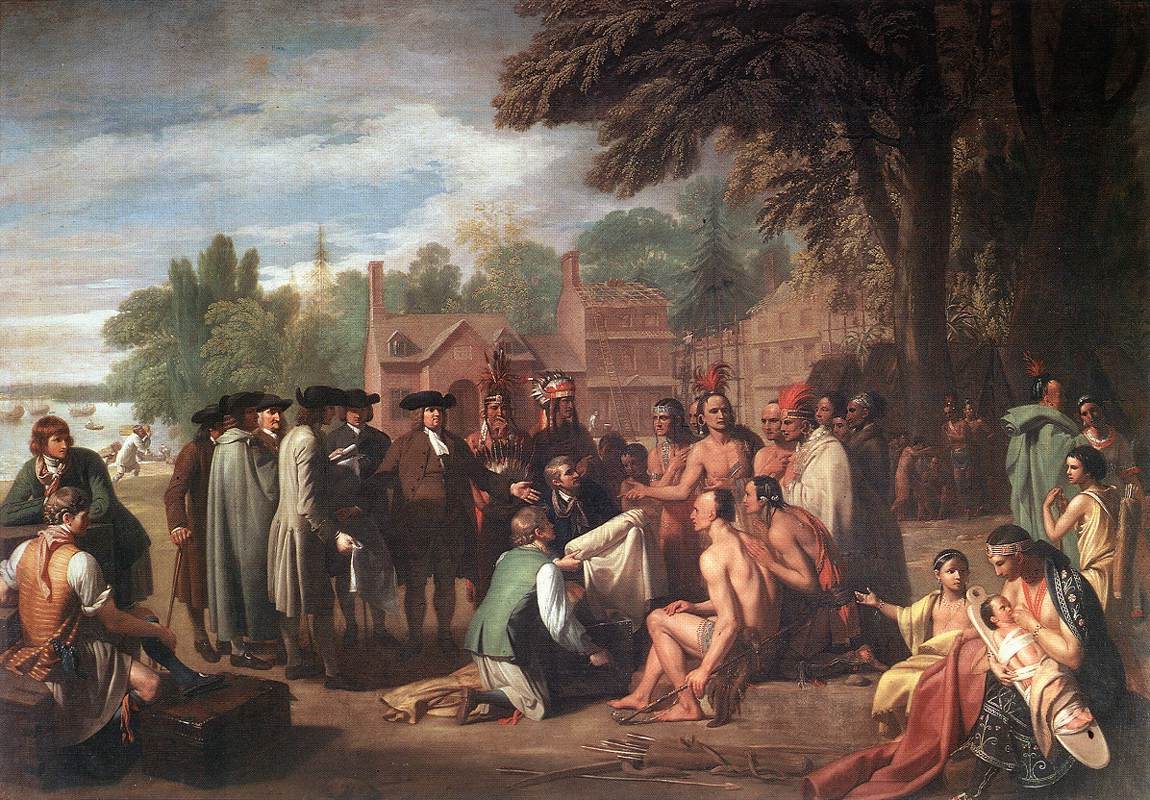
Бенджамин Уэст. «Договор между мистером Пэном и американскими индейцами». 1772, Филадельфия, Академия искусств Пенсильвании, США
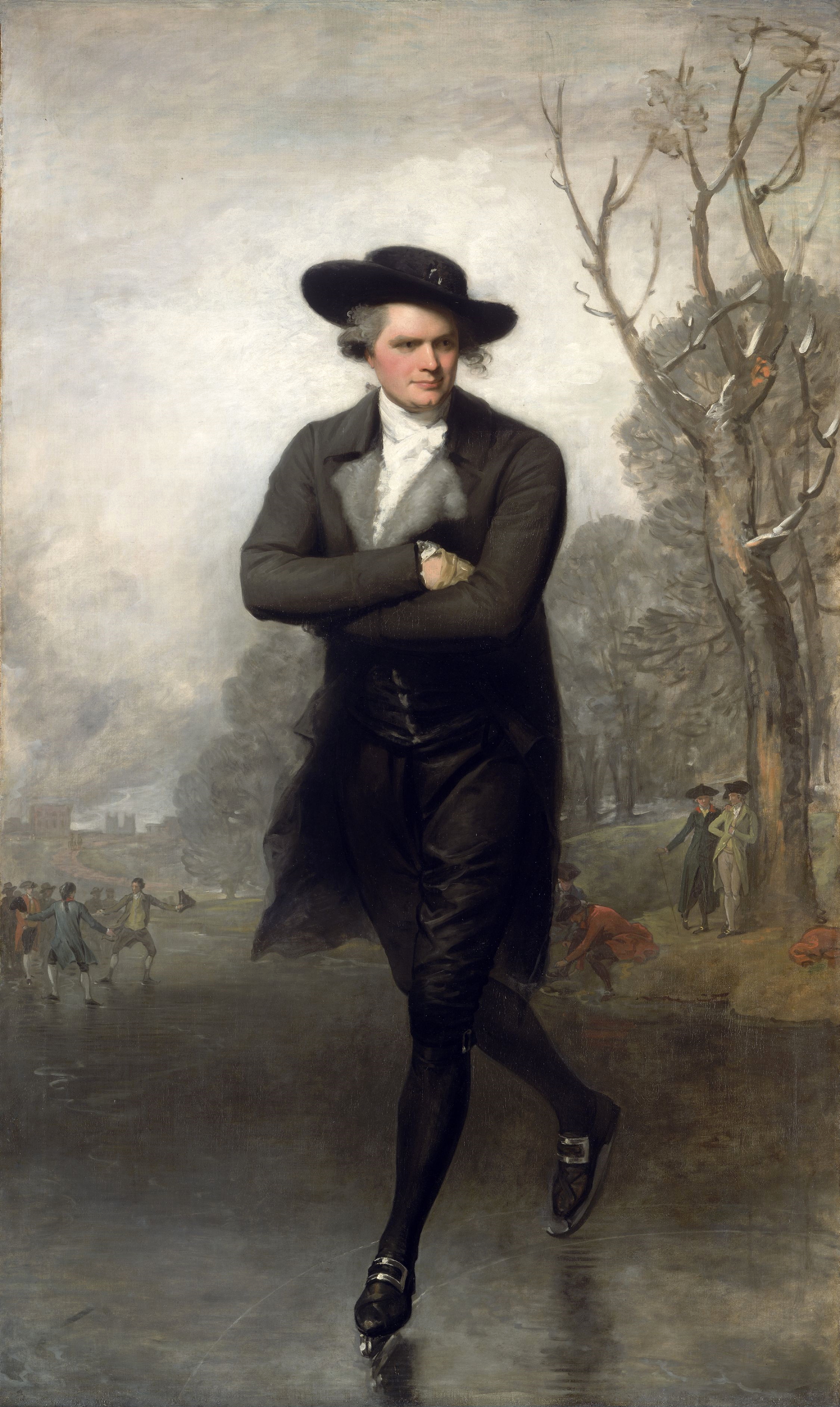
Гилберт Стюарт, конькобежец, 1782, Национальная Галерея искусств, Вашингтон
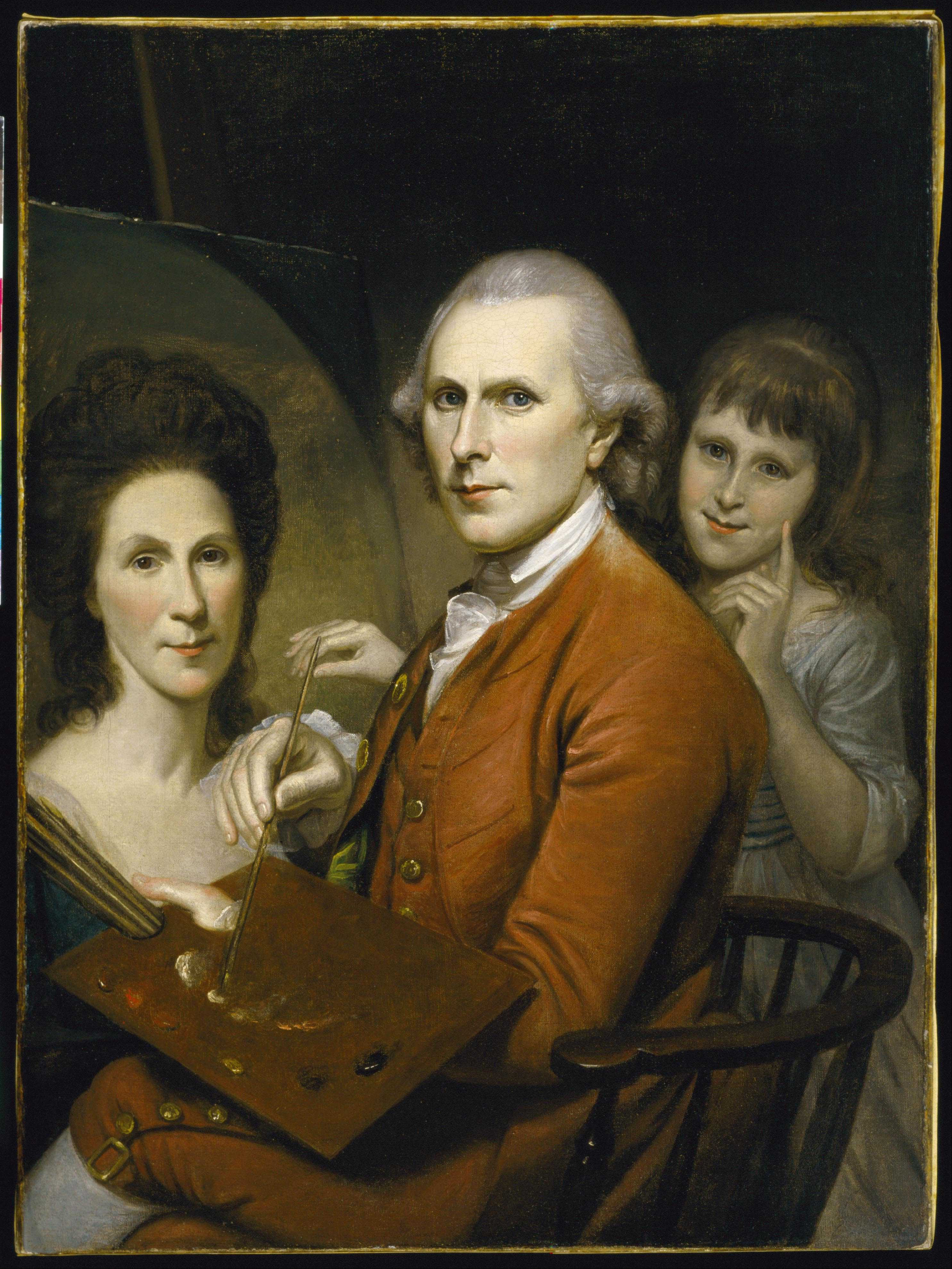
Чарльз Уиллсон Пил, автопортрет, 1782-1785, музей изящных искусств Хьюстона
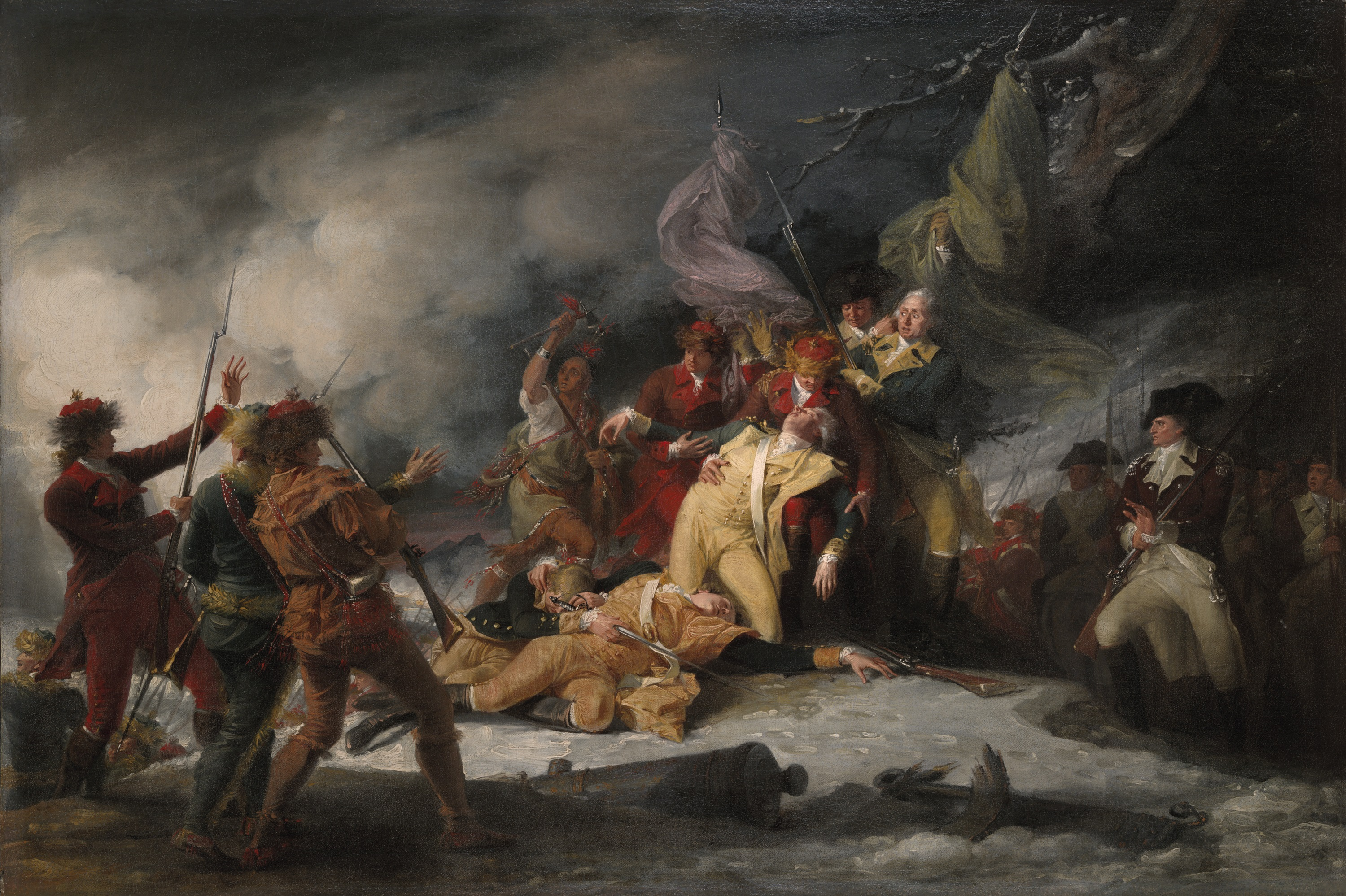
Джон Трумбул, смерть генерала Монтгомери в  Квебеке, 31 декабря 1775 года, 1786, художественная галерея Йельского университета
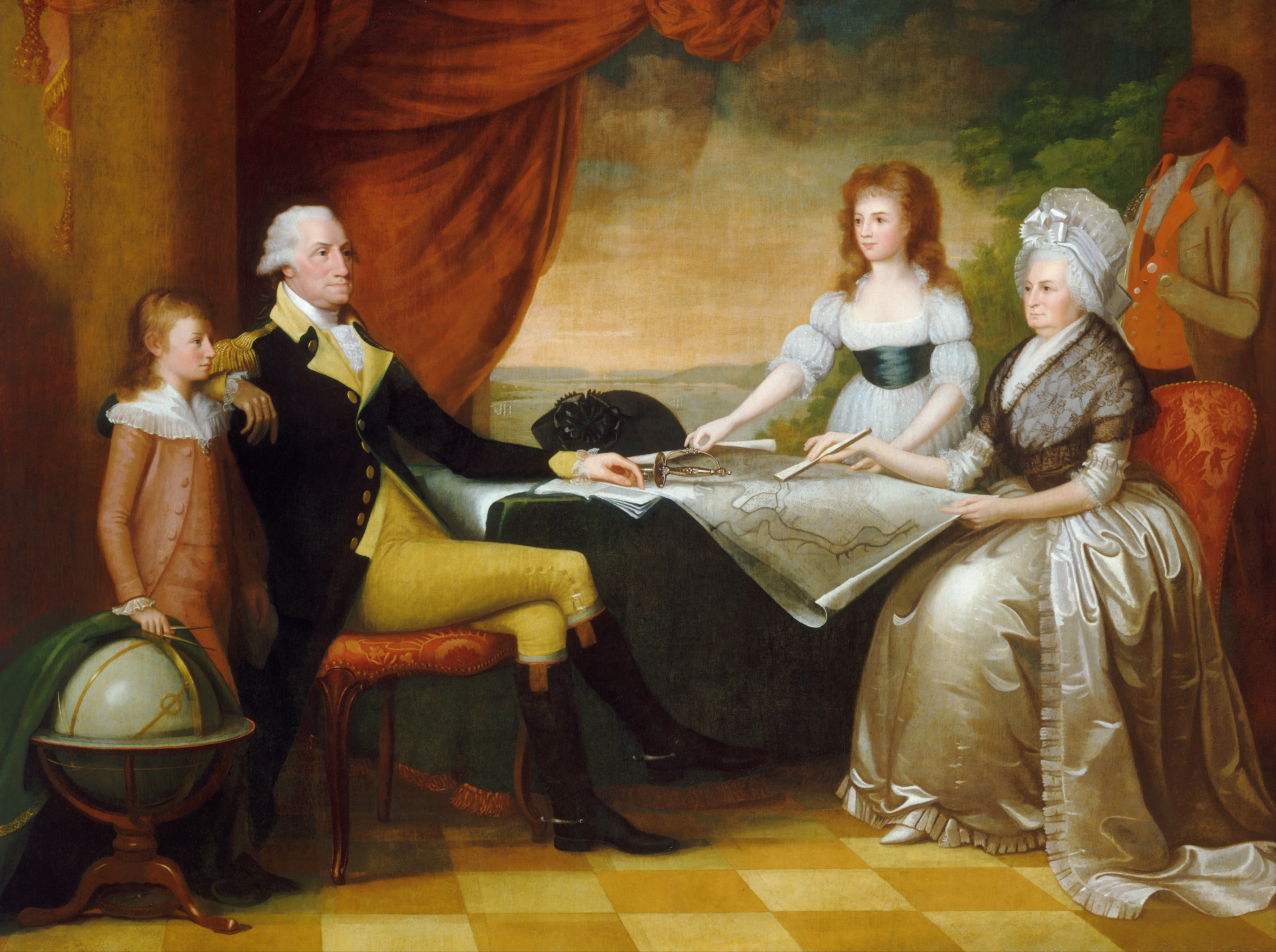
Эдвард Сэвидж, семья Вашингтона, 1789-96, Национальная Галерея искусств, Вашингтон
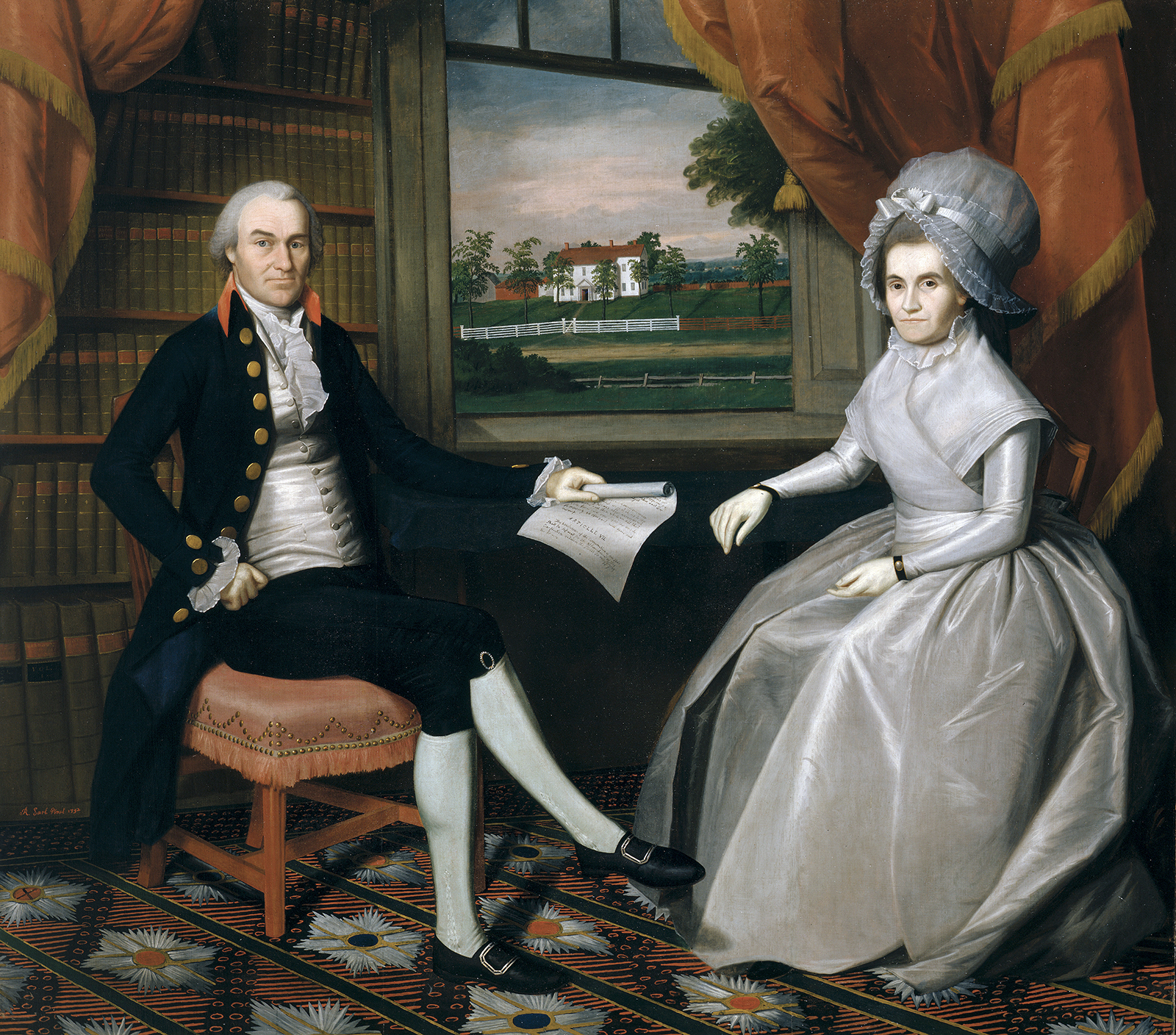
Ральф Эрл, портрет Оливер Эллсворт Уолкотта и Абигейл Эллсуорт, 1792, муз. Уодсворт Атенеум
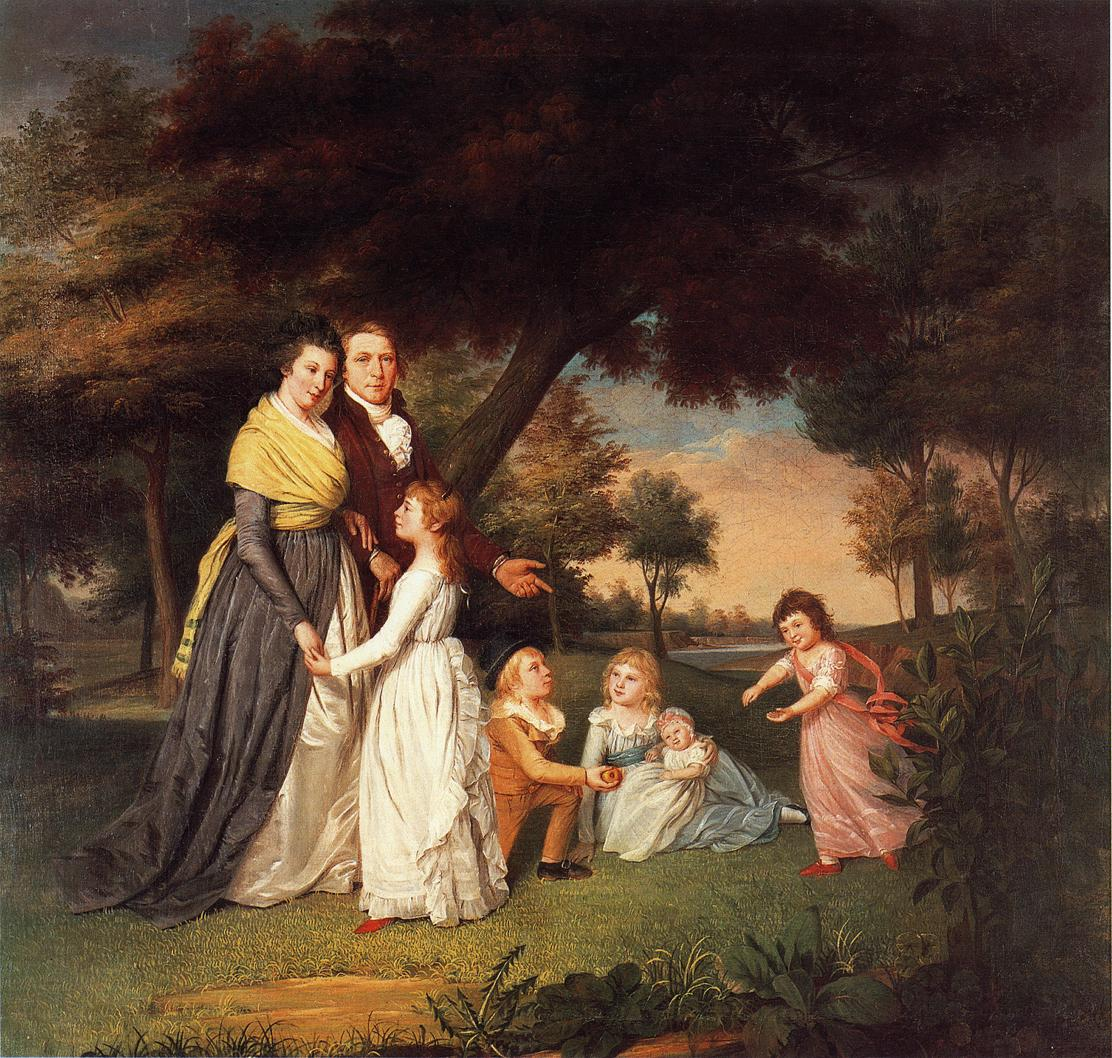
Джеймс Пил, художник и его семья, 1795. Пенсильванская академия изящных искусств
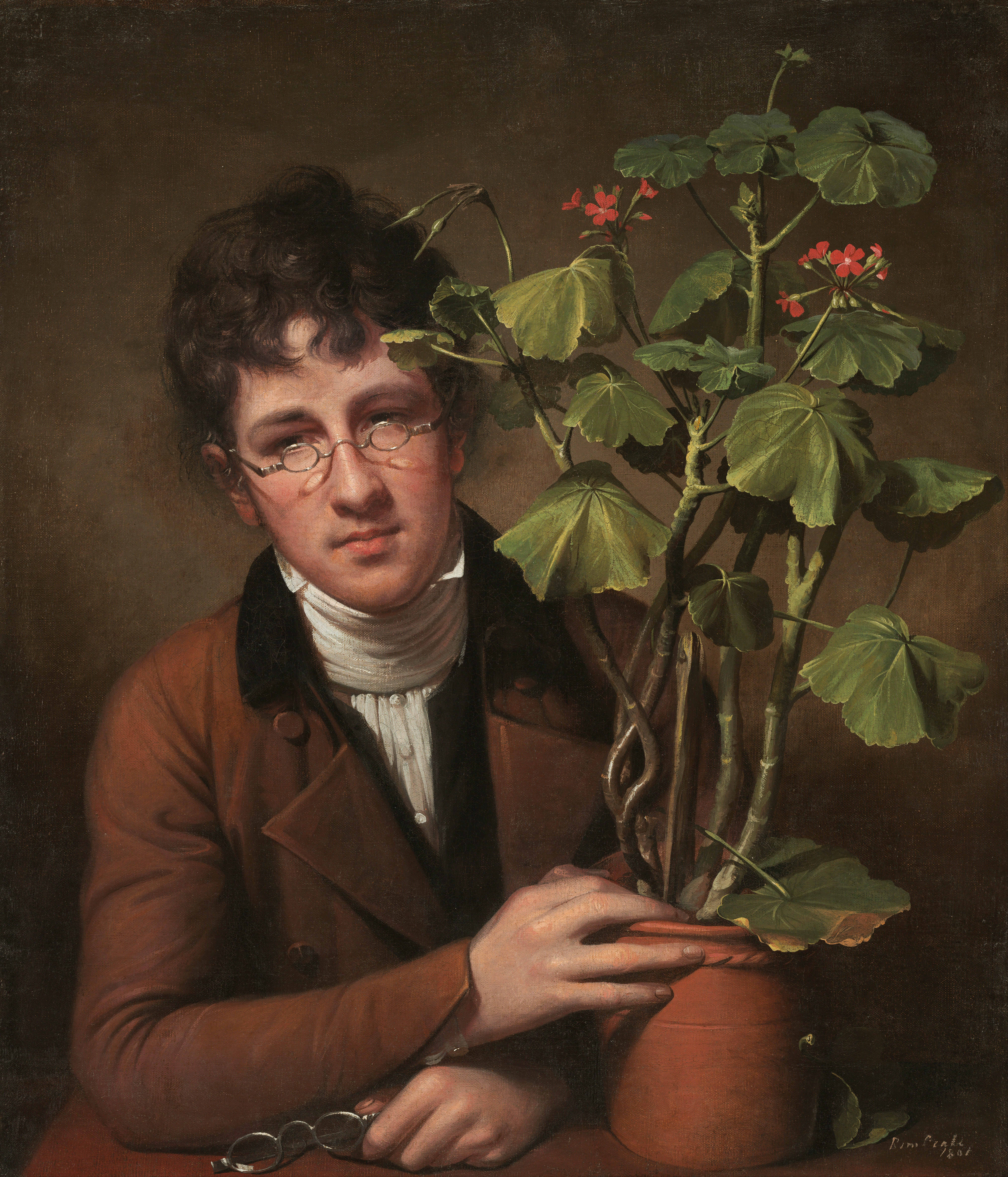
Рембрандт Пил, Рубенс с Геранью, 1801, Национальная Галерея искусств, Вашингтон
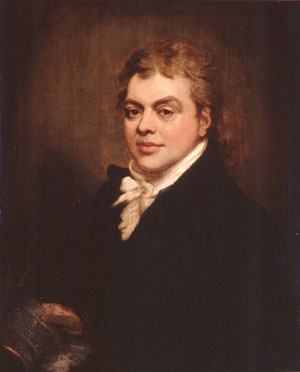
Мазер Браун, автопортрет, гр. 1812

## Девятнадцатый век

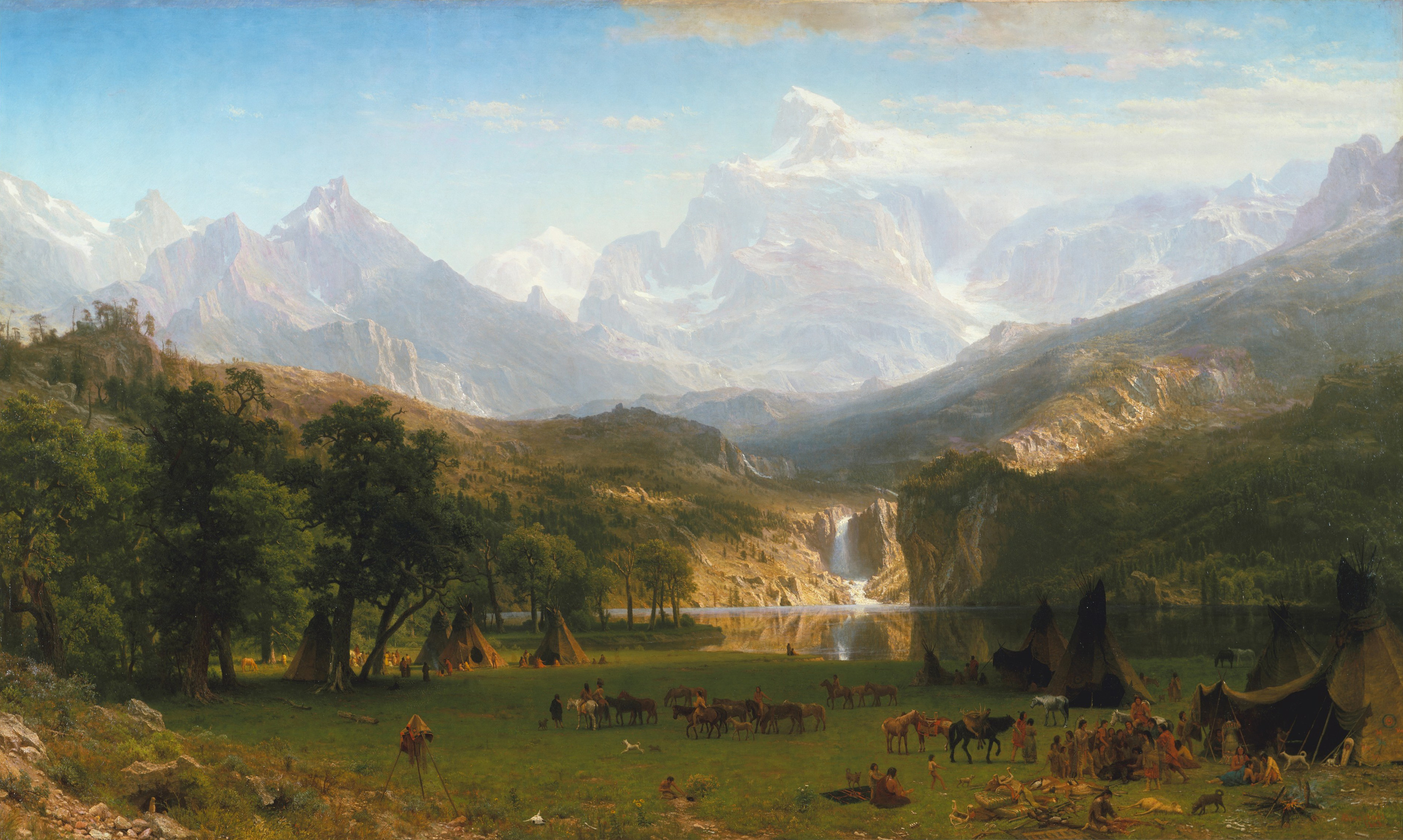
Альберт Бирштадт, Скалистые горы, пик Ландера, 1863, музей Метрополитен: школа реки Гудзон

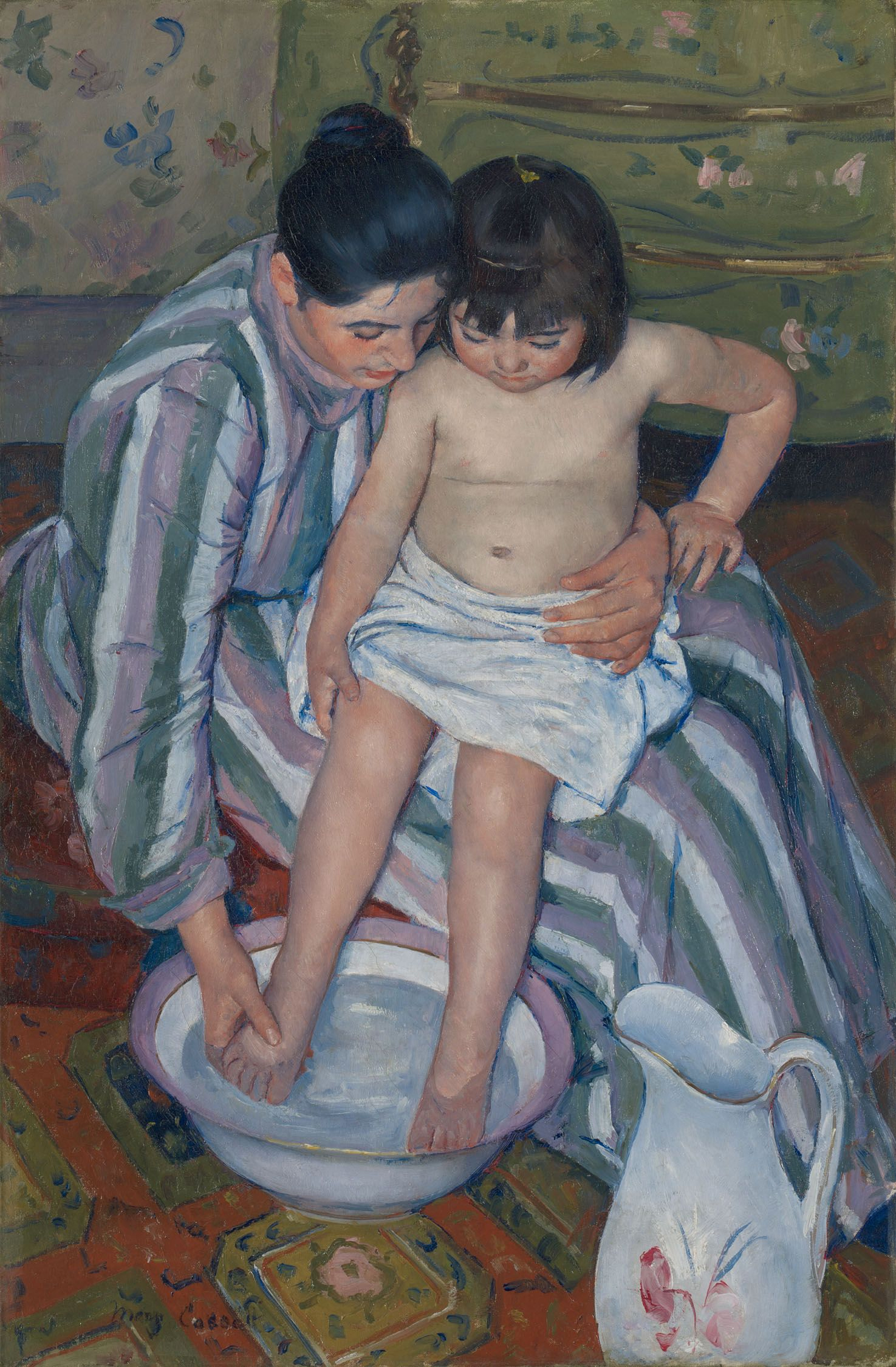
Мэри Кассат, Ванны 1891—1892, Чикагский институт искусств

Джеймс Макнейл Уистлер, композиция в сером и чёрном: мать художника, 1871, картина известна как Мать Уистлера, музей Орсэ, Париж

В Америке в 1820 году была создана первая школа живописи— школа реки Гудзон. У её истоков стоял Томас Коул, в неё также вошли Альберт Бирштада, Фредерик Эдвин Черч, Томас Даути и ряд других художников.
Живопись художников школы реки Гудзон характеризовала прямота и простота видения. Она вдохновляла таких художников, как Джон Кенсетт и художников стиля люминизм (Luminists); Джордж Иннесс и художников стиля Тонализм (в который вошли Альберт Пинкхем Райдер, Блейклок Ральф и другие), Уинслоу Хомер (1836—1910), которые изображали сельскую Америку, море, горы, людей, живущих рядом с ними.
Пейзажист школы Роберт С. Данкансон был одним из первых серьёзных афро-американских художников. Джон Джеймс Одюбон, художник направления ornothologist, рисующий птиц, был одним из серьёзных художников-натуралистов Америки. Его главной работой был набор цветных гравюр под названием Птицы Америки (1827—1839). Она является одной из лучших орнитологических работ.

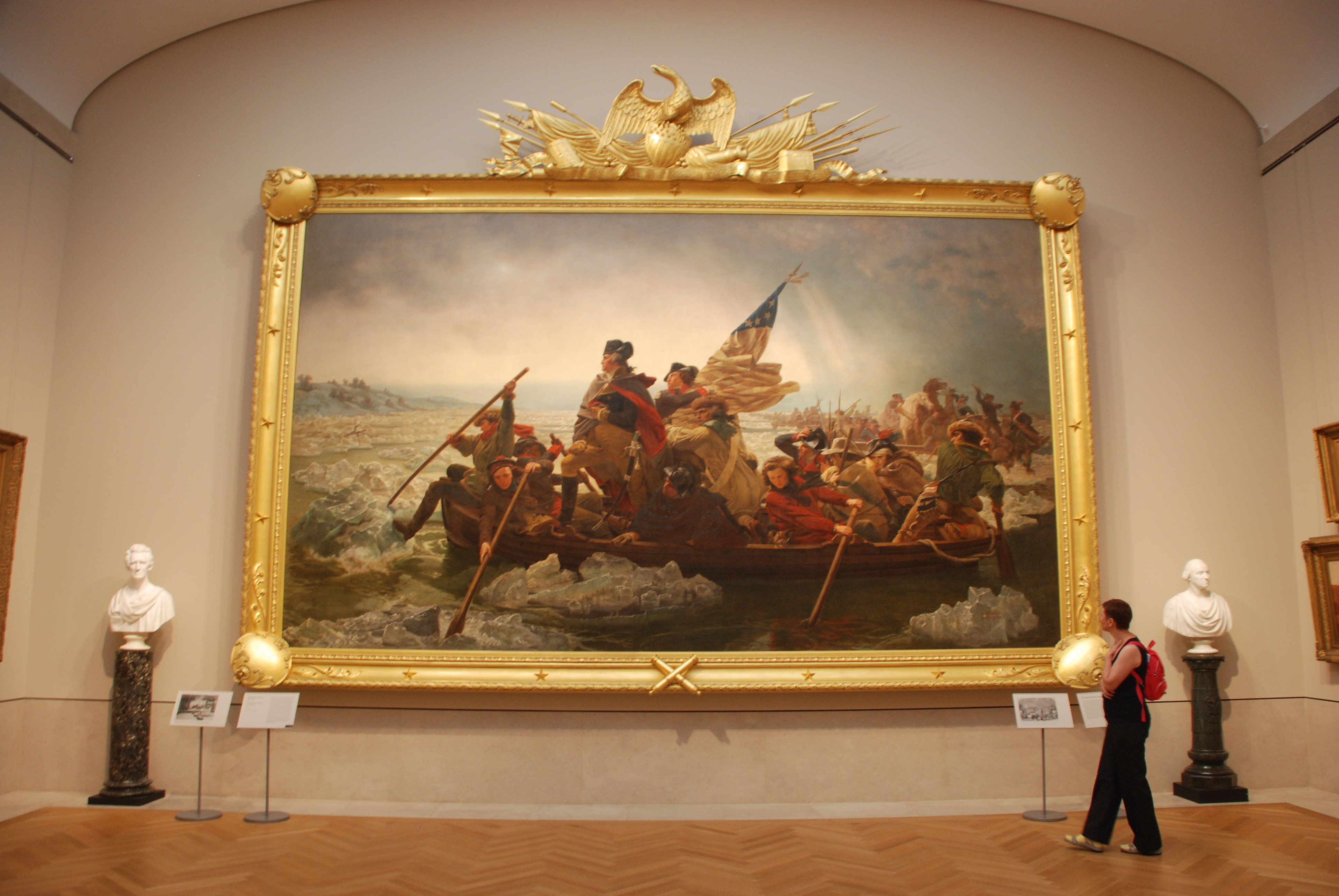
Картина «Вашингтон пересекает Делавэр» в музее Метрополитен

Картины Великого Запада подчеркивающие огромные просторы территории, культуру народа, живущего на ней, стали самостоятельным художественным жанром. Художник Джордж Кетлин изображал Запад и его людей с максимальной достоверностью. Художник Джордж Калеб Бингхэм, позднее Фредерик Ремингтон, Чарльз М. Рассел, фотограф Эдвард С. Кертис и другие фиксировали американское наследие посредством изобразительного искусства.
Историческая живопись была менее популярным жанром в американском искусстве XIX века, тем не менее картина «Вашингтон пересекает Делавэр», нарисованная немцем по рождению Эмануэлем Лойце является одной из самых известных американских картин. Исторические и военные картины Уильяма Трего (William B. T. Trego) были опубликованы после его смерти.
Многочисленными портретами важных особ своего времени известны художники Томас Салли и Джордж Хили. Изображению горожан среднего класса посвятил своё творчество художник Томас Икинс (1844—1916). В его живописи и фотографиях большое место занимает изображение обнажённого и полуобнажённого тела (чаще мужского). Он сделал много изображений спортсменов, включая гребцов и борцов. Большой интерес Икинса вызывала передача движений человеческого тела.. Одним из его учеников был Генри Оссава Таннер, первый афро-американский художник, добившийся международного признания.

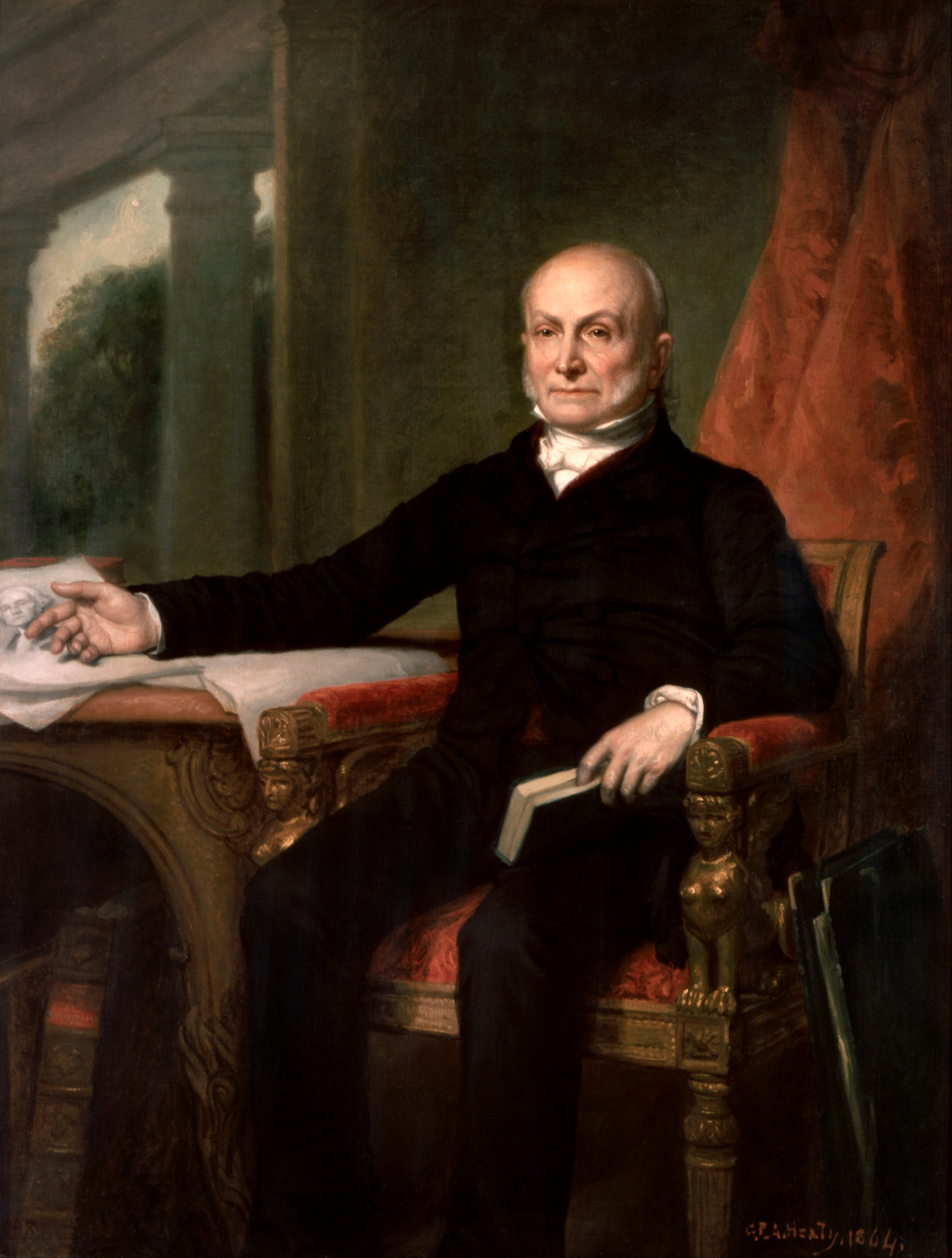
Джордж Хили, Адамс, Джон Куинси
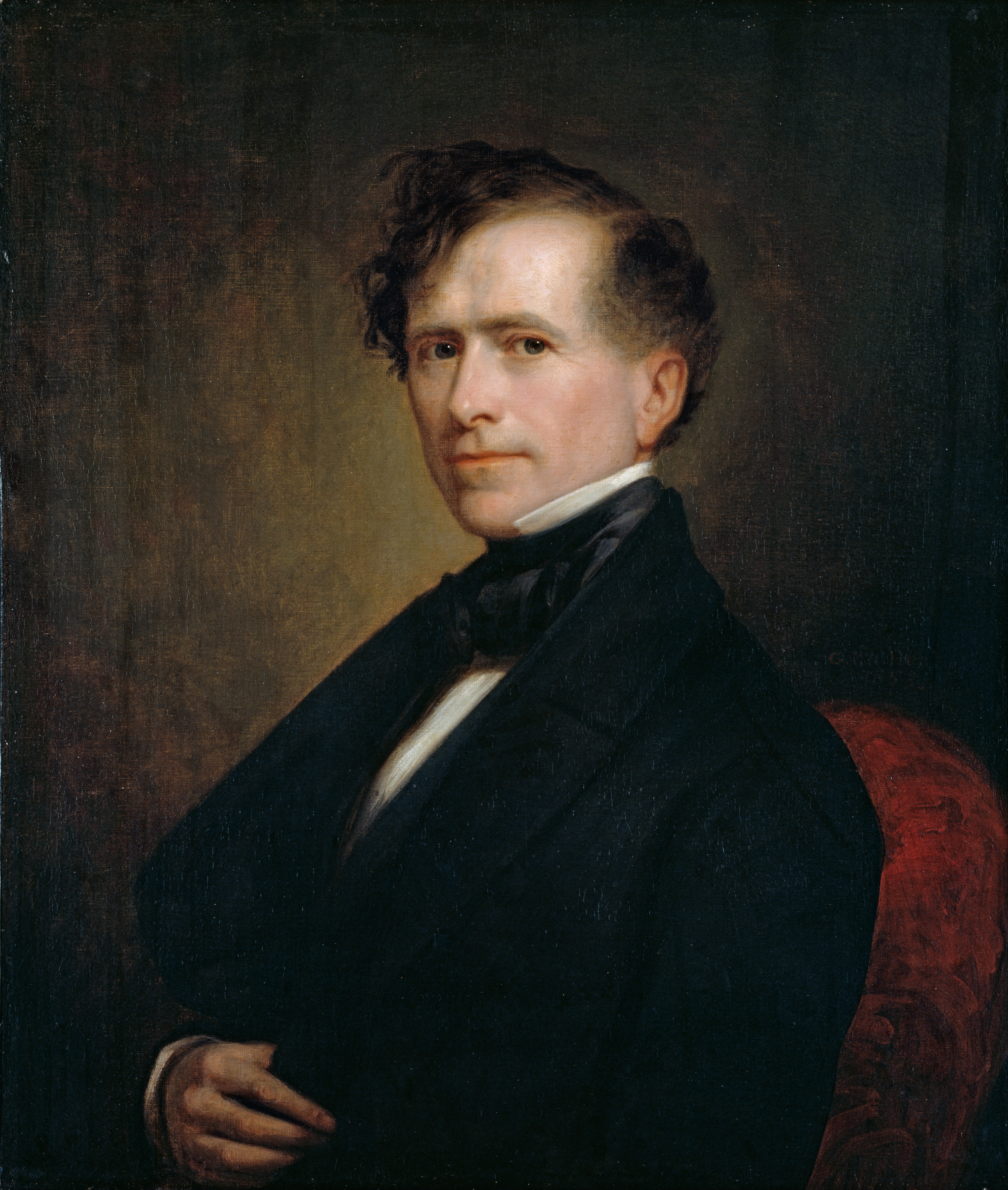
Джордж Хили, Пирс, Франклин
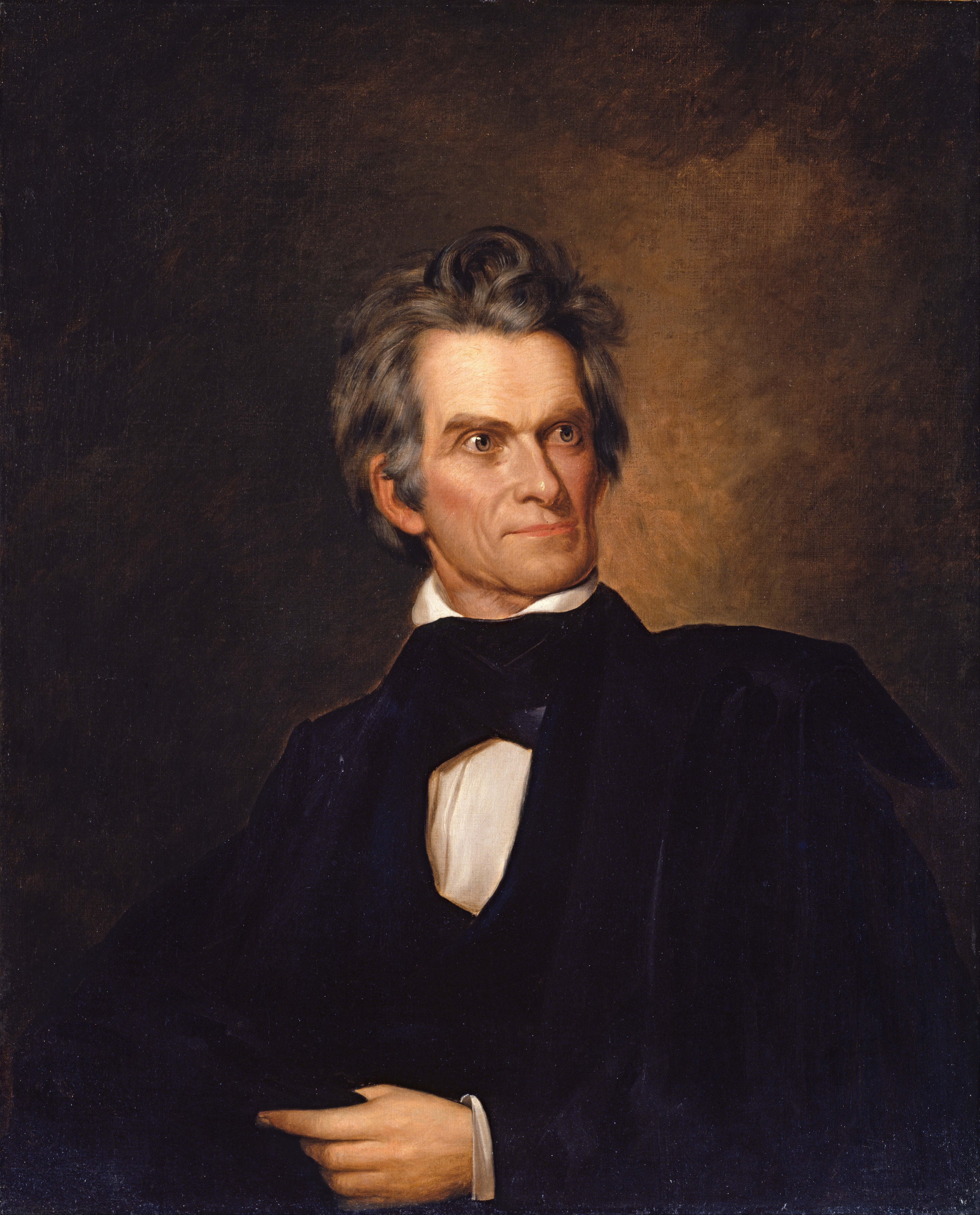
Джордж Хили, Кэлхун, Джон Колдвелл
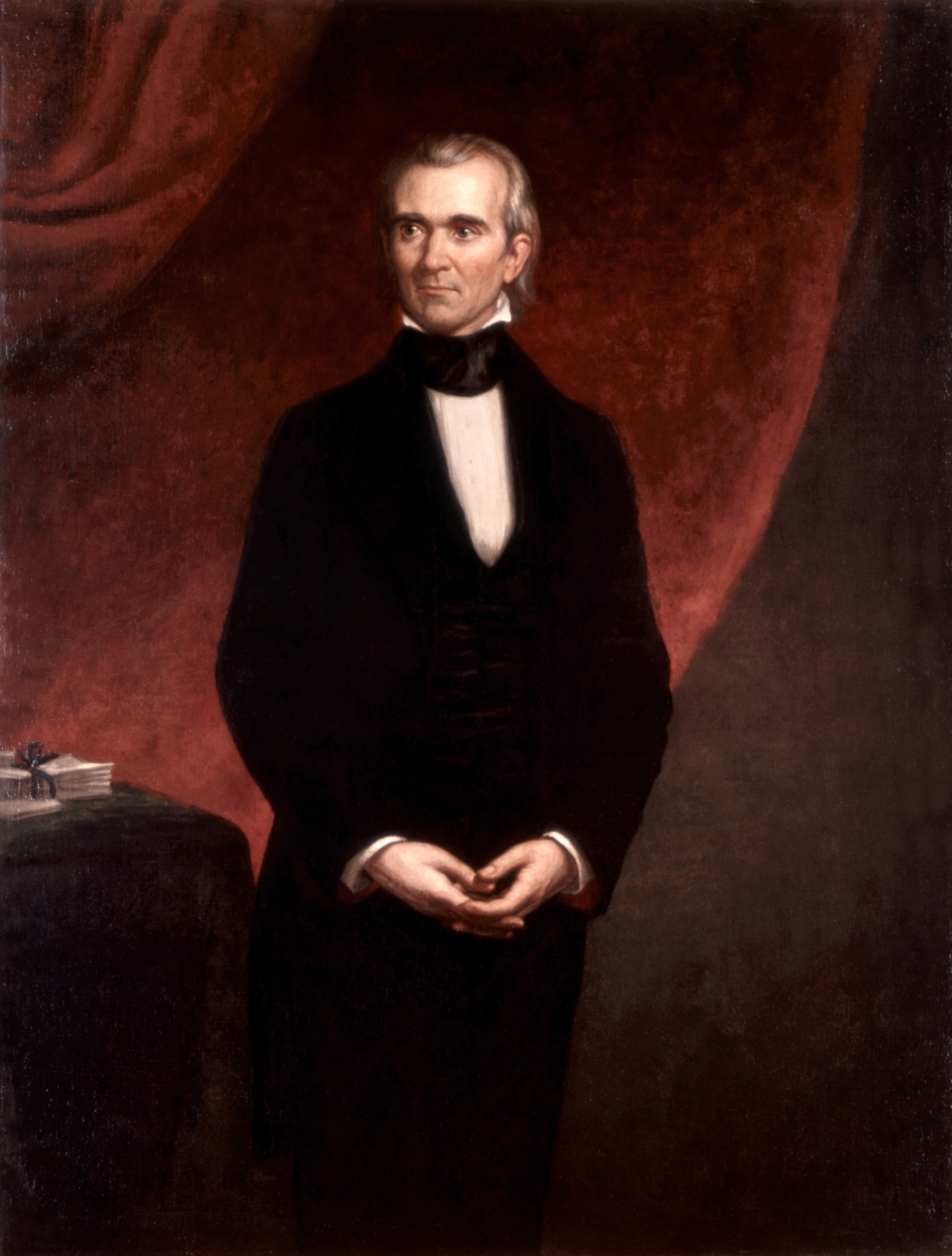
Джордж Хили, Полк, Джеймс Нокс

Технический приём обманка использовали при изображении натюрморта Рафаэль Пил (один из братьев-художников семьи Пил), Уильям Майкл Харнетт (1848—1892) и Джон Ф. Пето.
Самым успешным американским скульптором своего времени был Хирам Пауэрс. Он уехал из Америки в его начале тридцатых годов, чтобы провести остаток своей жизни в Европе. Там он занимался моделированием скульптур обнажённых женщин (Гречерская рабыня, Ева соблазнила). Часть интересных художников, которые считаются американцами, провели большую часть своей жизни в Европе, в частности: Мэри Кассат, Джеймс Макнейл Уистлер и Джон Сингер Сарджент. Все они находились под влиянием французского импрессионизма. Теодор Робинсон побывал во Франции в 1887 году, подружился с Моне, и стал одним из первых американских художников, освоивших новую технику живописи. В последние десятилетия XIX века ставший популярным стиль американский импрессионизм присутствовал в творчестве художников Чайльда Хассама и Фрэнка У. Бенсона.

## Бытовой жанр
Бытовой жанр в американской живописи получил развитие с первой половины XIX века. Этому способствовало книгопечатание с описаниями событий и творчество сторонника бытового жанра, художника Уильяма Сиднея Маунта. Художника Уильяма Сиднея Маунта считают основателем бытового жанра в американской живописи.
Впоследствии бытовой жанр обогатился тематически и отошёл от изображения идиллического досуга провинциалов с картами, неспешной работой, танцами и помолвкой. В Соединённых Штатах началась активная промышленная революция и быстрая урбанизация .
Художники начали фиксировать быт жителей крупных городов и их неуклюжие развлечения. Бытовой жанр лишается идиллических сцен (Уолтер Гай, «Милосердие», 1889) и представляет то проповедь модного миссионера (Джордж Беллоуз, «Проповедь», 1915), то скуку в публичном парке (Эверетт Шинн, «Грин парк в Лондоне», 1908), то бессмыслицу боксёрских боев (Джордж Беллоуз. «Сражайтесь за пари в Шарки», 1917) или ожесточённую драку пьяниц — посетителей бара (Антон Отто Фишер, 1882—1962, «Драка в баре», 1912).
Отсутствие значительных идей в искусстве продвигает бытовые сцены в монументальное искусство (худ. Киндред Маклер, «Почтовые операции», 1937 г., художница Мэрион Гринвуд, стенопись «Разгрузка овощей и фруктов», Виктор Михайлович Арнаутов, «Обработка хлопчатника»).

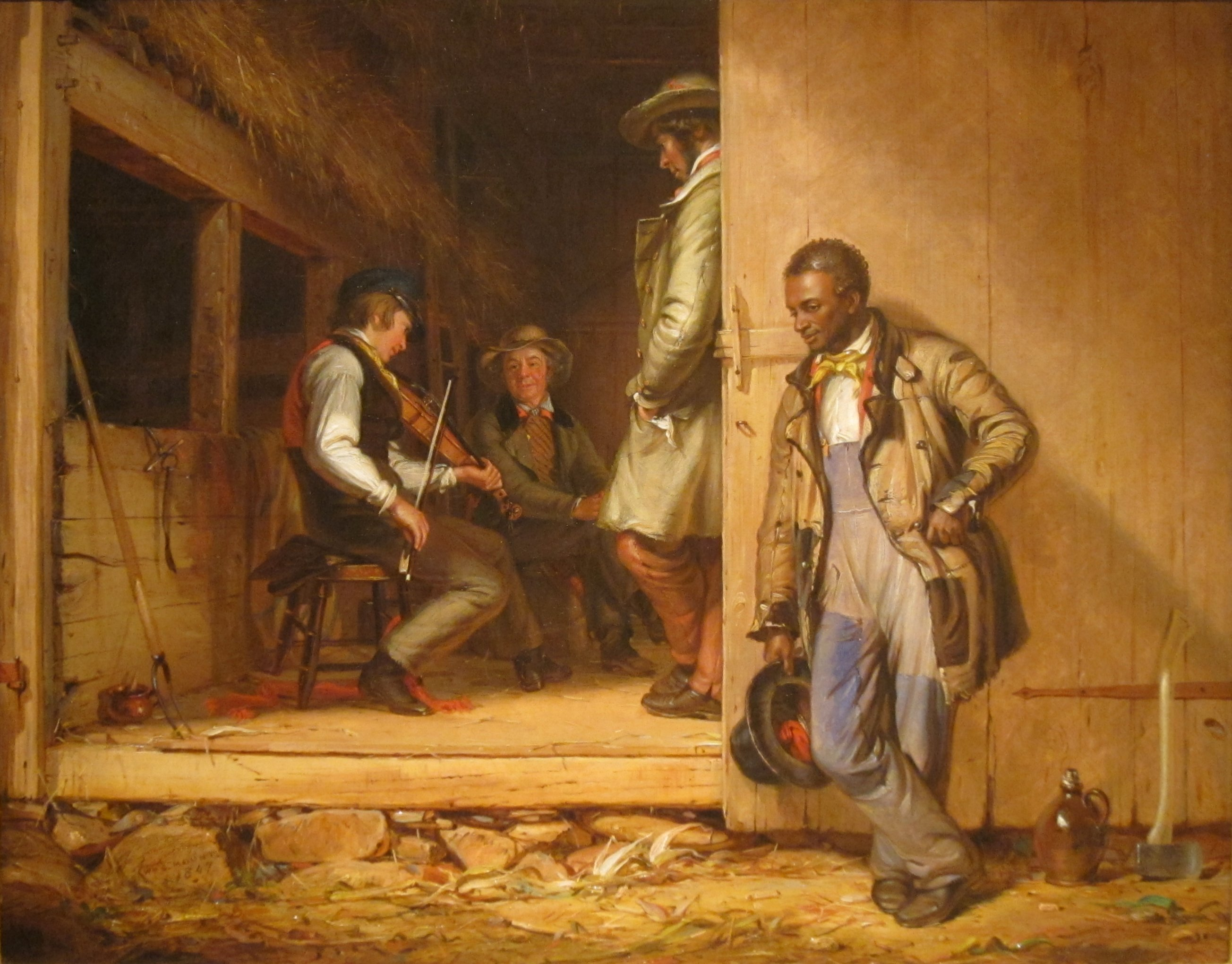
Уильям Сидни Маунт. «Необратимая мощь музыки», 1847
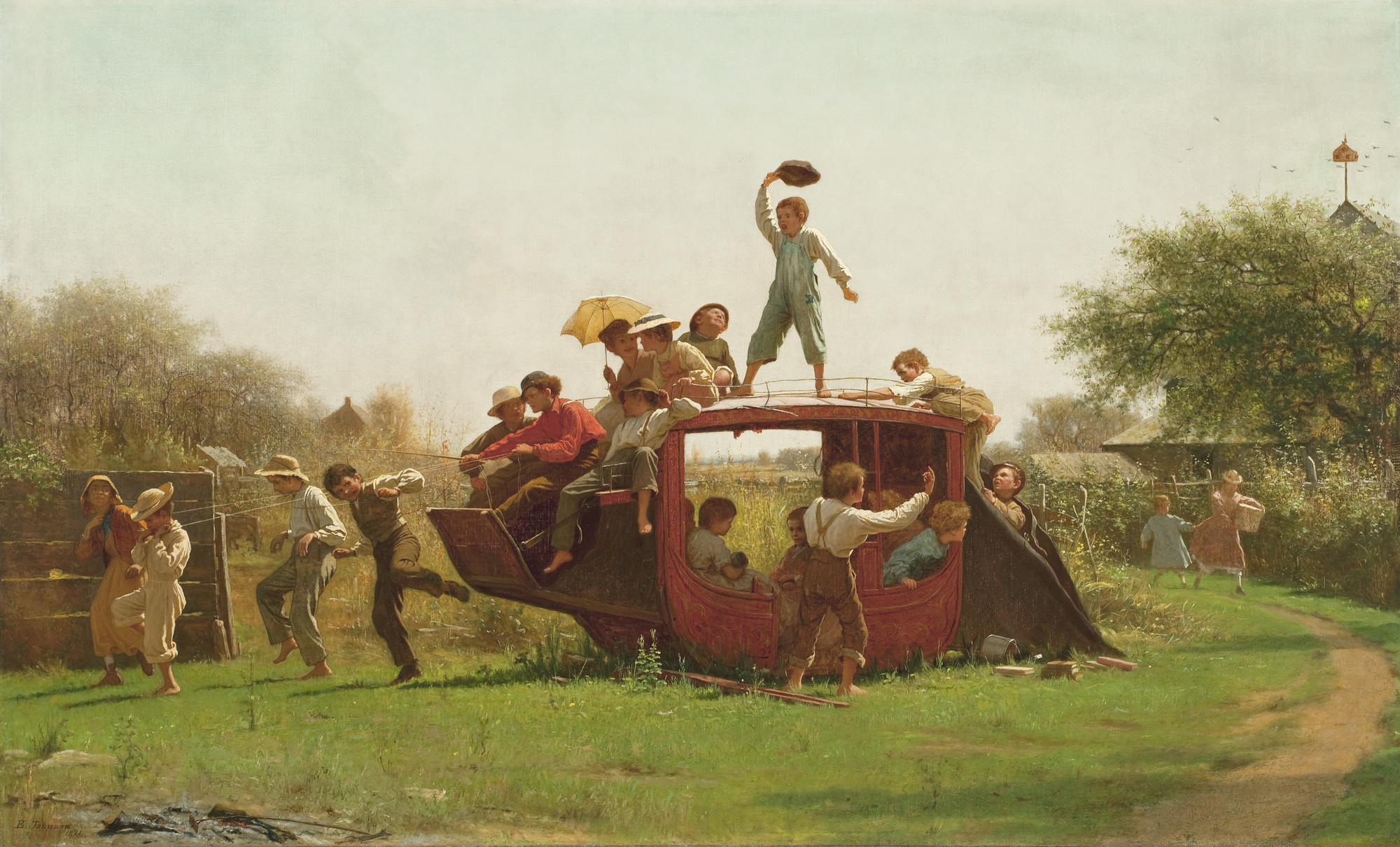
Истмен Джонсон. «Счастье заброшенного дилижанса», 1871
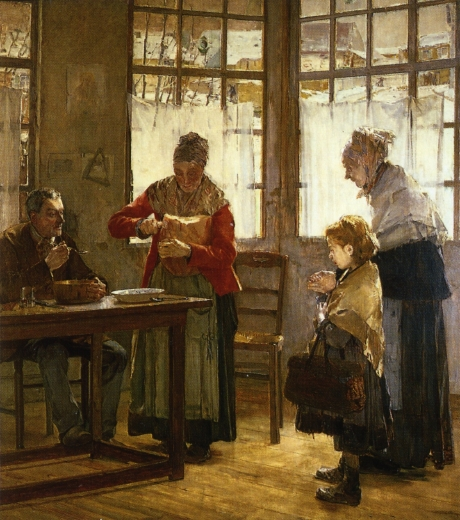
Волтер Гай, «Милосердие», 1889
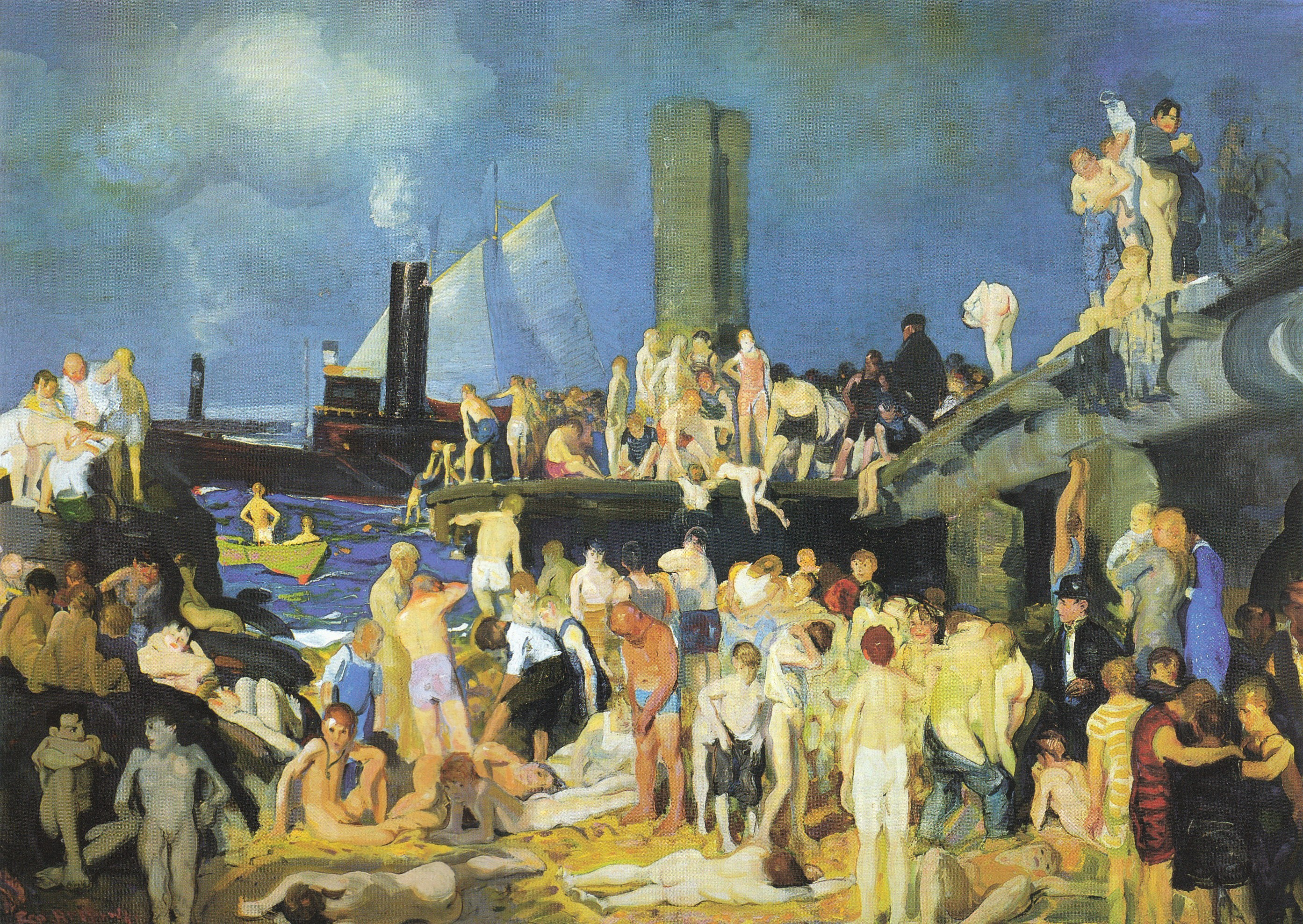
Джордж Беллоуз. «Толпа. Побережье », 1915
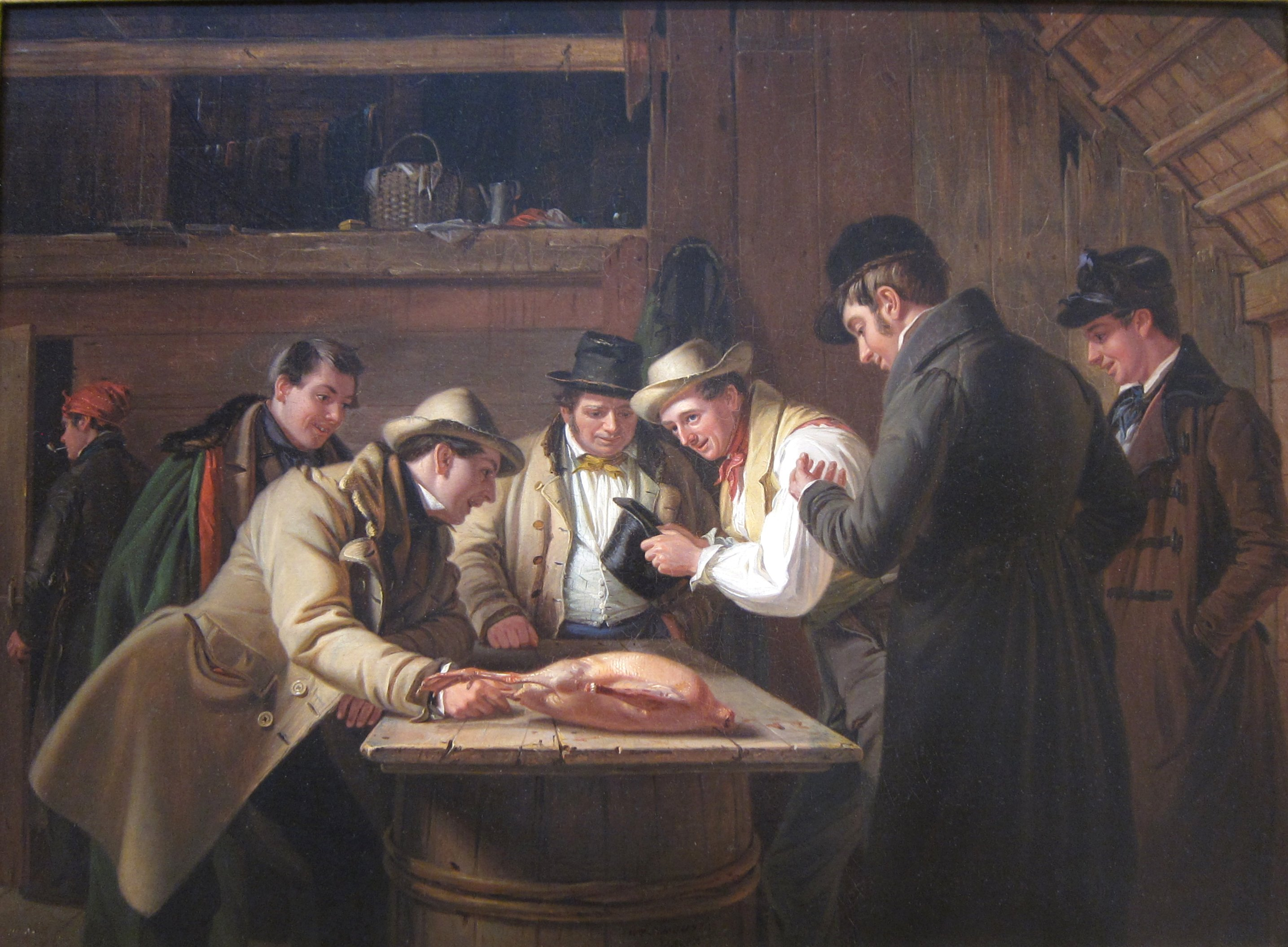
Уильям Сидни Маунт. «Разыгрывают гуся», 1837
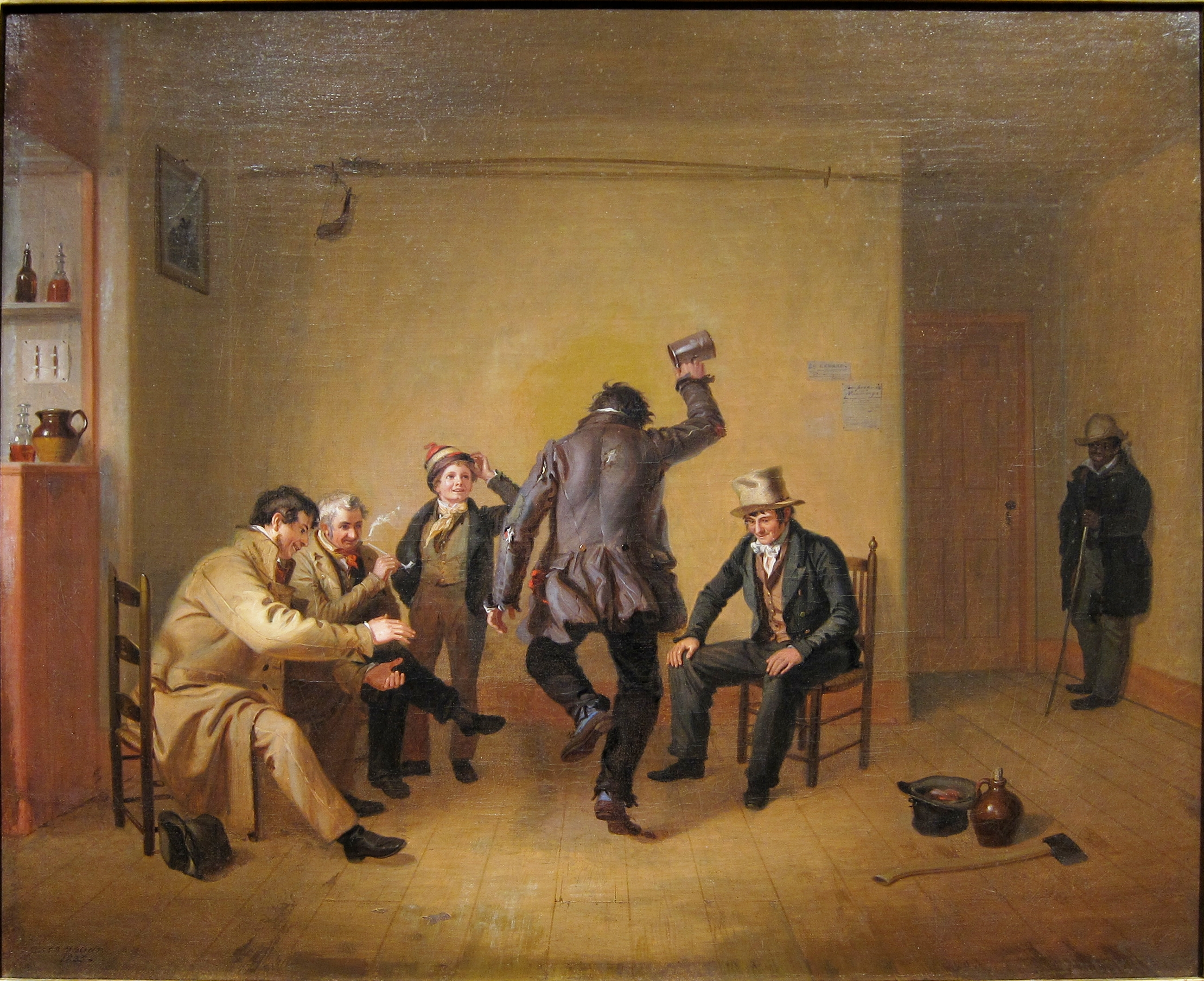
Уильям Сидни Маунт . «Танцор в баре», 1835
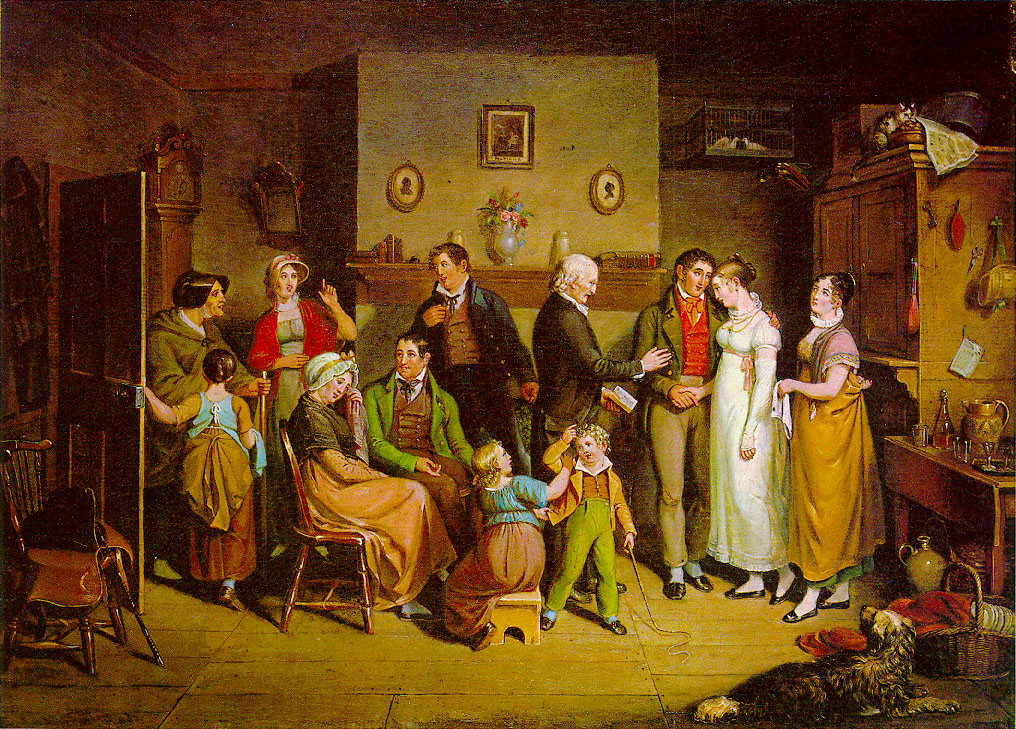
Джон Льюис Криммель. «Сельские свадьбы в Пенсильвании», 1820
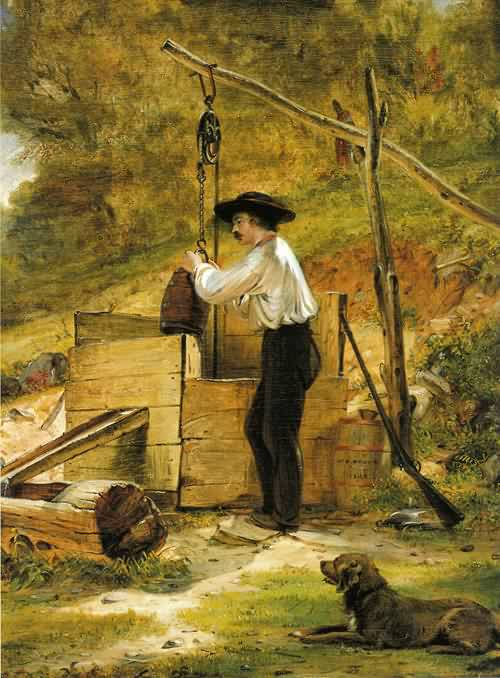
Уильям Сидни Маунт. «У колодца», 1848
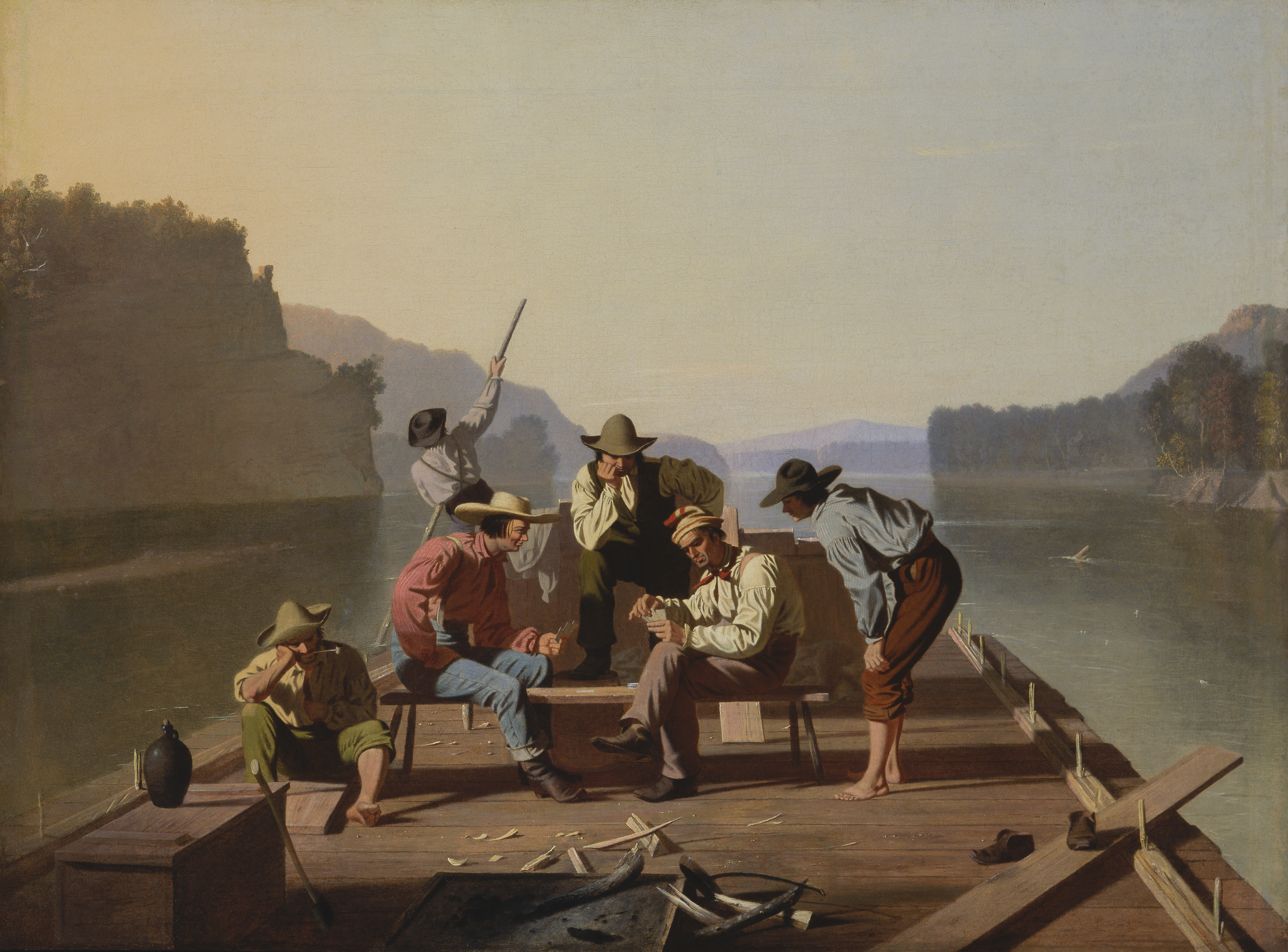
Джордж Калеб Бингем. «Плотогоны играют в карты», 1847
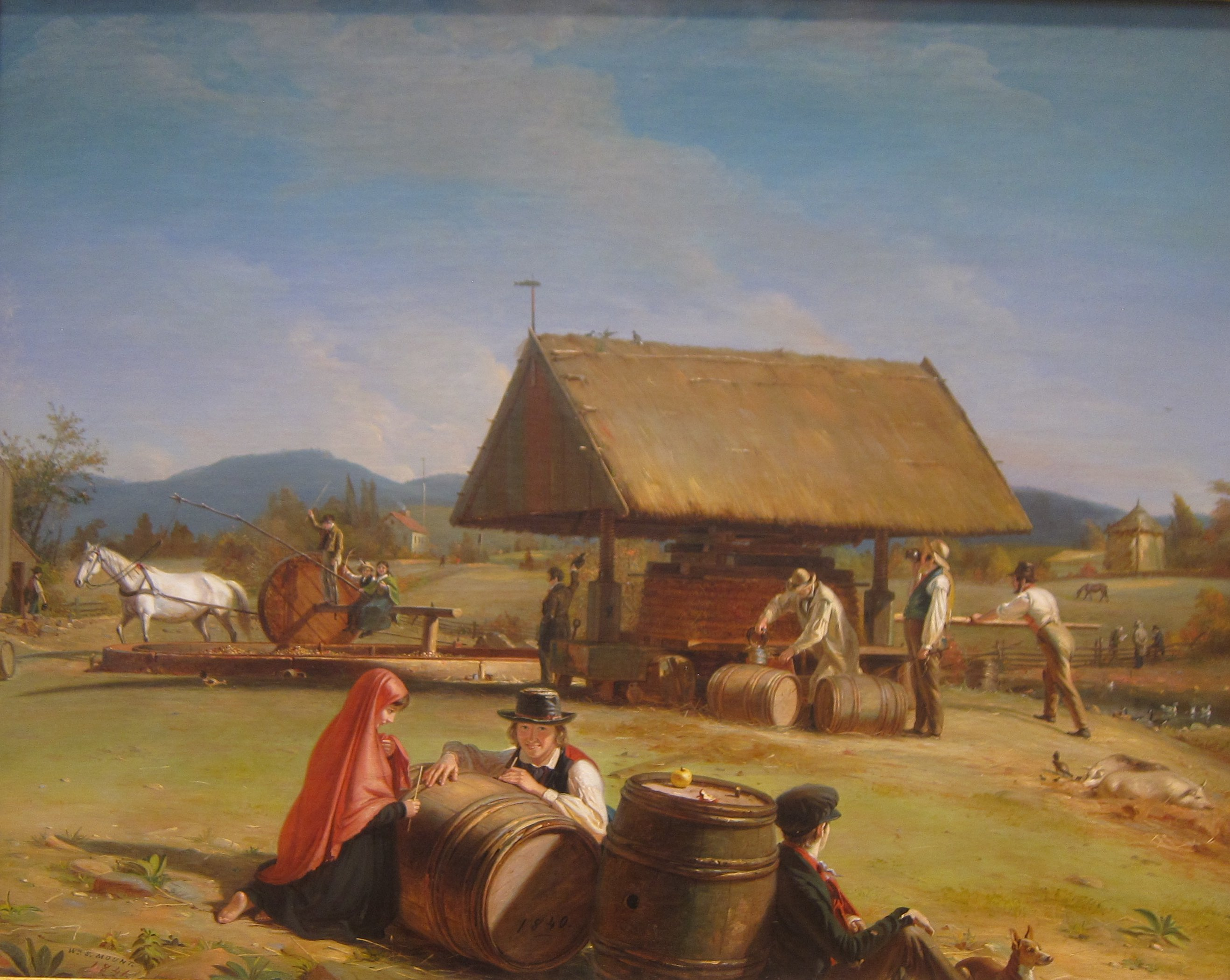
Уильям Сидни Маунт . «Производство сидра», 1841
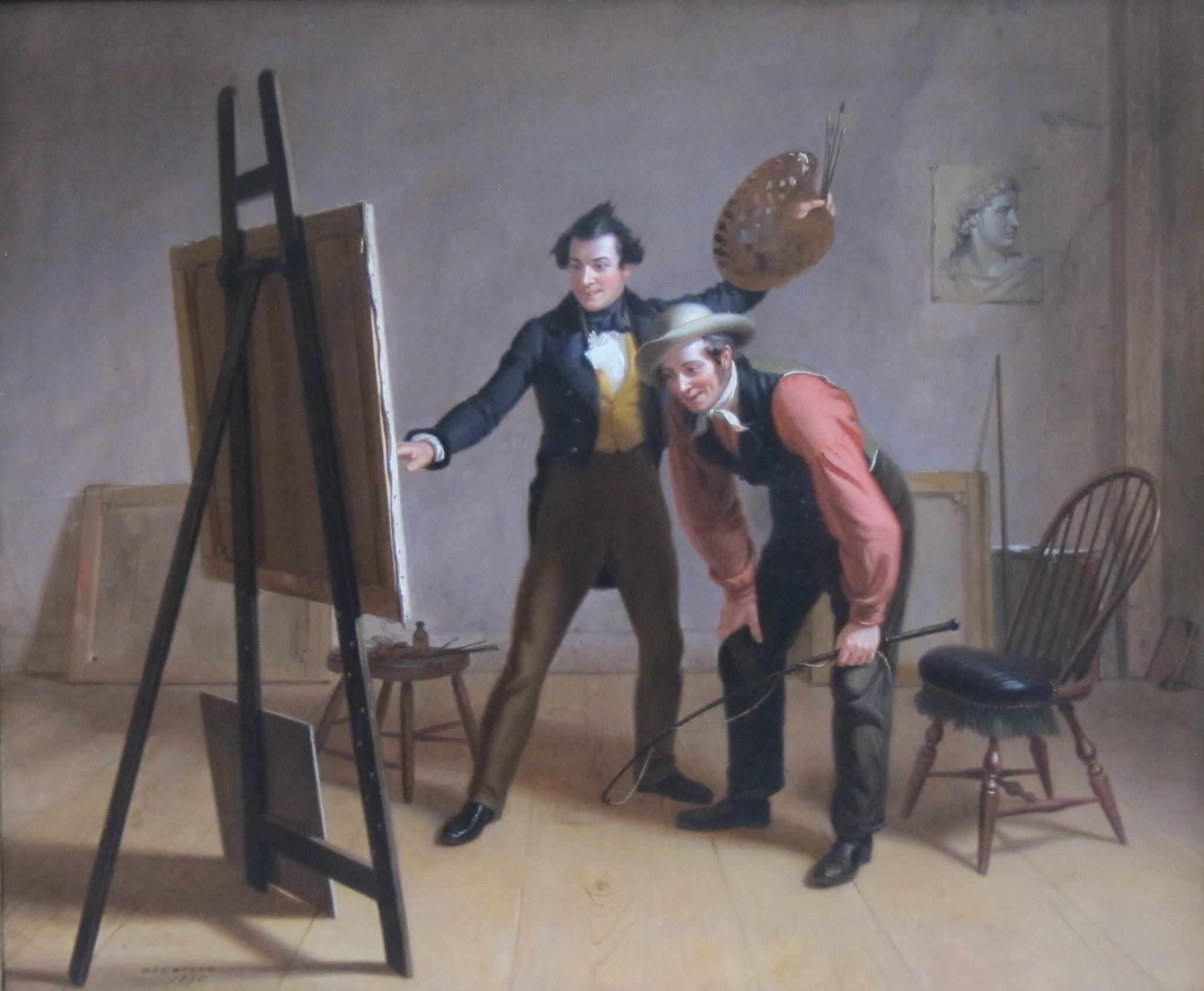
Уильям Сидни Маунт . «Высшее достижение художника», 1838 , Пенсильванская академия изобразительных искусств
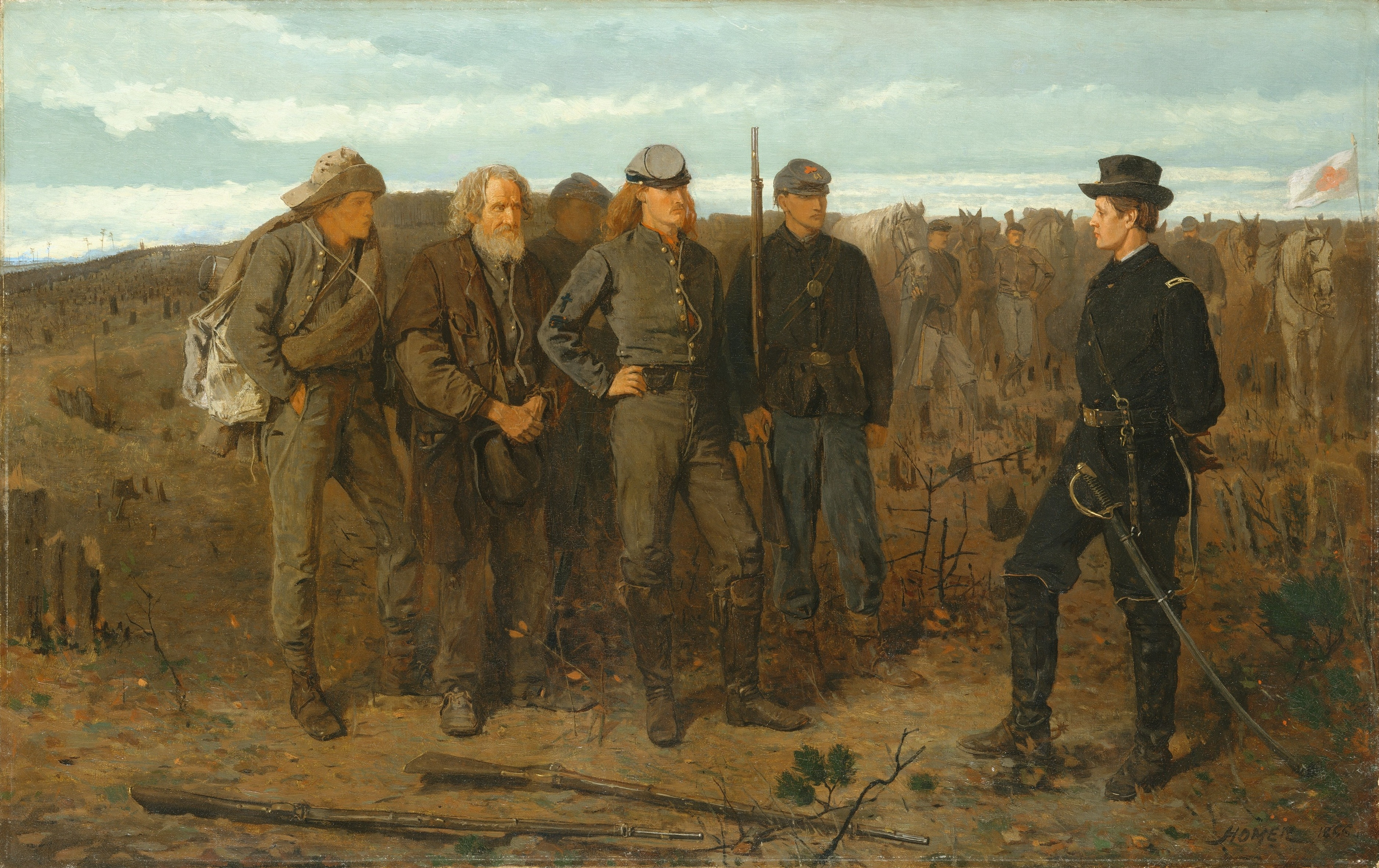
Уинслоу Хомер. Пленные на фронте , 1866
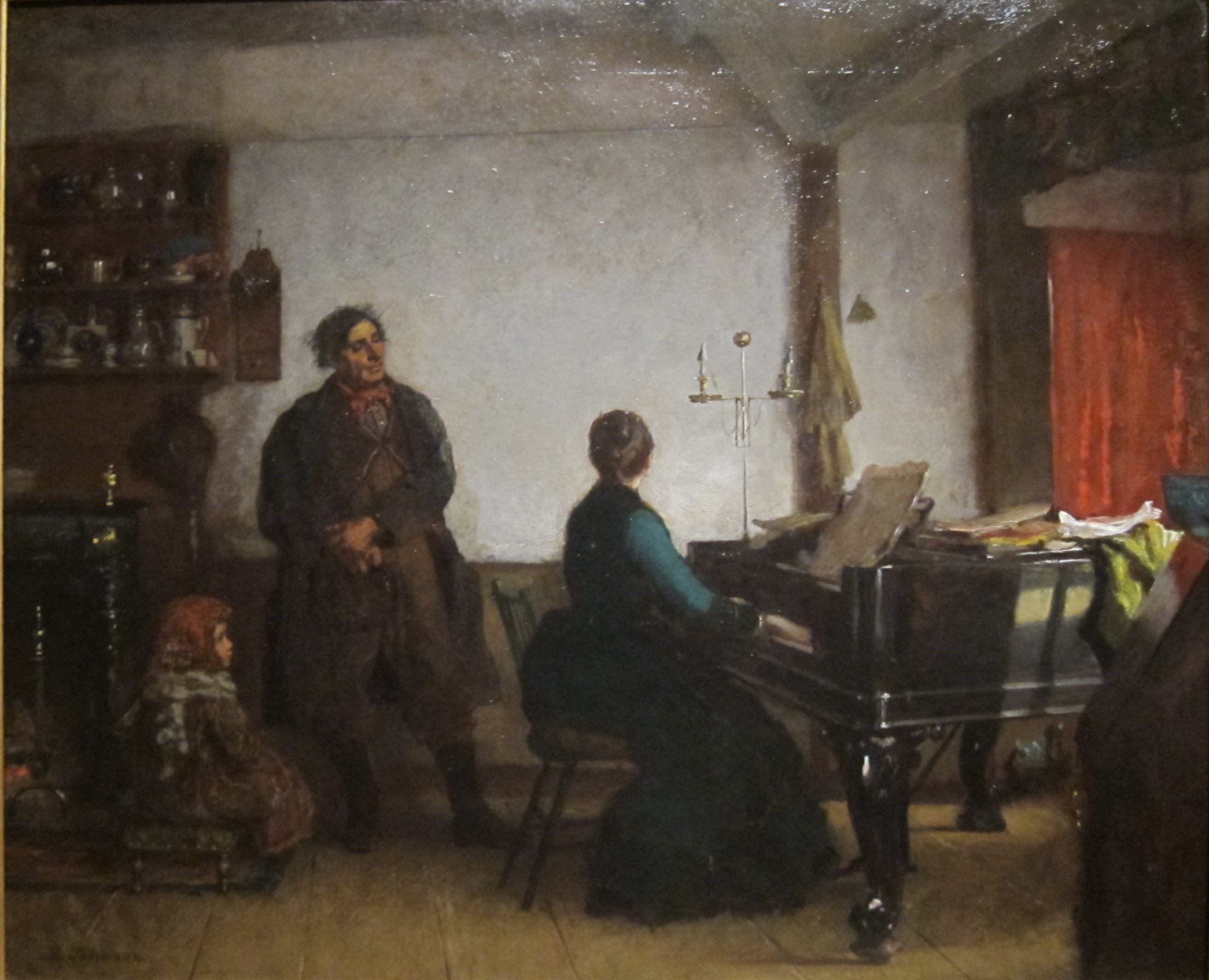
Истмен Джонсон. «Сыграй мне". 1880, Художественный музей Цинциннати
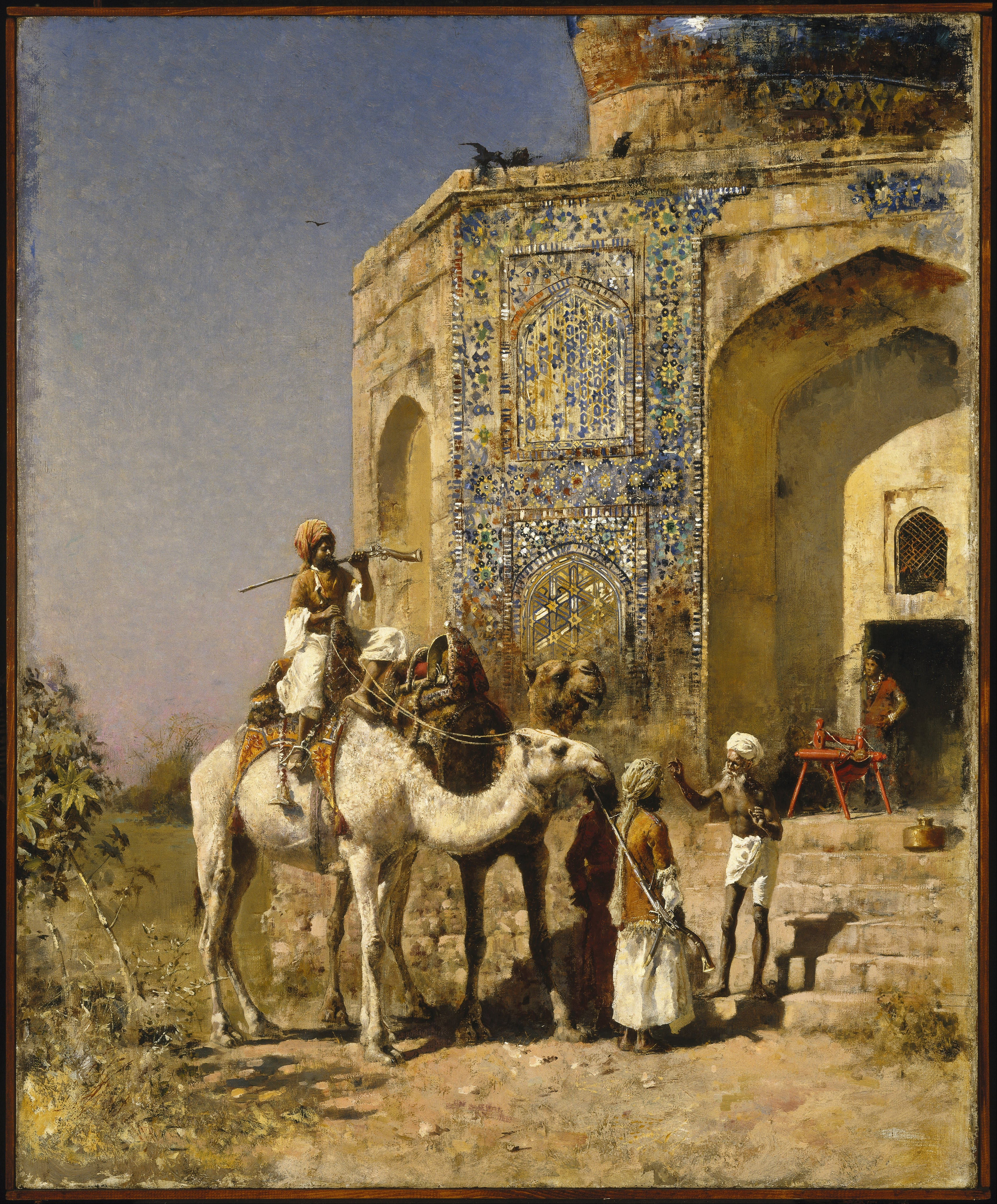
Эдвин Лорд Уикс . «Старая мечеть в пригороде Дели, Индия», ок. 1885, Бруклинский музей
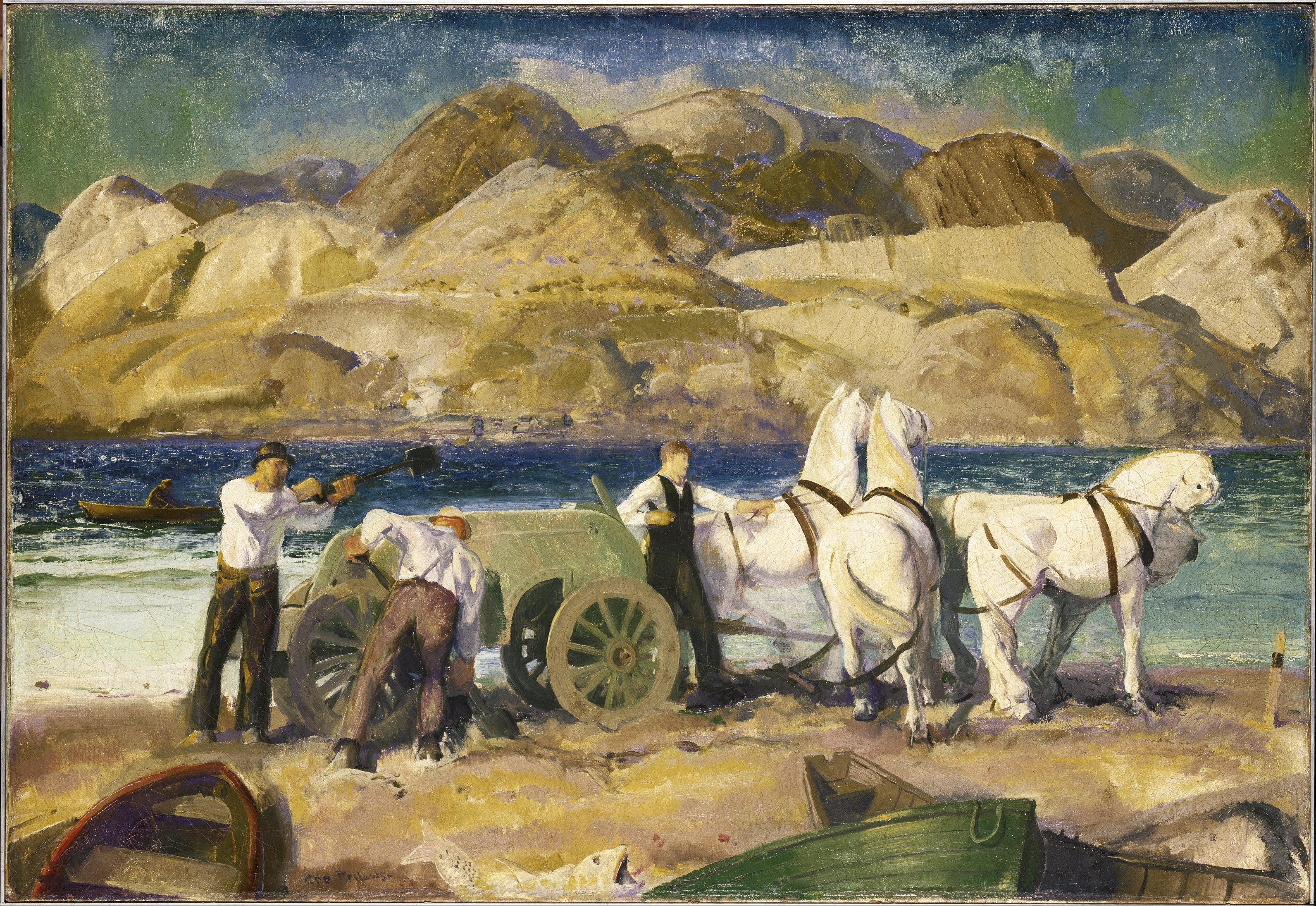
Джордж Беллоуз  «Загрузка песка», 1917

## Художники школы реки Гудзон

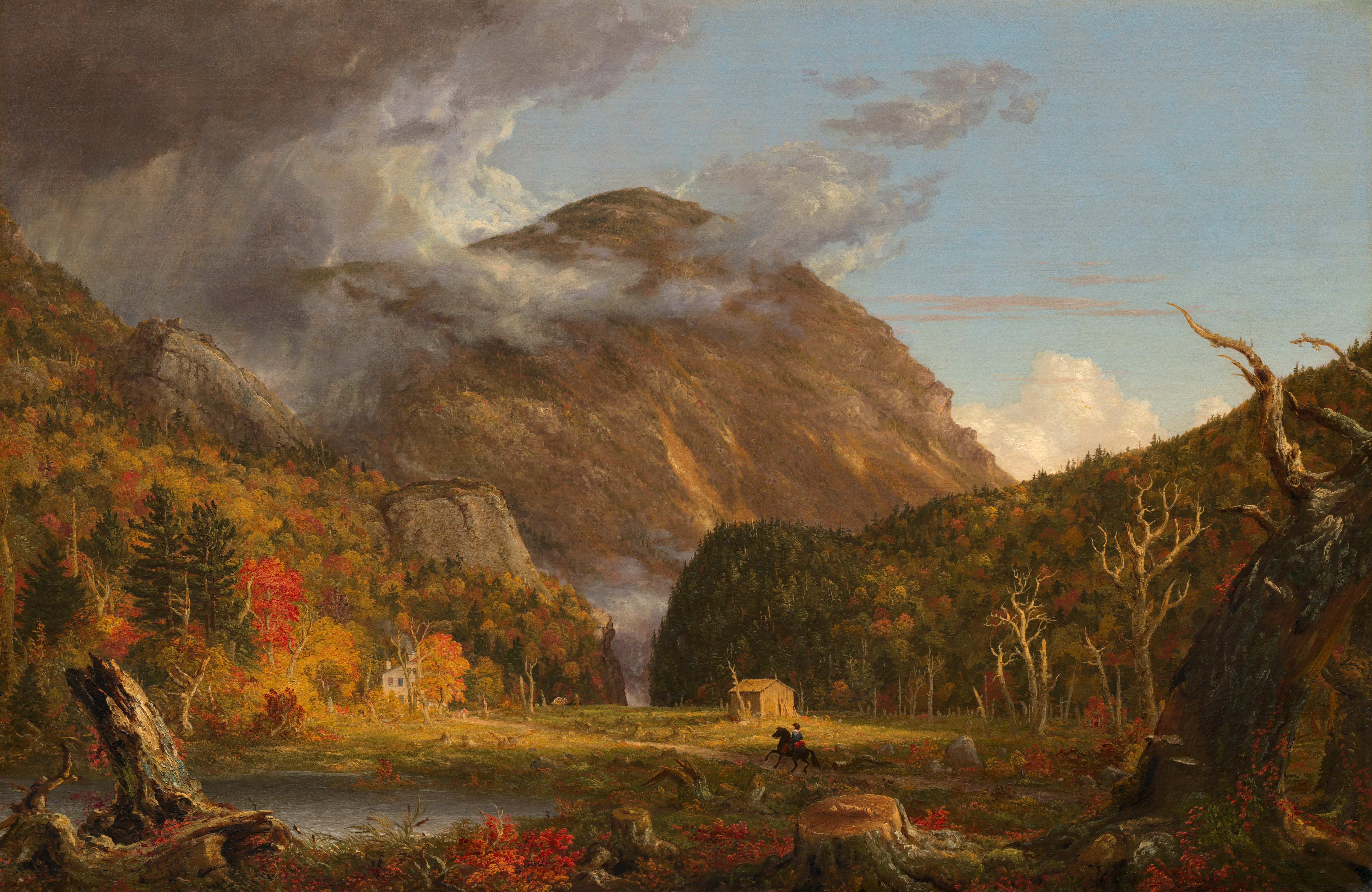
Томас Коул. Перевал у Белой горы, 1839

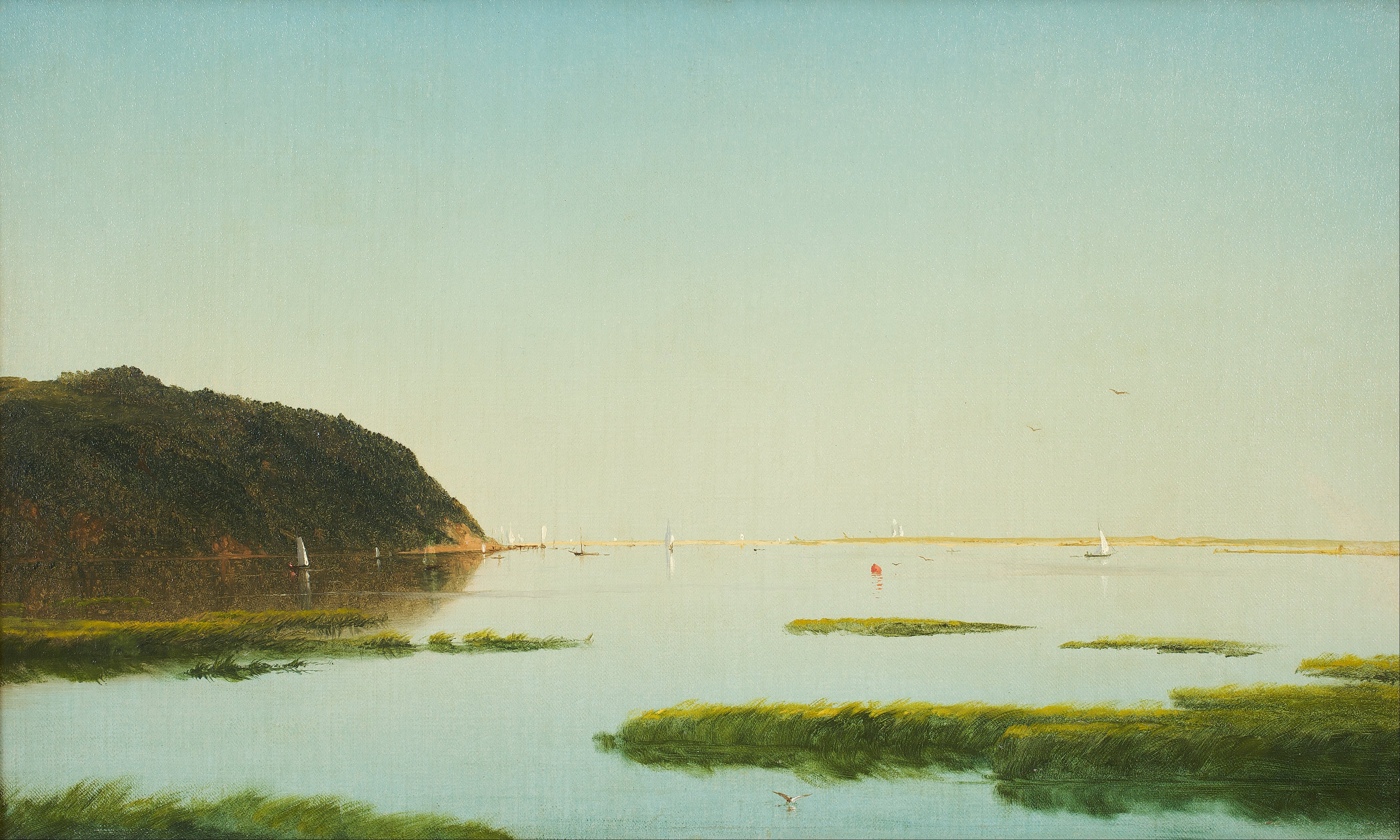
Вид реки Шрусбери. Картина написана в стиле люминизм. Художник Джон Фредерик Кенсетт

Составной частью раннего романтизма в Соединённых Штатах был «нативизм», содержание которого составляло художественное, философское осмысление страны, её природы, её общественных институтов.
Главными персонажами американской литературы XIX века были путешественники, охотники, честные и не очень авантюристы, покорители дикой природы, путешествующих на запад, едут лошадьми, плывущие на лодках (постоянно стреляющие во все подозрительное).
Хищническое отношение к природе странным образом совпало с бдительным наблюдением за ней, присущее английской культуре с её культом частной жизни и пейзажными парками. Семнадцатилетним парнем в США попал будущий основатель Школы реки Гудзон Томас Коул (его родители эмигрировали 1818 году из Британии и поселились в городе Стьюбенвилл, Огайо). Юноша начал изучать художественную технику странствующего мастера-портретиста Стейна. Его отношение к дикой природы края отличалось увлечением и даже обожанием. Он видел в ней величие и мудрость Бога-Творца. Портреты не слишком интересовали Коула и он перешёл к изображению пейзажей. 1825 году он прибыл в долину реки Гудзон, в Вест-Пойнт и Катскилл, где создал первые картины тамошней природы. 22 ноября 1825 года в газете Нью-Йорк Ивнинг Пост появились первые очерки о его произведениях.
Впоследствии возникло целое направление в местной живописи, получивший название «Школа реки Гудзон». Художники этой школы сосредоточились на изображении видов берегов Гудзона, штатов Нью-Йорк и Пенсильвания, все в Новой Англии и на востоке Северной Америки.
Томас Коул умер в 1848 году. На смену ему пришла вторая волна художников школы реки Гудзон, география пейзажей заметно расширилась. В новое поколение художников вошли ученики Коула, среди которых — Ашер Браун Дюран, Фредерик Эдвин Чёрч, Сэнфорд Робинсон Гиффорд, Джон Фредерик Кенсетт. Произведения художников нового поколения часто описывают как принадлежащие течению люминизм (через внимание к эффектам естественного освещения). На некоторое время пейзажи начали основными в живописи страны.

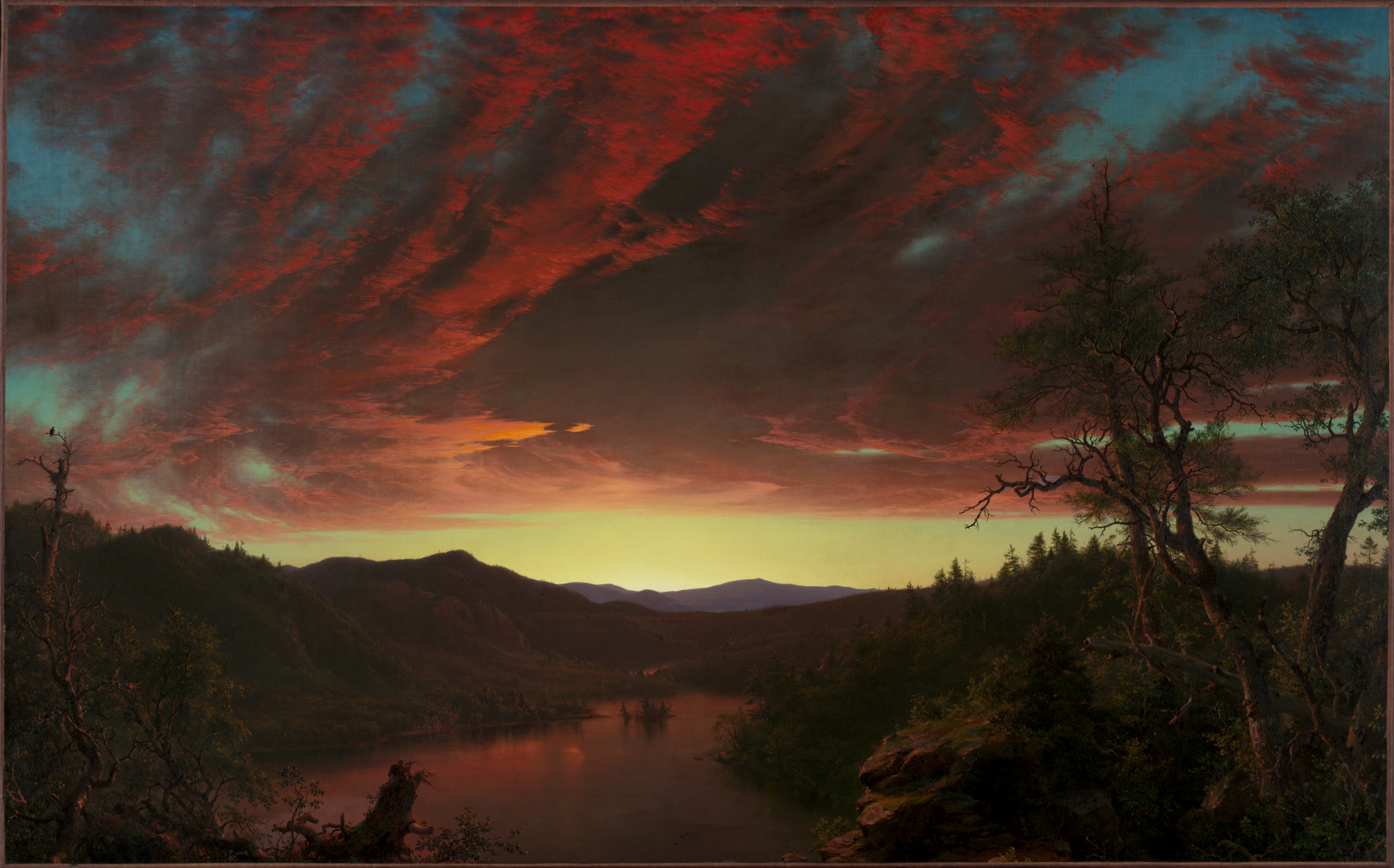
Фредерик Эдвин Черч. Сумерки в диком крае. 1872
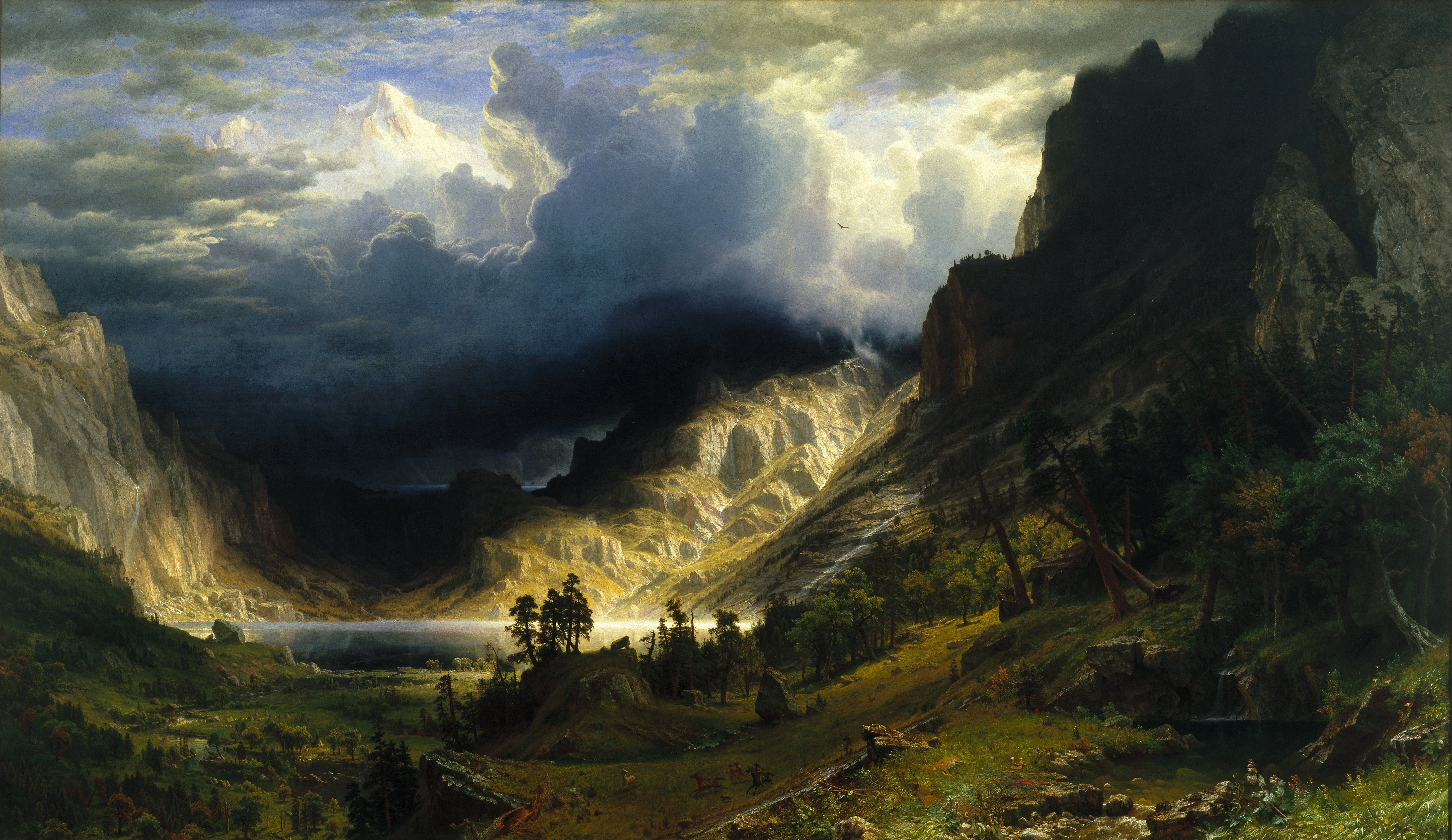
Альберт Бирштадт. Буря в Скалистых горах. 1866
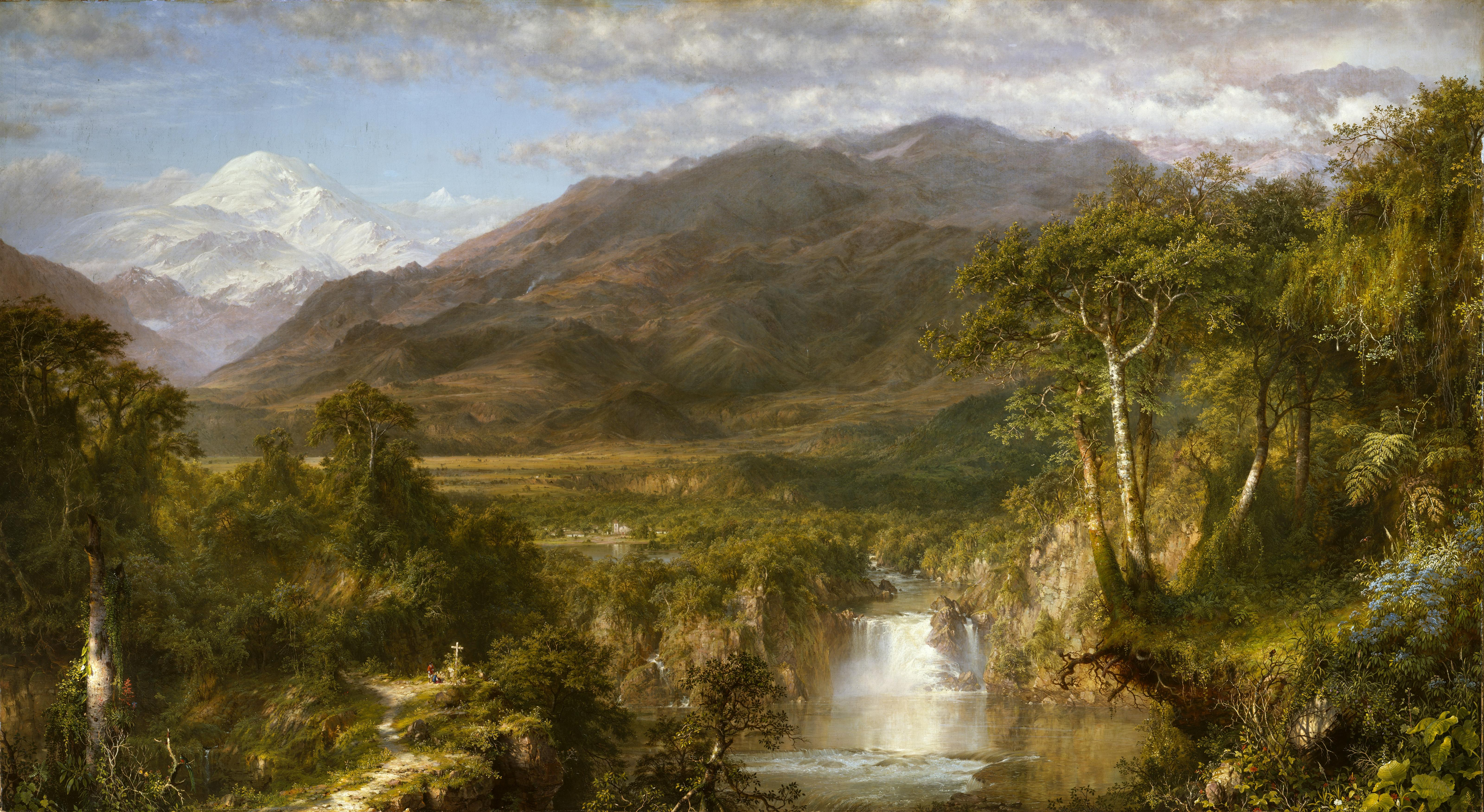
Фредерик Эдвин Чёрч. Сердце Анд. 1859
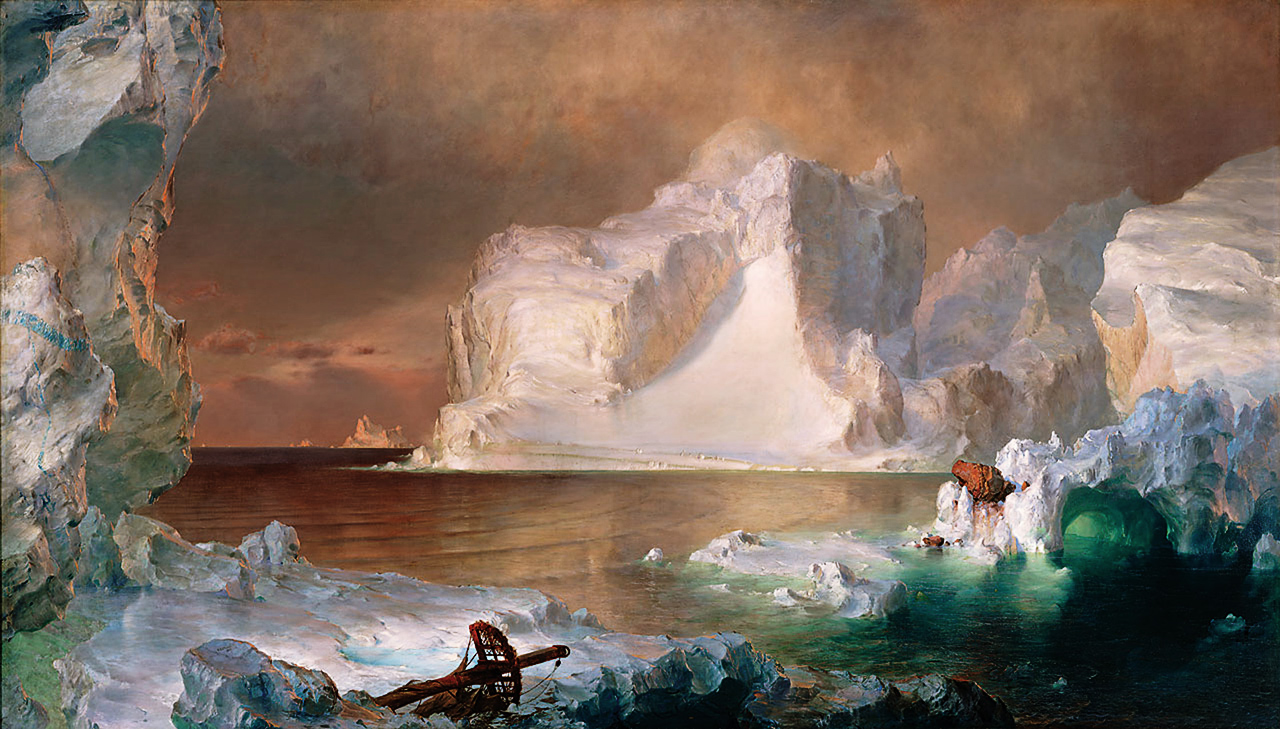
Фредерик Эдвин Чёрч. Айсберги. 1861

Одним из ответвлений школы реки Гудзон был люминизм, в котором особое внимание уделяется отображению световых эффектов.
Люминизм, наряду с импрессионизмом, делает акцент на восприятие художником света. Тем не менее, эти два стиля заметно отличаются. Люминизм характеризуется вниманием к деталям и сокрытию мазка, в то время как импрессионизм характеризуются отсутствием деталей и акцентом на мазках. Люминизм предшествовал импрессионизму, и художники, которые работали в стиле люминизм не находились под влиянием импрессионизма.

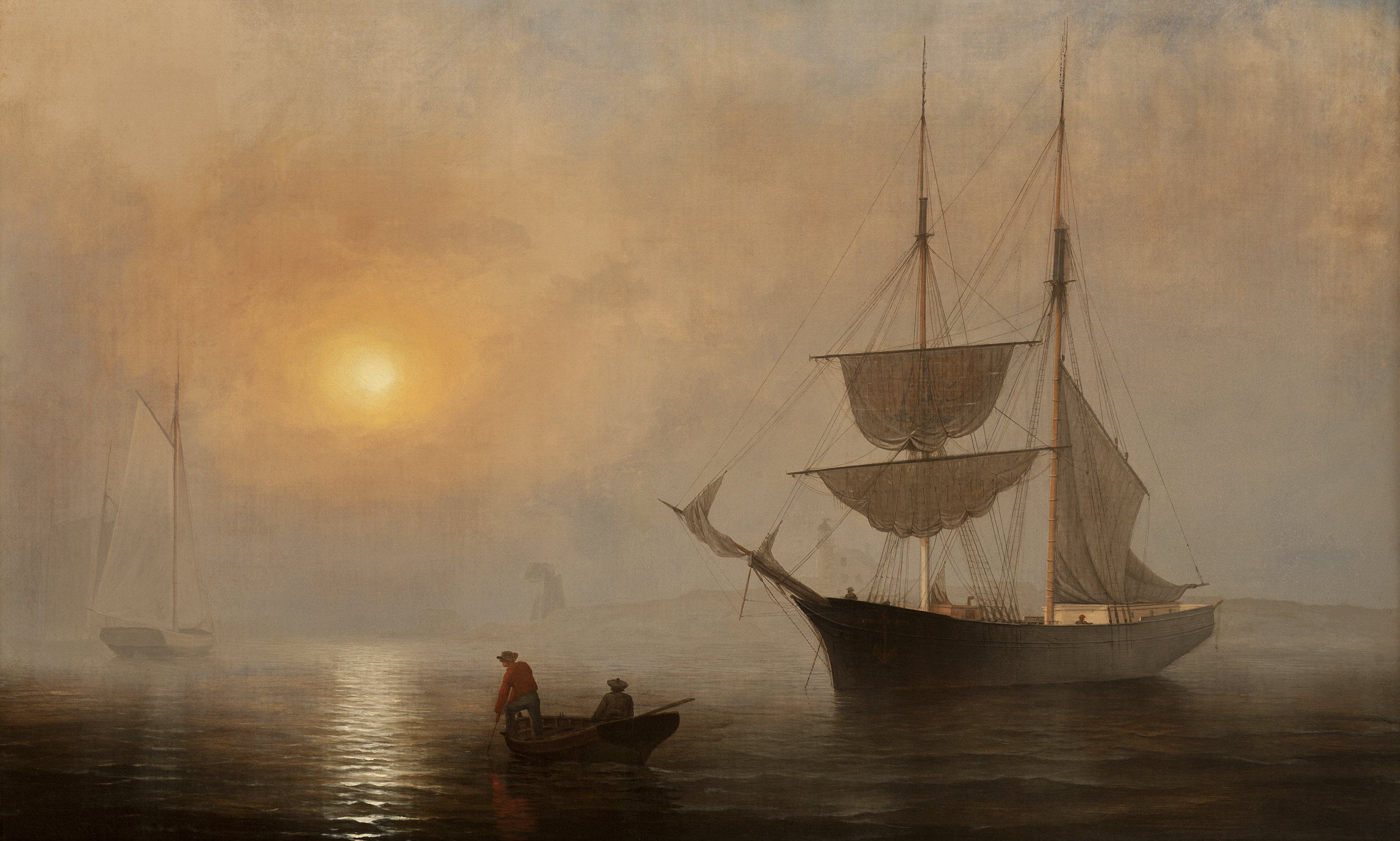
Фитц Генри Лейн, Корабль в тумане, 1860

Термин неолюминизм был предложен для современного направления в американской живописи, придерживающегося художественного направления люминизм.
Ведущими американскими художниками люминистами были: Роберт Салмон (1775 — около 1845); Фитц Генри Лейн (1804—1865); Джордж Калеб Бингам (1811—1879); Джон Фредерик Кенсетт (1816—1872); Джеймс Огастус Саидэм (1819—1865); Мартин Джонсон Хед (1819—1904); Санфорд Робинсон Гиффорд (1823—1880); Джаспер Франсис Кропси (1823—1900); Фредерик Эдвин Черч (1826—1900); Дэвид Джонсон (1827—1908); Элберт Бирстадт (1830—1902); Эдмунд Дарч Льюис (1835—1910); Альфред Томпсон Бричер (1837—1908).

## Станковая живопись XIX века

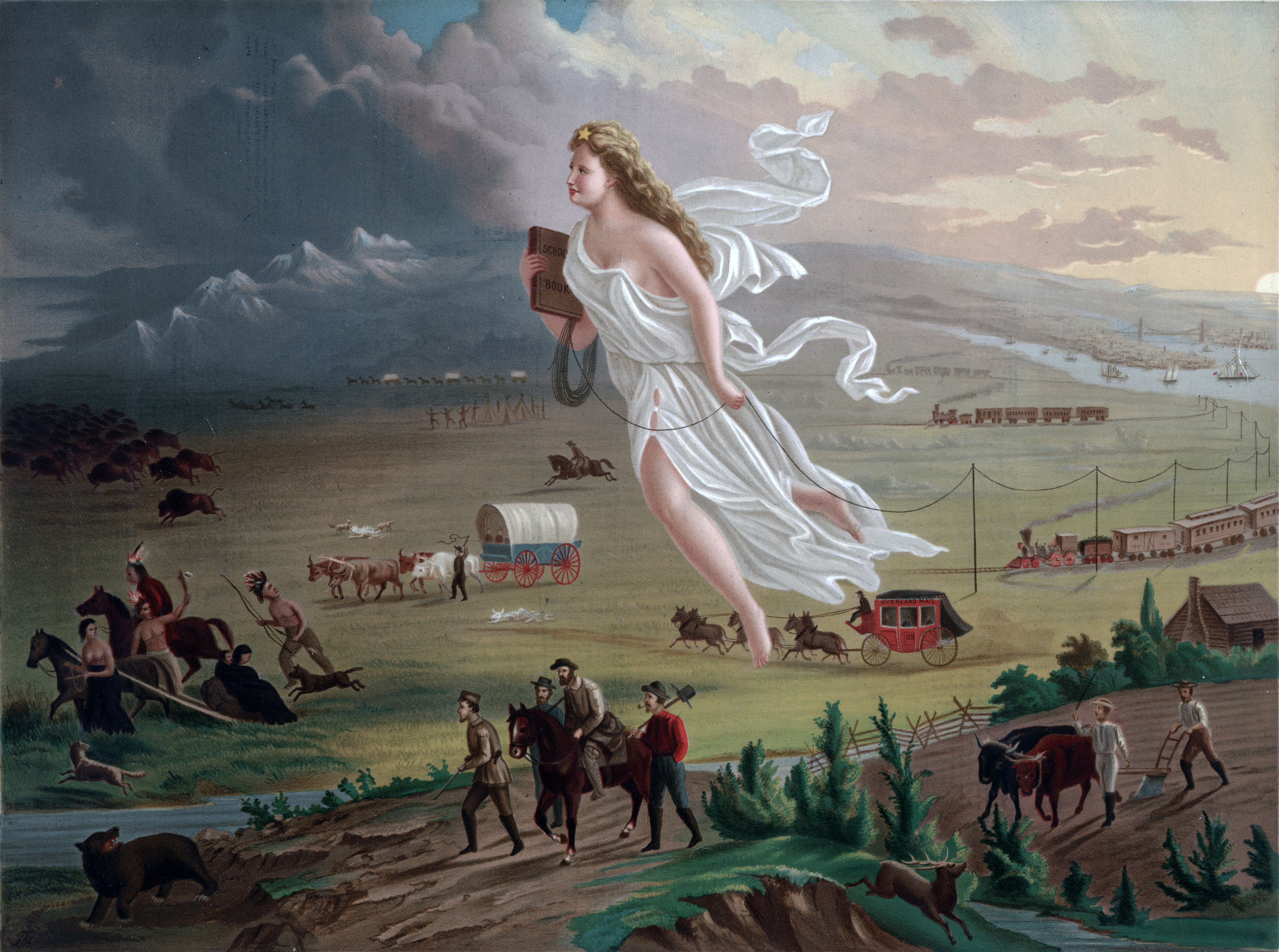
Джон Гаст «Американский прогресс» (около 1872). Аллегорическая Колумбия с учебникам в руках ведёт цивилизацию на запад вместе с американскими переселенцами, дорогой протягивая телеграфную линию. На картине показаны разные виды экономической деятельности пионеров, история транспорта. Индейцы и дикие животные изображены убегающими от переселенцев.

В 1803 году император Наполеон Бонапарт, испытывая острую нужду в деньгах на ведение войн в Европе, настоял на продаже Луизианы правительстве Соединённых Штатов. Территориальное приобретение увеличило территорию страны вдвое. Независимость новой республики вызвала энтузиазм местных жителей, а в живописи отразилась на распространении стилей классицизм и академизм. Классицизм был официально поддержан правительством страны и имел распространение в строительстве зданий для построении официальных учреждений (в архитектуре). В живописи США классицизм отразился мало, хотя несколько мастеров, которые учились в Европе, активно работали в этом направлении (Бенджамин Уэст, Джон Вандерлин). Американец Джон Вандерлин выбрал вместо традиционного для обучения американцев города Лондона — Париж, где стажировался пять лет в мастерской Жака-Луи Давида, отчего стилистика позднего классицизма присутствует в его портретах и произведениях на мифологические темы («Мариус на руинах побеждённого Карфагена», «Обнажённая Ариадна в Наскоси»).
Освоение новых территорий долины реки Миссисипи и подчинение местных племен вызвало волну интереса к истории страны у учёных, путешественников и художников. Это способствовало тому, что пейзажная живопись заняла своё место в художественной жизни США XIX века и породила такие художественные школы, как Школа реки Гудзон (с 1820 года) и тонализм с 1880-х. Подъём местной экономики способствовал отмене экономической зависимости от Великобритании. В США бурно развивалось книгопечатание, возникает ряд газет, стимулирующих работу репортёров, журналистов и художников иллюстраторов.

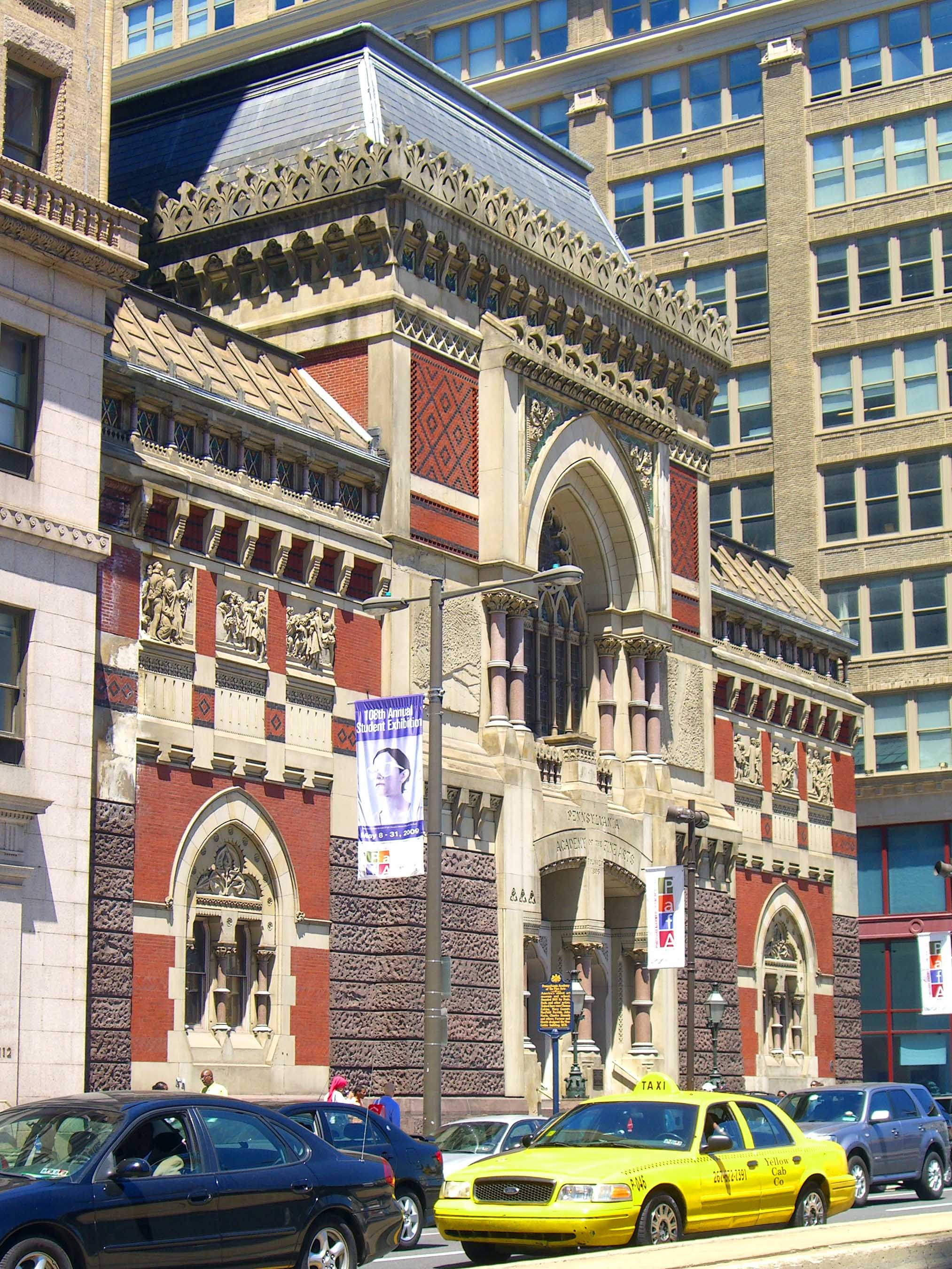
Здание Пенсильванской академии изящных искусств (с 1876 г.)

Образцом американского изобразительного искусства стала картина художника Д. Гаста «Американский прогресс». На картине показано аллегорическое изображение освоение первопроходцами западных территорий страны. Картина была заказана Джорджем Крофаттом, издателем американских путеводителей в 1872 году и была неоднократно воспроизведена в прессе. Запад изображён на картине как темное и дикое место по сравнению с восточной стороной картины. Разбегаются коренные народы, живущие на Западе с их образом жизни.
Романтизм в живописи Соединённых Штатов имел специфически национальный характер и имел истоки в академических и романтических произведениях Германии. Так, в Дюссельдорфе училась и работала целая колония художников Соединённых Штатов (Уильям Холбрук Берд, Эммануэль Лойце, Джордж Калеб Бингем). С редкими даже в Европе сюжетами работал Уильям Бирд, он прославился своими картинами-байками с животными, которые разыгрывали перед зрителями различные человеческие ситуации («Обезьяны-алкоголики», «Обезьяны-учёные», «Медведи убили охотника»).
Сдвигами в художественной жизни страны было основание таких учебных заведений, как Пенсильванская академия изящных искусств в городе Филадельфия (1805), Национальная академия дизайна в Нью-Йорке (1826).
После смерти художника Томаса Коула руководство Национальной академией дизайна перешло к Ашеру Брауну Дюрану. В своих «Письмах о пейзажная живопись» он заложил теоретические основы американского пейзажной живописи.

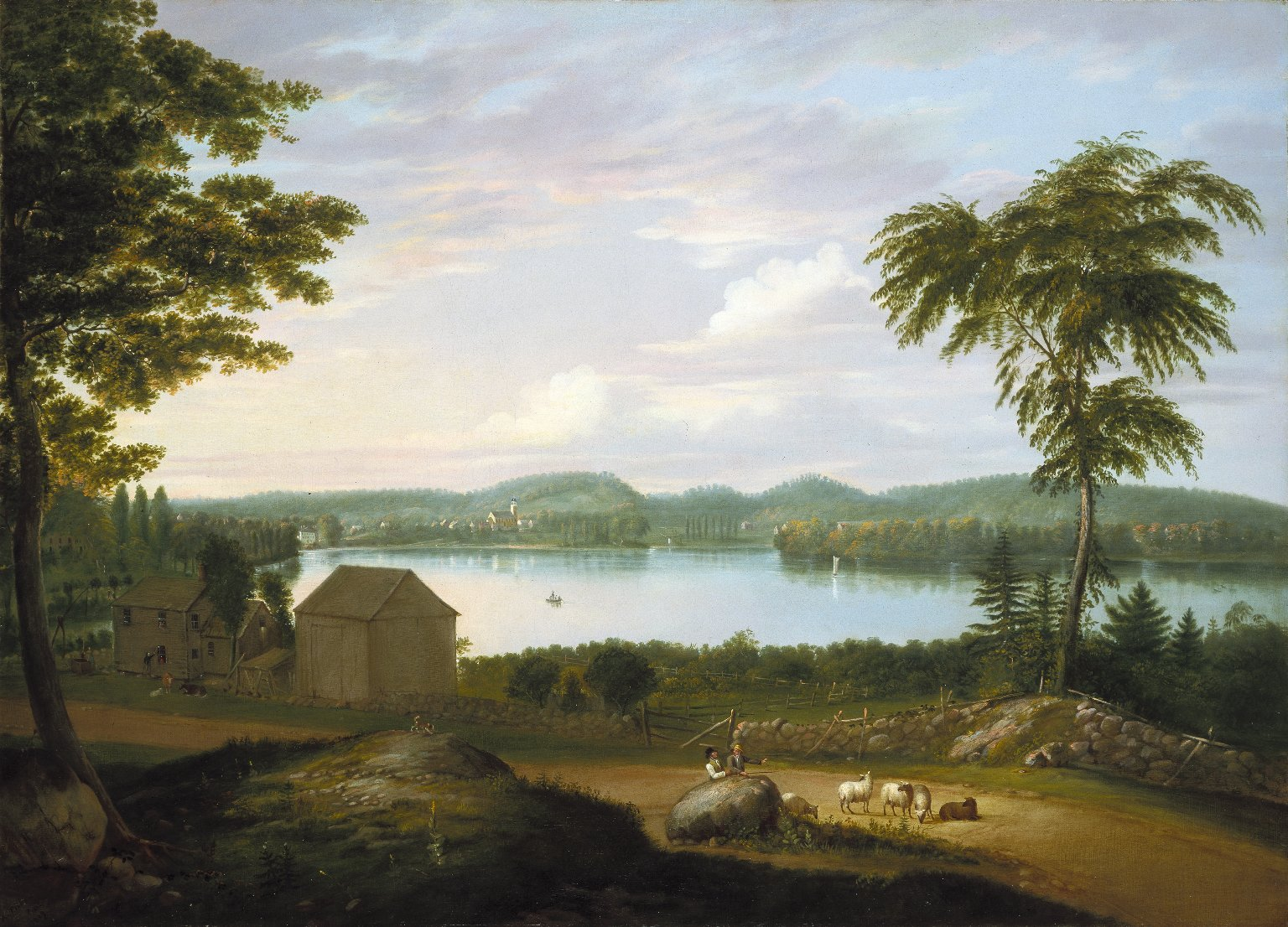
Алан Фишер. «Поселение Спрингфилд у реки Коннектикут», 1819
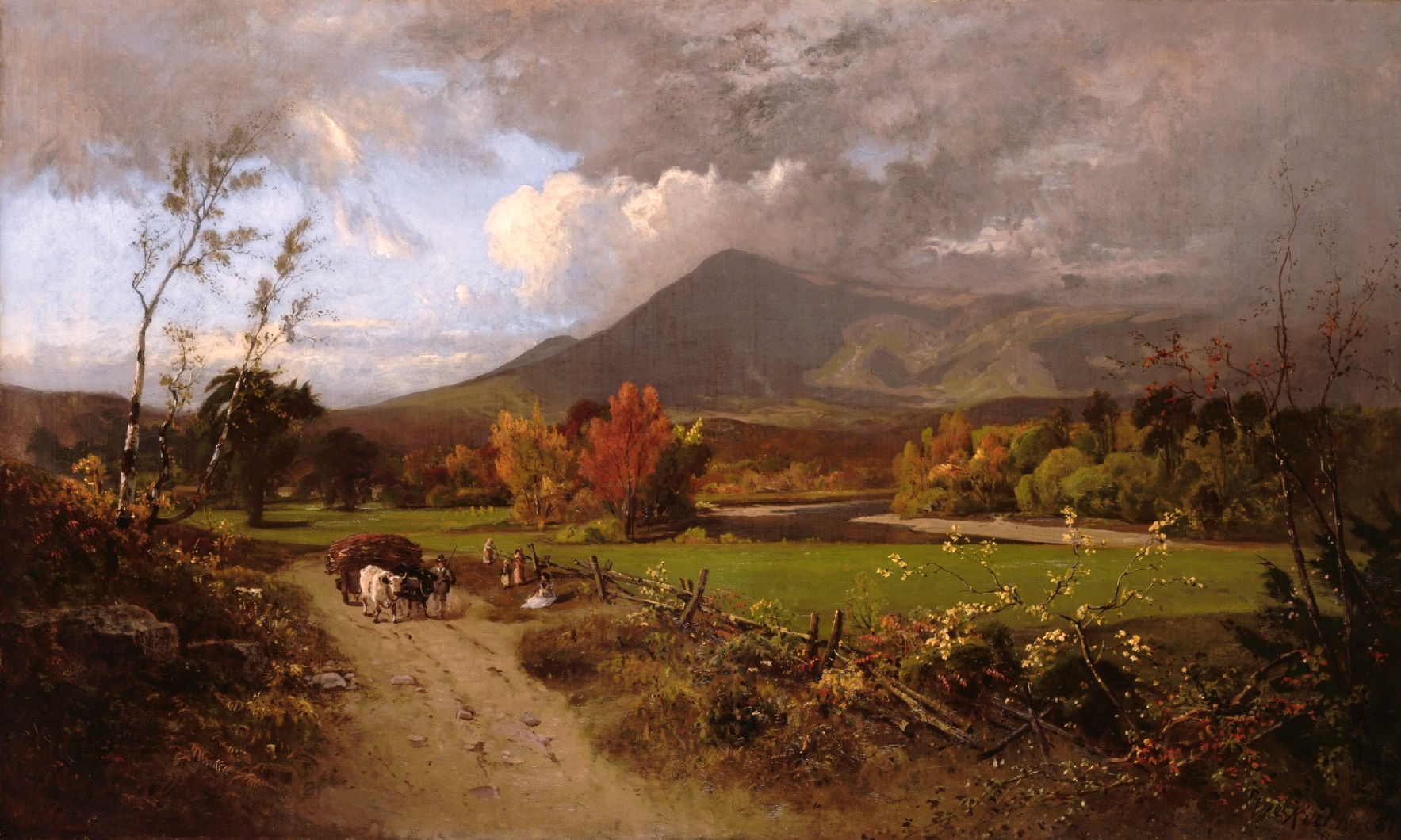
Уильям Кейт. «Белые горы и луга Конвей. Нью-Гемпшир "", 1881
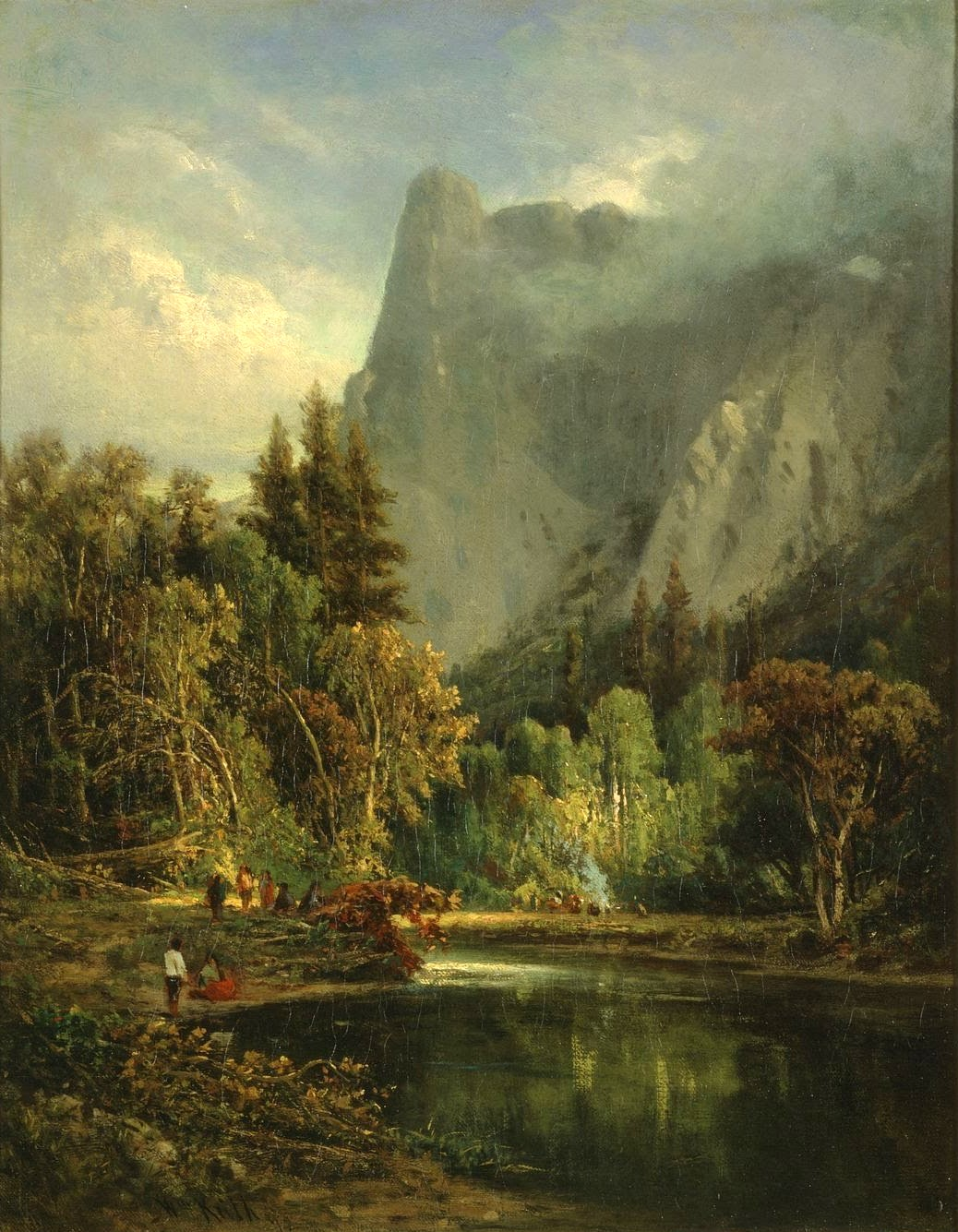
Уильям Кейт. «Скала Часовой, Йосемити», 1872
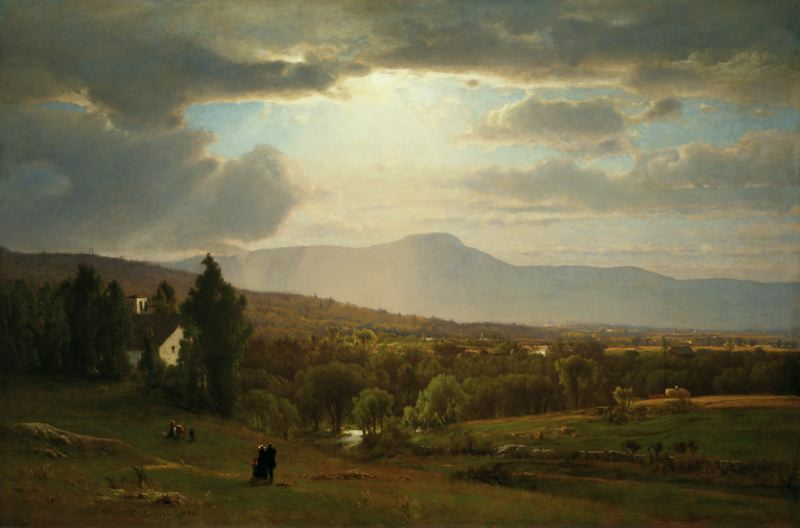
Джордж Иннес. «Гори Кетскілл», 1870
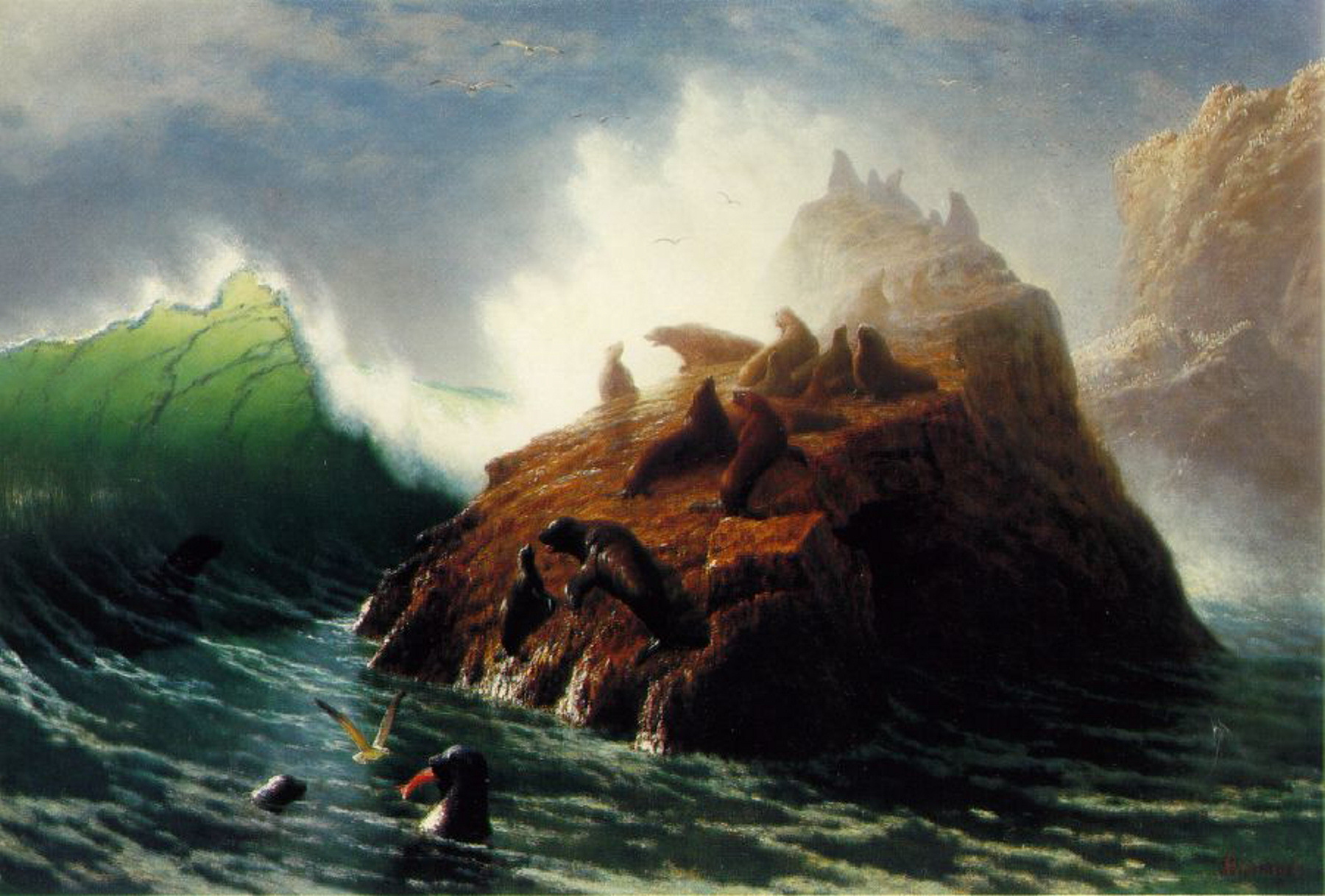
Альберт Бирштадт. «Морская скала», 1872
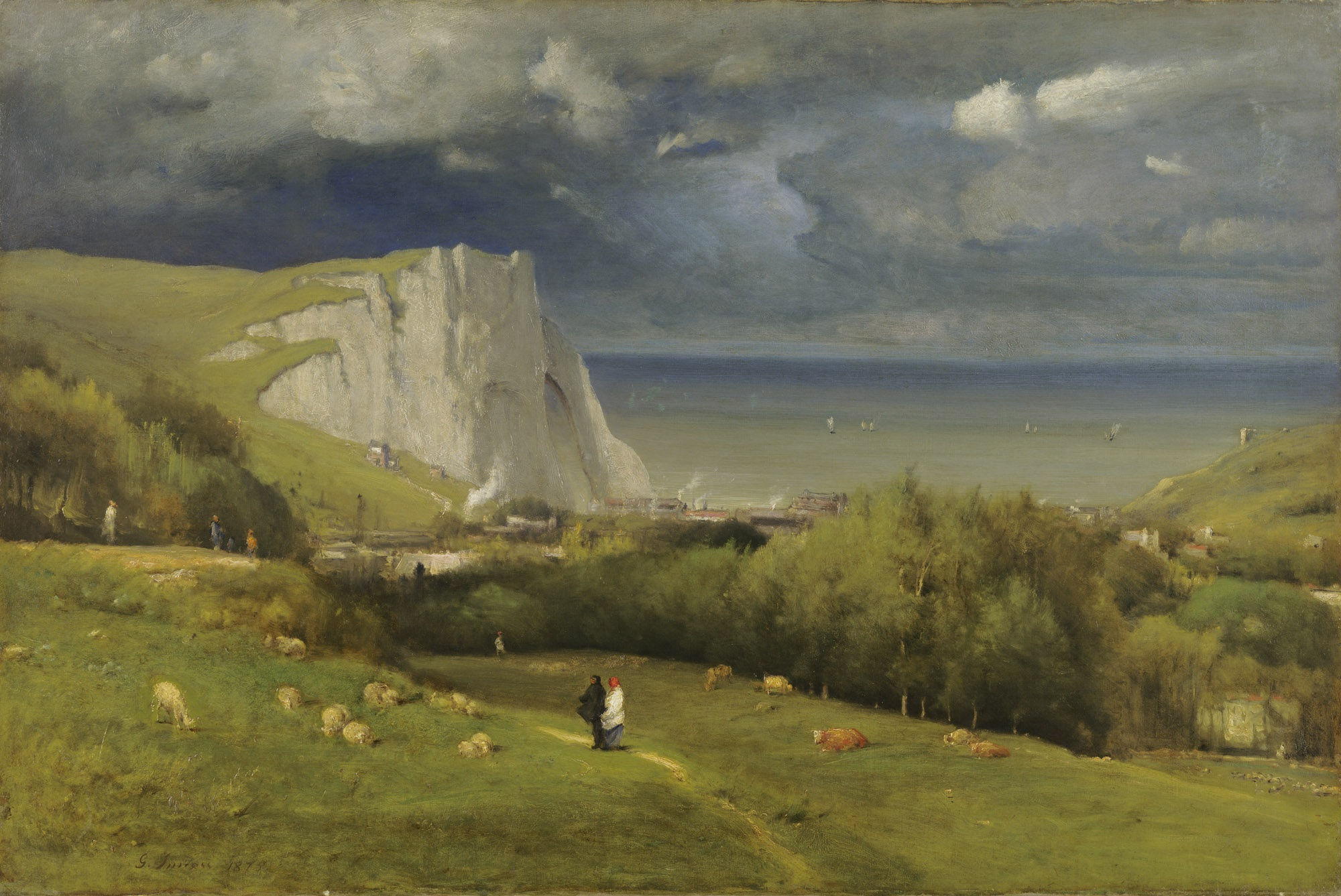
Джордж Иннес. «Скала в Этрета, Франция», 1875
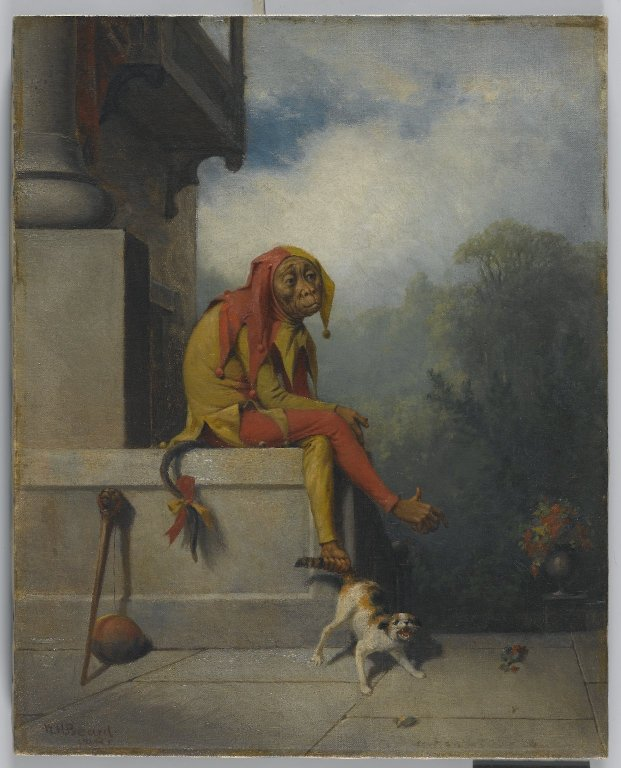
Уильям Холбрук Бирд. «Обезьяна-шут», ок. 1886, Бруклинский музей
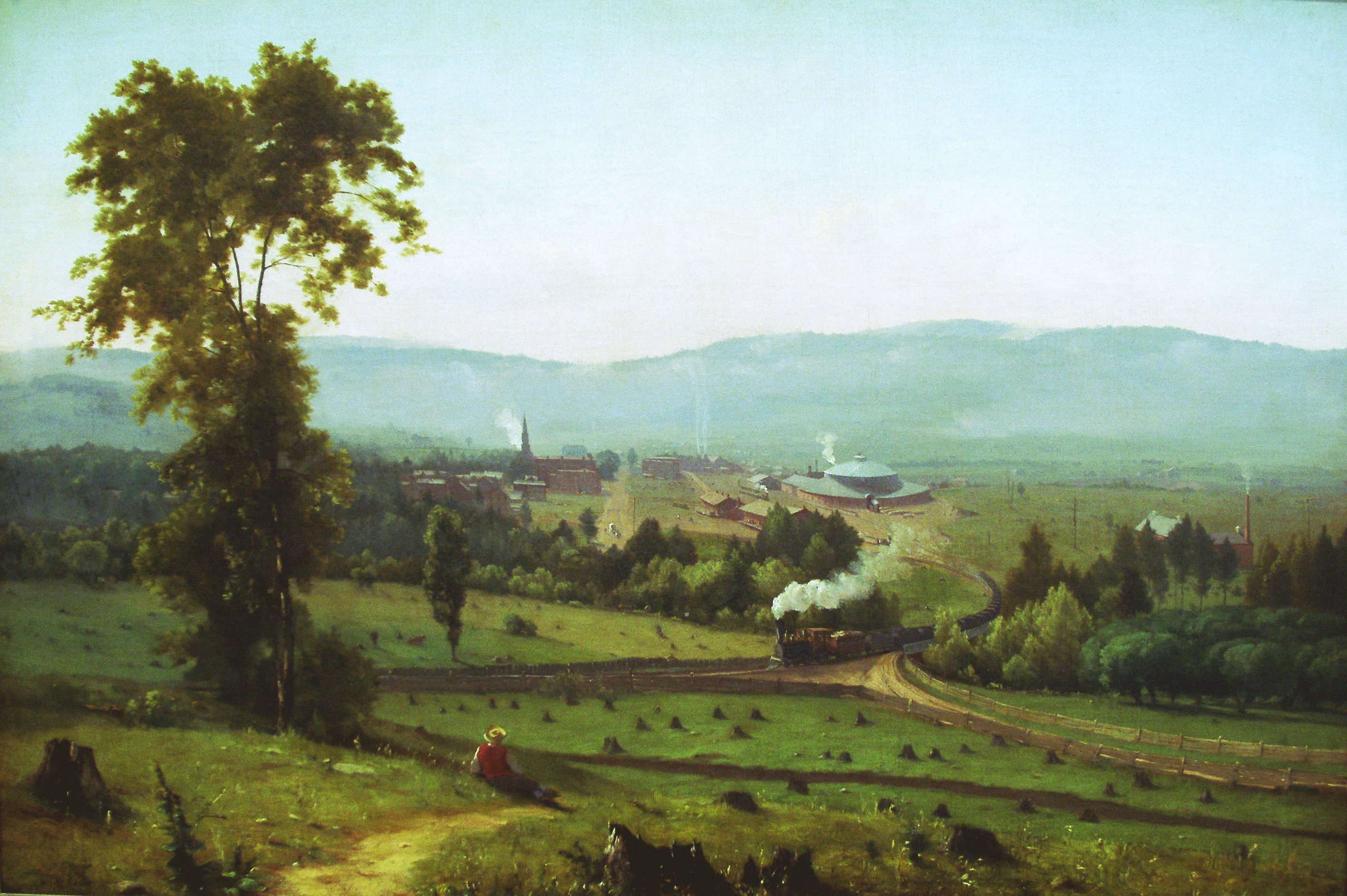
Джордж Иннес. «Поезд в долине Лакаванна», 1855

## Художники «Школы мусорных вёдер»

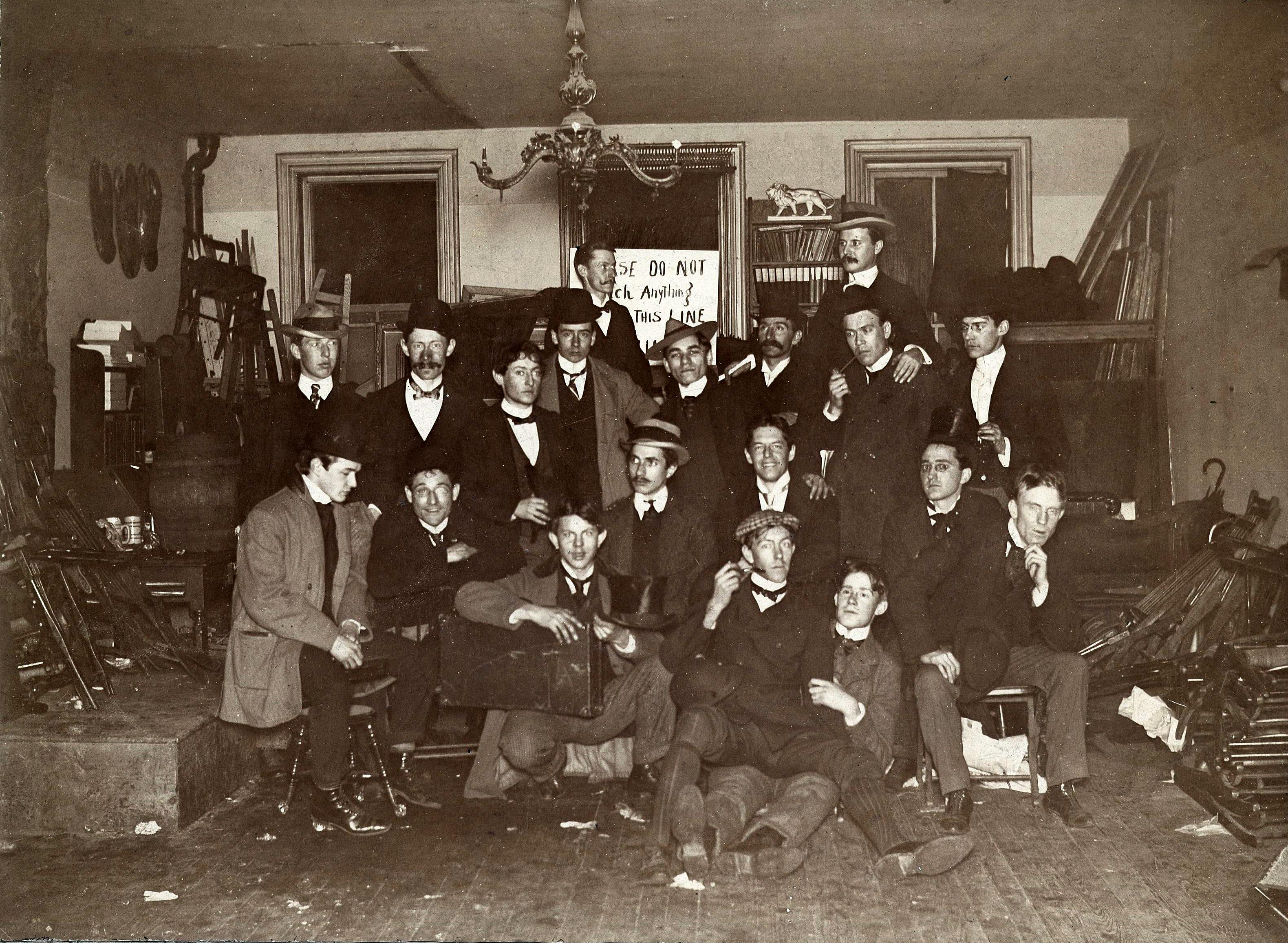
Члены школы и их друзья в студии Джона Слоана, 1898 год

На рубеже XIX и XX веков крупные города Соединённых Штатов переживали крупный рост. Население Нью-Йорка увеличилось с полутора миллионов в 1890 году до около трёх с половиной в 1900 году. Городские газеты того времени стремились передавать новости как можно более натуралистично. Фотоаппараты того времени ещё не могли использоваться для оперативной съёмки происшествий. Поэтому газеты нанимали художников, которые зарисовывали иллюстрации для заметок. По большей части они изображали неприглядные стороны городской жизни. С 1896 по 1904 года вместе с Робертом Генри художники перебрались в Нью-Йорк. Там к ним присоединились художники Гленн Колман, Джером Майерс и Джордж Беллоуз. Главными объектами зарисовок студийцев были улицы с их типичными представителями: беспризорниками, проститутками, уличными атлетами, боксёрами и иммигрантами.
Школа с неожиданной названием «Школа мусорных вёдер» не была идеальным сообществом, не выпускала демонстративных манифестов или теоретических платформ, не видела себя единственным художественным сообществом и не была связана едиными вкусами. Художники школы заметно различались политическими предпочтениями: одни были аполитичны, другие интересовались политикой и пытались в неё вмешиваться.
Многие из художников общались в Академии изящных искусств в городе Филадельфия, где работал известный в Соединённых Штатах художник Томас Аншуц, представитель реализма. Другие работали иллюстраторами в редакциях газет в городе Филадельфия. Ни происхождение, ни воспитания участников направлении не способствовали привлечению их к стилю академизм с его вышедшими из моды формулами композиций и античными сюжетами.
Сущность поисков и сюжетов школы практически сформировал Роберт Генри, который объявил о создании «искусства как журналистика (или даже репортёрство), хотел видеть в картинах реальные краски уличной грязи, краски лошадиного навоза или льда в лужах на Бродвее». Он привлёк к этой платформе молодых учеников и друзей и считал, что быт и деятельность бедноты, пролетариата и среднего класса стоят воспроизведения в живописи и ничем не обидят добропорядочность и благородство вкусов современников.

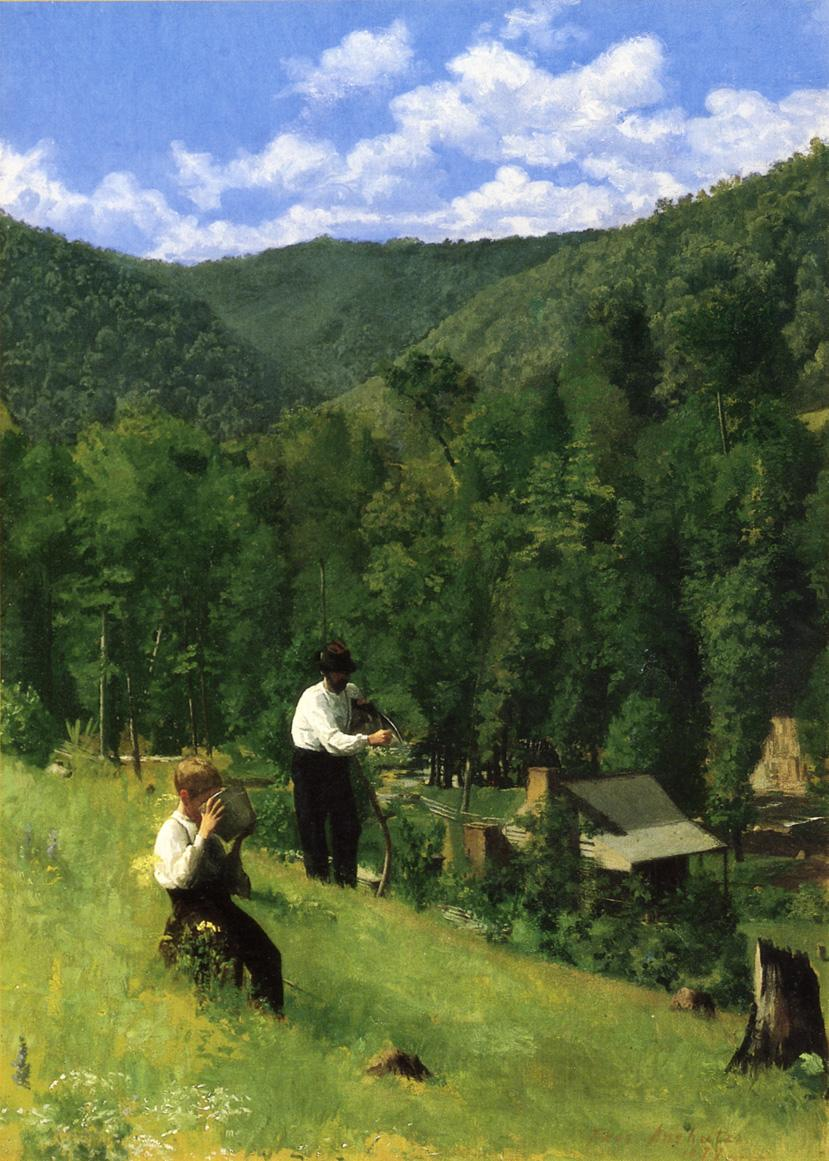
Томас Поллок Аншуц. «Фермер и его сын на покосе», 1879
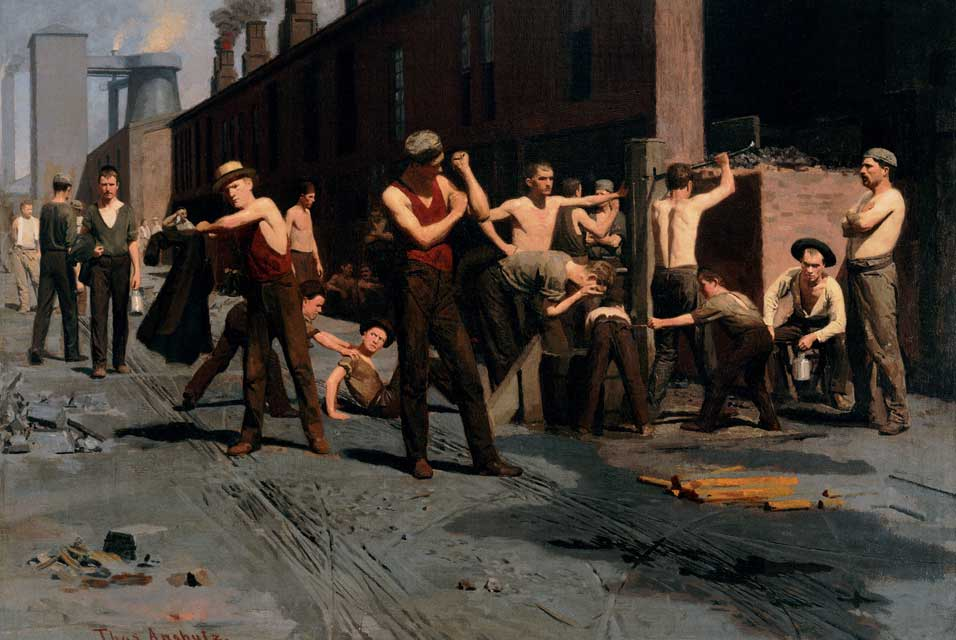
Томас Поллок Аншуц. «Кузница в полдень». 1880
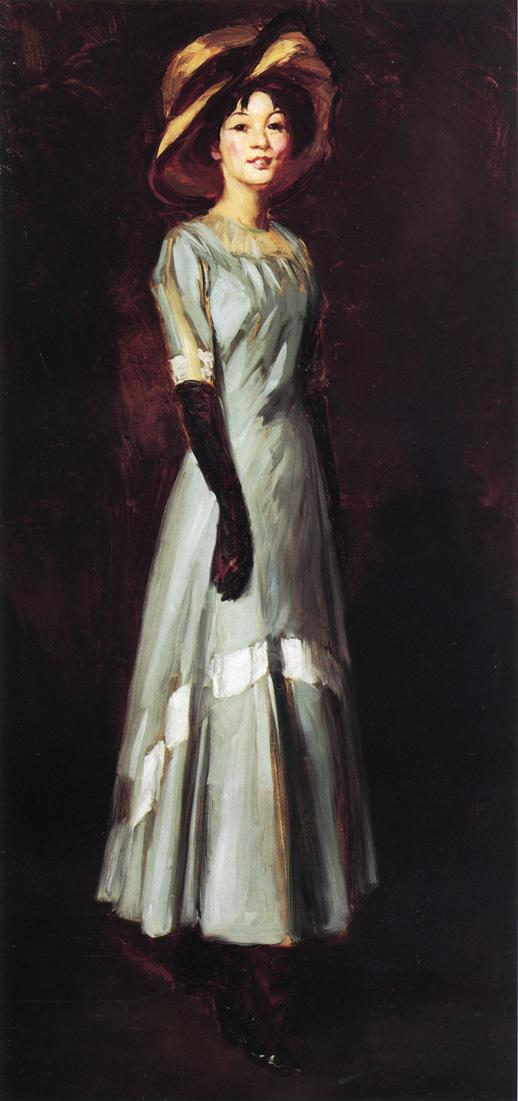
Роберт Генри. «Мисс Каи Ваки», 1902
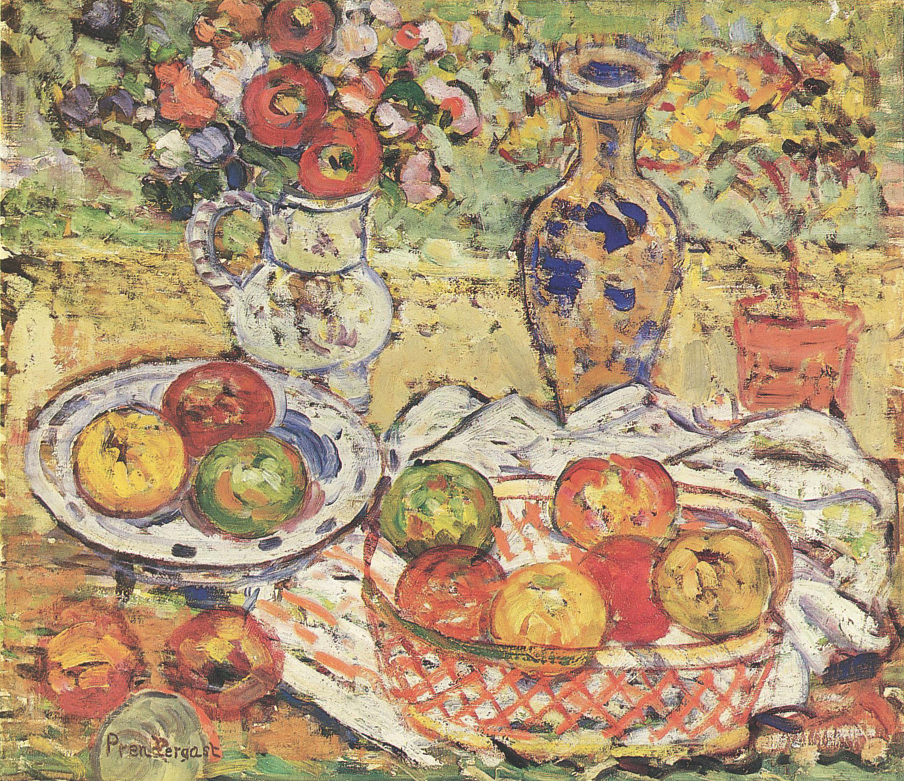
Морис Прендергаст. «Натюрморт с яблоками и цветами», 1913-1915
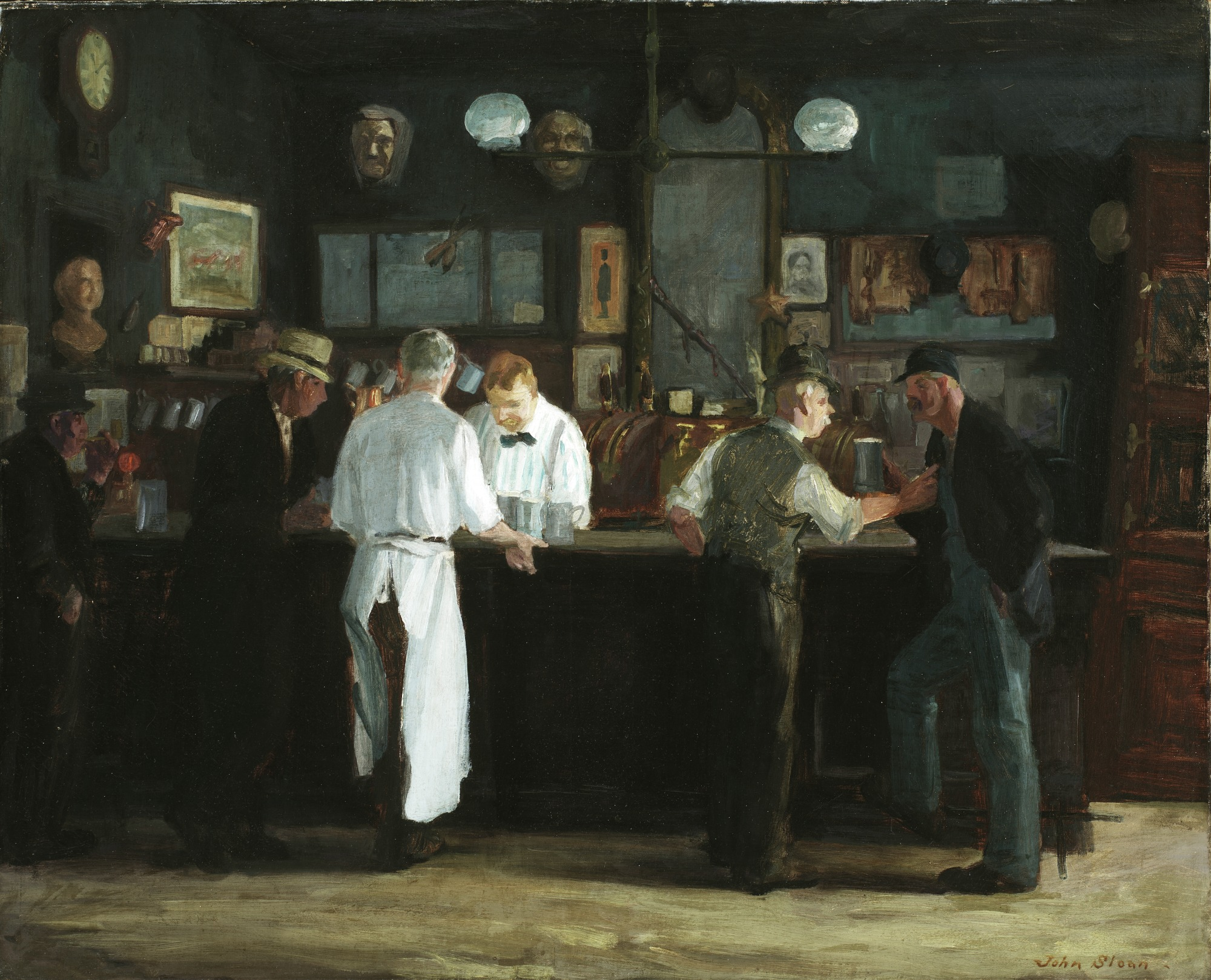
Джон Слоан, «Бар МакСорли», 1912, Институт искусств Детройта
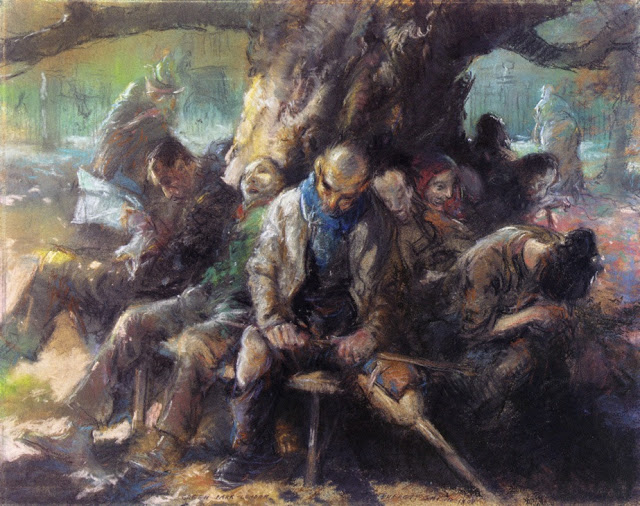
Эверетт Шинн, «Грин парк в Лондоне», 1908
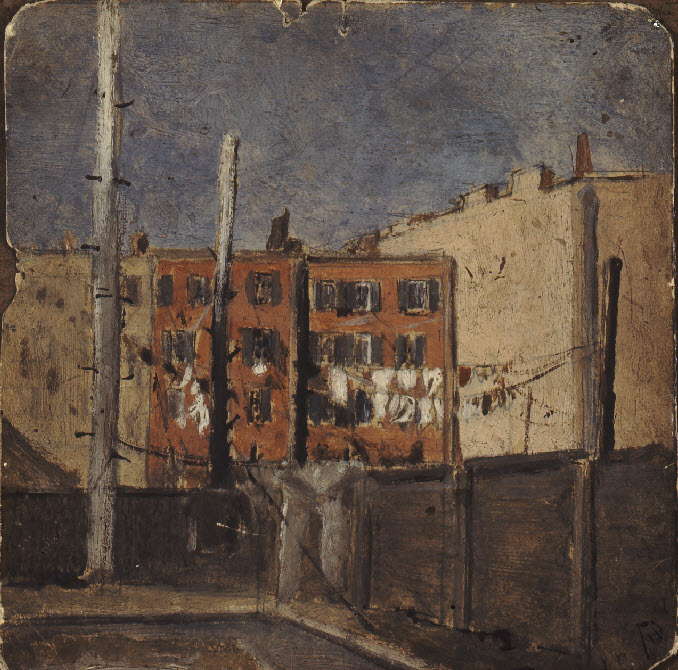
Жером Мейерс. «Задний двор», 1887
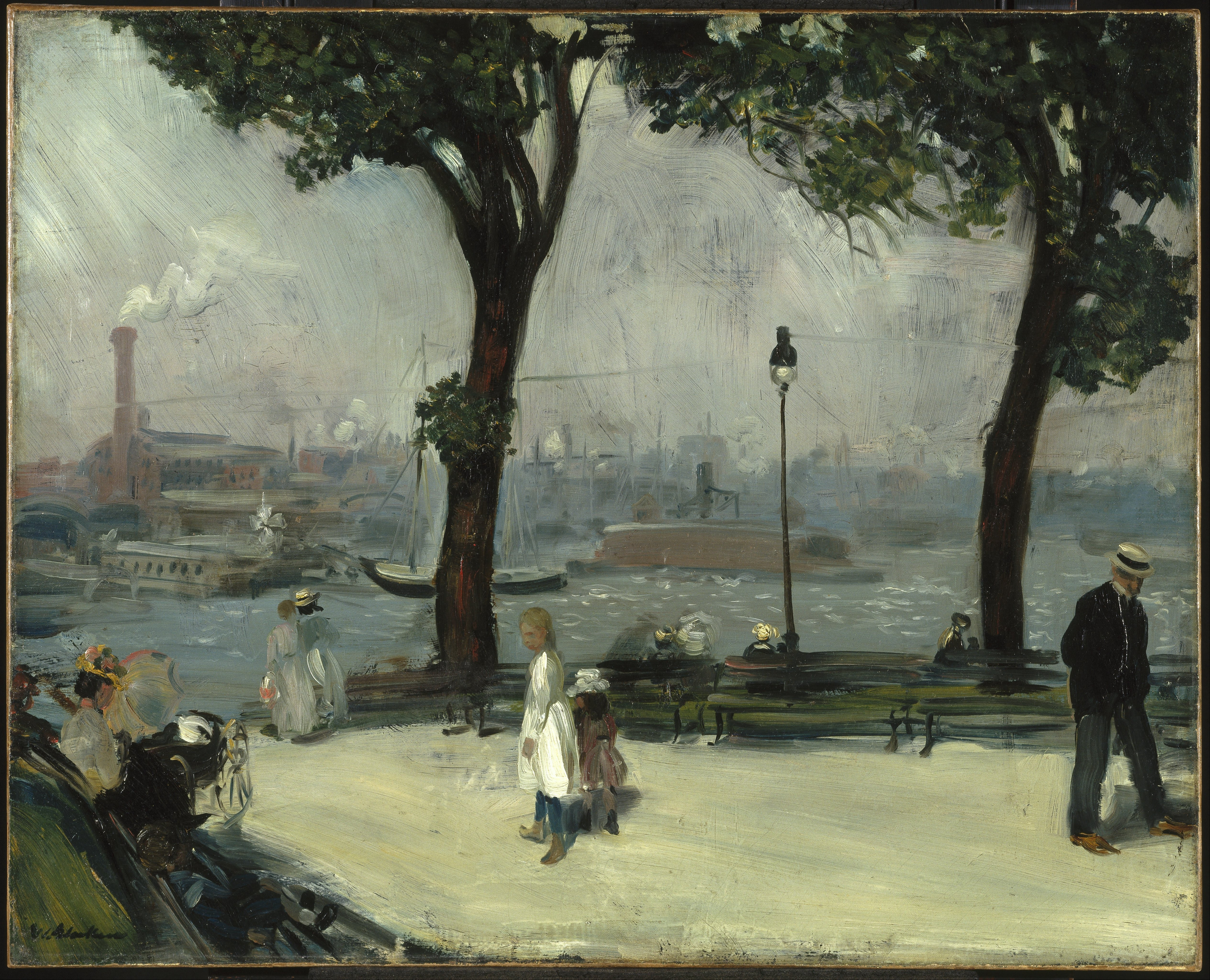
Уильям Глакенс. «Ист-Ривер парк», 1902 , Бруклинский музей.
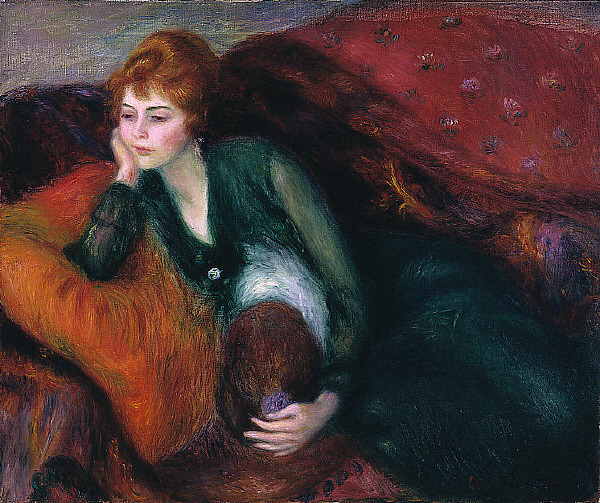
Уильям Глакенс. «Молодая женщина в зелёном», 1915 , Художественный музей Сент Луис
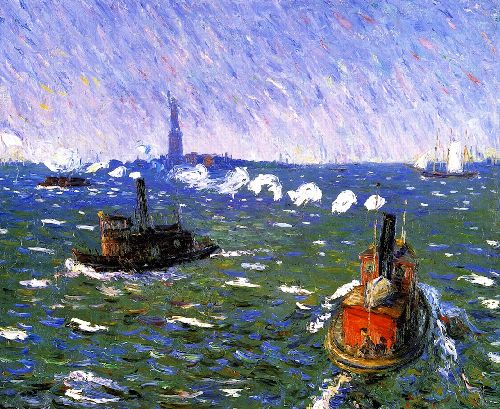
Уильям Глакенс . «Буксиры в заливе Нью-Йорке», 1910
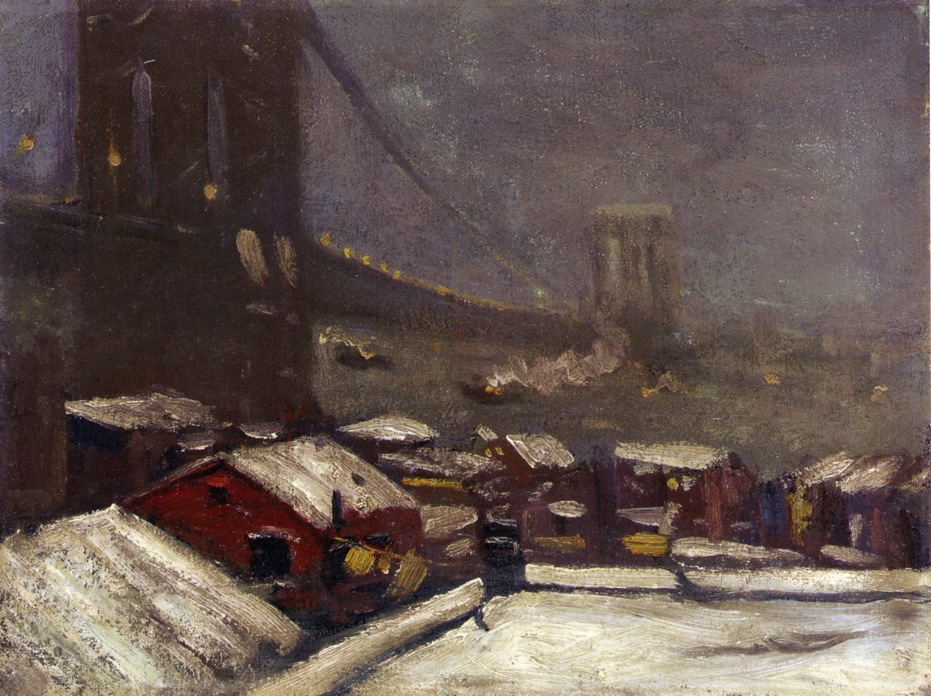
Джордж Бенджамин Лукз . «Бруклинский мост», 1916
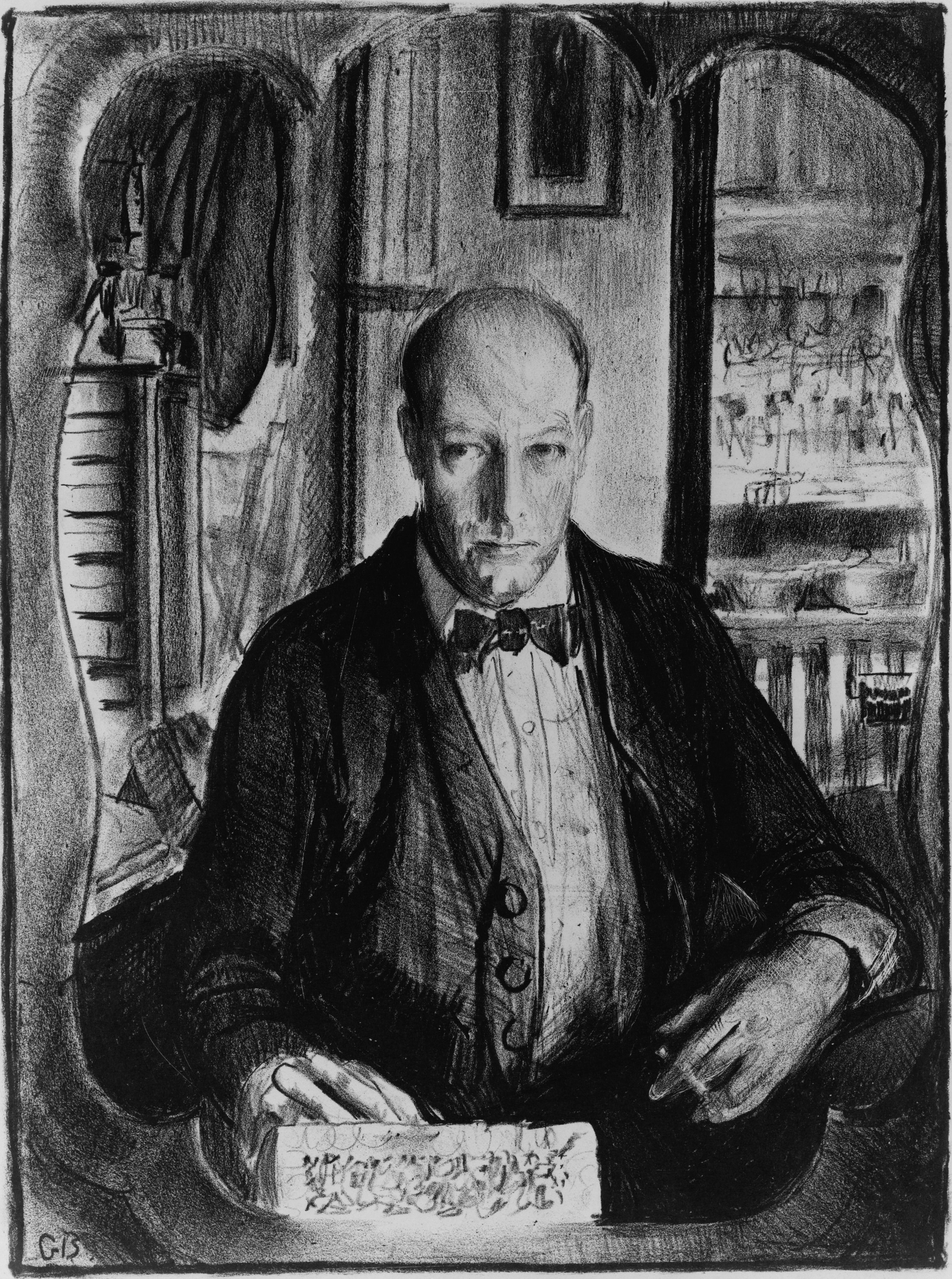
Джордж Беллоуз. «Автопортрет», 1921, литографія
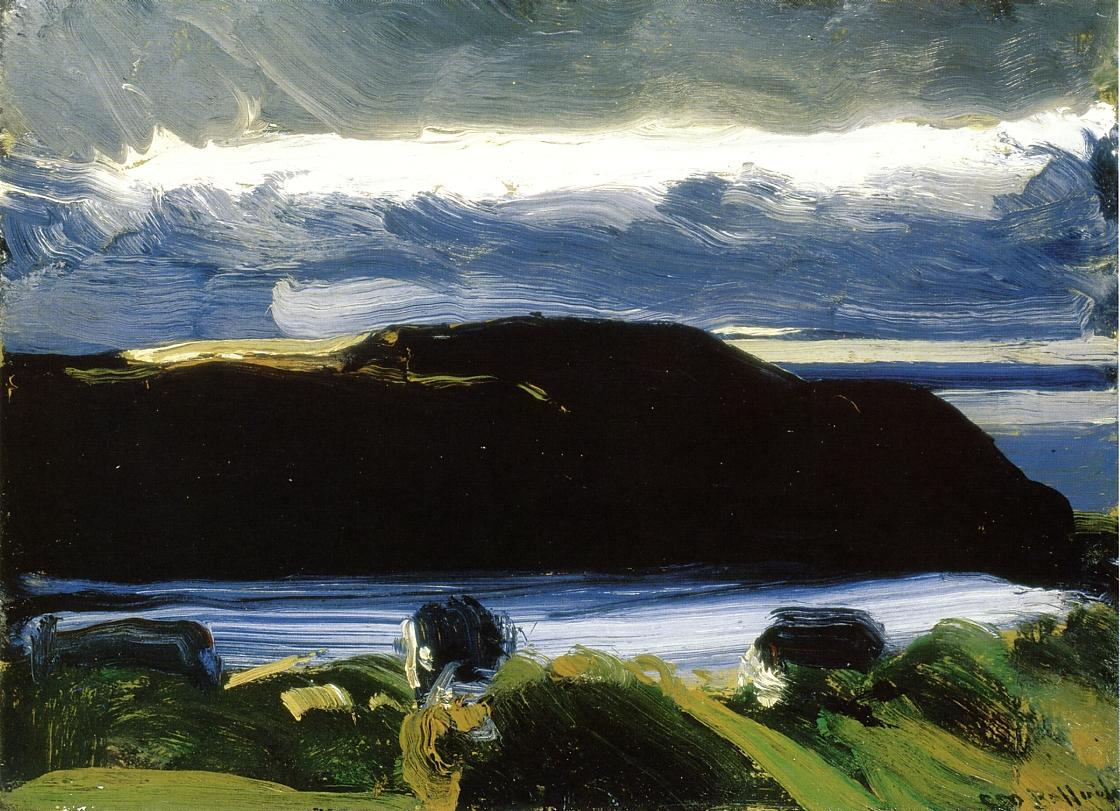
Джордж Беллоуз . "Пасмурное небо. Остров Монхеган », 1916
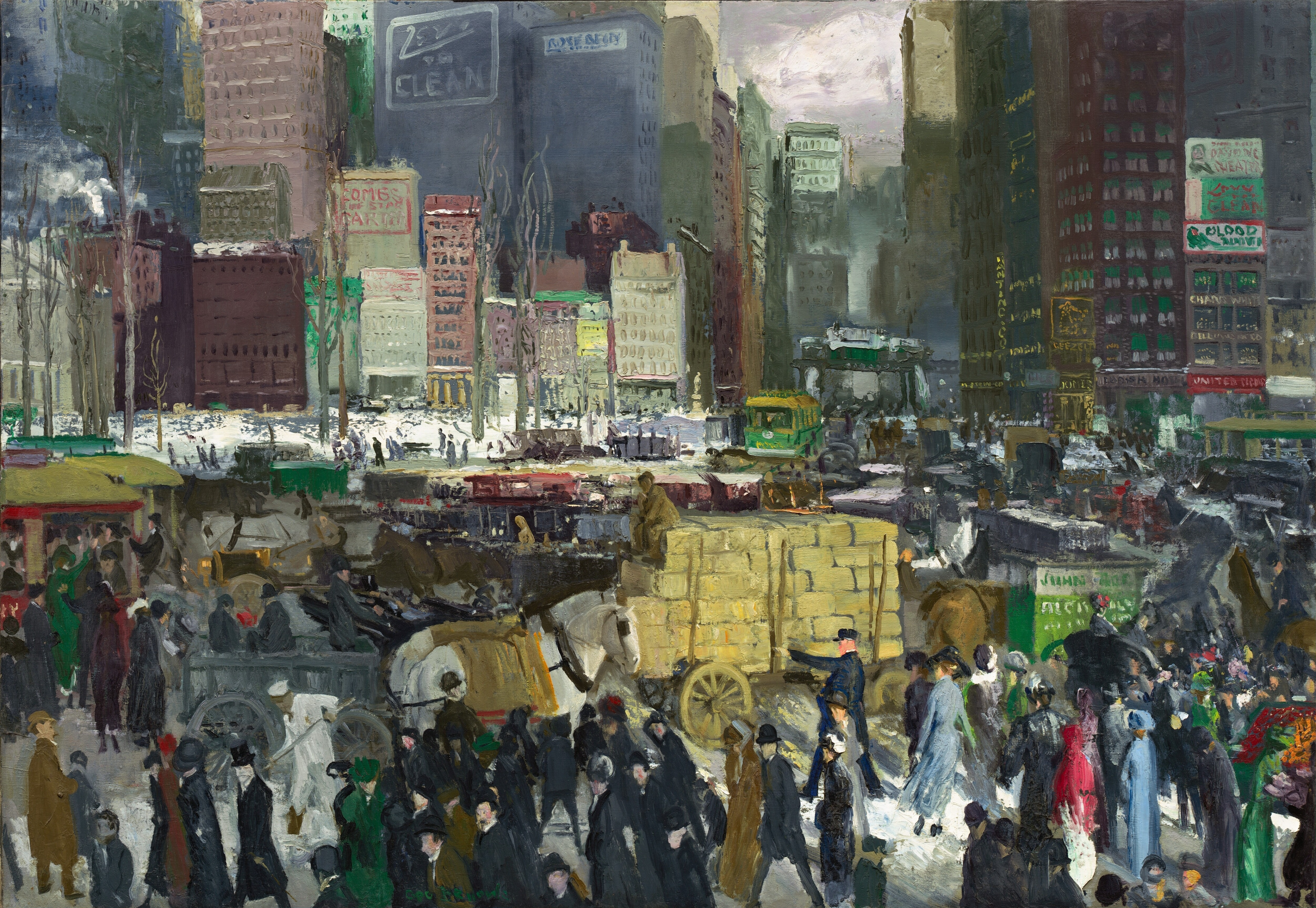
Джордж Беллоуз. «Нью-Йорк», 1911
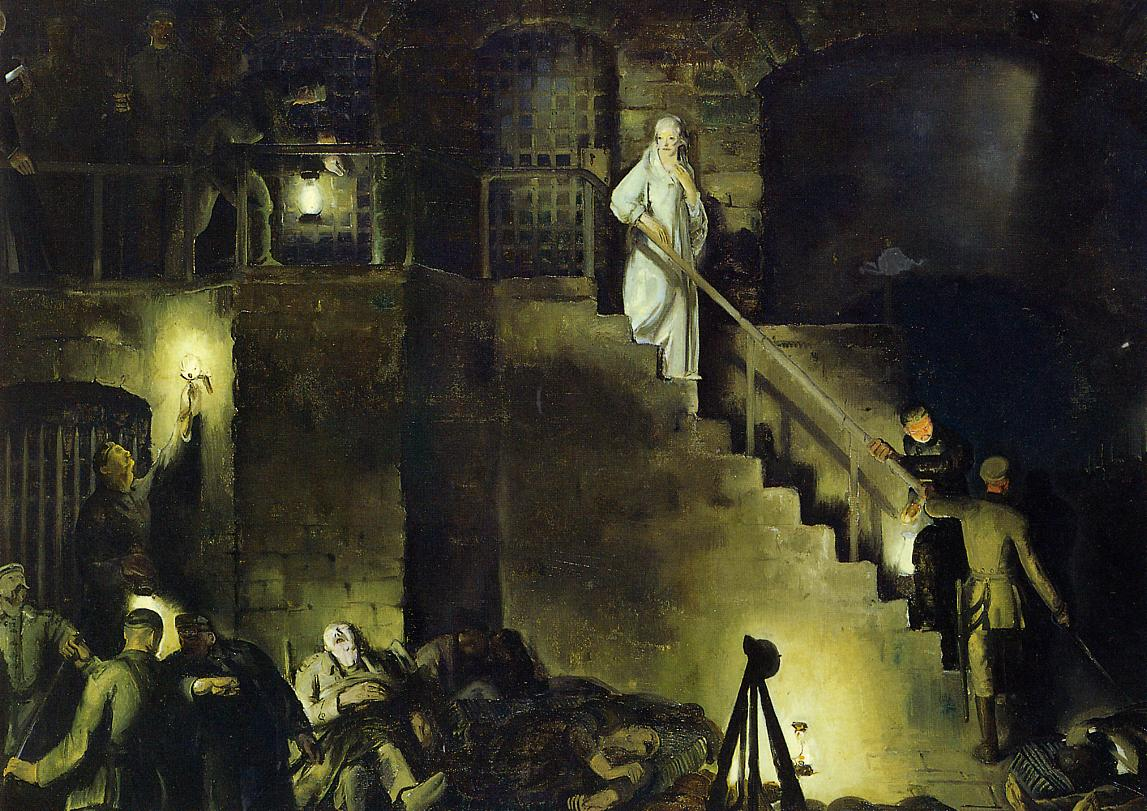
Джордж Беллоуз . Помощь медсестры Эдит Кавелл , 1918
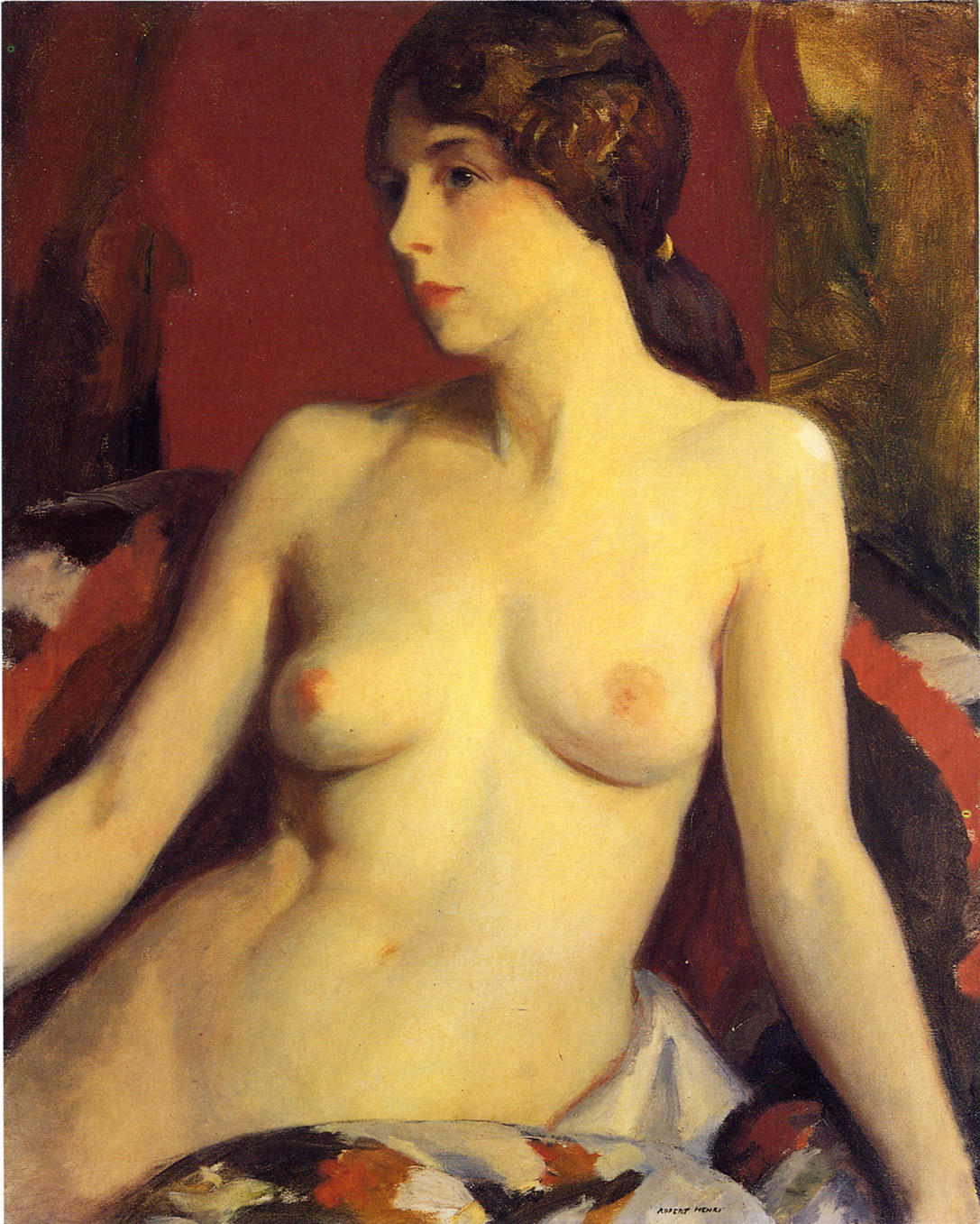
Роберт Генри. «Ню. Мата Моана». 1920

Слава Школы мусорных вёдер была недолгой. В 1913 году прошла её Арсенальная выставка (среди организаторов был Генри). Она совершила революцию в изобразительном искусстве США, выведя на первый план модернизм. Сам термин «школа мусорных вёдер» появился три года спустя.

## Мозаика

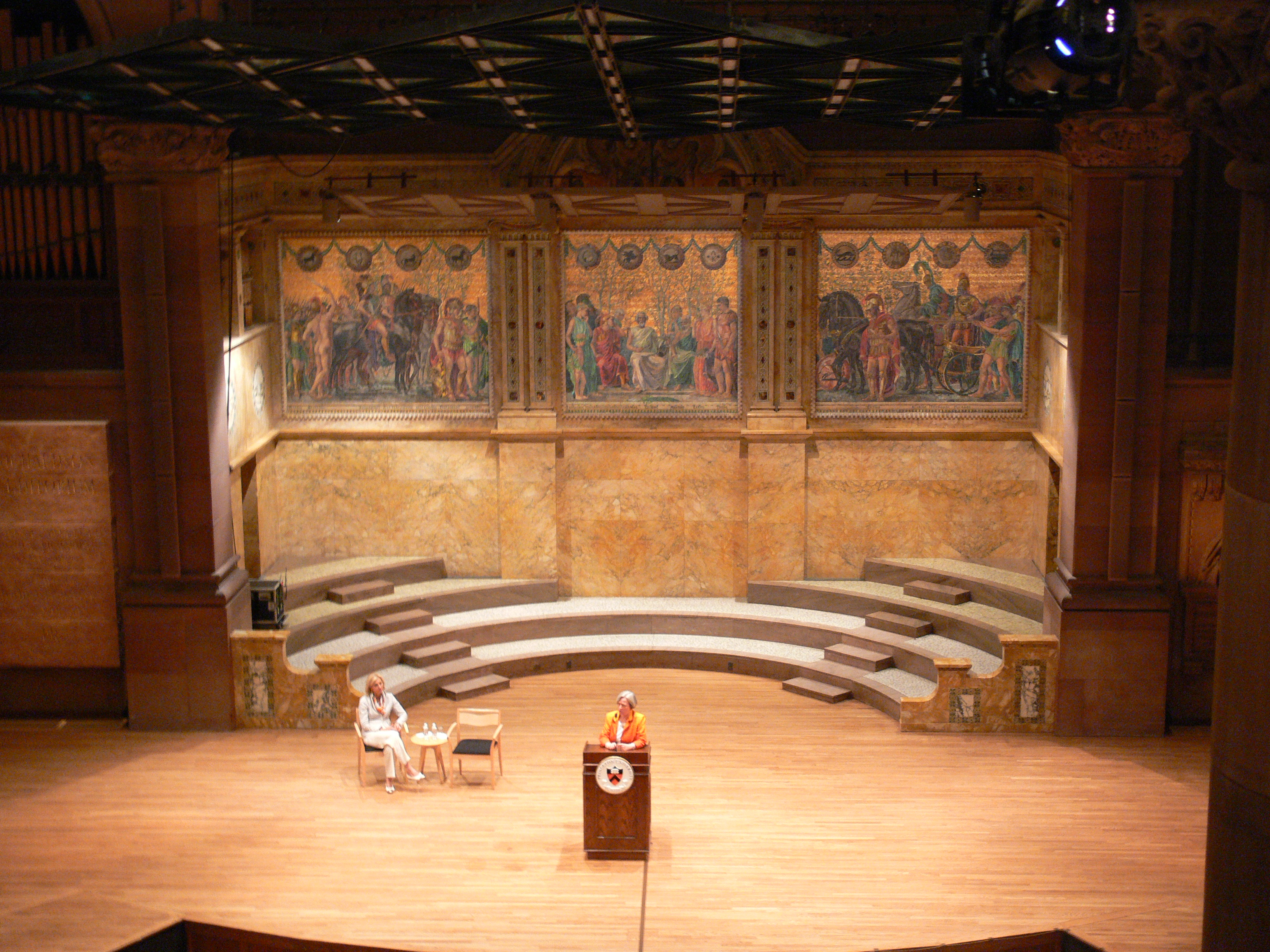
Принстонский университет, Александр Холл, аудитория. Триптих «Истории Гомера», общий вид
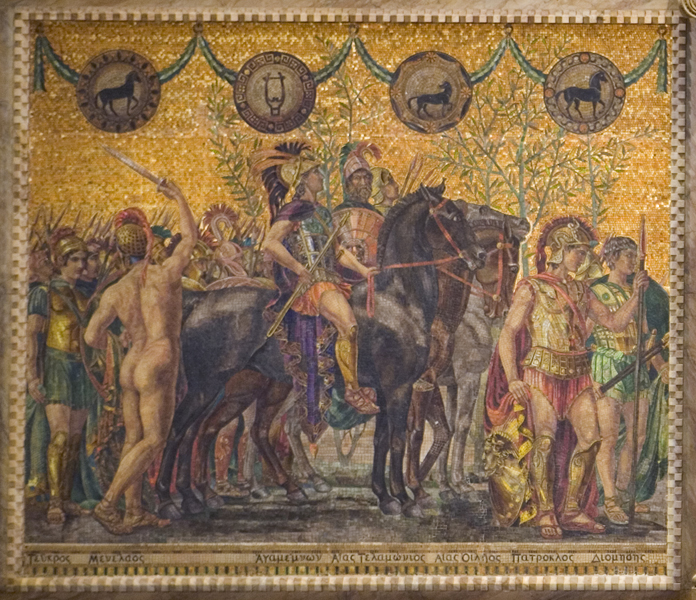
Принстонский университет, Александр Холл, аудитория. Триптих «Истории Гомера», левое панно с ахейцами, 1894
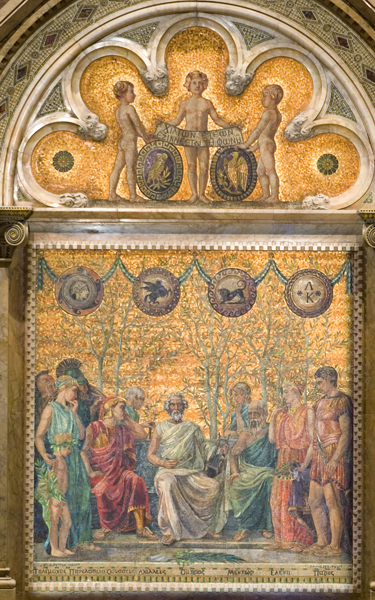
Принстонский университет, Александр Холл, аудитория. Триптих «Истории Гомера», левое панно с ахейцами, 1894
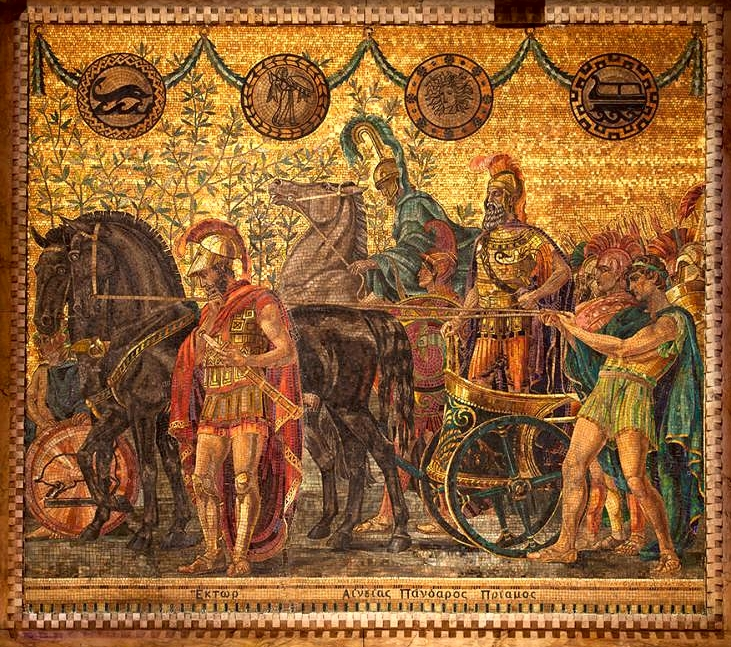
Принстонский университет, Александр Холл, аудитория. Триптих «Истории Гомера», правое панно с Гектором, Приамом и троянцами, 1894

## Индейцы в живописи США
Специфической темой живописи США стало изображение местных индейцев. Эмигранты и жители колоний изучали быт индейцев и многое заимствовали у них в первые годы эмиграции. Первые изображения индейцев присутствовали на картинах XVIII века (Густав Гасселиус. «Индеец Делавэр», 1735 г., Бенджамин Уэст, «Портрет полковника Гая Джонсона с индейцем», 1776 г.)
Десятилетиями индейская тема не развивалась в живописи. Отсутствие к ней интереса объясняется тем, что местные жители сильно отличались от переселенцев, не знали колеса, тяглового скота и лошадей, имели примитивный орудия труда. Кочевники-скотоводы ещё не перешли к оседлому образу жизни. Художник Джордж Кэтлин, путешественник и писатель, дал первые научные изображения и этнографические описания индейцев — смелых, закутанных в покрывала, с нестриженными волосами до земли, с копьями и луками в руках. Столкновение двух цивилизаций было не в пользу местных жителей, хотя те позаимствовали кое-что и у переселенцев, впоследствии пересели на лошадей и освоили современное вооружение. Но отношение к индейцам было немного лучше, чем к американским рабам. Вхождение индейцев в новую для них цивилизацию растянулось на века. В их истории было немало трагических страниц. Переселенцы рассматривали индейцев, как угрозу и препятствие для освоения западных земель.
Среди тех, кто разрабатывал индейскую тему в живописи были художники: Джон Уэсли Джарвис (John Wesley Jarvis), Альфред Джейкоб Миллер, в XX веке — художники Фредерик Ремингтон, Николай Фешин («Таосский вождь» 1927-33 г.).

Густав Гасселиус. «Индеец Делавэр», 1735
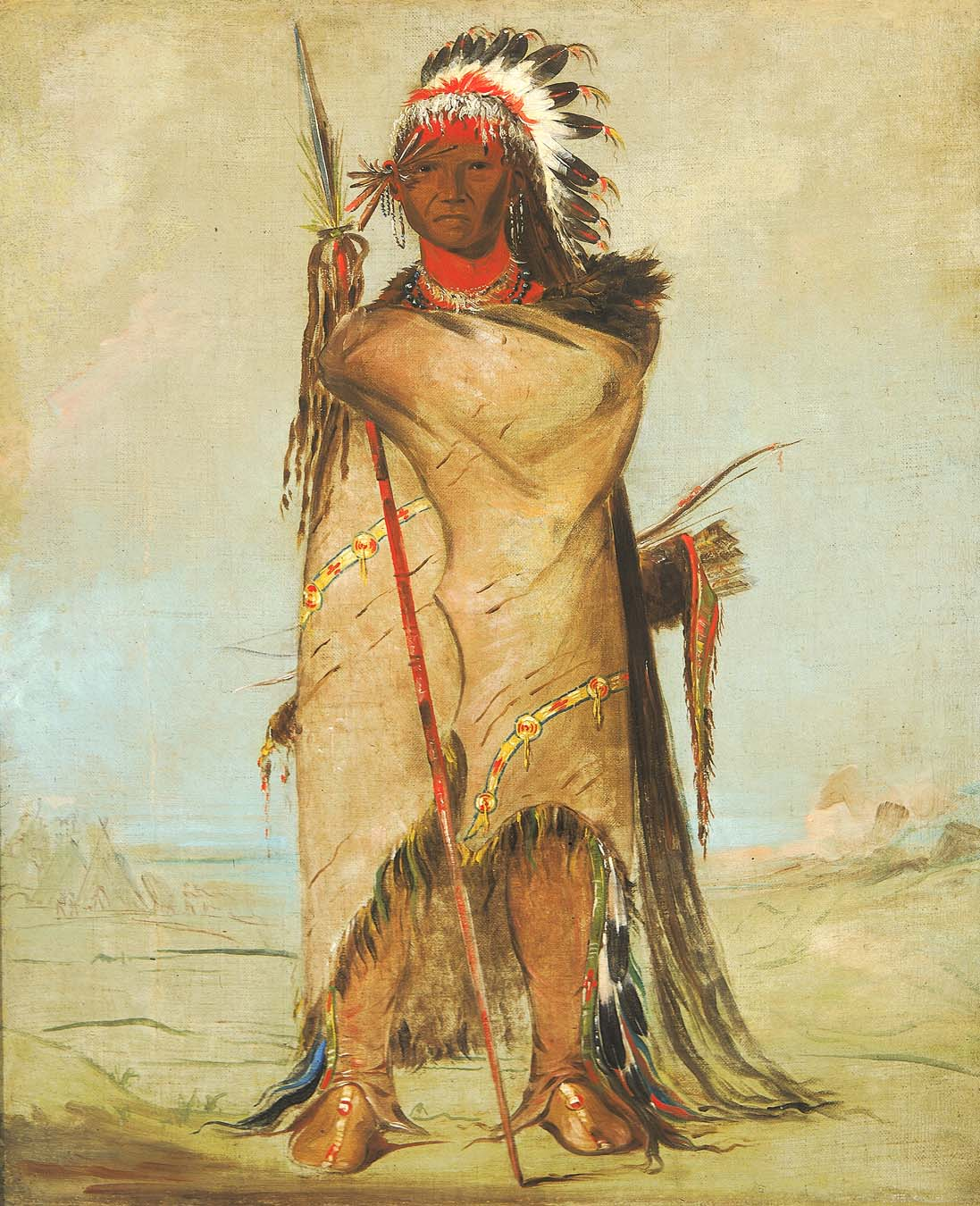
Джордж Кэтлин, «Хоратоа Храбрый», 1832
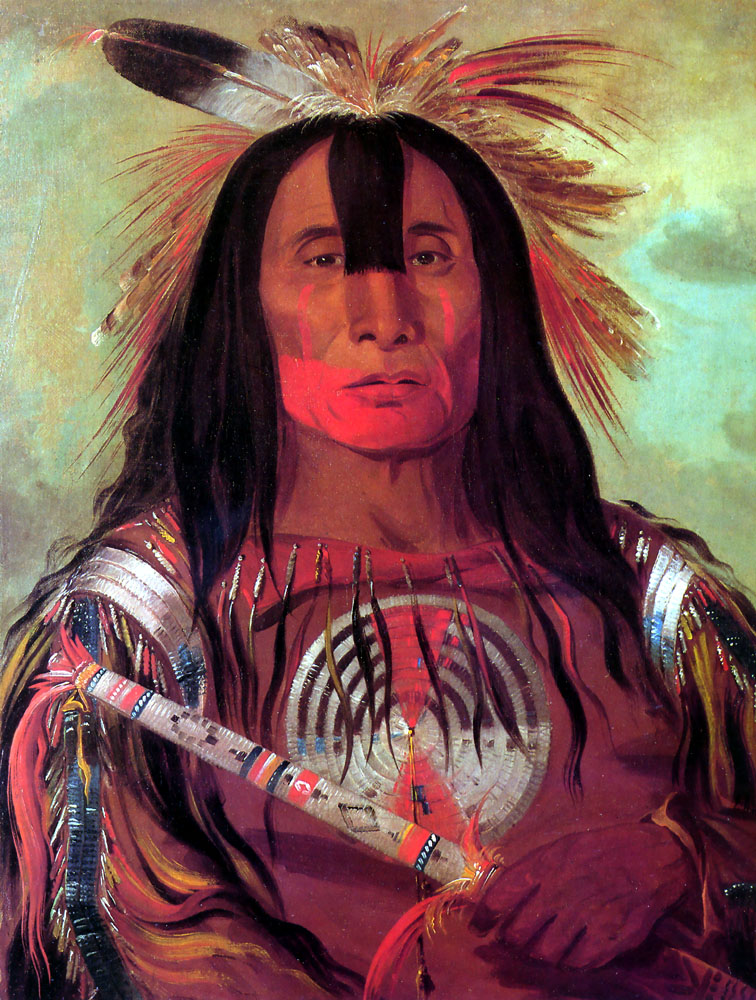
Джордж Кэтлин. «Вождь племени черноногих», 1832
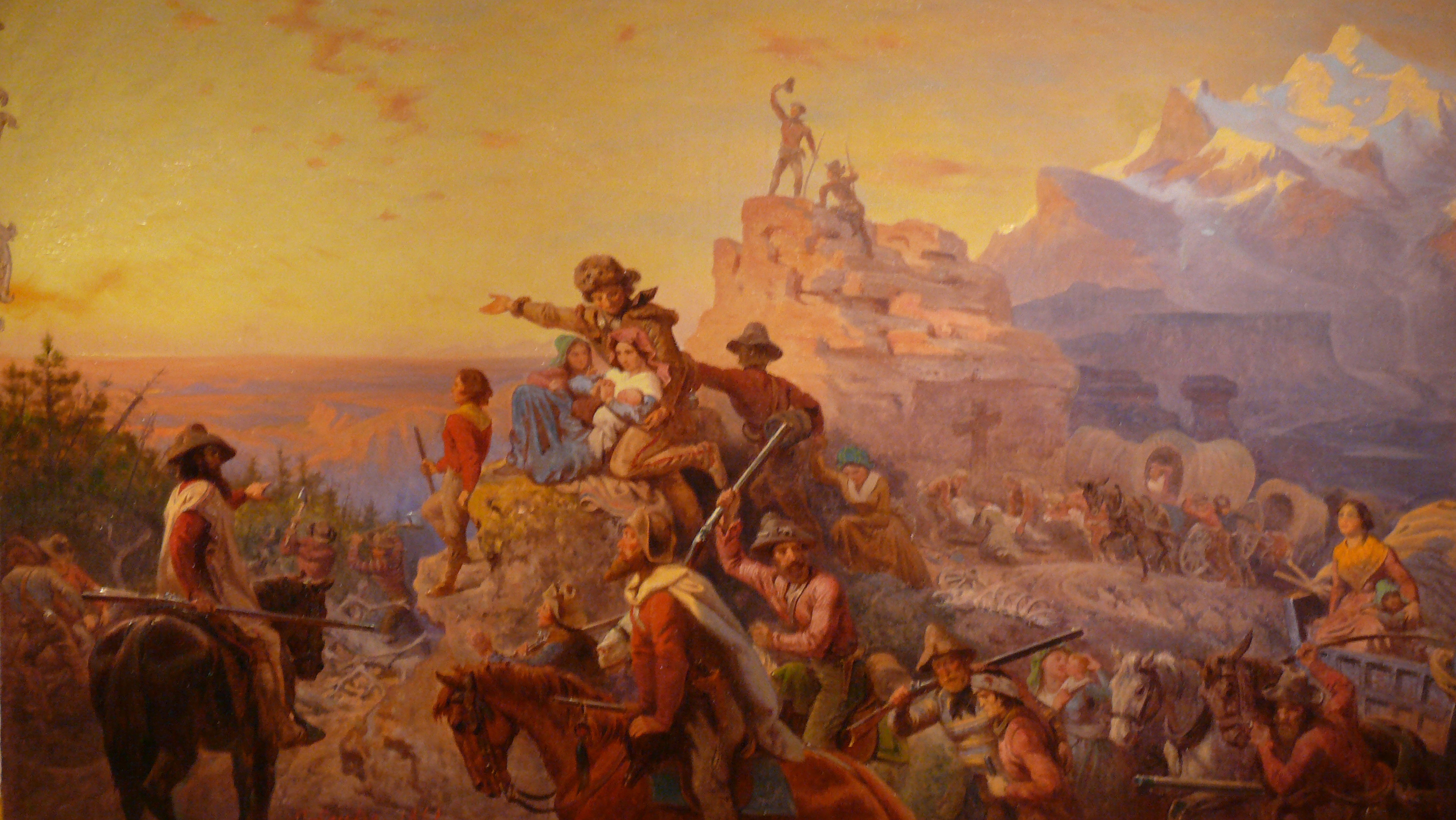
Эмануэль Лутц. «Курс на Запад», 1860
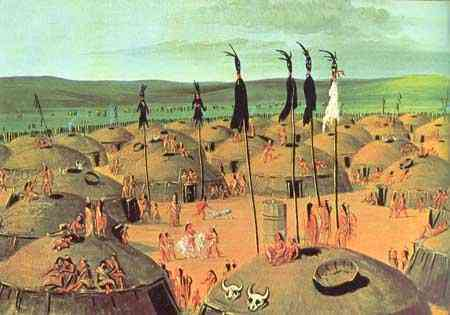
Джордж Кэтлин. «Лагерь племени Мендан», 1833
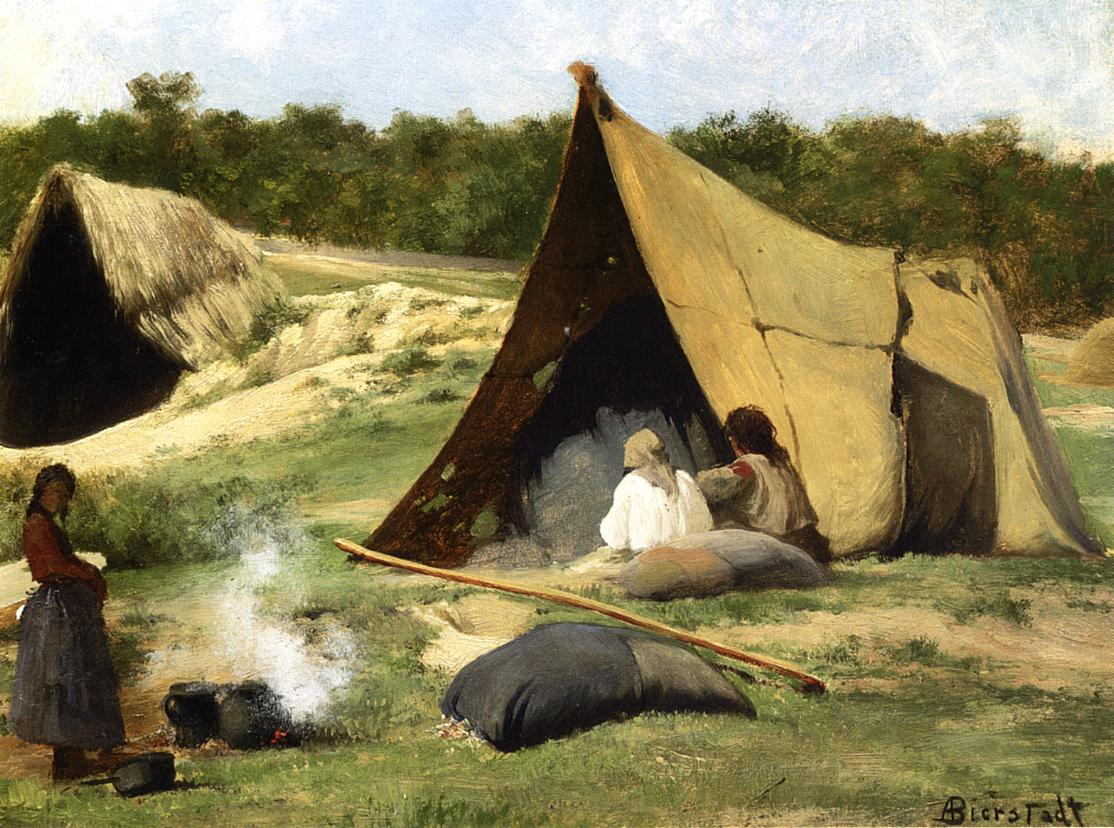
Бирштадт, «Индейский лагерь», 1858—1859
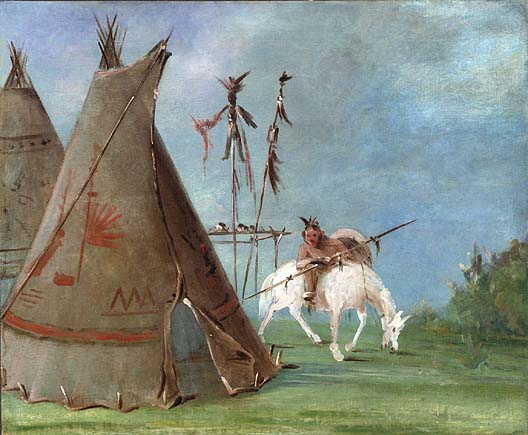
Джордж Кэтлин. «Воин из племени Каманч», 1835
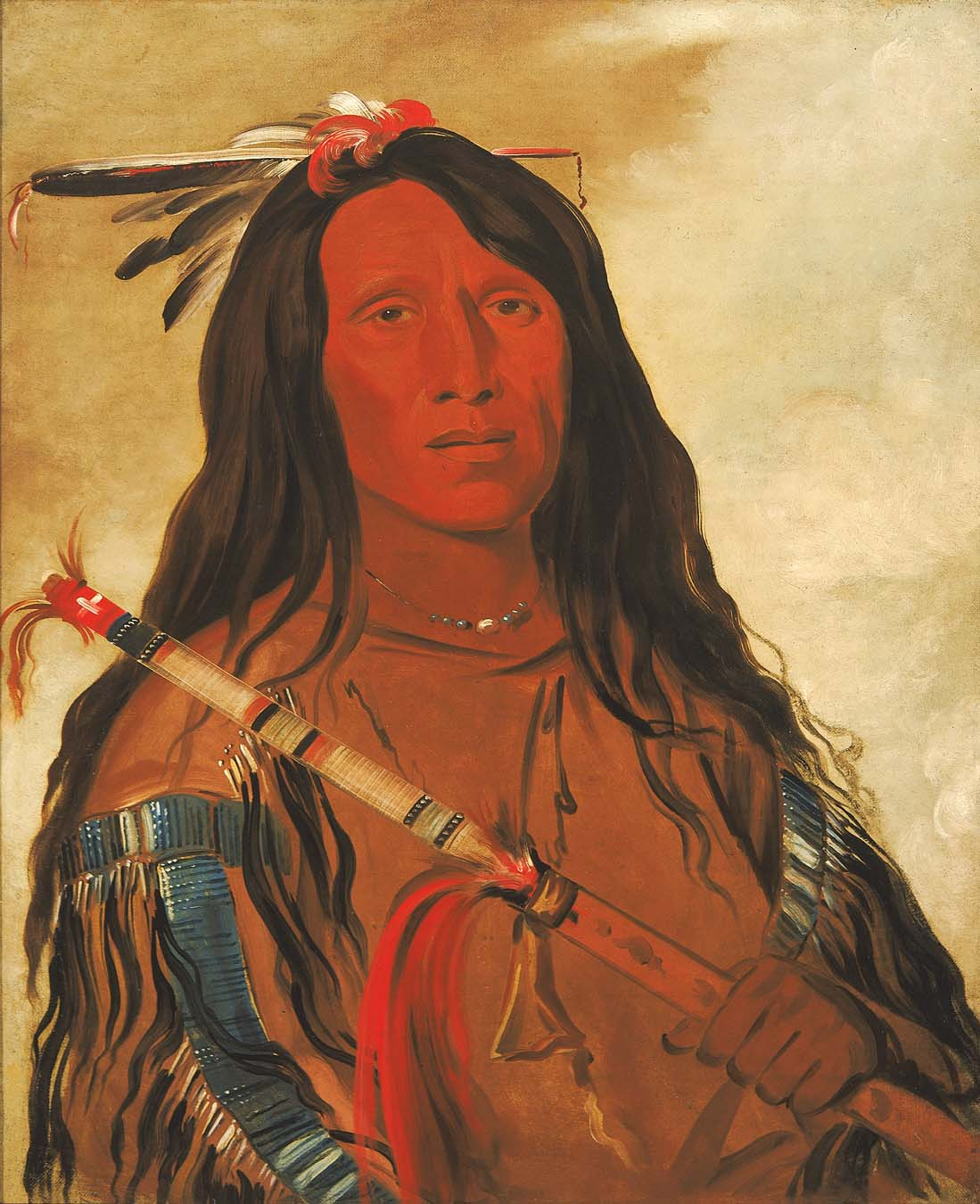
Джордж Кэтлин. «Индеец чейен», 1845
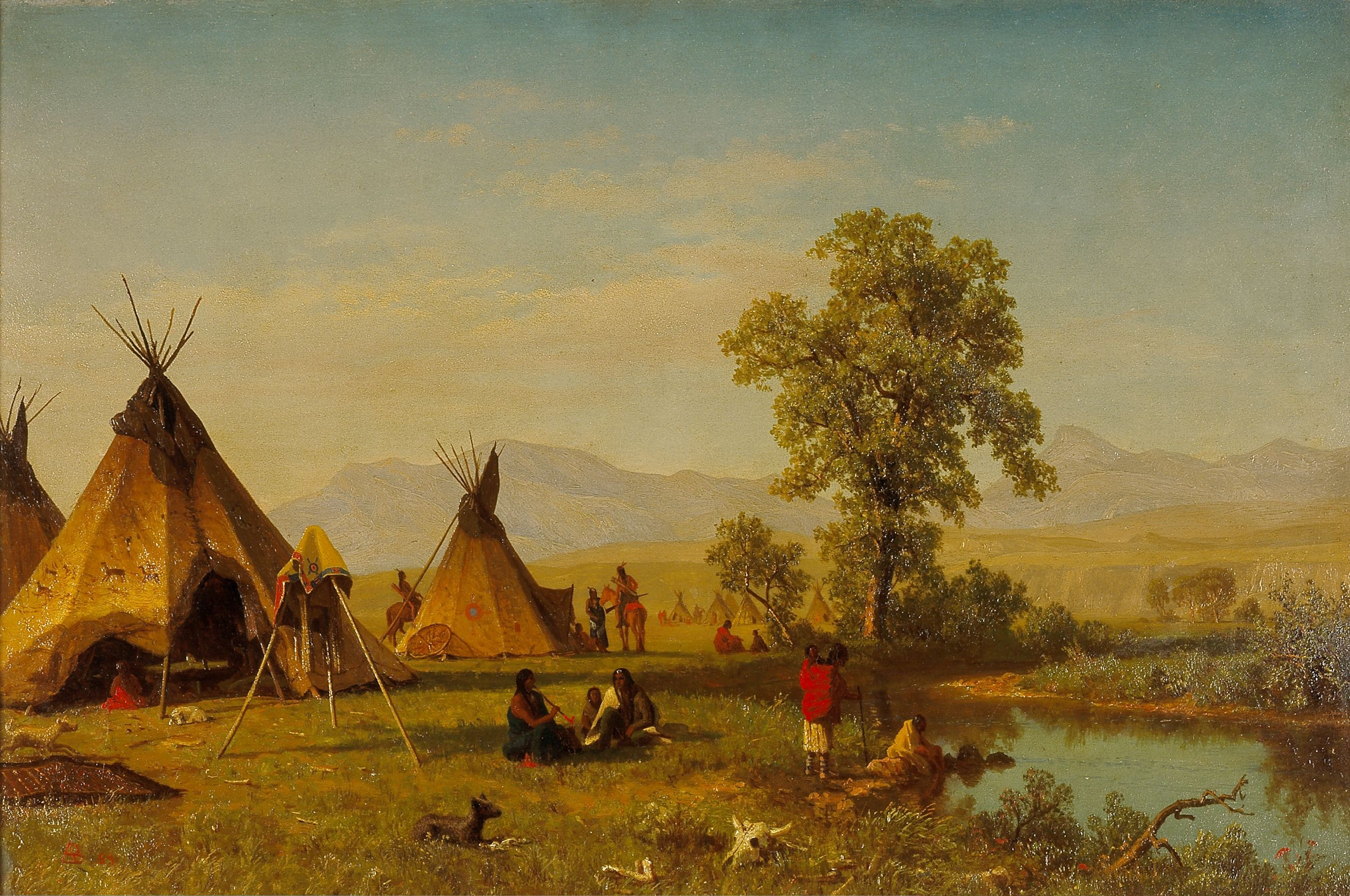
Бирштадт. «Лагерь индейцев сиу у форта Леремье», 1859
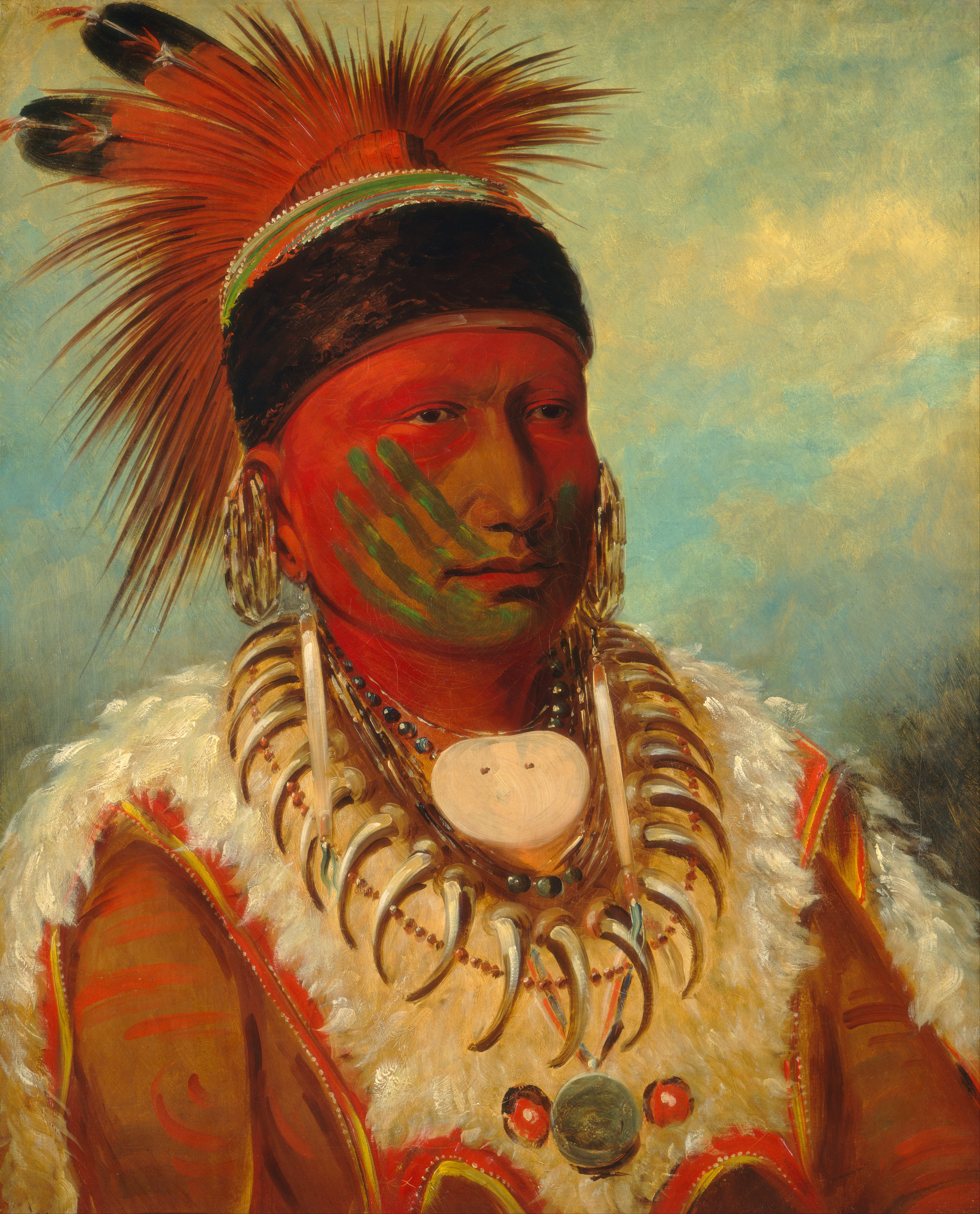
Джордж Кэтлин. «Вождь Белое облако», 1845

## Тонализм
Своеобразные черты имело в живописи США направление тонализм. Хронологически он совпадал с деятельностью барбизонской школы и расцветом французского символизма и охватил период с 1880-х до 1910-х годов. В живописи Соединённых Штатов тонализм отразился в изображениях сельского и городского пейзажей. Он сосуществовал с американским импрессионизмом, но впоследствии уступил ему.
Обобщения форм и неяркие краски в картинах тоналистов, эффекты освещения и изображения туманов дали основания художественным критикам называть тонализм предшественником абстракционизма XX века. В тонализме узнаваемы формы изображаемых предметов и людей. В этом стиле работали художники Джон Генри Твахтман («Пейзаж в Голландии»), Томас Девин («В саду»), Леон Дабо («Река Гудзон в сумерках»), Генри Уорд Рейнджер и др.

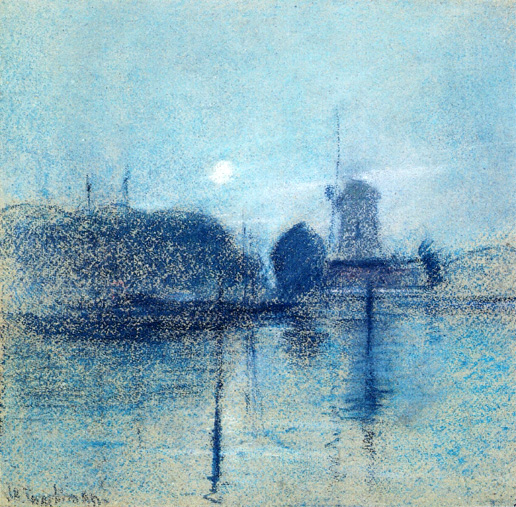
Джон Генри Твахтман. «Пейзаж в Голландии», пастель, 1885
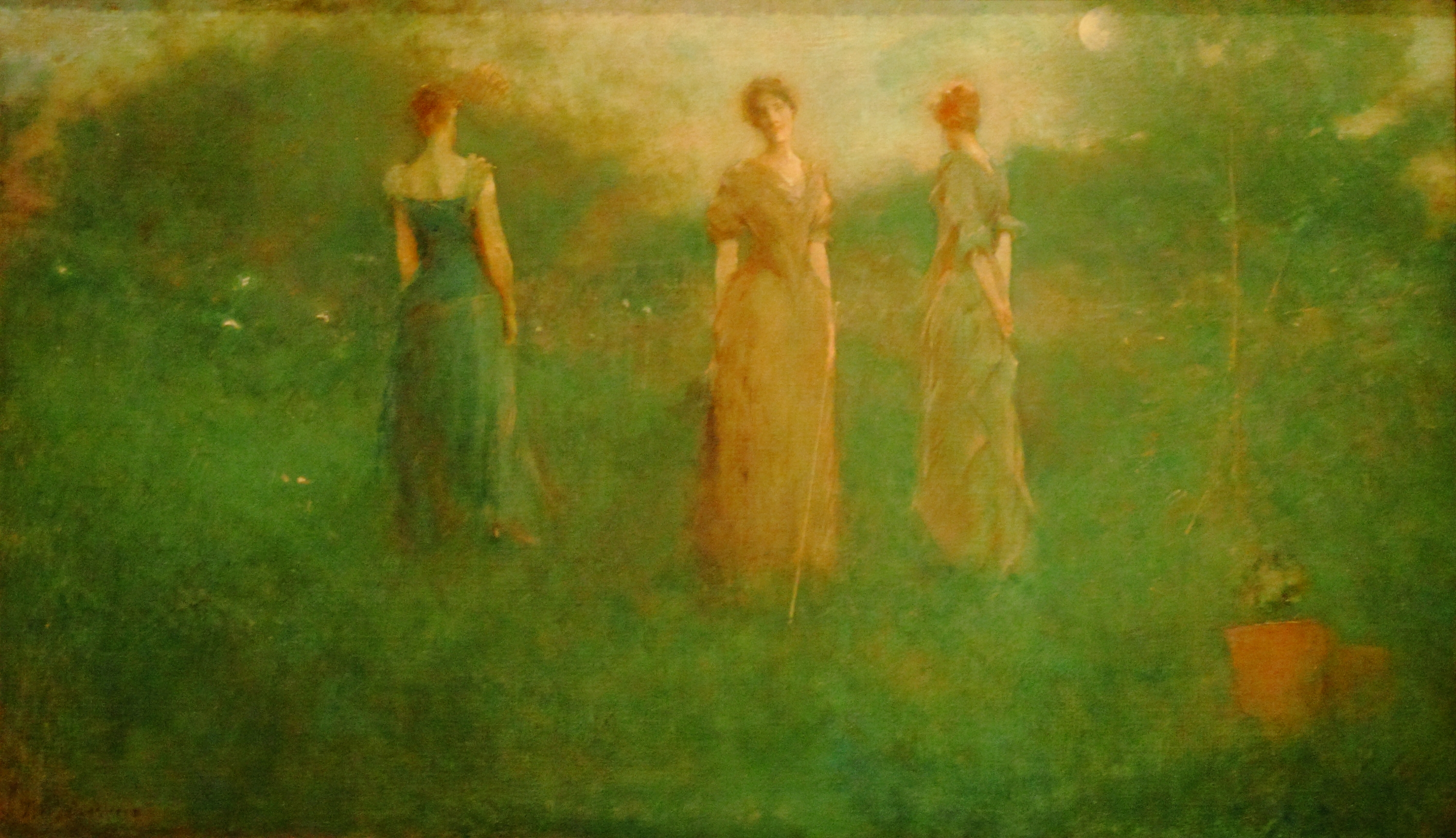
Томас Девин. «В саду», до 1894
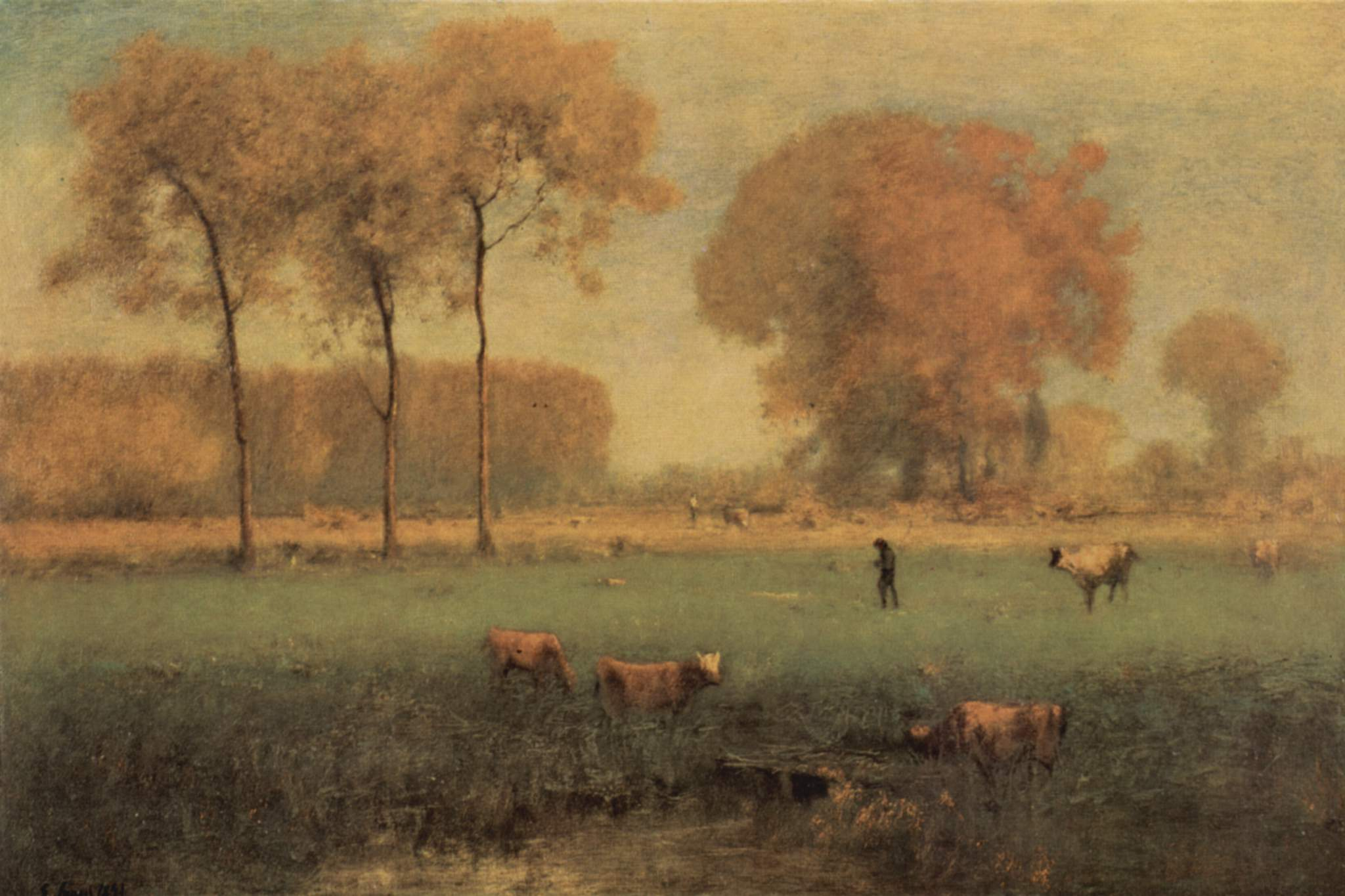
Джордж Иннес. «Вересень», 1894
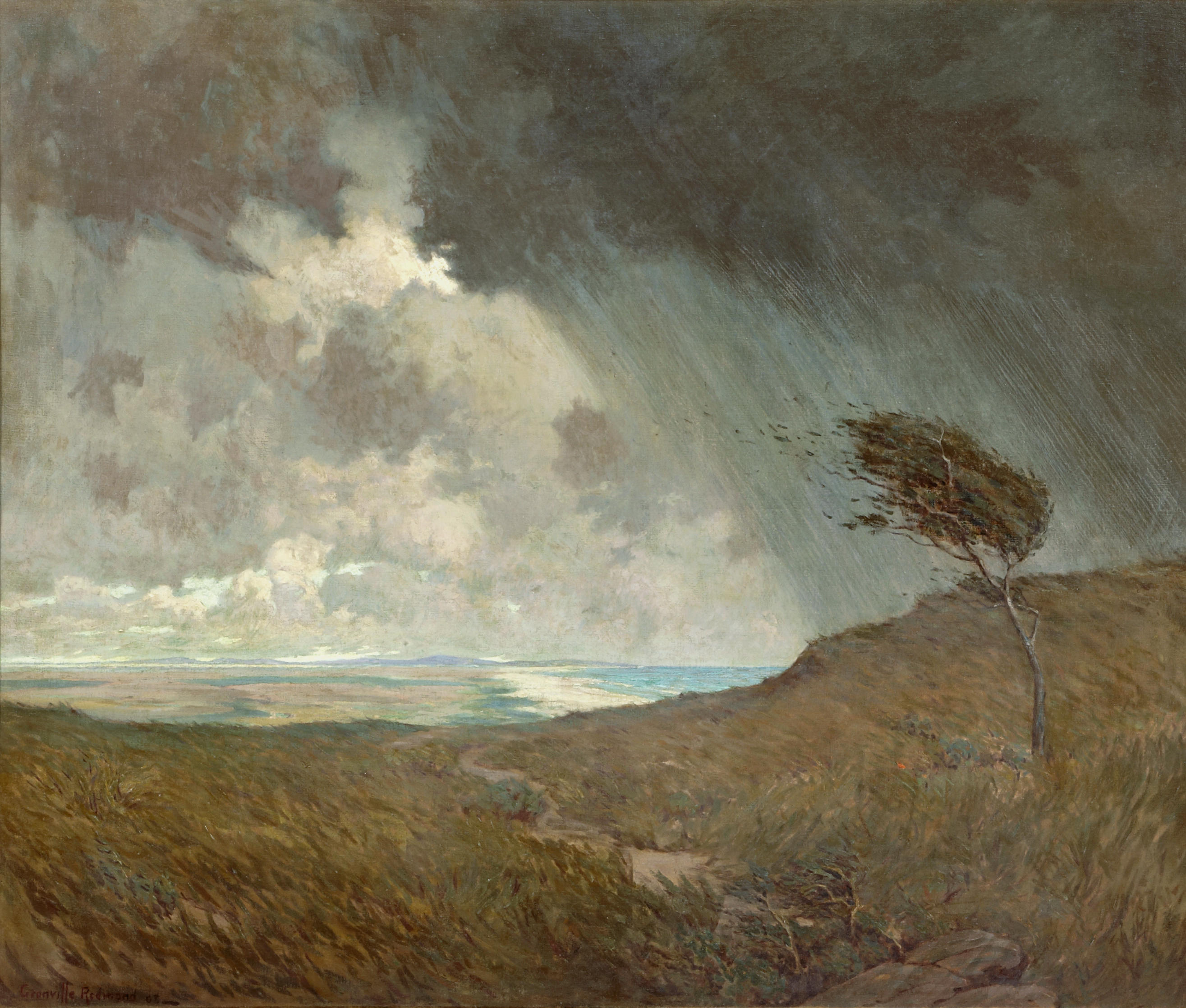
Гренвилл Редмонд. «Буря на побережье», 1905
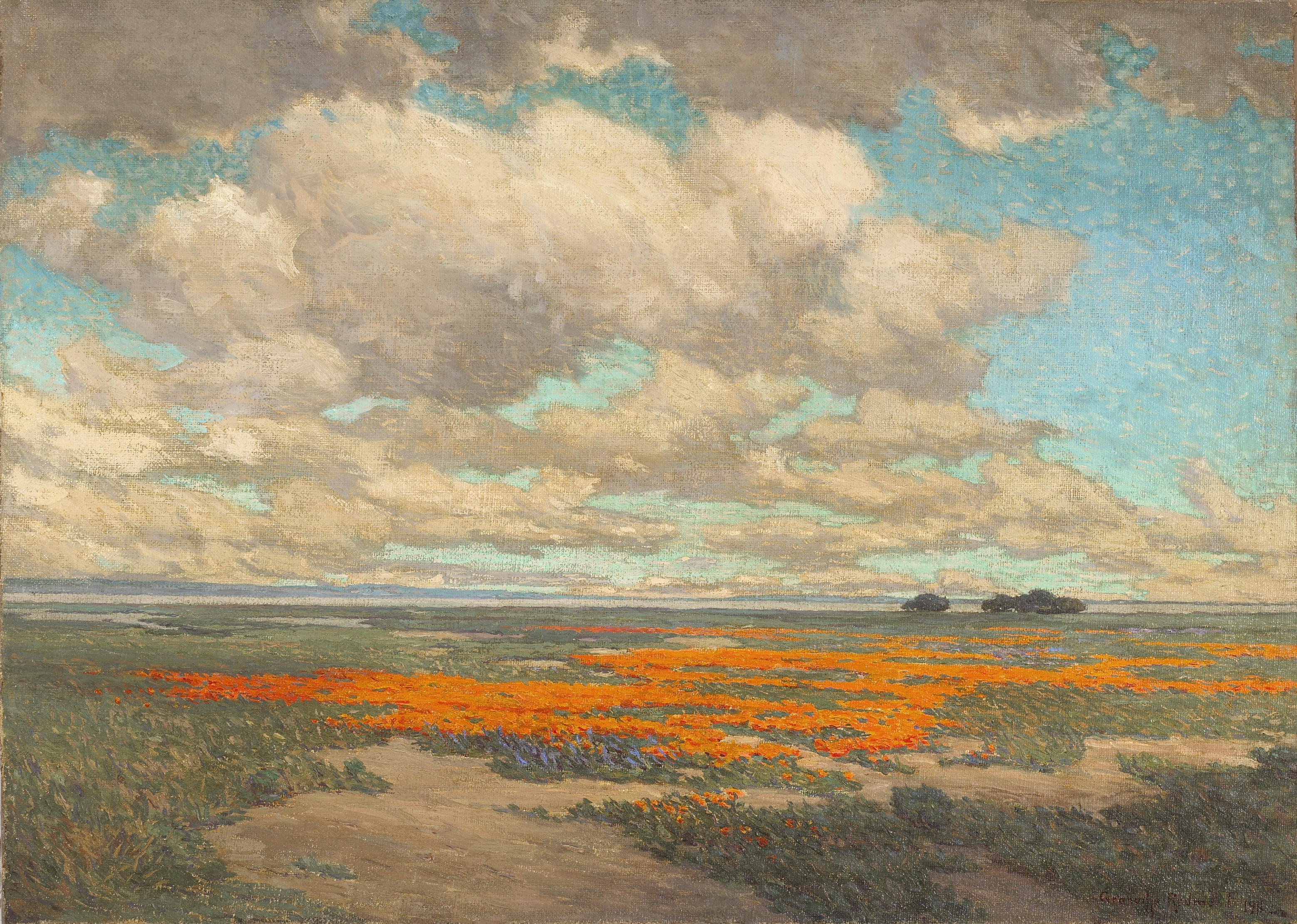
Гренвилл Редмонд. «Поле с жёлтыми калифорнийскими маками», 1911
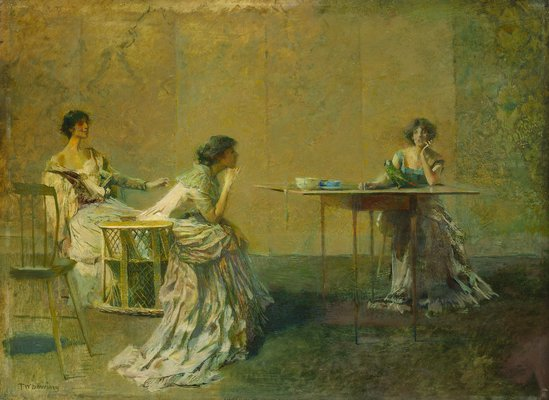
Томас Девин. «Общение», 1900
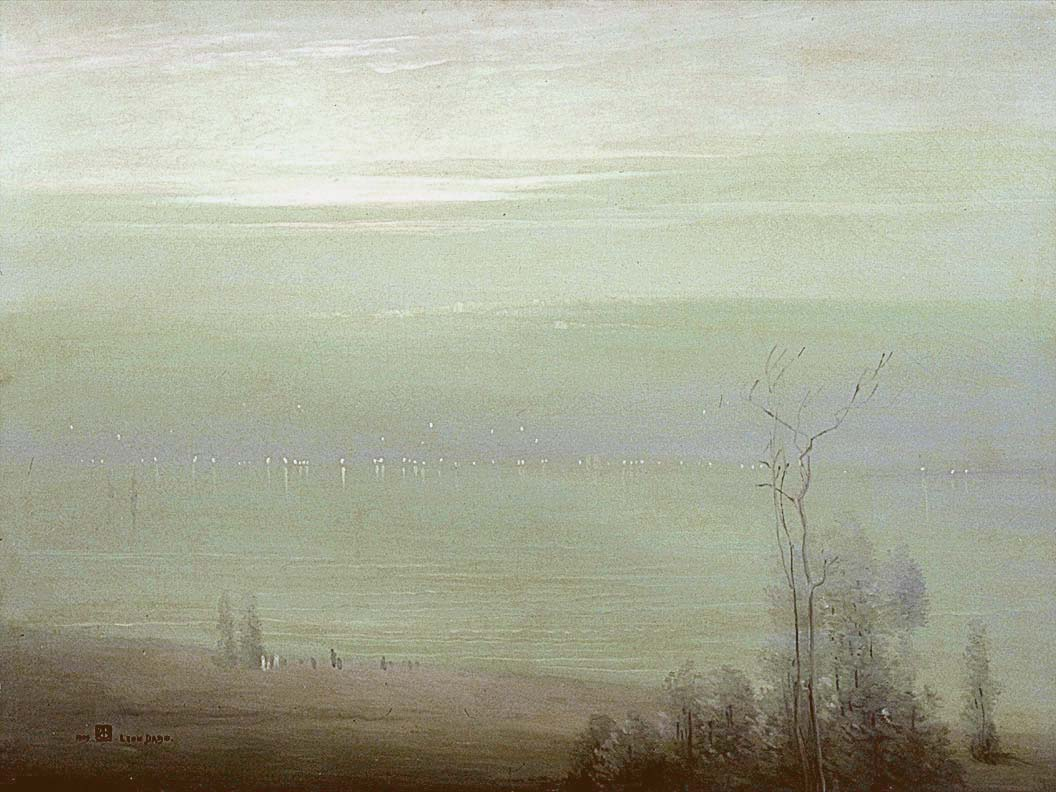
Леон Дабо, «Река Гудзон в сумерках», 1911
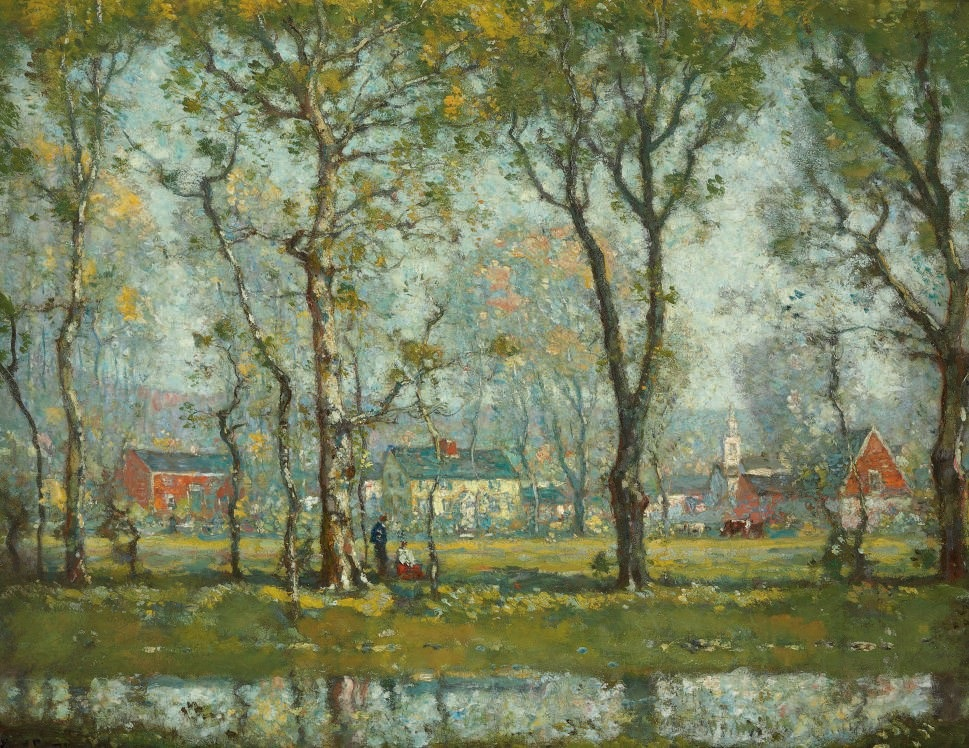
Генри Уорд Рейнджер. «Поселок в Новой Англии», США
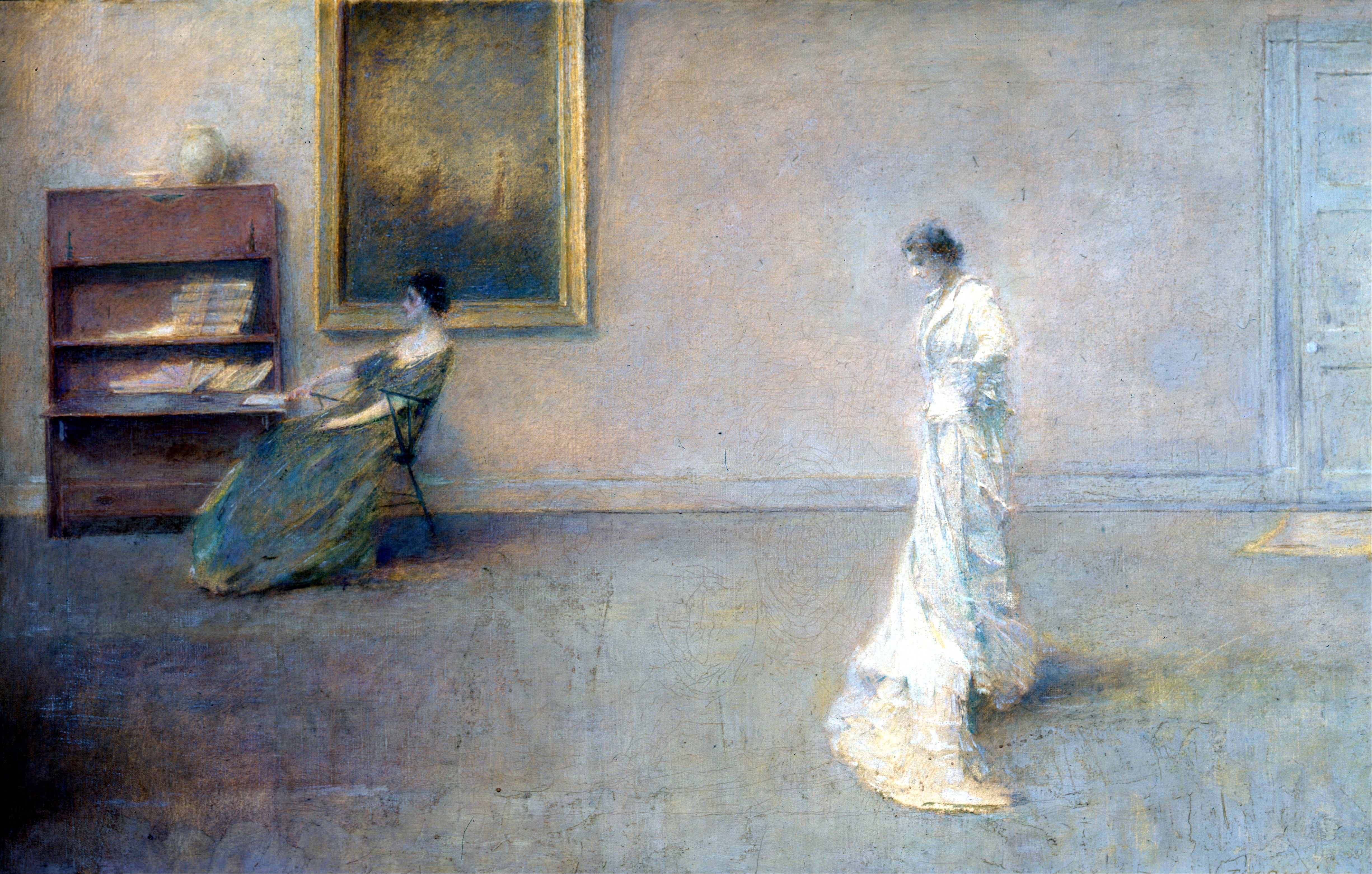
Томас Девин. «Белое платье», 1901
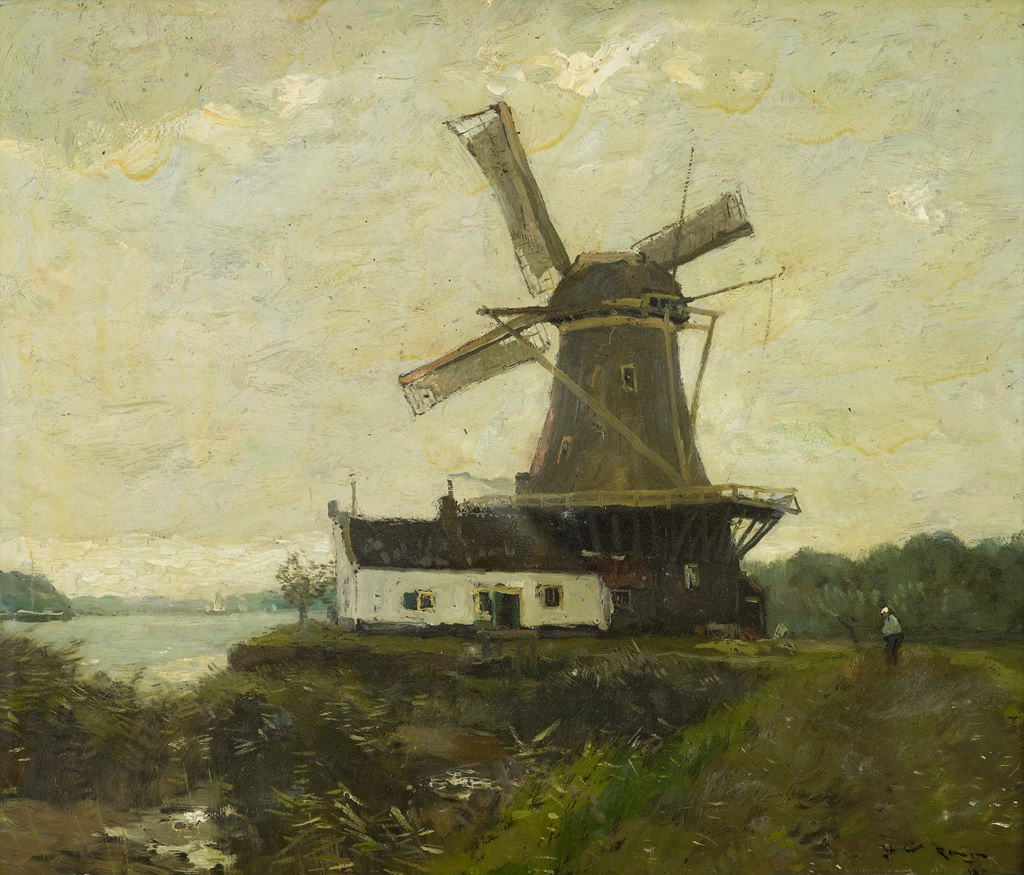
Генри Уорд Рейнджер. «Мельница», в 1915

## Художники эмигранты и временно приглашённые на работу

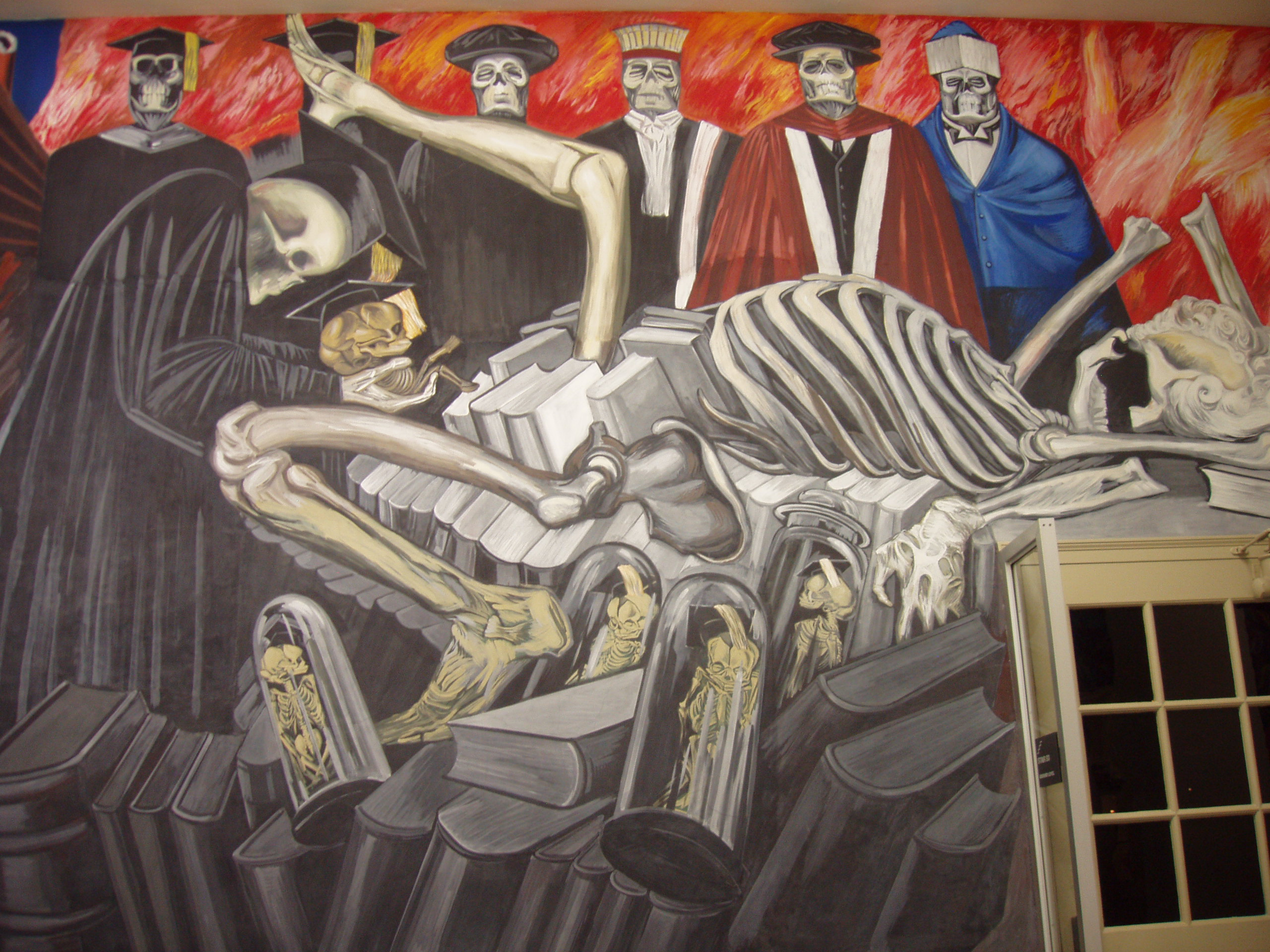
Хосе Клементе Ороско. Деталь фрески «Американская цивилизация», библиотека Дартмутского колледжа, Ганновер (США)

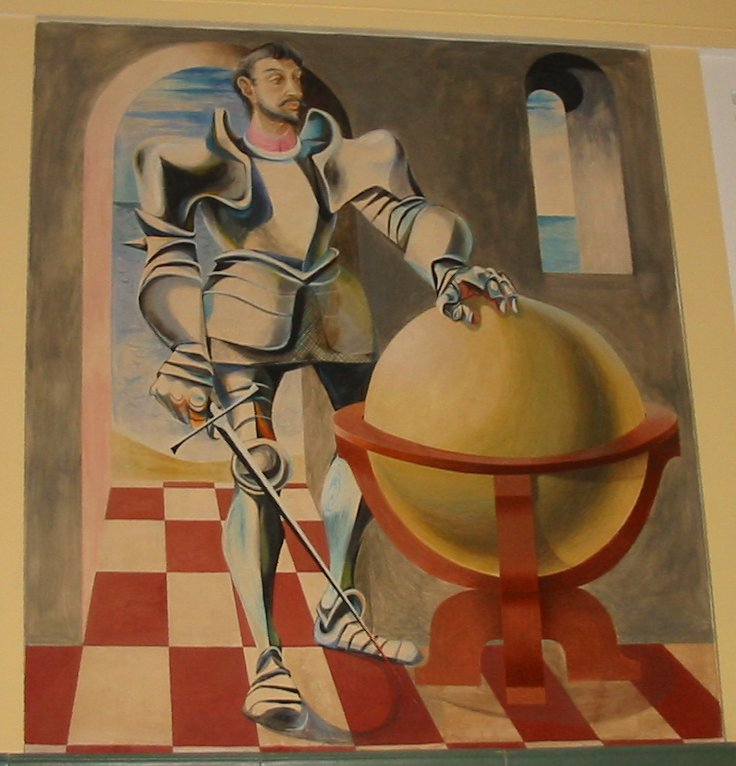
Антон Рефреже. Фреска Френсис Дрейк, Сан-Франциско

Красочную картину художественной жизни Соединённых Штатов в XX веке дополняли художники-эмигранты и художники, временно приглашённые на работу в страну. Великая Октябрьская социалистическая революция в России октябре 1917 года, голодные годы, Гражданская война и желание заработать привели к отъезду из страны ряда деятелей искусства и науки — композиторов, музыкантов, актёров, писателей, учёных, инженеров, художников. США посетил Николай Рерих, а продажи его картин способствовали распространённости мнения о лечебных свойствах его полотен. В Нью-Йорке был открыт музей Н. Рериха. США посетил Сомов Константин Андреевич с целью продать произведения российских художников и этим поддержать их в годы финансового кризиса. Приехали в Соединённые Штаты Фешин Николай Иванович, представитель постимпрессионизма, Ян Генрик Розен, монументалист Виктор Михайлович Арнаутов.
В американском искусстве XX века, пусть и с опозданием, получили развитие жанры изобразительного искусства, которых здесь не было, но присущие мировой художественной культуре (пейзаж, натюрморт, портрет, бытовой жанр, анималистический жанр и т. д.). Большинство художников страны обращалась к графике и почти все к современной технике (литография, дереворит, комбинированная техника печати). Монументальная стенопись начального периода делалась не для музеев, а для общественных задач, разъяснения реформ и агитации в их поддержку. Буржуазная реальность внесла свои коррективы. Ряд открытых галерей и музеев страны собирали все разнообразие художественных произведений — любой техники и любой буржуазной стилистики.
На работу в Соединённые Штаты были приглашены мексиканские художники Диего Ривера, Хосе Клементе Ороско, критически настроенные к американскому образу жизни, буржуазному строю. Они привнесли в живопись Соединённых Штатов надежды на улучшение жизни, стремление к реформам и демократизации, способствуя мировой славе искусства Мексики (Ороско, фреска «Американская цивилизация», библиотека Дартмутского колледжа, «Прометей», фреска в Памона колледже, США, 1930 г.). Монументальные произведения Диего Риверы вызвали цензурные ограничения, а наиболее опасная его фреска была закрыта от зрителей занавесом.
Откровенно экспериментальный характер имела монументальная живопись Хосе Клементе Ороско. Он не останавливался перед традициями создания фресок в старинных зданиях или смелом использовании цветов. Так, фрески библиотеки Ортиса (1940) в городе Хикилпан были выполнены только в черно-белых тонах. Мастер изобразил сюжеты серии «Мексика в революции». В том же 1940 году он продолжил экспериментировать с фресками и создал передвижную фреску «Бомбардировщик-самолёт в пике», лишив фреску фиксации на стене. Это приравняло фреску к политическому плакату. Она была создана для Музея современного искусства в Нью-Йорке и стала откликом художника на развязывание войны нацистской Германией. Напротив, абстрактно-безопасное искусство мексиканца Руфино Тамайо не нашло здесь отклика.
В стране десятилетиями работали иностранцы по происхождению или воспитанию: Фешин Николай Иванович (1881—1955), Виктор Михайлович Арнаутов (1896—1979), Ситников Василий Яковлевич (1915—1987), Сорин Савелий Абрамович (1878—1953), Сулоага (1870—1945), Антон Рефрежье (1905—1979), Ян Генрик Розен (1891—1972), Добужинский (1875—1857), Диего Ривера, Хосе Клементе Орозко, Марк Ротко (Маркус Роткович из Латвии), Джон Д. Грэхем (Иван Домбровский из Украины), Марк Клионський (Marc Klionsky), Павел Челищев (1898—1957), Давид Бурлюк (1882—1967), Леон Гаспар (1882—1964), Хоакин Соролья и Бастид (1863—1923), Рамон Касас (1866—1932), Сальвадор Дали, Луис Лозовик, Виктор Низовцев, Руфина Тамайо.

## Импрессионизм в живописи Соединённых Штатов

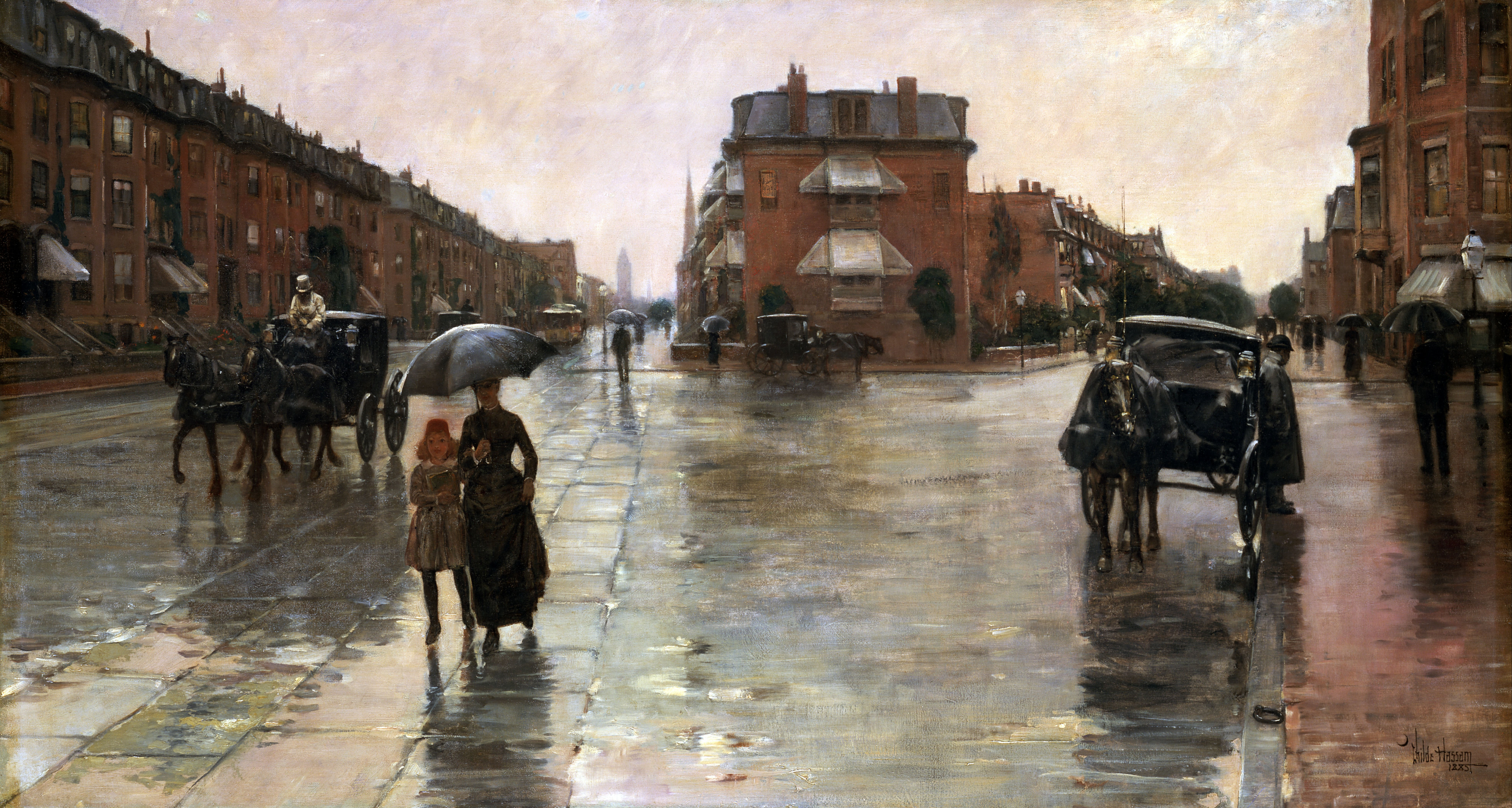
Чайлд Хассам. «Дождливый день в Бостоне», 1885

В XIX веке в культуре Соединённых Штатов начались важные сдвиги: с одной стороны тщательно изучались художественные течения и находки художников Британии и особенно Франции, с другой — началось активное формирование крупных библиотек и музейных собраний. Американские богачи скупали картины в Британии, а также все модные картины художников Франции, гоняясь за престижными работами в Парижских салонах. В Соединённые Штаты стали приезжать маршаны, торгующие картинами парижских художников, впоследствии ставших корифеями европейского искусства — Камиль Коро, Клод Моне и других. В салонах США оседают картины представителей барбизонской школы Франсуа Милле, Эдуард Мане, главных представителей французского импрессионизма от Клода Моне, Камиля Писсарро до Пьера-Огюста Ренуара. Все это подпитывает американский импрессионизм. В конце XIX века в стране станут финансово успешными академический реализм и местный импрессионизм. Представителями декоративного американского импрессионизма были Роберт Ливайс Рид (1862—1929) и Ричард Миллер. В работах художников в стиле декоративного американского импрессионизма, как правило, даются изображения женщин в томных позах на открытом воздухе или сцены в помещениях с фигурами, освещёнными естественным светом из окон.

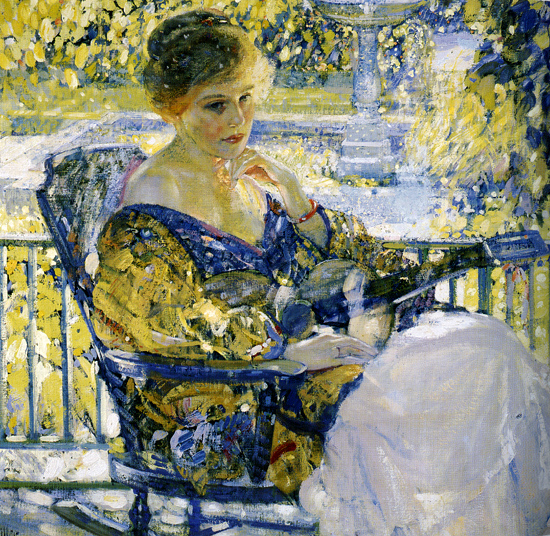
Ричард Миллер. Девушка с гитарой (1916-17)

Достаточно полно импрессионизм французского образца отразился в творчестве американки Мэри Кассат. Финансово независимая, она годами жила и работала в Париже, где водила знакомство с сыном банкира, Эдгаром Дега. Последний давал ей советы в живописи и приглашал участвовать в выставках импрессионистов. Мэри Кассат участвовала в четырёх из них. Художник Теодор Робинсон посетил Париж и подружился с Клодом Моне. Его считают первым американским импрессионистом. Это направление в искусстве было продемонстрировано в 1880 году в городах Бостон и Нью-Йорк.
Авторитетным художником в конце XIX в. был Уистлер, способный к обобщениям и поискам в различных колористических гаммах. Тщательный анализ его творчества и художественной техники доказывает, что он имел оригинальную манеру письма, не совпадающую с установками импрессионизма. Своё место в искусстве Западной Европы и Соединённых Штатов занял художник Сарджент. Он много и плодотворно работал портретистом богатых людей, этим он зарабатывал на жизнь. Более смелым, импрессионистической и творческим он показывался в многочисленных зарисовках и акварелях.
Первоначальный этап интереса к импрессионизму закончился в Соединённых Штатах в 1913 году после выставки современного на то время искусства в Нью-Йорке. Отдельные провинциальные школы продолжали работать в стилистике импрессионизма до 1920 года, пока он не сошёл на нет и не уступил официально поддержанному абстракционизму.
Новый этап американского импрессионизма начался в 1950-е годы после нескольких выставок французских и американских импрессионистов, которые были организованы рядом крупных музеев Соединённых Штатов. В ту пору импрессионисты Франции были переведены в корифеи европейского искусства, а их произведения пересекли миллионные долларовые границы на художественных аукционах. Главными покупателями на этих аукционах-распродажах становятся миллионеры Японии и Соединённых Штатов. Музейные собрания США пополняются практически всеми представителями художественных направлений, чему способствовали законы государства о льготных привилегиях дарителям ценных произведений искусства (меценаты-дарители в США получили право не платить налоги на сумму, потраченную на произведение искусства, какой бы значительной она не была).
Стилистику импрессионизма поддерживали и женщины-художницы Соединённых Штатов. В XX веке это Лилиан Весткотт Хейл (1880—1963), Гретхен Роджерс (Gretchen Woodman Rogers 1881—1967), Элизабет Пакстон (Elizabeth Okie Paxton 1877—1971), Кэтрин Лейн. Они работали в Бостоне, их картины обычно бессюжетные, к ним относятся портреты, бытовые сценки, пейзажи.

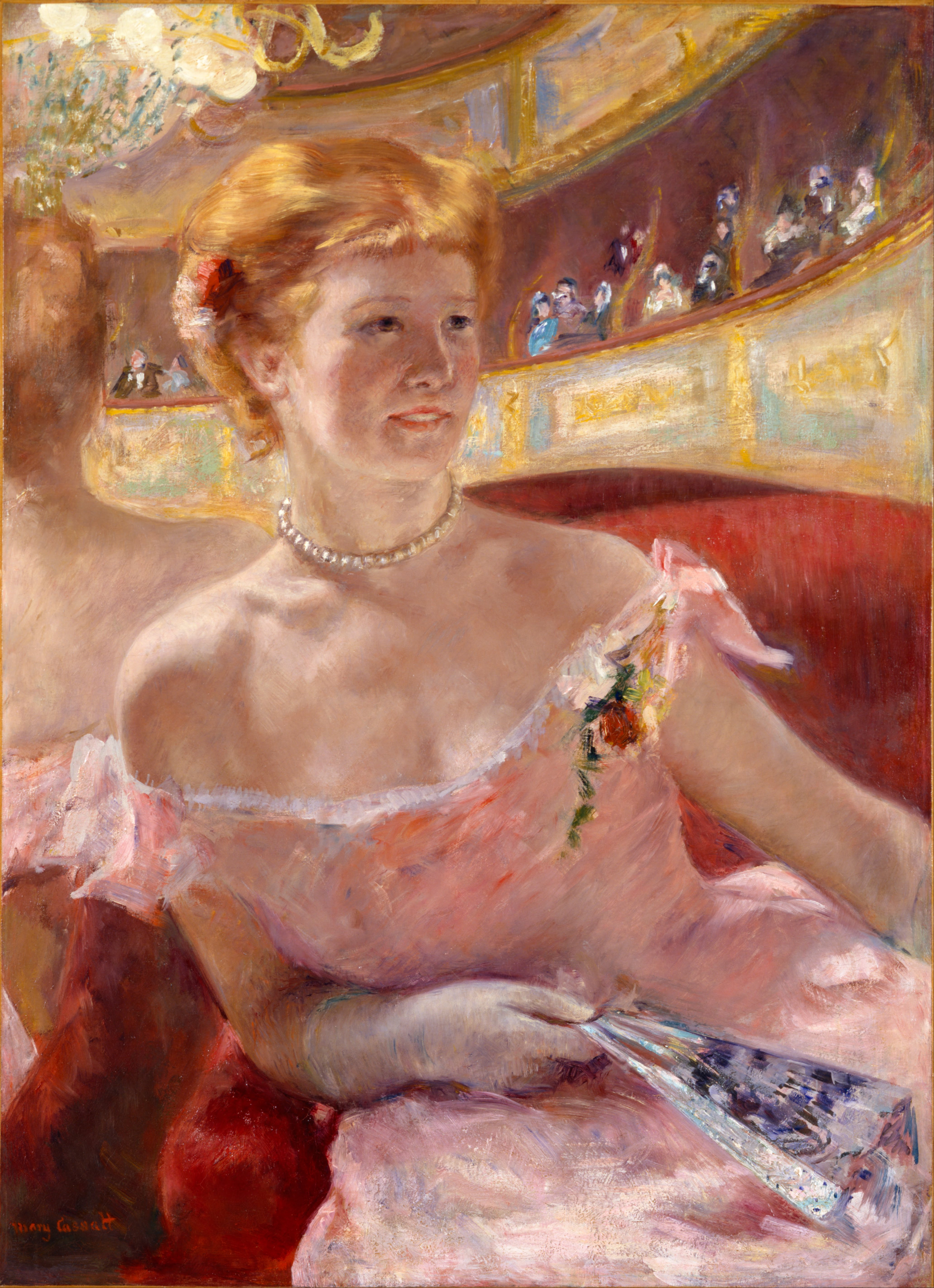
Мэри Кассат. «Дама в театральной ложе», 1879
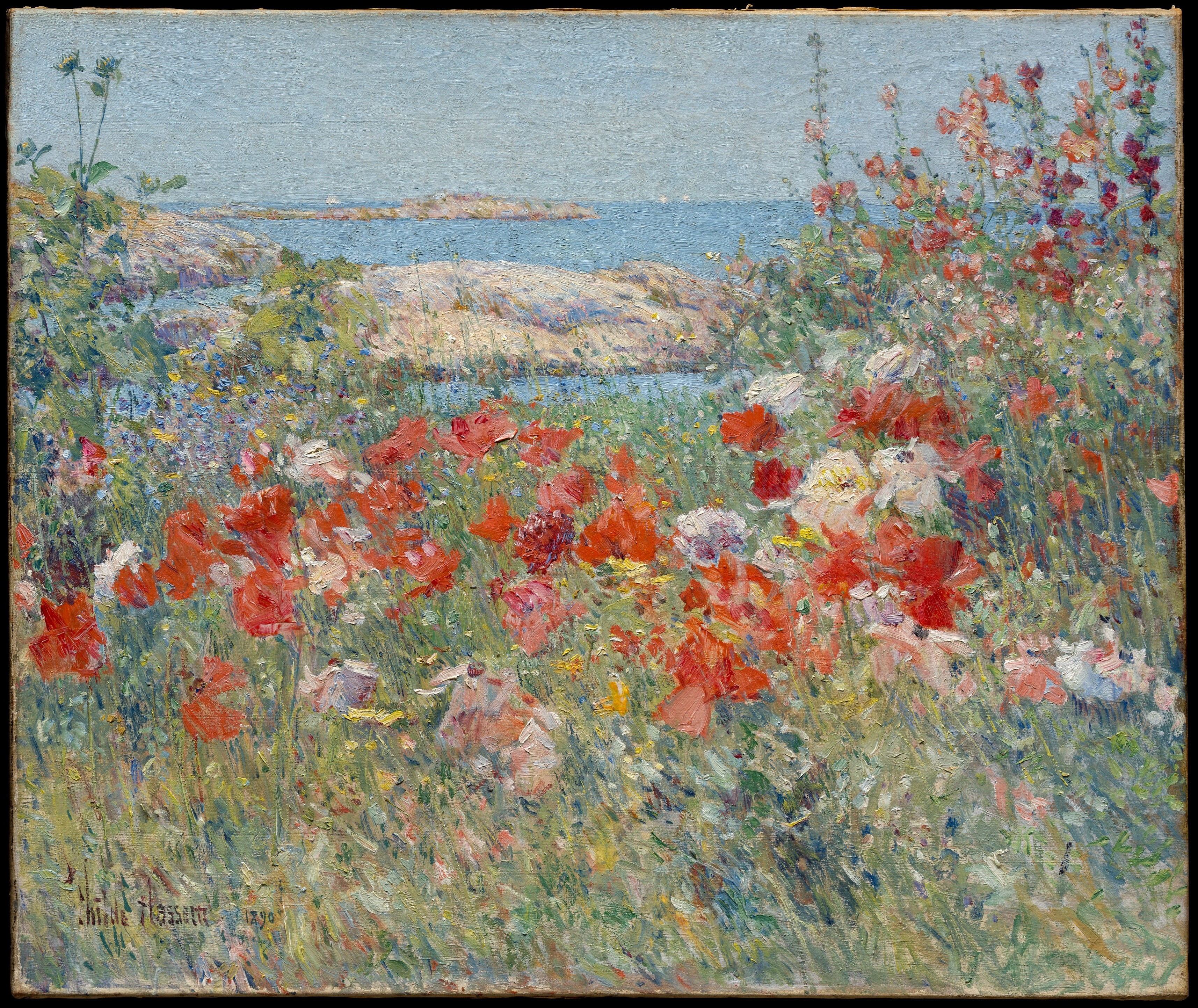
Гассам. «Сад Селия Такстер, остров Мэн», 1890, Метрополитен-музей
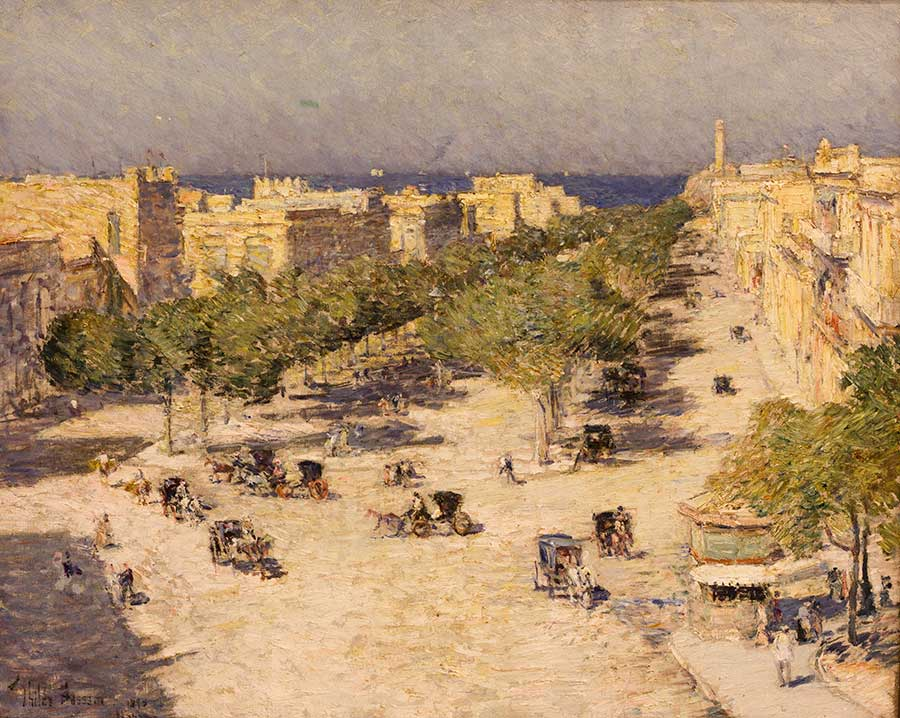
Чайлд Хассам. «Бульвар Прадо», 1895
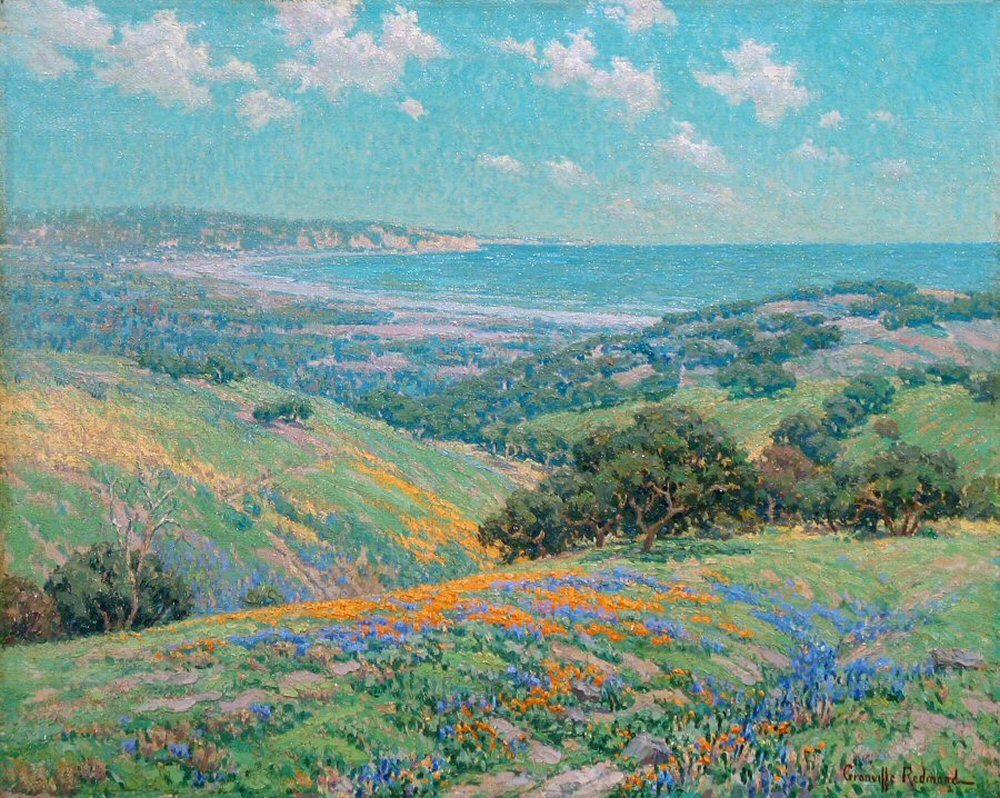
Редмонд Грэнвил. «Весна на побережье Малибу», 1929
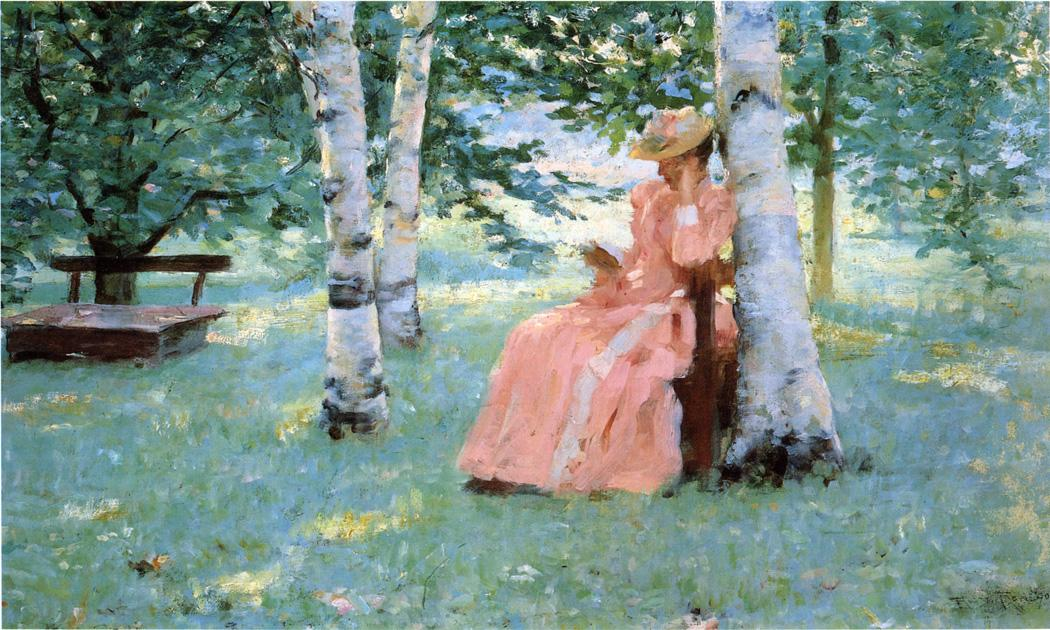
Роберт Ливайс Род. «Ривьера»
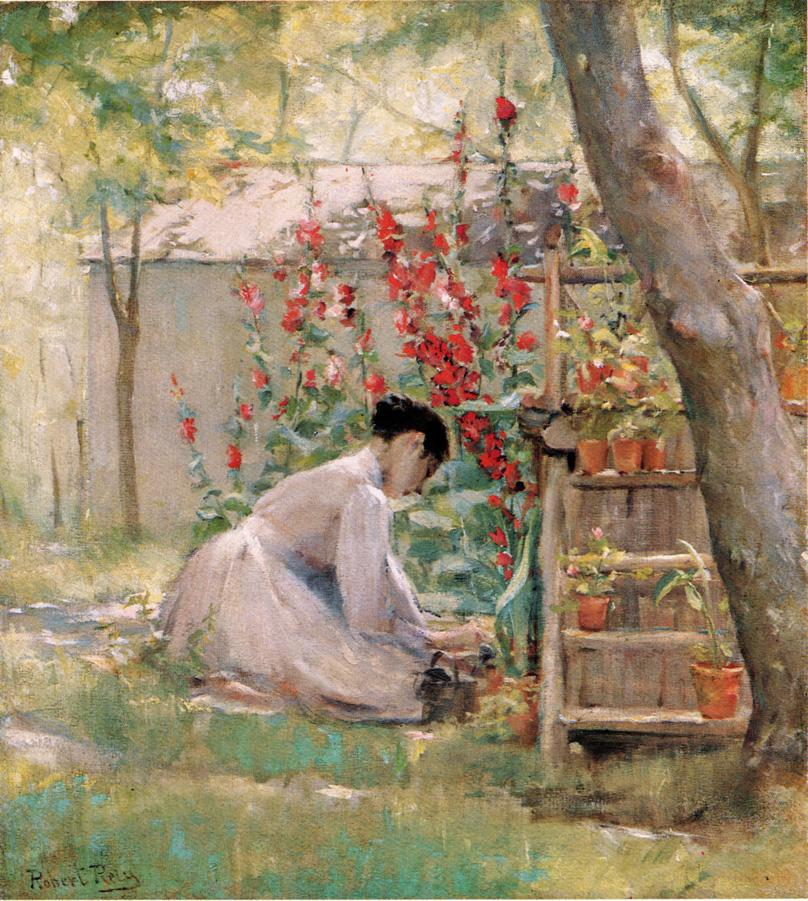
Роберт Ливайс Род. «Работа в саду»
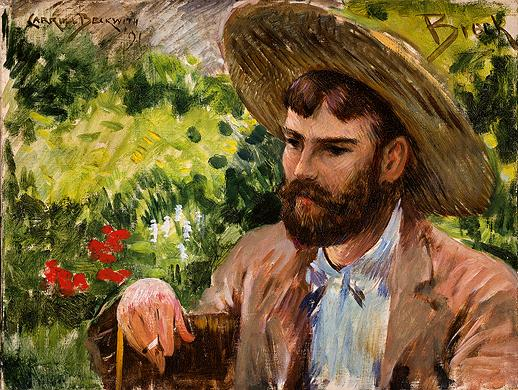
Кэрролл Беквит , «Художник Джон Лесли Брик», 1891
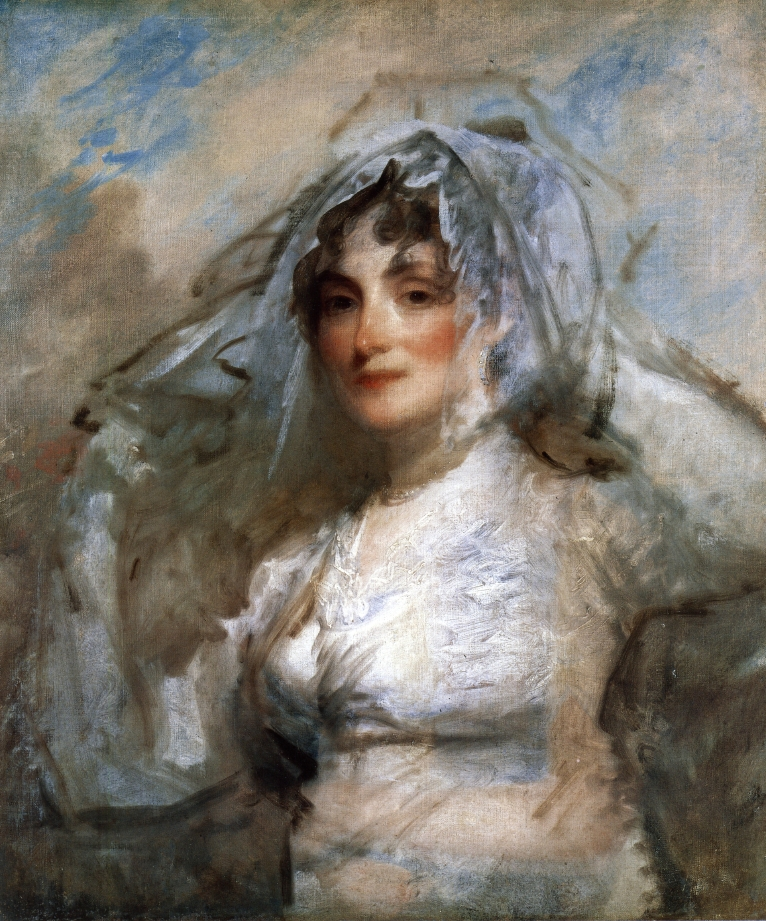
Гилберт Стюарт. «Сара Вентворт Апторп Мортон», эскиз, 1802, Вустерский художественный музей, Массачусетс
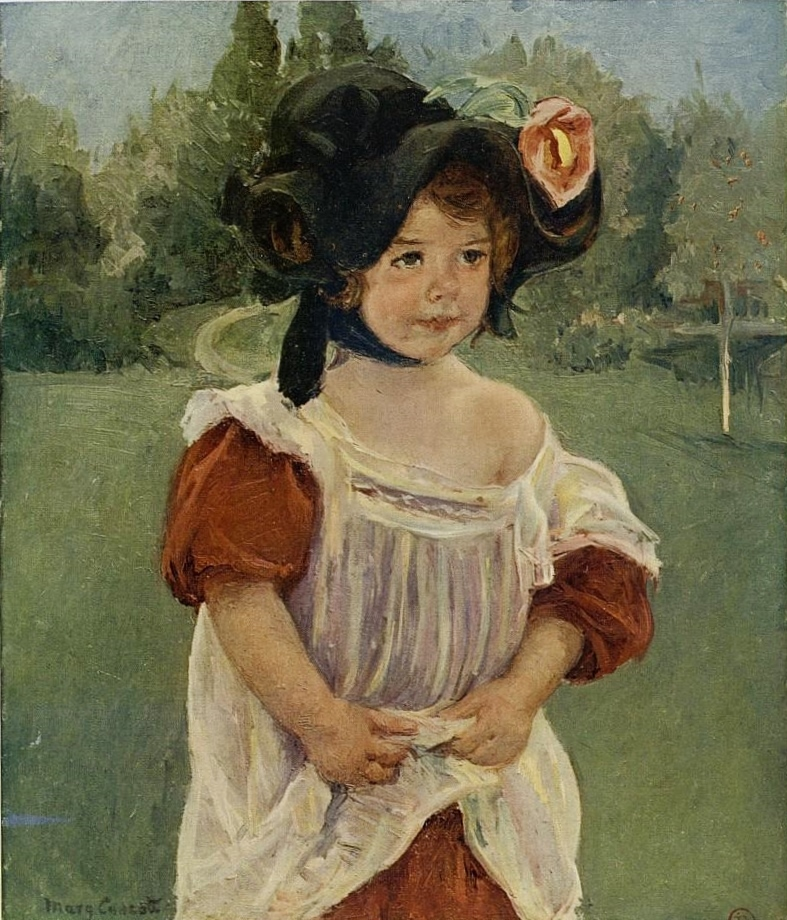
Мэри Кассат. «Портрет девочки»
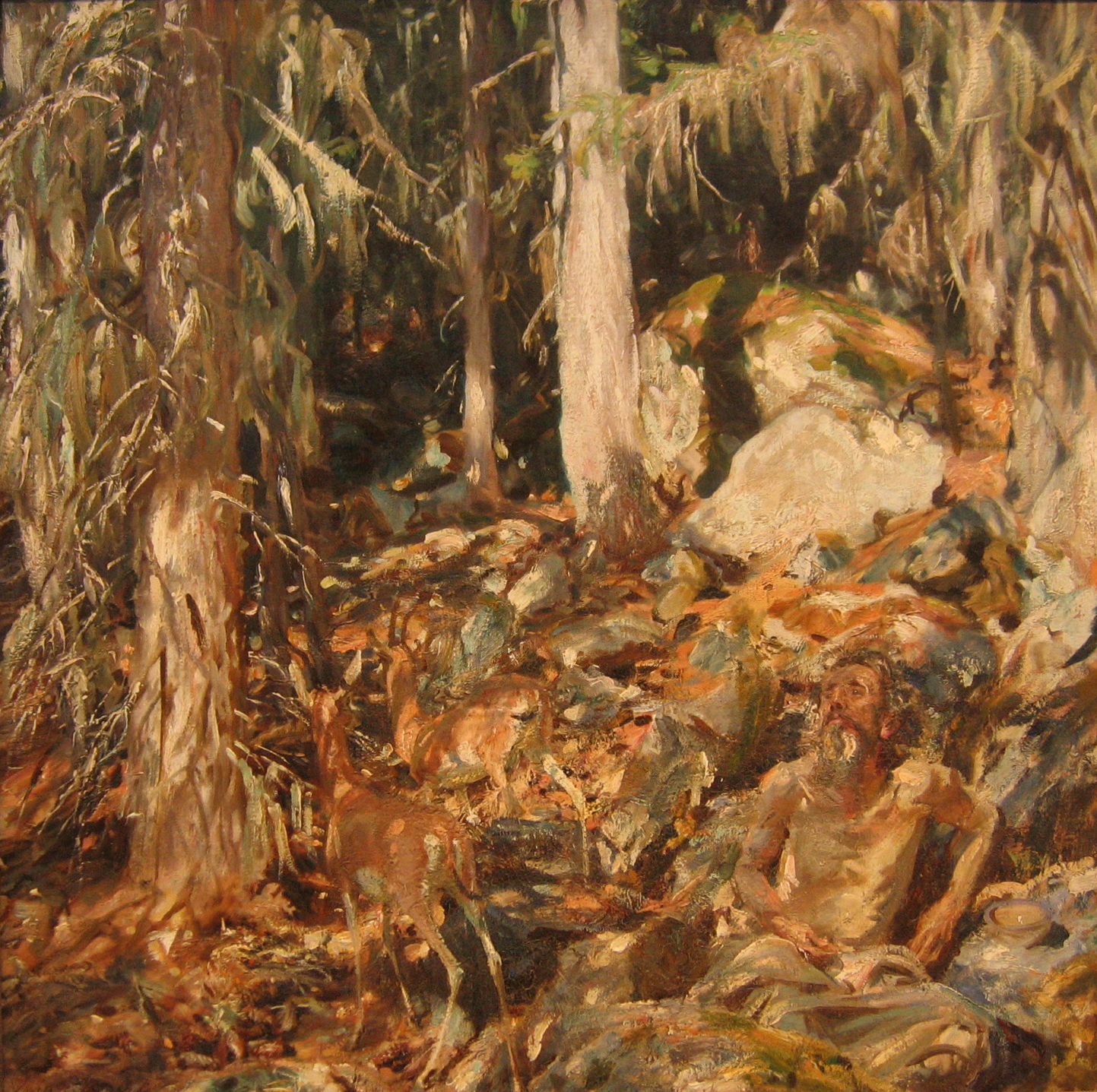
Сарджент, «Отшельник», 1908, Метрополитен-музей, Нью-Йорк
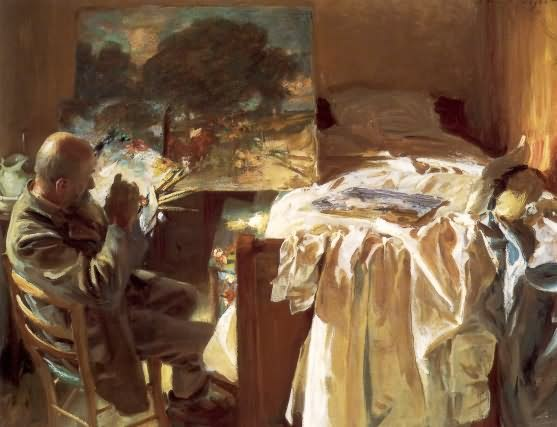
Сарджент, «В мастерской художника», 1904
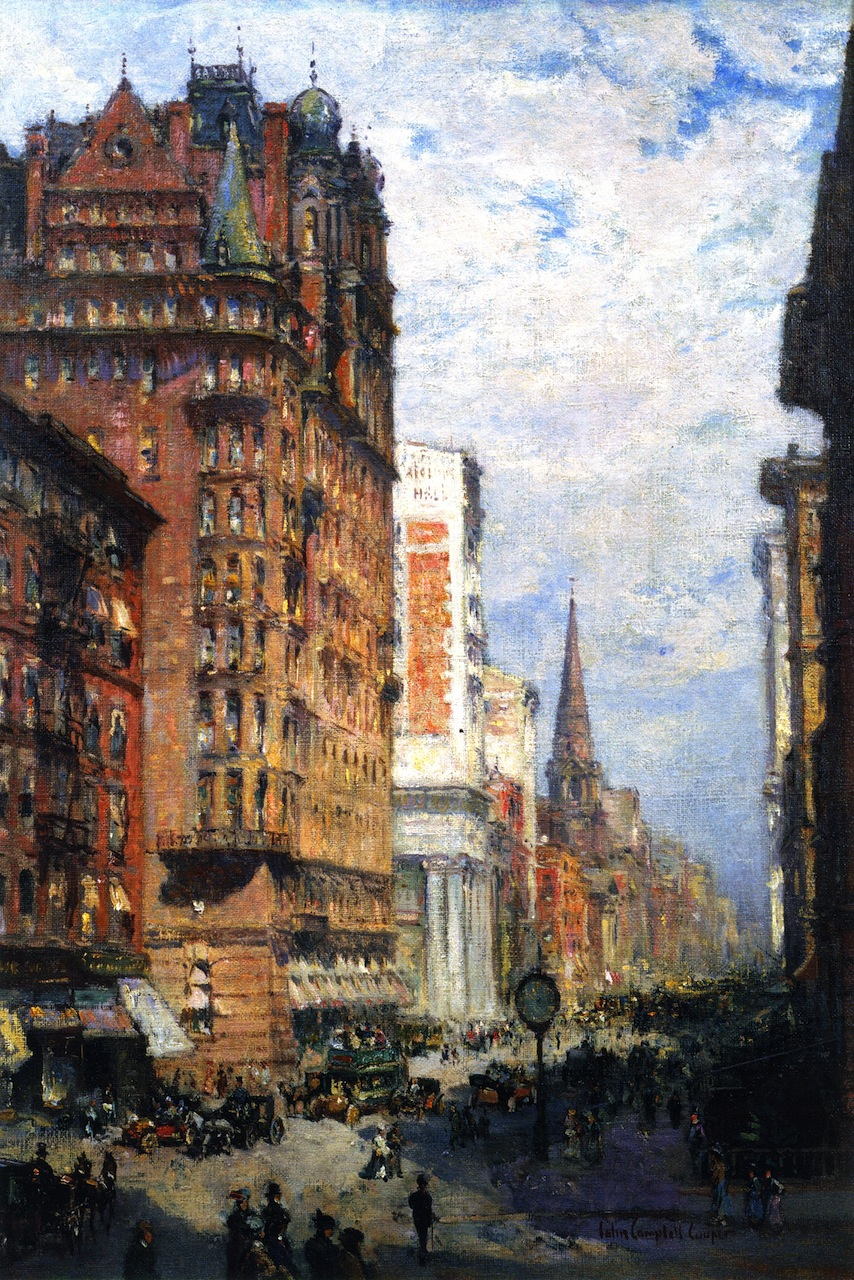
Купер Калин Кемпбел, «Пятое авеню, Нью-Йорк», 1906
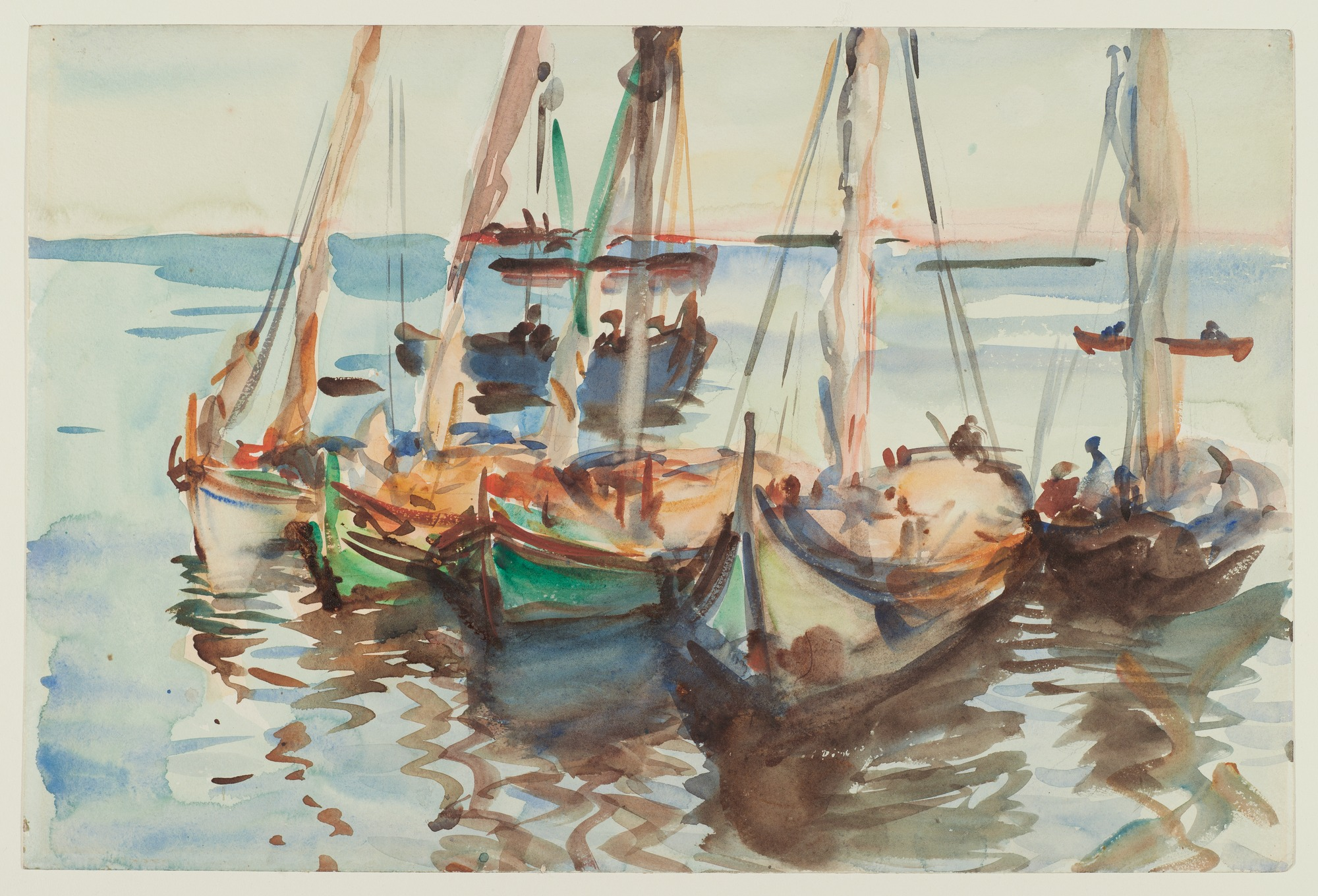
Сарджент, «Португальские лодки», Бруклинский музей.
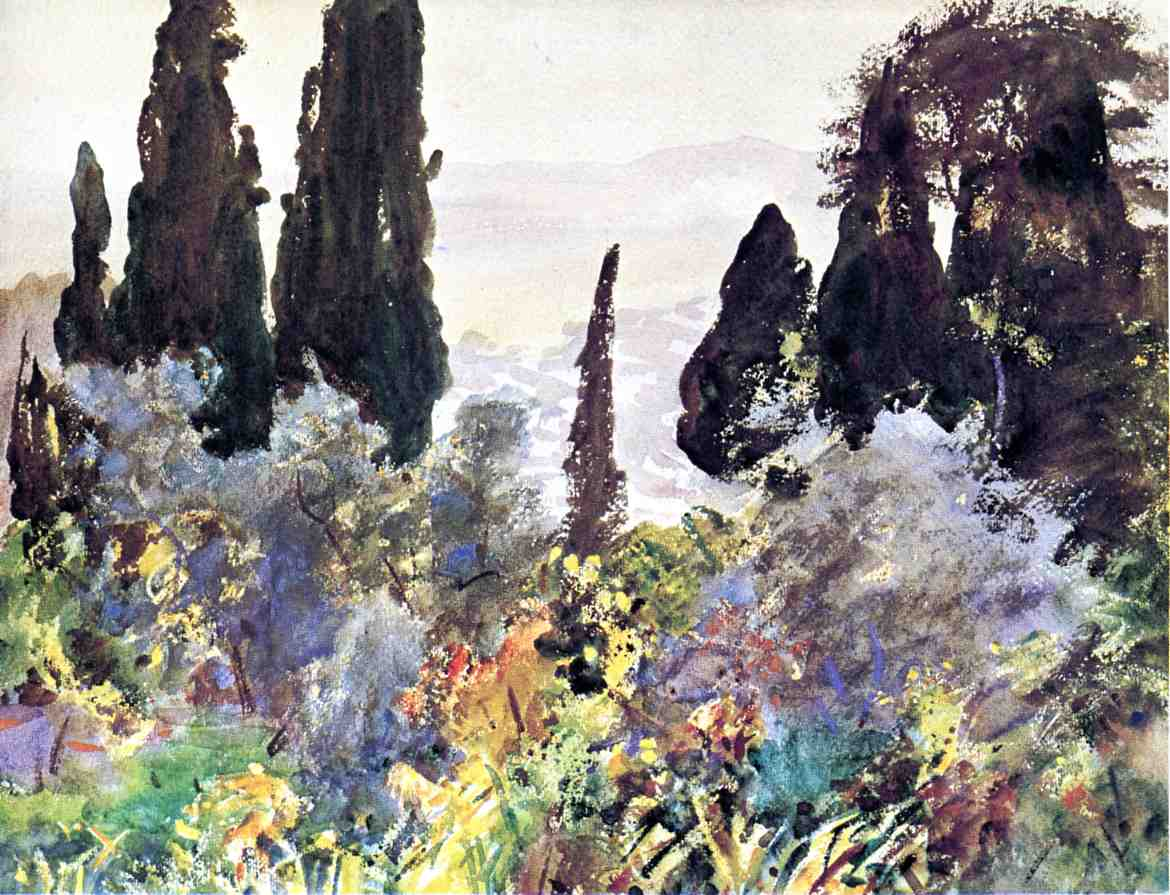
Сарджент, «Гранада, сад», 1912
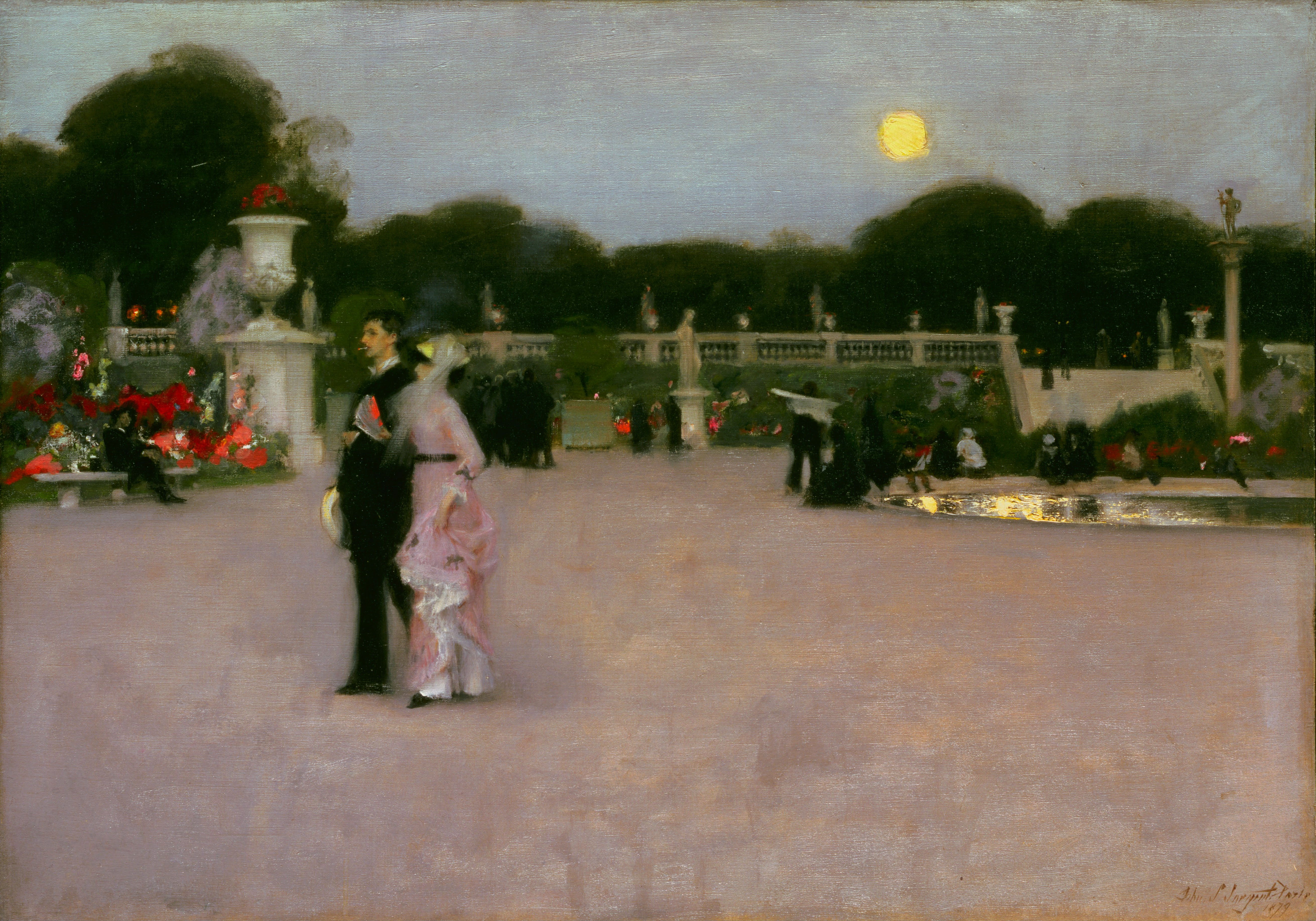
Сарджент, «Люксембургский сад. Париж », 1879, Музей искусств Филадельфии
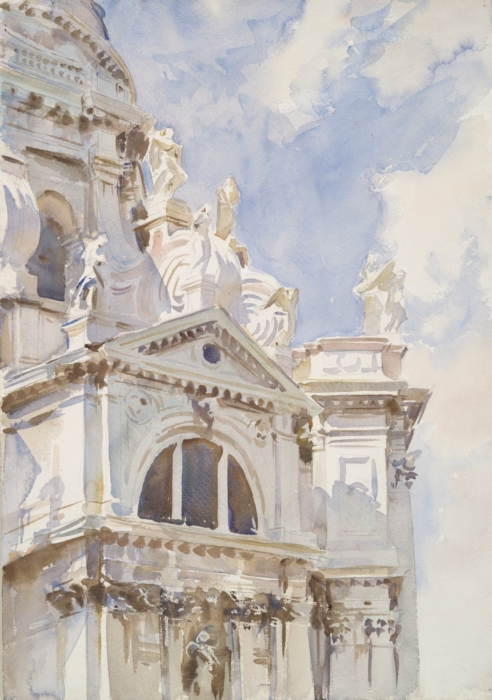
Сарджент, «Церковь Санта Мария делла Салюте», в 1907
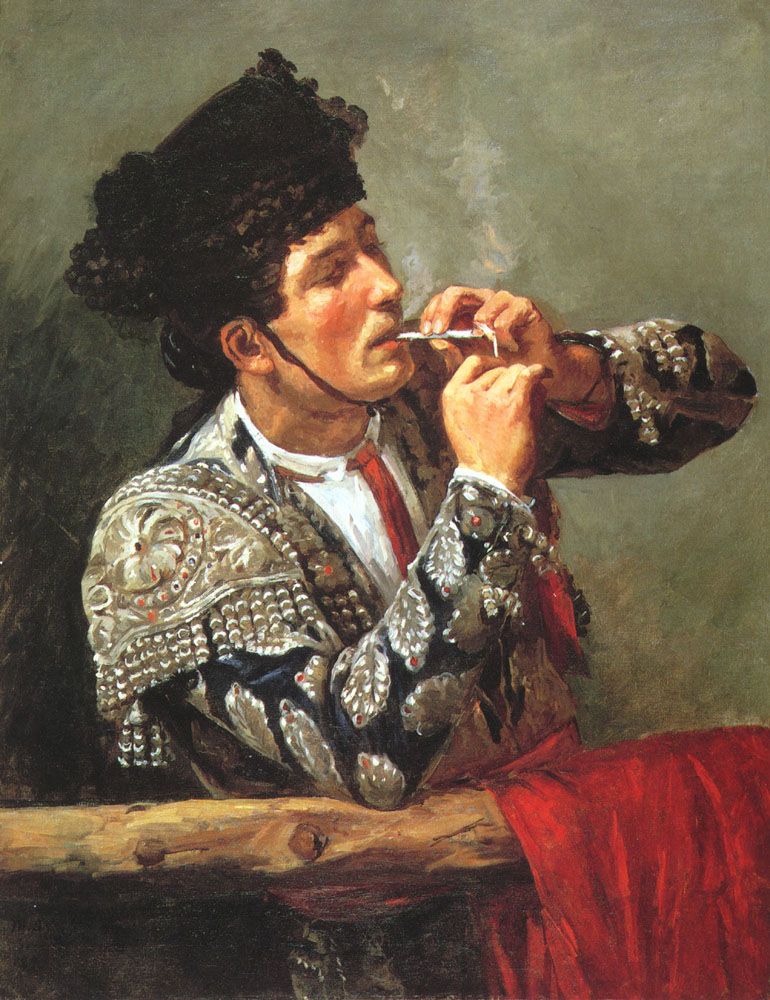
Мериам Кассат. "Тореадор", 1873
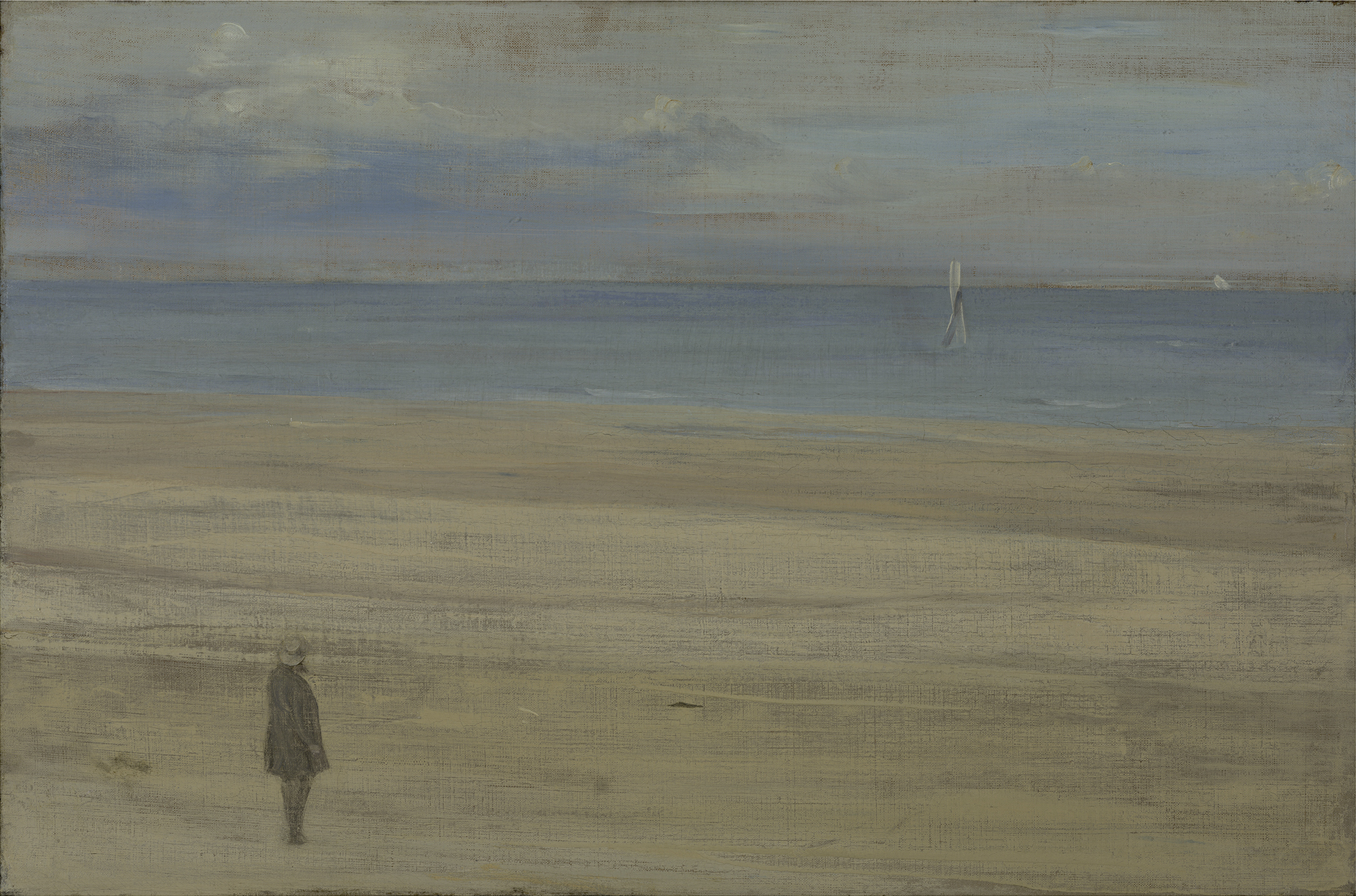
Уистлер. «Гармония в голубом и серебряном». 1865
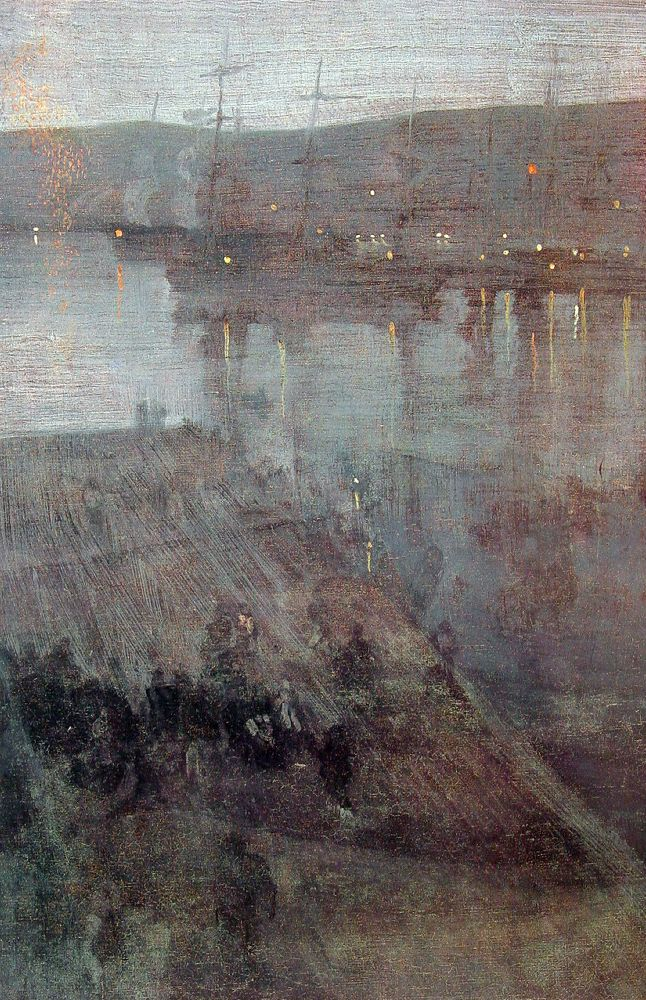
Уистлер. «Ноктюрн в голубом и золотом», 1866

## Религиозная живопись в собраниях США
Протестантизм и различные его направления в США не культивировали развитие религиозной живописи. Исключением были немногочисленные католические общины и французские колонисты. К религиозным сюжетам в живописи обращались американские художники, работавшие в Париже, формально оставаясь в пределах католического вероисповедания. Но это были одиночки.
Картины на библейские сюжеты в XX веке стали покупать ряд художественных музеев в Соединённых Штатах и продавать на многочисленных аукционах.

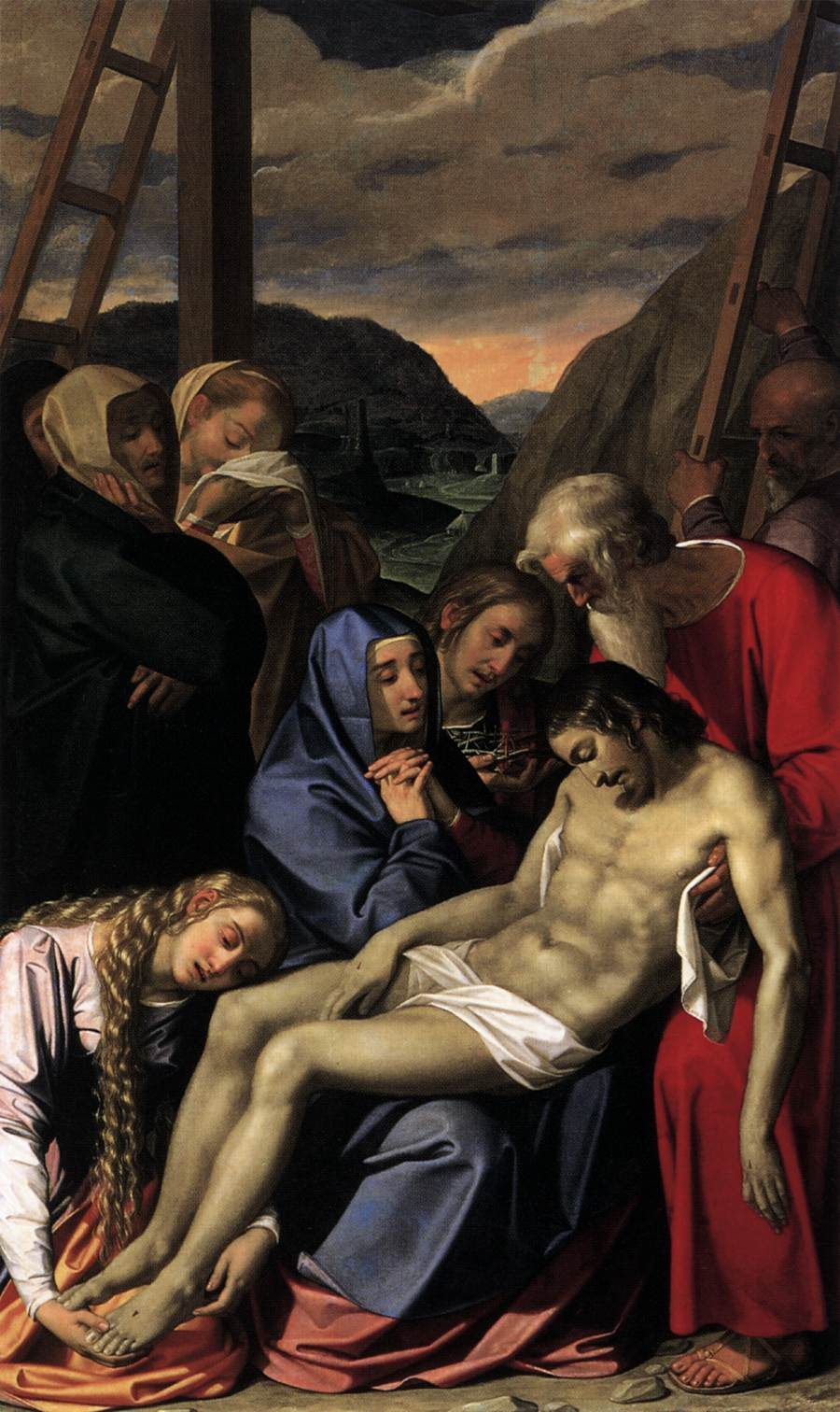
Шипионе Пульцоне, «Пьета», 1591, Метрополитен-музей , Нью-Йорк
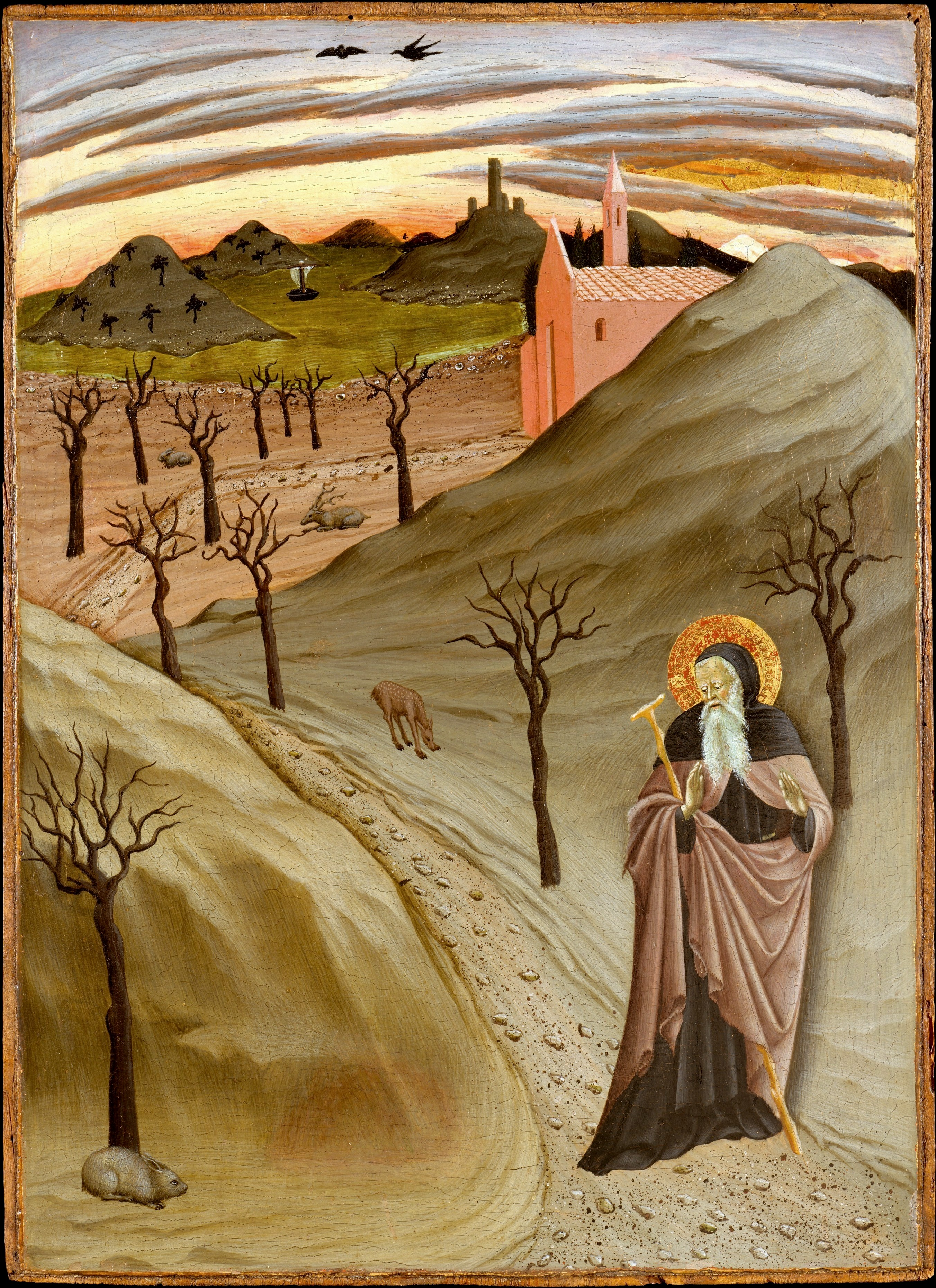
Мастер Оссерванца. «Дьявол соблазняет Антония Аббата видением золота на дороге», ок. 1435, Метрополитен-музей, Нью-Йорк
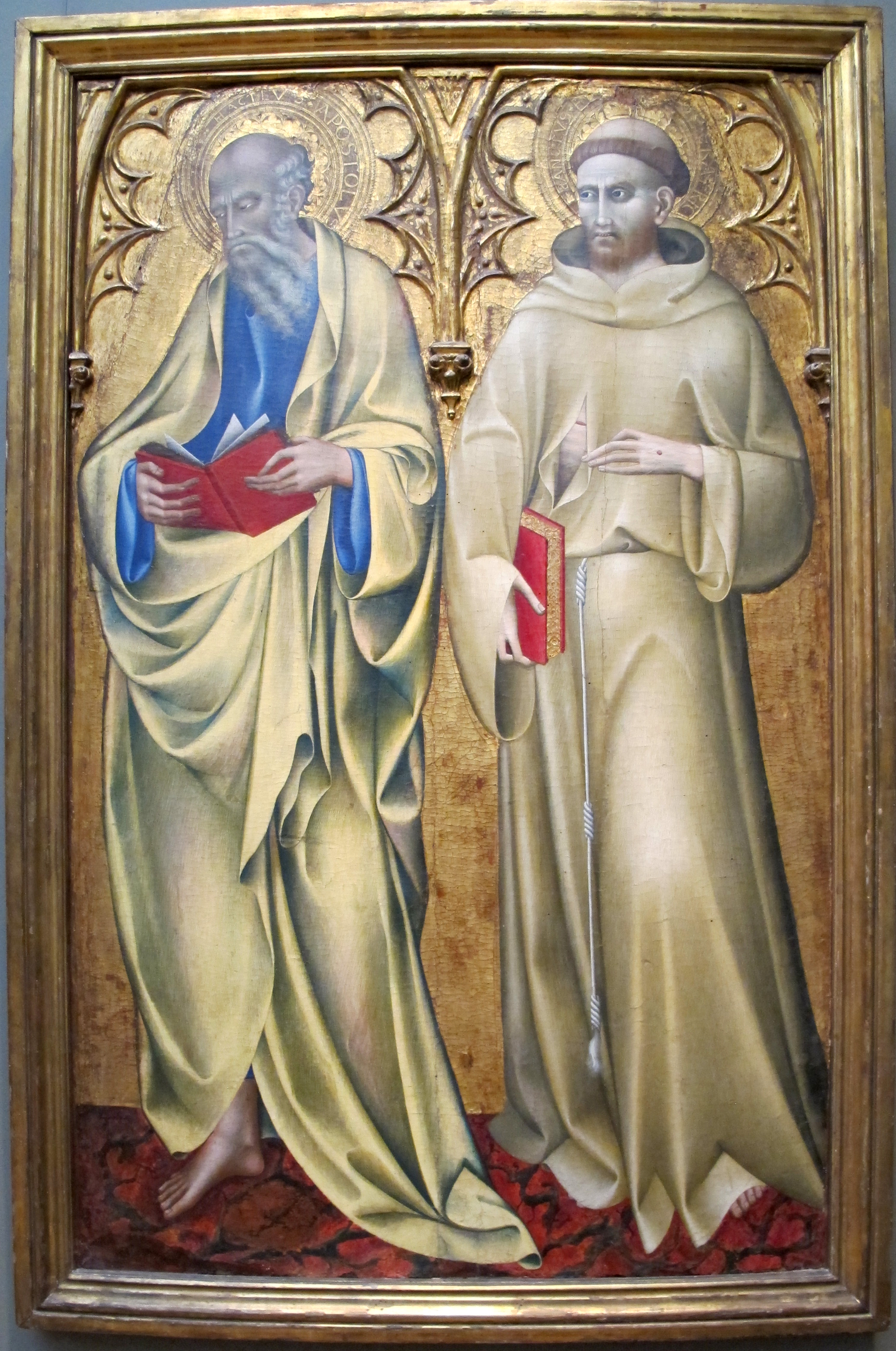
Джованни ди Паоло (1403-1482). «Евангелист Матфей и Св. Франциск Ассизский», 1435, Метрополитен-музей, Нью-Йорк
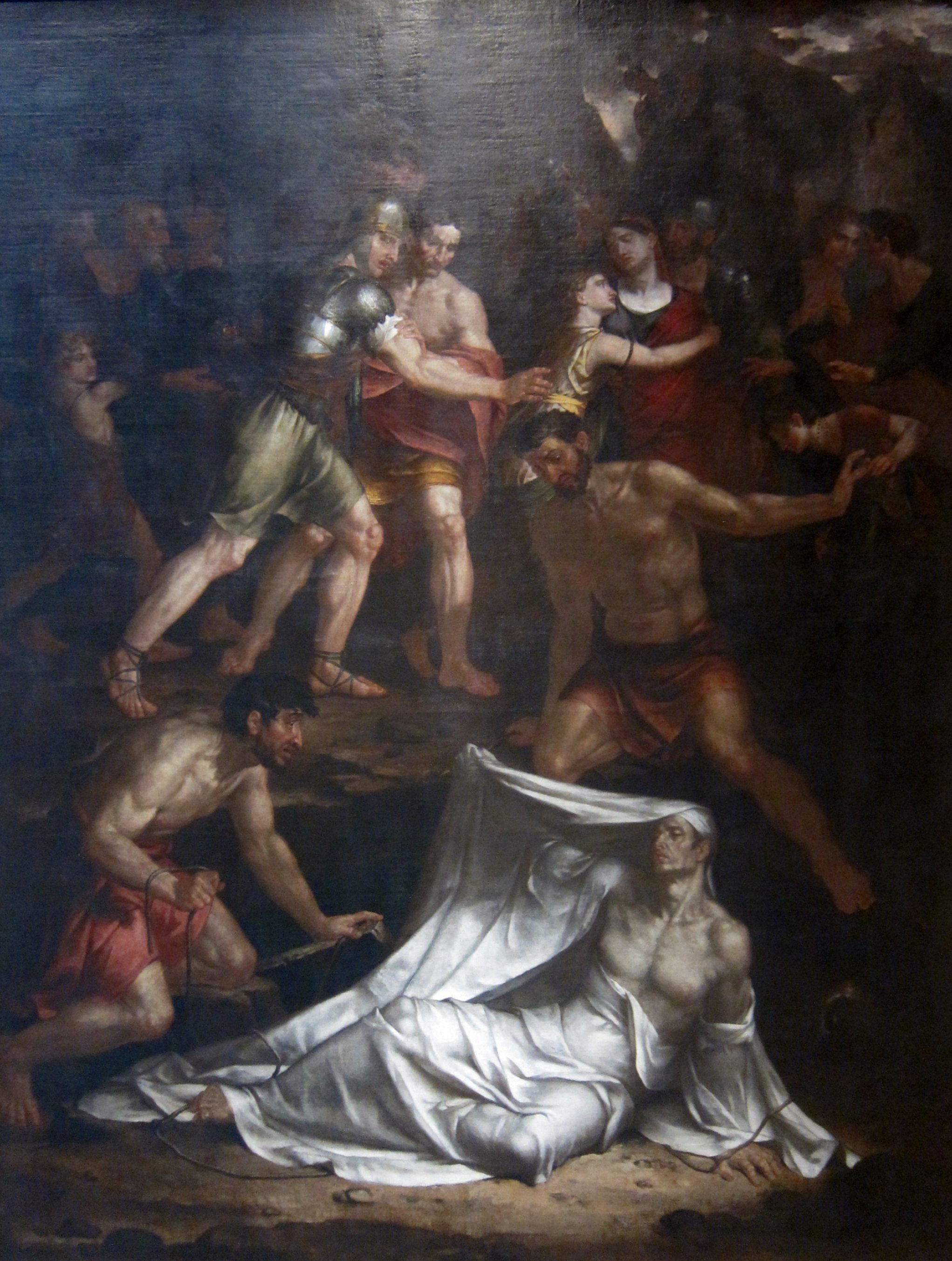
Худ. Вашингтон Олстон. «Возвращение к жизни умершего от прикосновения к реликвии - к кости пророка Елисея», 1813, академизм
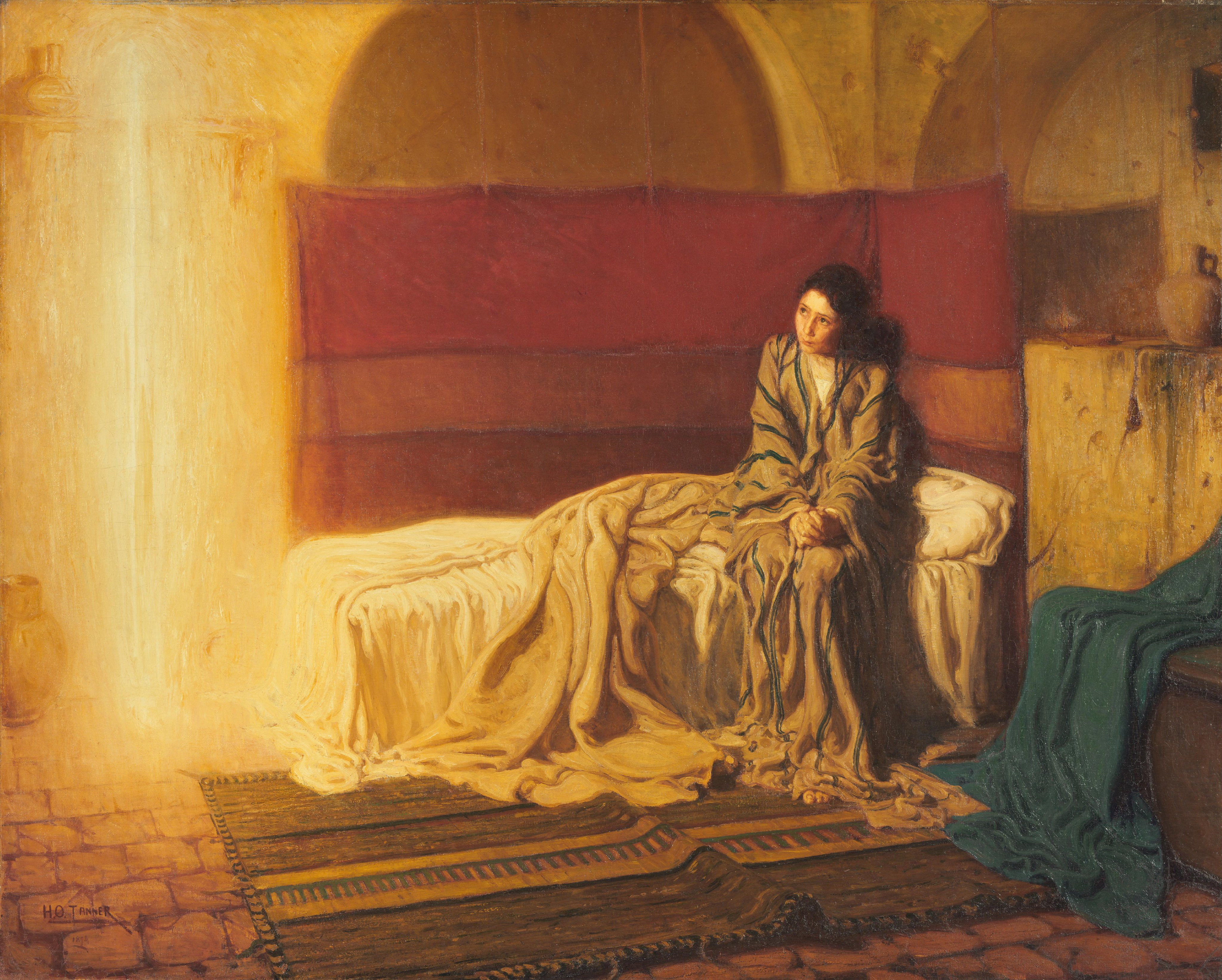
Генри Оссава Таннер, «Благовещение», 1898
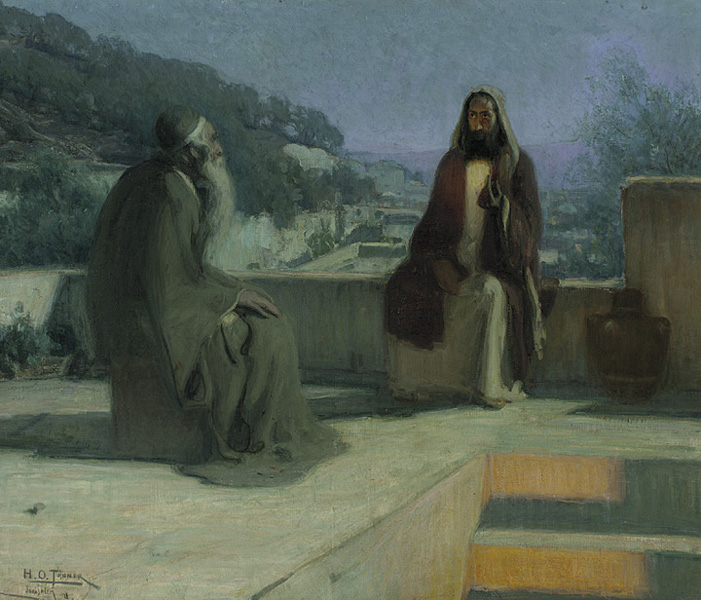
Генри Оссава Таннер, «Христос и Никодим», 1899, Пенсильванская академия изобразительных искусств

## Пейзажи
Пристальное наблюдения за окружающей природой было присуще уже художникам школы реки Гудзон. Однако они смотрели на природу сквозь очки романтических установок, показывая её или идиллически на манер классических пейзажей XVII—XVIII веков, или увлекаясь эффектами освещения и перспективы.

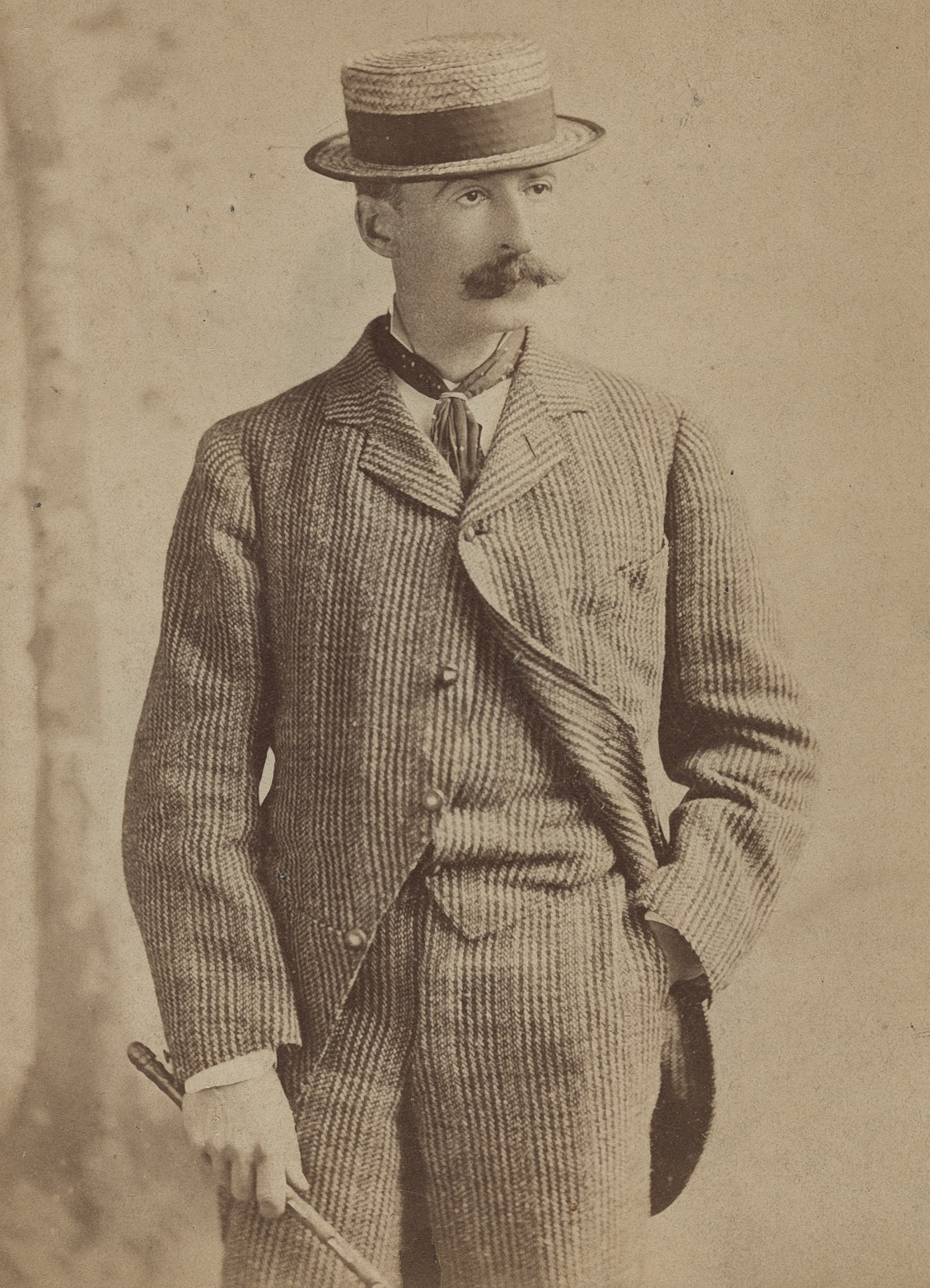
Уинслоу Хомер, фотография, около 1880 г.

Немало пейзажей и изображений покорения дикой природы человеком в начале XX века создали мастера школы «Корзина для мусора». Темпераментная и неопрятная техника живописи подчеркивала драматизм ситуаций и неполноту победы людей над природой.
Взгляд, лишённый романтических установок на природу, имел художник Уинслоу Хомер (1836—1910). Отсутствие профессионального художественного образования привело его к необходимости учиться у художников Фредерика Рондели и Томаса Серая Каммингса и заниматься самообразованием. Его намерение поехать на учёбу и стажировку в Западную Европу не осуществились из-за финансовых трудностей. Это, однако, уберегло художника от излишнего теоретизирования. Он стал самобытным мастером, разглядевшим в окружающей природе США её величие.
Американское общество времен художника Уинслоу пережило промышленную революцию и переход к урбанизации. Увеличилось круг тяжелых и опасных для человека профессий. Уинслоу Хомер остро почувствовал эти изменения и сделал их темой собственного творчества, включая пейзажной живописи. Ряд картин и акварелей художника создано на грани жанров. Это одновременно и пейзажи и бытовые сцены («Тревожный сигнал о тумане», «Рыболовство на озере», «Адирондак. Олень плывёт по озеру», «Древние жители»). Его акварели изображают спокойные, почти идиллические пейзажи, неожиданным стало его обращение в акварели к трагическим событиям.
Настоящая трагедия присутствует на его акварели «Торнадо убийца». Строгое море только успокоилось. Но страшное событие уже произошло. Волны выбросили на побережье обломки рыбацкой лодки и труп негра-рыбака. Все просто и устрашающе. Художник остро чувствует чужую беду и предостерегает этим произведением от существующих опасностей.
Джордж Беллоуз разрабатывал в пейзажах разную тематику — от идиллического «Синего снега» до почти безобразного, индустриального пейзажа («Пенсильвания. Котлован»).
Наступление на дикую природу США был таким мощным и разрушительным, что стало бросаться в глаза даже равнодушному обществу. Освоение западных земель сопровождалось агрессией к индейцев, стрельбой, пьянством, уничтожением диких птиц и животных. Только за одну зиму 1877 года было убиты 100000 бизонов. Железнодорожные компании США нанимали профессиональных стрелков, которые истребляли бизонов и поставляли бесплатное мясо. К началу 1890-х годов бизон, как дикий вид в природе, почти исчез. Их остались единицы в частных зоопарках и фермах. Правительство только в начале XX века разработало проект защиты этих животных и начало выкупать бизонов у частных владельцев. Бизонов разместили в национальных парках. Свидетелем этих событий был и художник Беллоуз, который видел величие северной природы, частично уничтожено американцами («Северная река», «Докеры большого города», «Вывоз снега из города»). Рисует он и пейзажи Нью-Йорка, быстро превратившегося в мегаполис без природы.

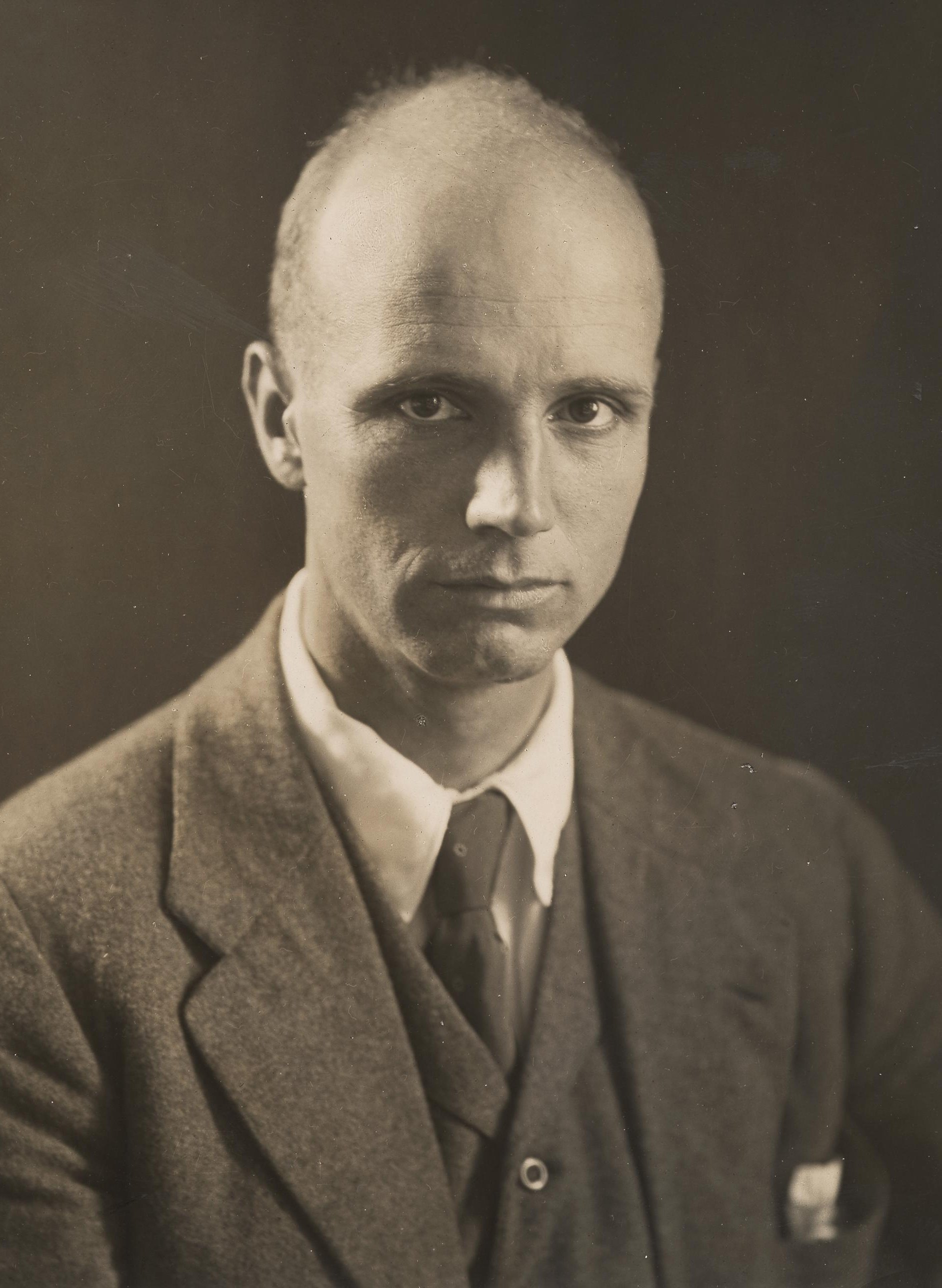
Рокуэлл Кент

Все лучшие качества живописи и акварелей Уинслоу Хомера присущи и пейзажном живописи художника, лауреата Международной Ленинской премии «За укрепление мира между народами», Рокуэлла Кента. Хотя он учился не у Уинслоу, умершего в 1910 году, а у Роберта Генри, Кеннета Миллера (1876—1952) и Эбота Тэйера (1849—1921). Рокуэлл Кент в юности преодолевал жесткость собственных линий (полученных в архитектурном классе и в чертёжной) и собственную художественную неуверенность. Толчком к пейзажной живописи для Кента стал совет Роберта Генри поработать на острове Монхеган. Кент работал на острове и как работник, и как художник, когда ураганы препятствовали выходу в море или на охоту. Позже художник расширил собственные маршруты, в них вошли Аляска, Гренландия, Ньюфаундленд, крайний Север американского континента и его холодный крайний Юг — Огненная Земля.
Впоследствии художник увлекся символизмом в пейзажах и перешёл от пленэрных работ до созданных в студии. При этом он выиграл в интенсивности и использовании ярких цветовых гамм («Закат на Монхегани», 1908 г., Москва, «Закат. Рыбацкая деревня», Национальный музей искусств имени Богдана и Варвары Ханенко , 1910, Киев).
Абсолютным антиподом большинства американских художников был Уайет (1917—2009). Его творчество пришлось на время господства в живописи Соединённых Штатов авангардных тенденций, что привело к одиночеству художника, который не увлекался абстрактными и авангардными формами. Он сделал несколько осторожных попыток работы в формах сюрреализма. Рождённый в провинции, он всю жизнь там и прожил и стал художником американской провинции. Ничто не предвещало в художнику яркой популярности из-за его склонности к тусклым и неярким краскам. Всё преимущество искусства Уайет лежало в области сюжетов и психологизма, а не в области эффектного колоризма.
Большинство картин Эндрю Уайет — пейзажи или композиции, связанные с пейзажами: «Зимние поля», «Ветер с моря», «Далекая даль», «Распродажа имущества банкрота-фермера». Ряд этих произведений поднял американскую пейзажную живопись на уровень лучших достижений американского и мирового искусства XX века. Его картина «Мир Кристины» стала своеобразной визитной карточкой живописи Соединённых Штатов.

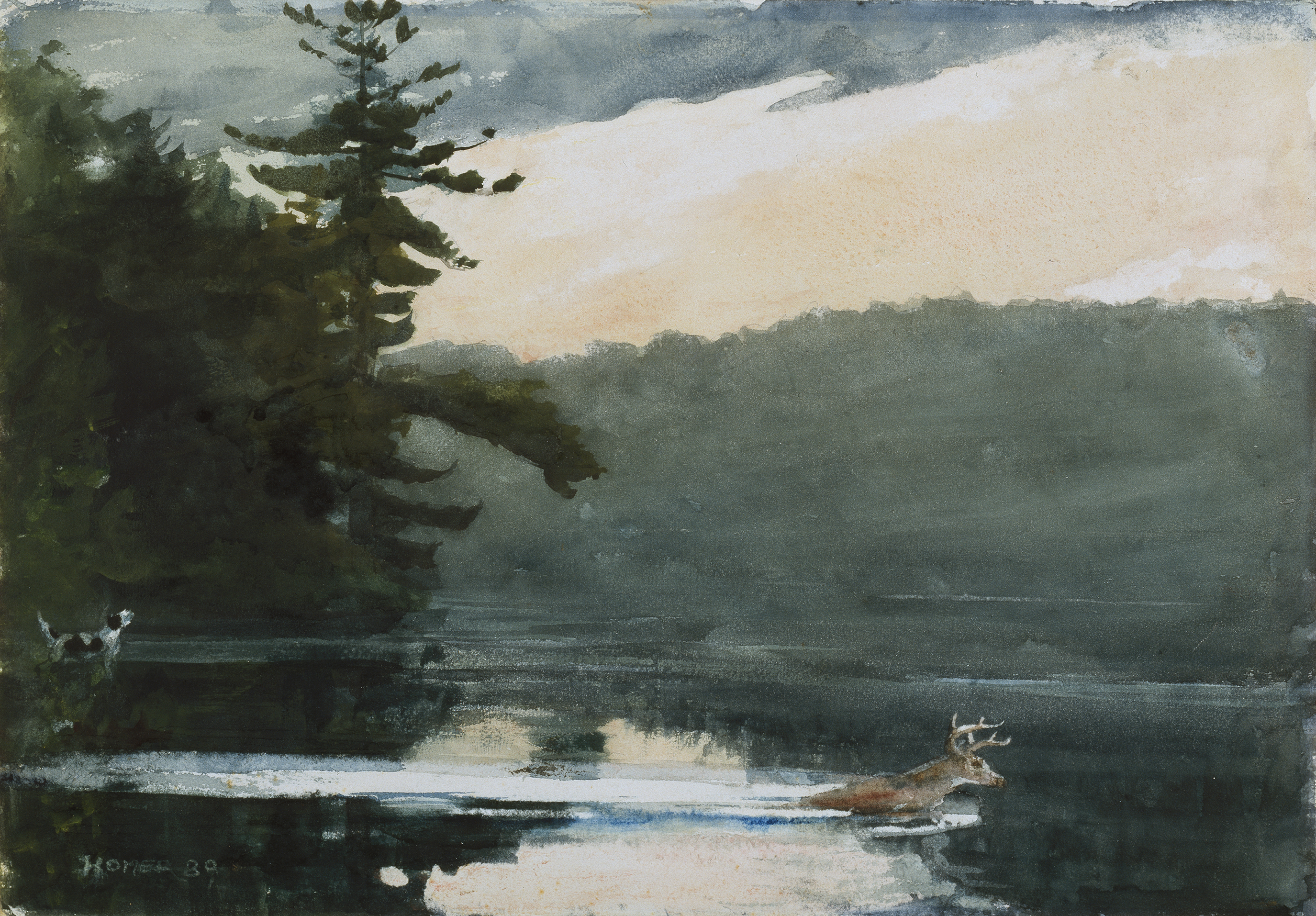
Уинслоу Хомер. «Адирондак. Олень плывёт по озеру»
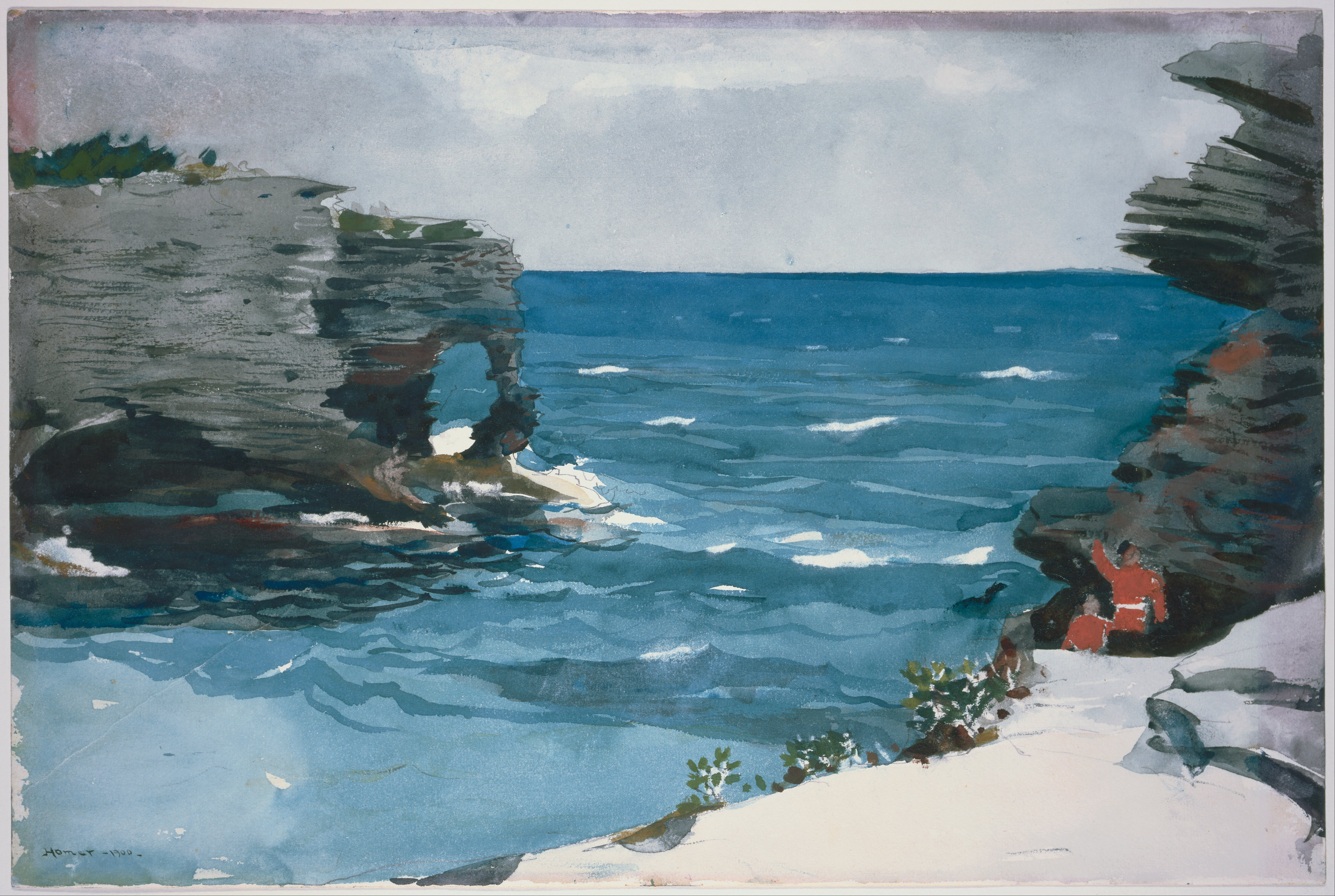
Уинслоу Хомер. «Скалы на побережье, Бермуды»
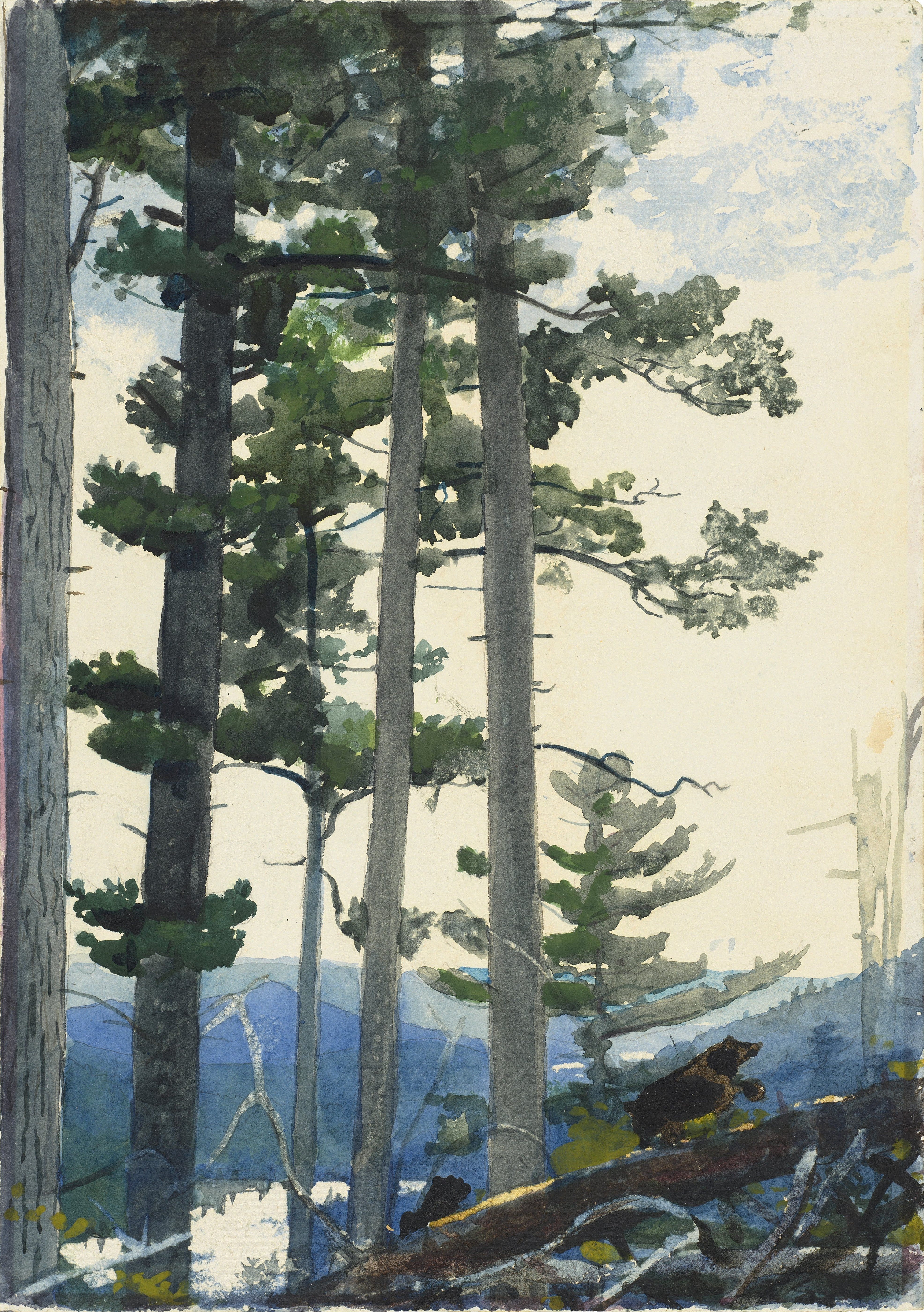
Уинслоу Хомер. «Древние обитатели»
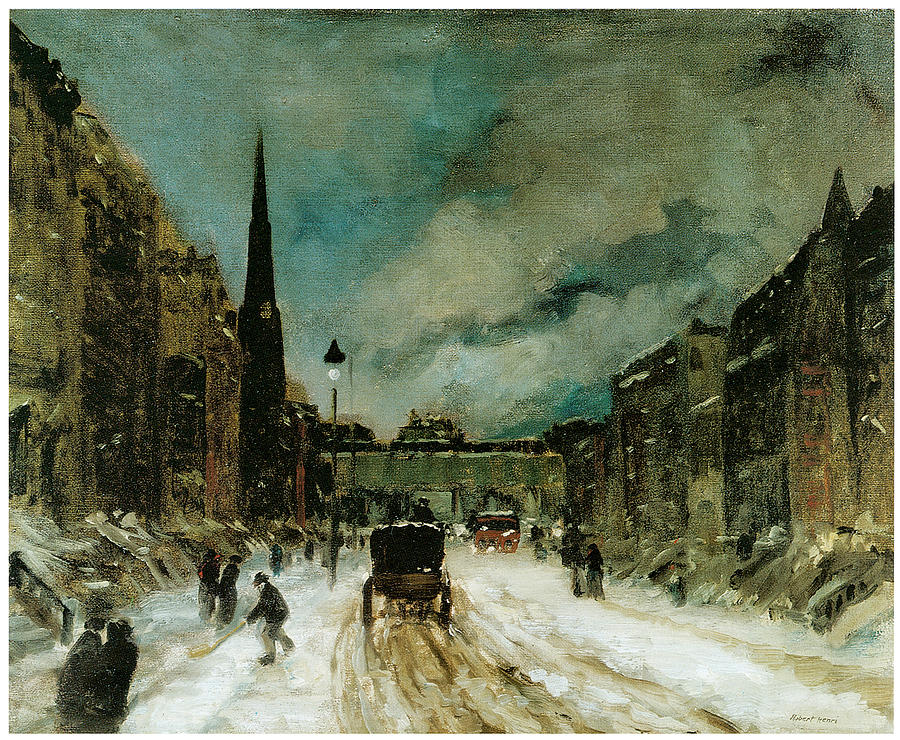
Роберт Генри. «Улица в снегу», 1902
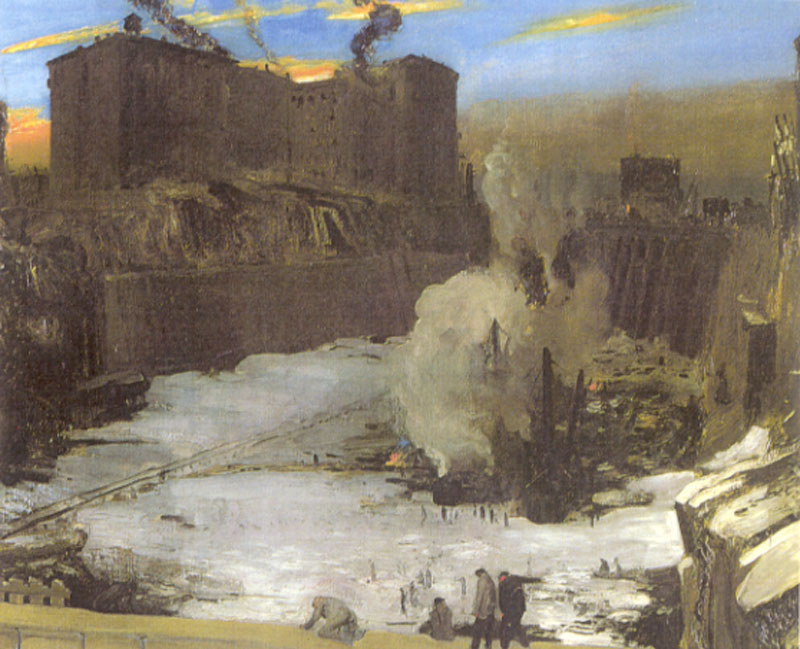
Джордж Беллоуз. «Пенсильвания. Котлован », 1907
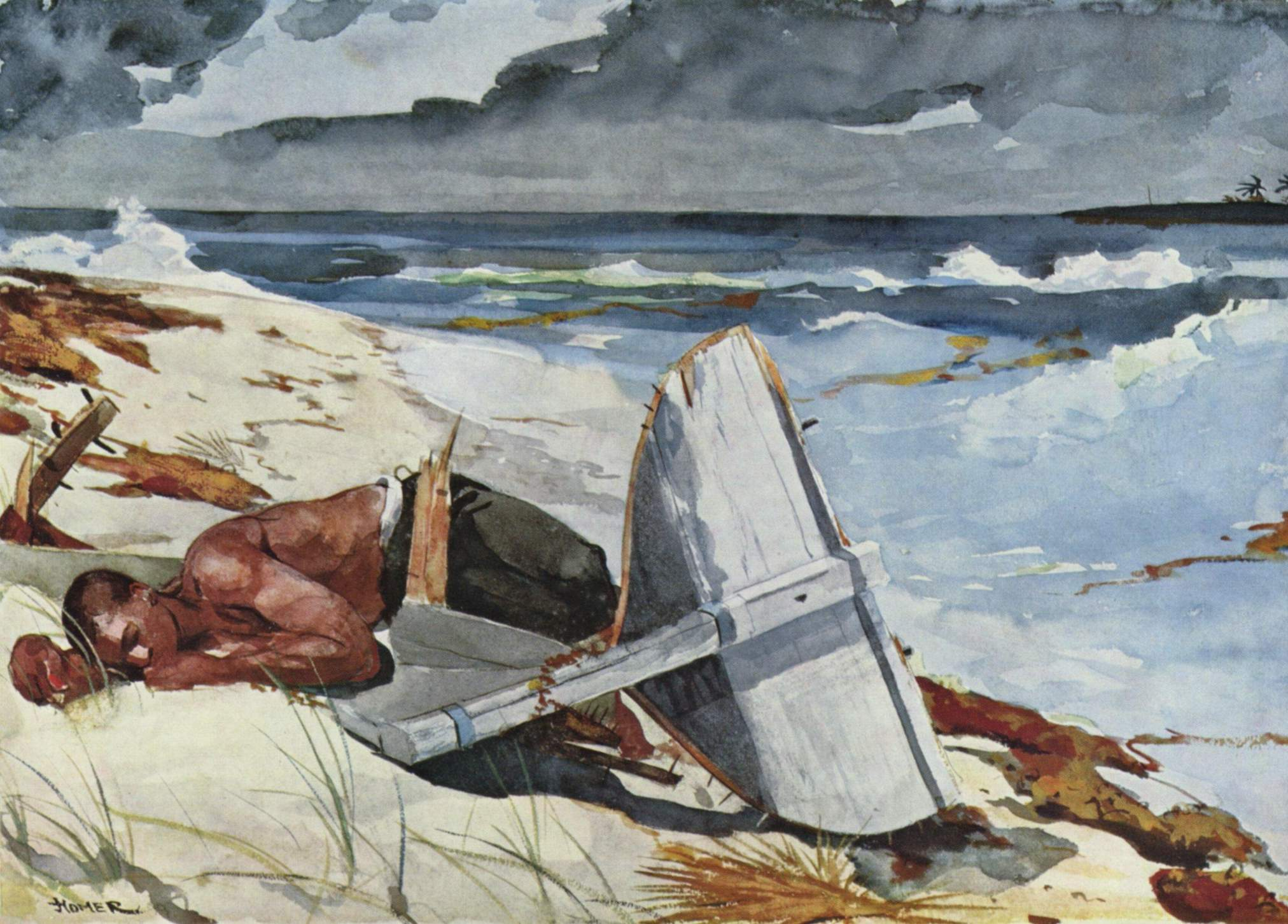
Уинслоу Хомер. «Торнадо убийца»
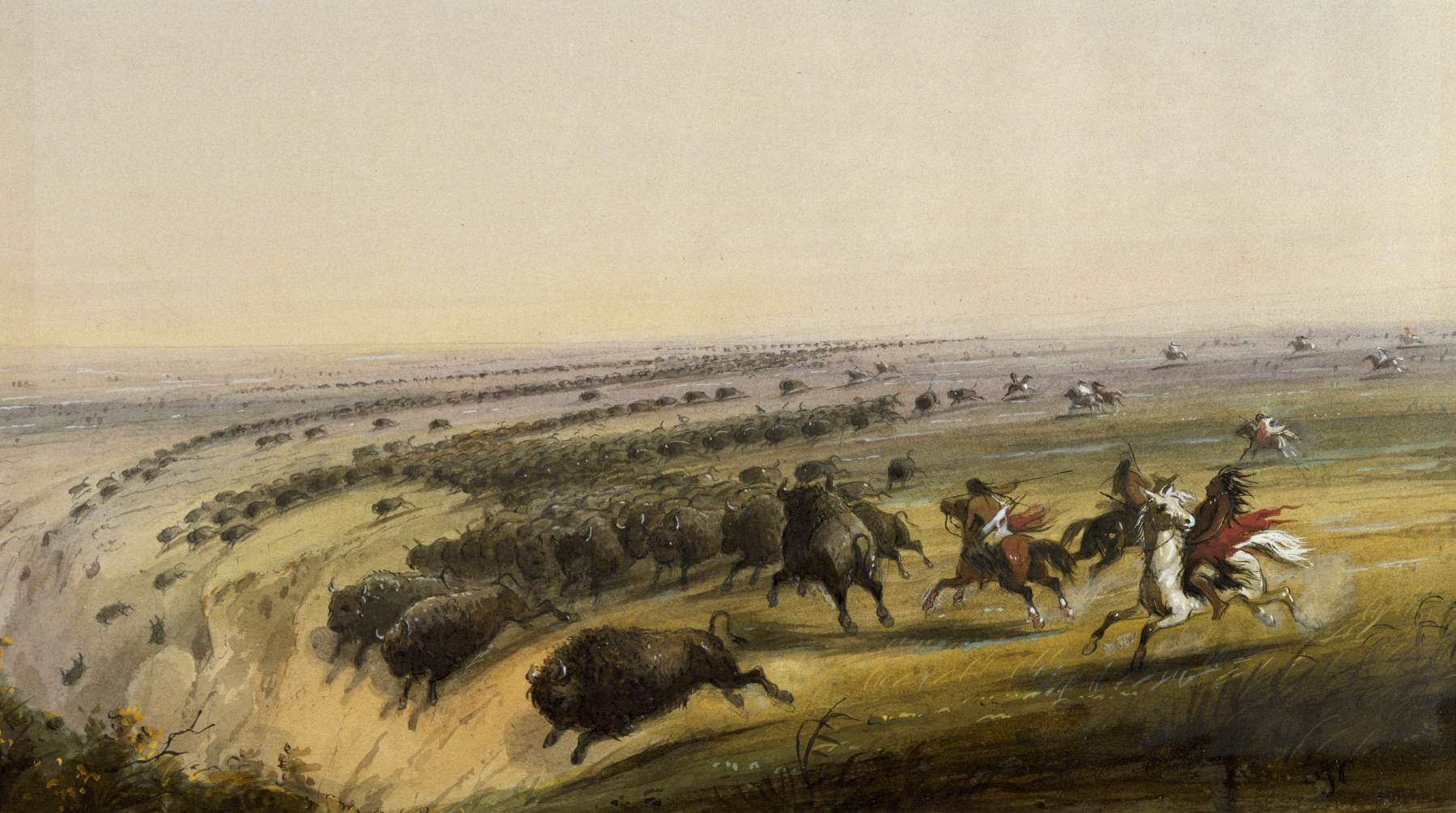
Альфред Джейкоб Миллер. Охота на бизонов, 1860
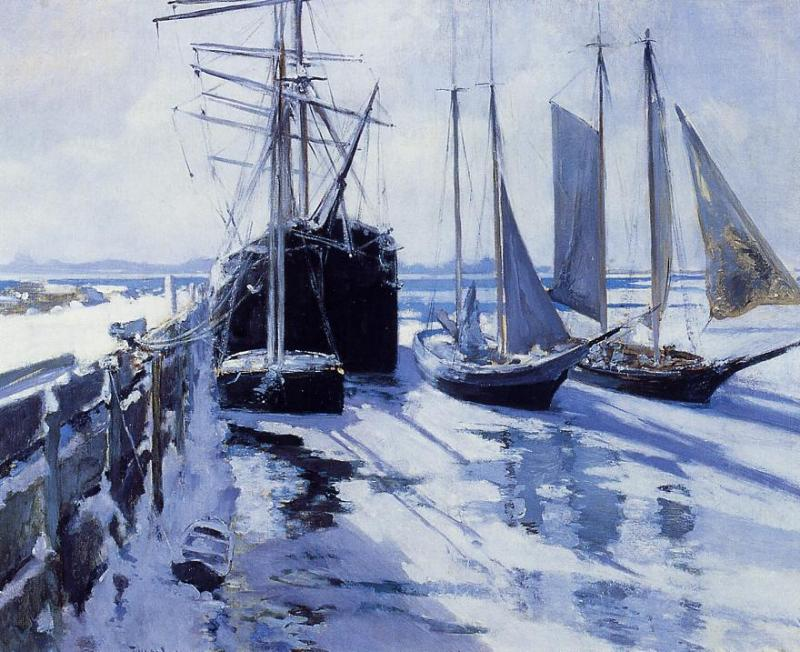
Джон Генри Твахтман. «Зима в Коннектикуте»
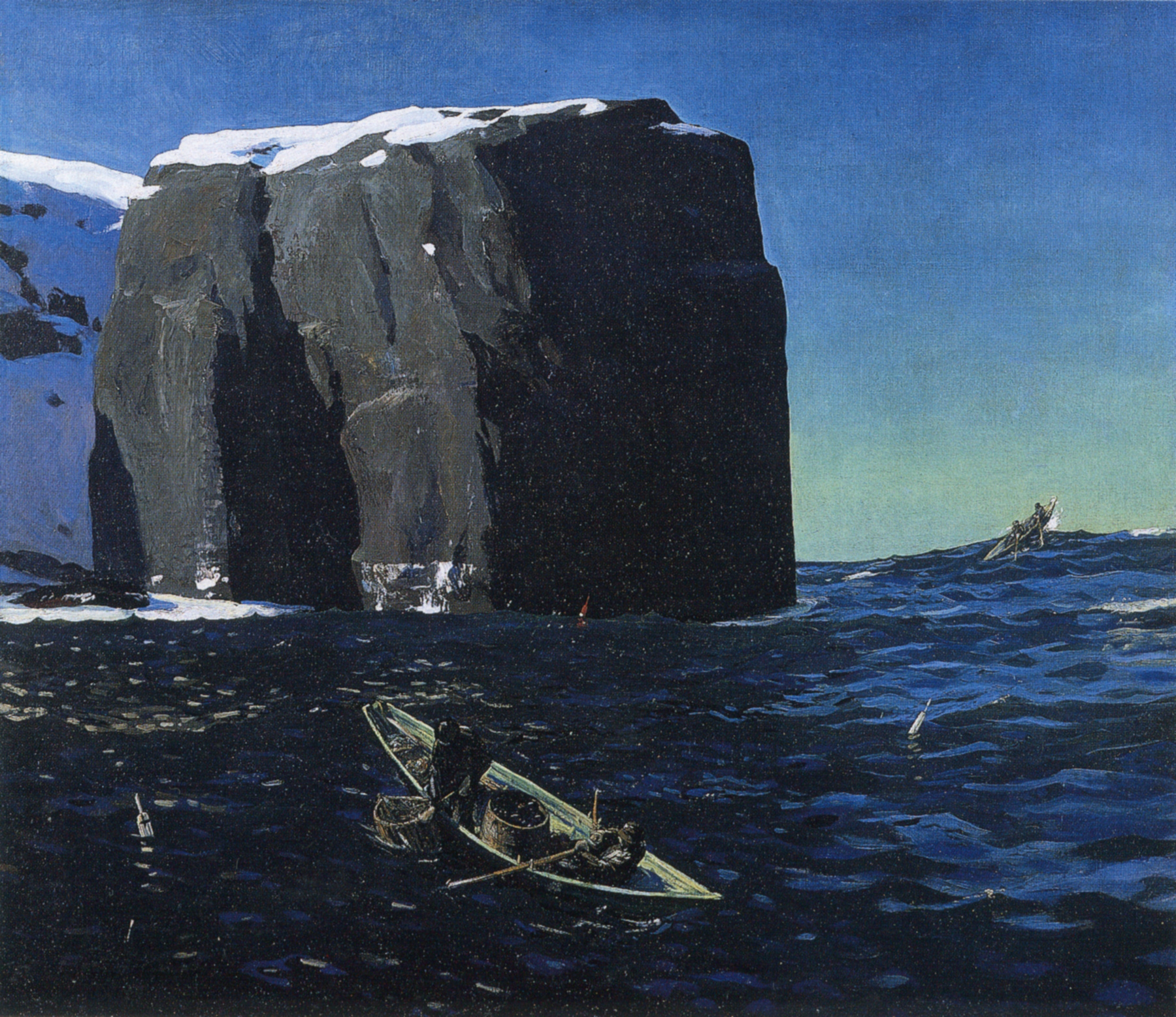
Рокуэлл Кент. «Работники моря», 1907
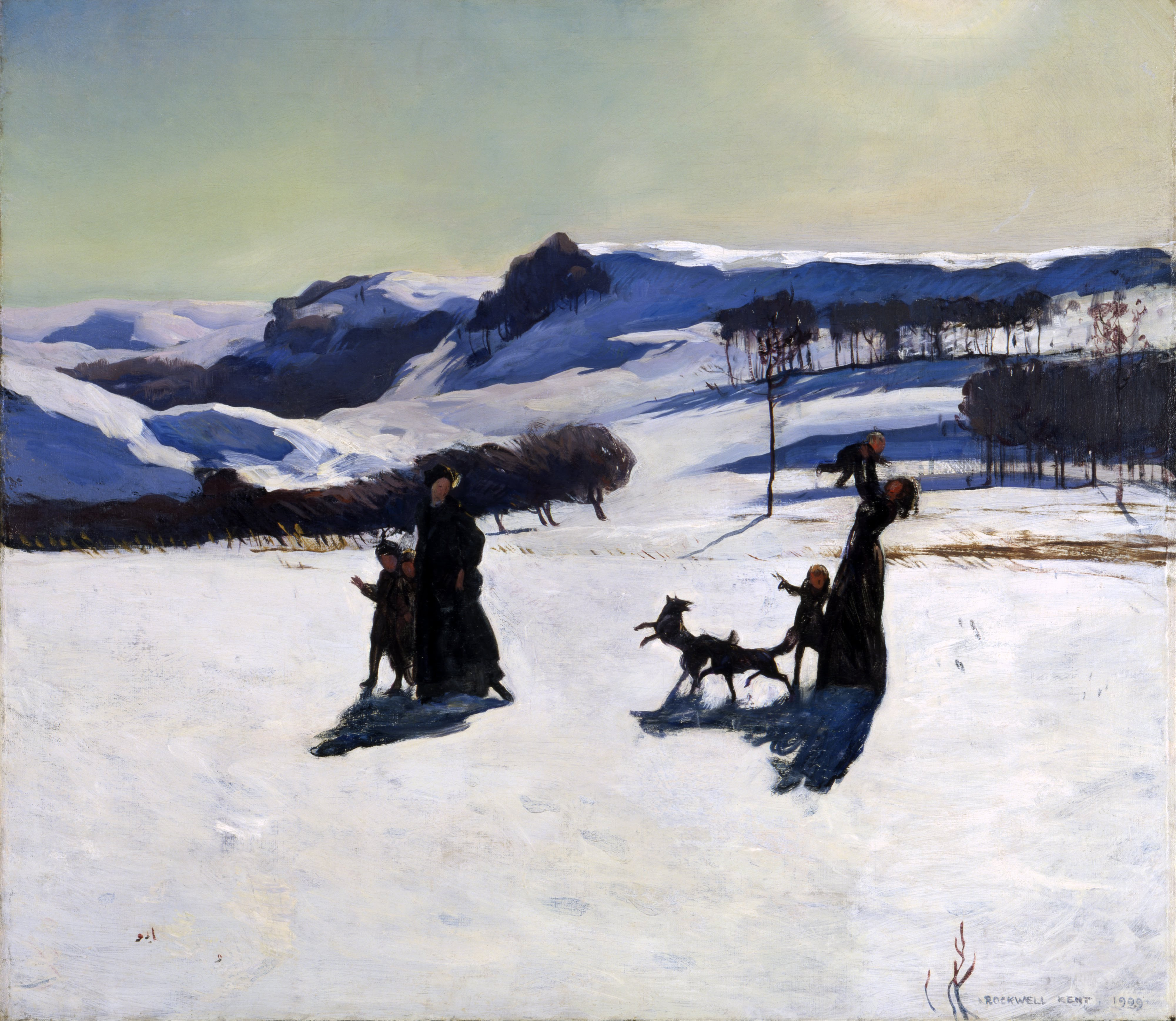
Рокуэлл Кент. «Беркшир зимой», 1909
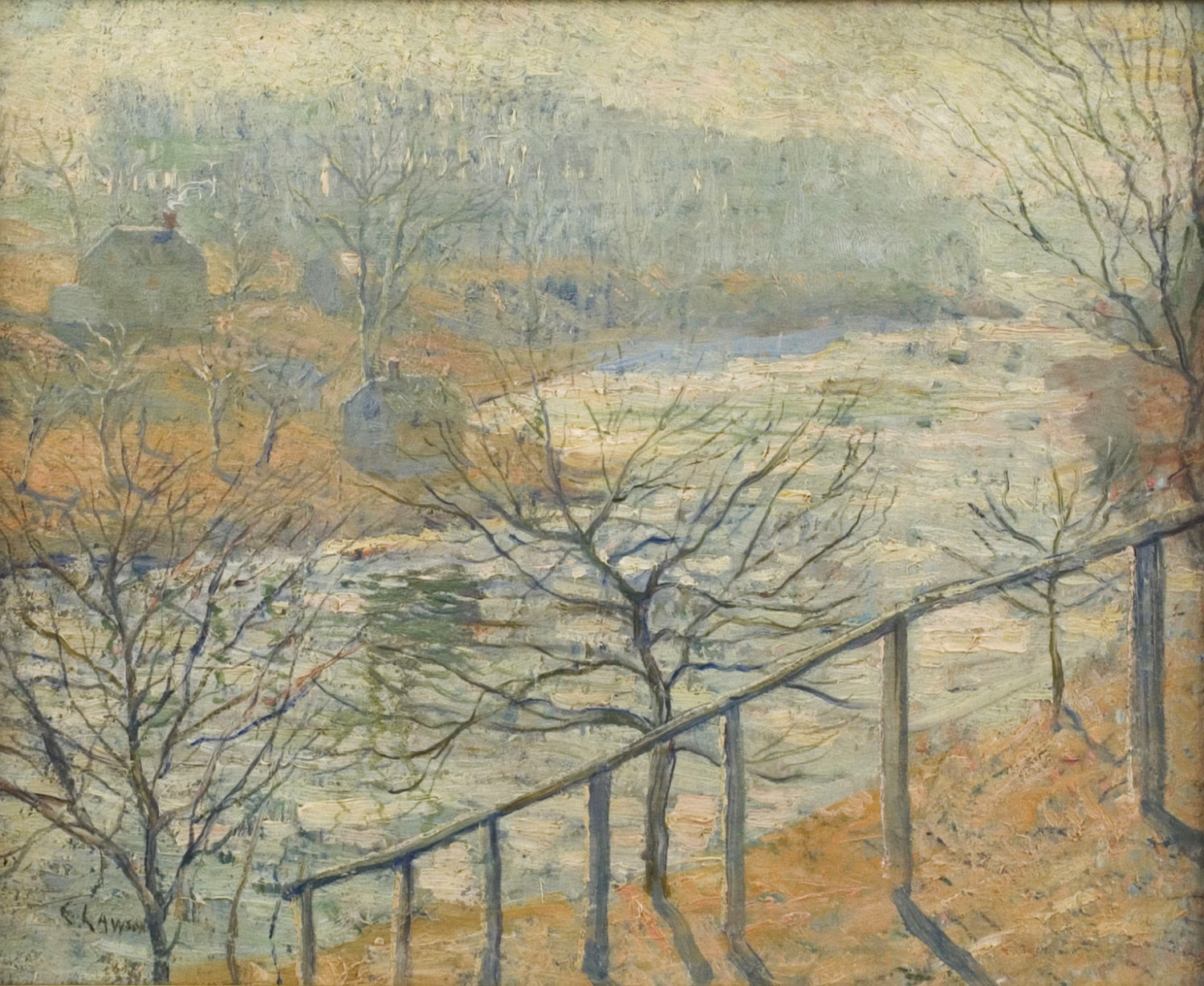
Эрнест Ловсон. «Река», 1913

## Стенопись

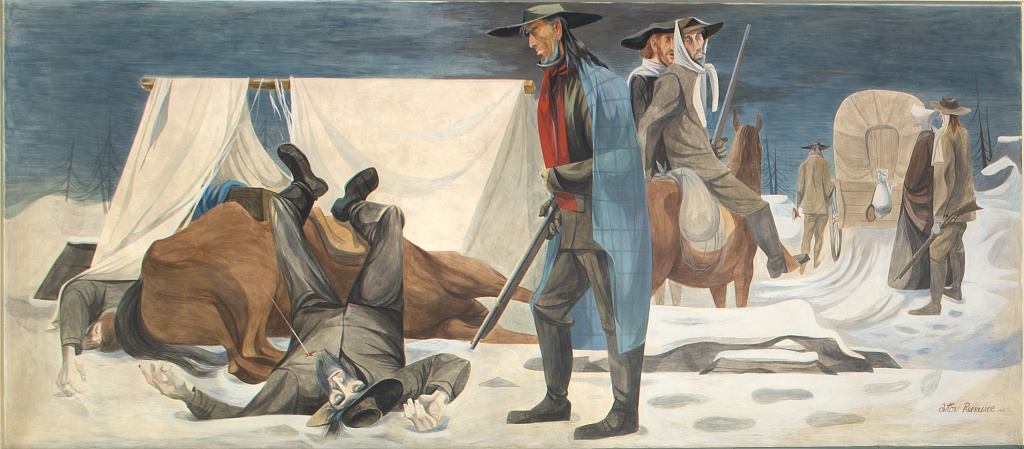
Антон Рефрежье. Стенопись «Риски эмигрантов»

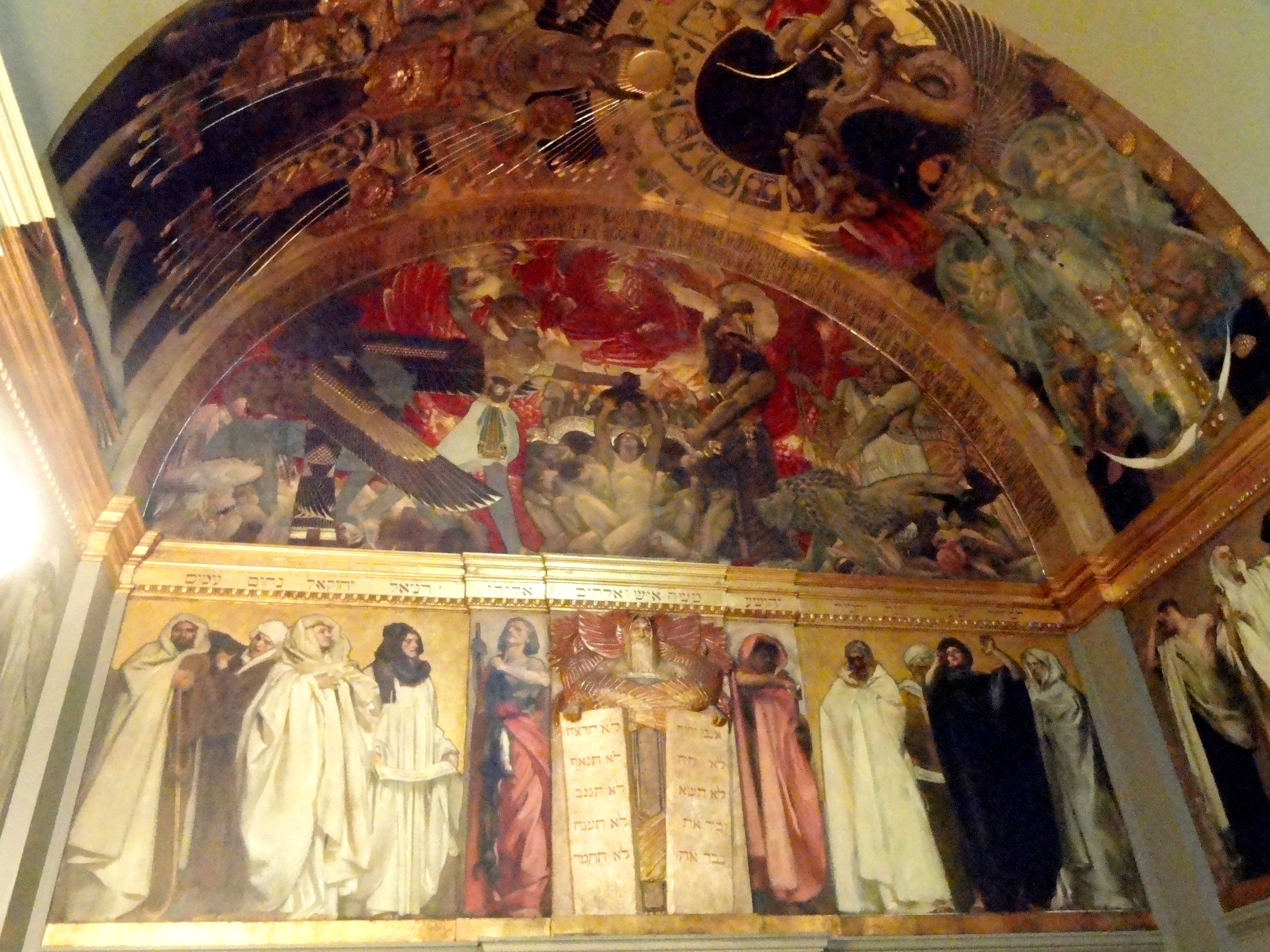
Сарджент. Ветхий Завет. Стенопись, Бостонская публичная библиотека

Развитой потребности в монументальной живописи (стенописях) в своё время в США, как протестантской стране не было. Этому способствовал и запрет на создание алтарных образов в церквях протестантов.
Состояние дел изменилось в XIX веке с прибытием в Соединённые Штаты эмигрантов из католических стран (Италии, Испании, Португалии, Мексики), где был распространён стиль эклектика и художники не сторонились от росписей стен. В стране стали создаваться декоративные фрески в общественных зданиях и частных домах богатых людей (стенописи в частных библиотеках). Потребности в монументальной живописи удовлетворялись творчеством художников: Эрнест Пейксото (1929—1935), Антон Рефрежье, мексиканцами Диего Ривера и Хосе Клементе Ороско. Среди них — чисто американский художник — Ньюэлл Конверс Уайет (1882—1945).
В 1895 году было основано Национальное общество художников монументалистов (NSMP), целью которого было создание росписей в архитектурных сооружениях Соединённых Штатах, фресок, мозаик, скульптуры и др. Национальное общество художников монументалистов организовывало выставки и конкурсы.
Заказчиками на произведения монументальной живописи были американская почта, синагоги, большие больницы, ряд американских университетов. Тематика росписей была разнообразна (миссионерство религиозных обществ, пейзажи, бытовой жанр, исторические события). Не было ограничений в стиле работ. Создавались произведения в стилистике примитивизма, экспрессионизма, абстракционизма и др. При этом существовали цензурные ограничения на тематику произведений. Политически острые и коммунистически темы запрещались, ограничивались в доступе или уничтожались.
Ограничивались монументальные произведения сатирического и эротического направления. Показательной была судьба стенописей художника-реалиста Пола Кадмуса (1904—1999). Руководство федеральной программы занятости WPA по уменьшению безработицы в 1935 году заказали Кадмусу стенописи на тему «Виды загородного досуга» (Aspects of Suburban Life), рассчитывая получить простые и декоративные произведения. Кадмус посетил места отдыха американцев на побережье, корты для поло и парк, там он не увидел ничего простого и декоративного. Он выполнил большие эскизы «Остров Коней» (место отдыха нью-йоркцев), «Главная улица», «Регата», «Гольф», где создал ряд сатирических изображений молодых, богатых и не очень американцев во время их досуга. Картины вызвали возмущение, а богатые американцы пообещали художнику судебной иск за «позорное изображение досуга отдыхающих». Смешные и сатирические картины художника были приобретены для частных собраний.

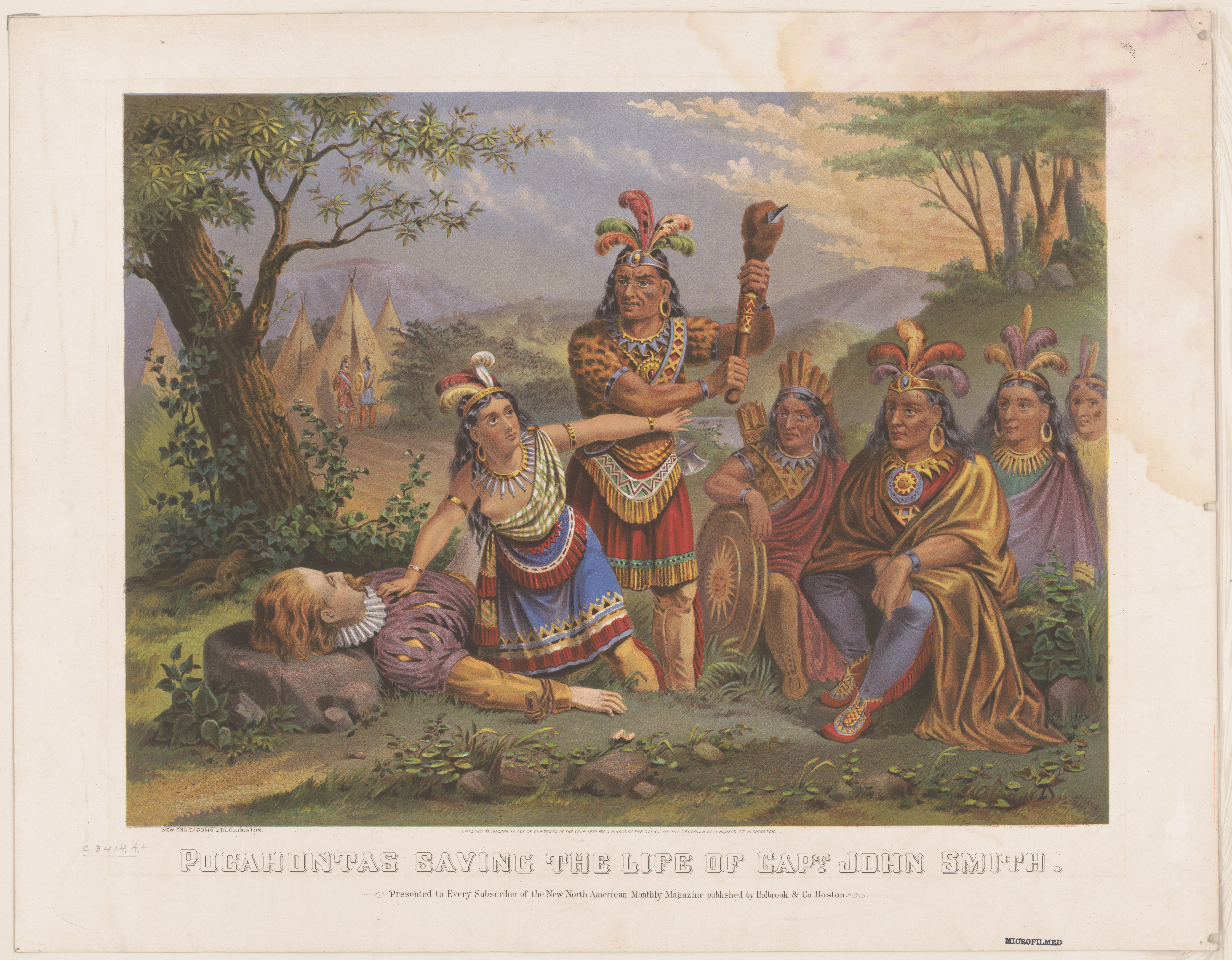
Дочь индейского вождя Покахонтас спасает жизнь англичанина Джона Смита. 1939

Кадмус выполнил одну монументальную фреску «Дочь индейского вождя Покахонтас спасает жизнь англичанина Джона Смита» (1939 г.) на здании в Ричмонде, штат Вирджиния. Тема фрески была благородная и историческая. Покахонтаса посчитали олицетворением привязанности местных индейцев к английским эмигрантам-колонизаторам. Однако руководители программы занятости WPA нашли в картине эротические элементы и приказали их перерисовать.
В монументальном живописи работали как местные, так и иностранные художники. Среди них — женщины-художницы Соединённых Штатов (Эдна Гиршман, Мэрион Гринвуд, Элизабет Дырин, Джорджия О’Киф, Эдит Хэмлин и др.).
Особое место в стенописях этого периода занял афроамериканский художник Аарон Дуглас (1899—1979). В своём творчестве он отталкивался не от установок древнегреческого искусства, европейского возрождения и итальянской перспективы, а от художественного достояния Древнего Египта и даже масок Берега Слоновой Кости. Он работал в стилистике цветного силуэта и обобщения типов, в которых узнаются африканцы как предшественники афроамериканцев. Идейными установками были стремление самоидентификации афроамериканцев, стремление доказать обществу мнение, что быть чернокожим нормально и даже красиво. Работа Аарона Дугласа в области стенописей проходила на фоне сопротивления белого большинства. Стенописи работы А. Дугласа — «Гариетт Табман»; фреска в Беннет колледже, 1930; «Кавказская история»; цикл фресок в университете Фиск, 1930; «Dance Magic» (Магический танец); фрески в отеле Шерман, Чикаго, 1930-31; «Сцены жизни негров»; фрески в Шомбург, Центр исследований в области негритянской культуры, 1934 и другие.
В период экономического кризиса большинство художников-монументалистов США осталось безработными. В рамках государственной программы занятости WPA художники-монументалисты были задействованы по государственных заказам для создания монументальных работ в общественных местах.
Стенописи, созданные в рамках программы занятости WPA, по закону США не подлежат защите авторским правом.

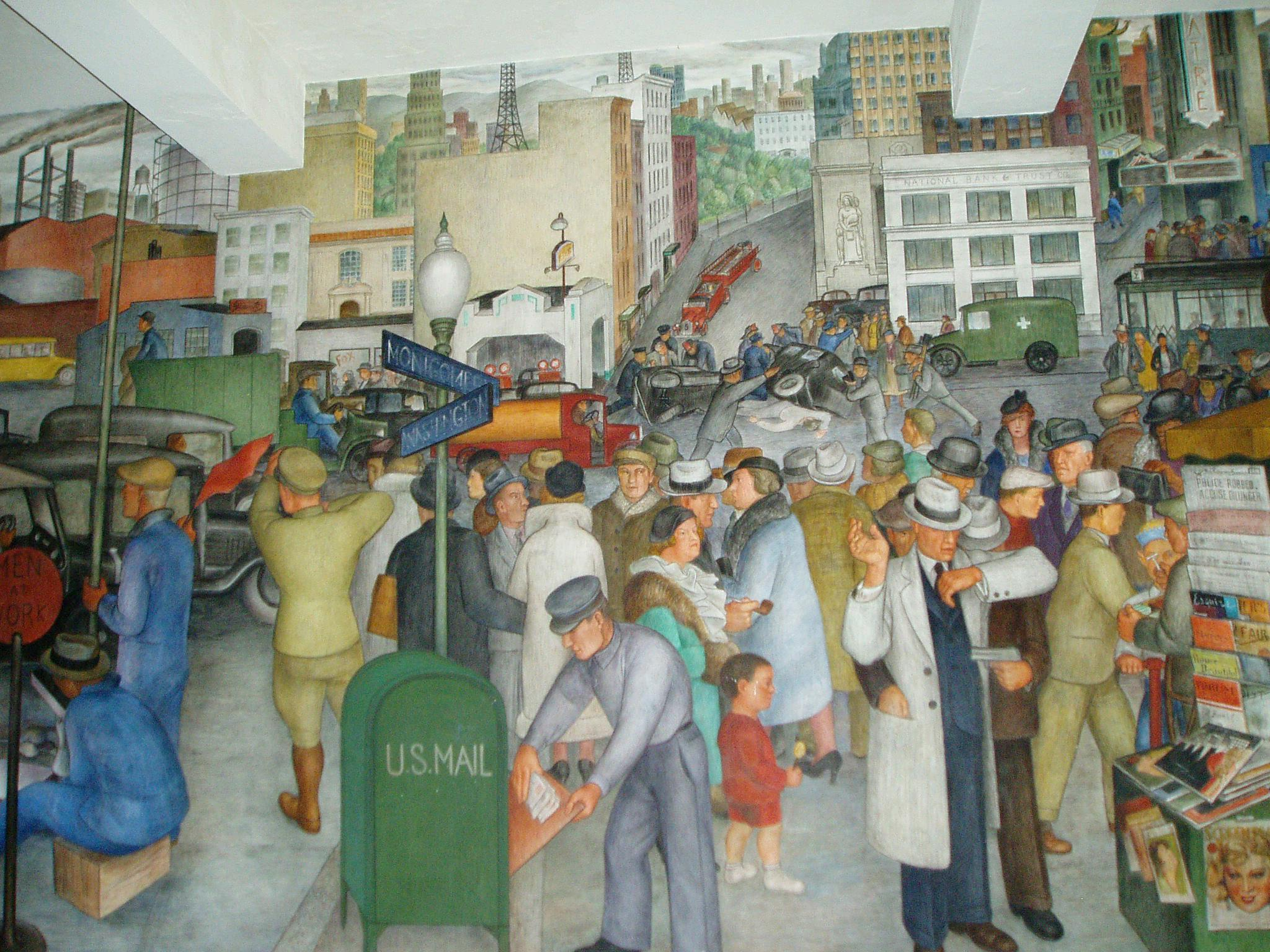
Гари Мельхерс (1860-1932). «Стена войны», 1896, Библиотека Конгресса США
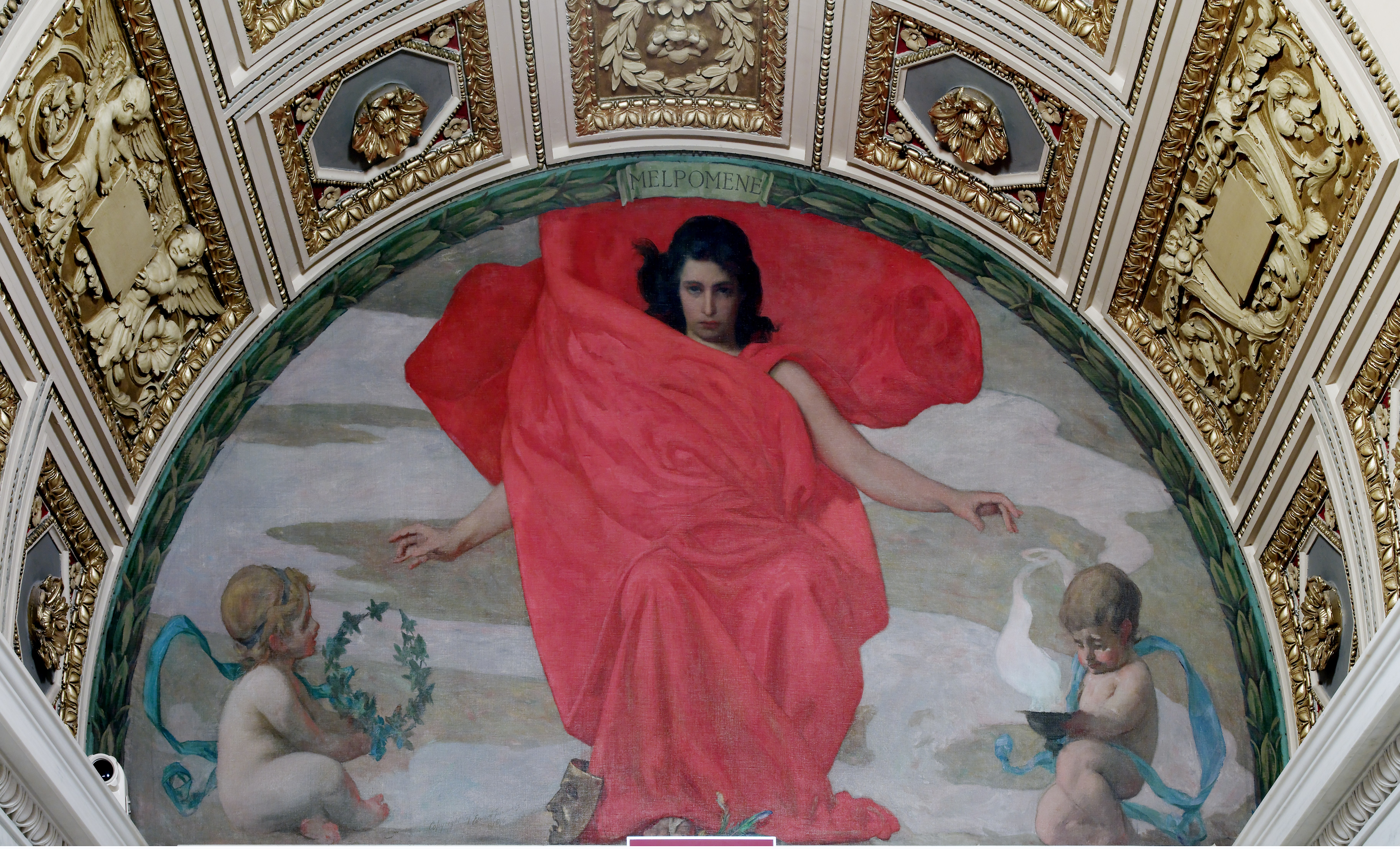
Эдвард Симмонс. «Муза трагедии Мельпомена». Библиотека Конгресса США, 1896
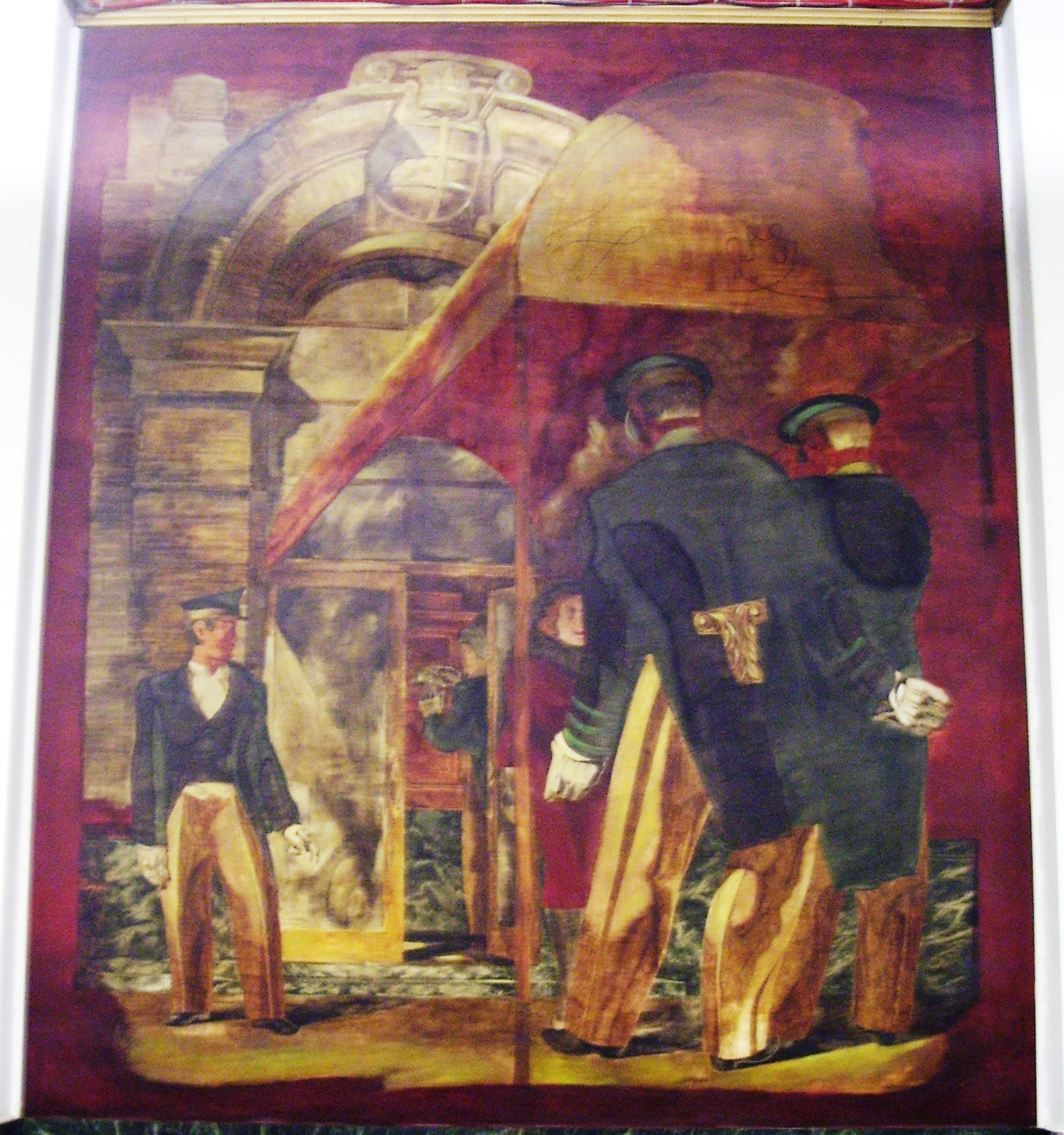
Худ. Киндред Маклер. Почтовое отделение в Мэдисон Сквер Стейшн на Манхаттени, стенопись 1937
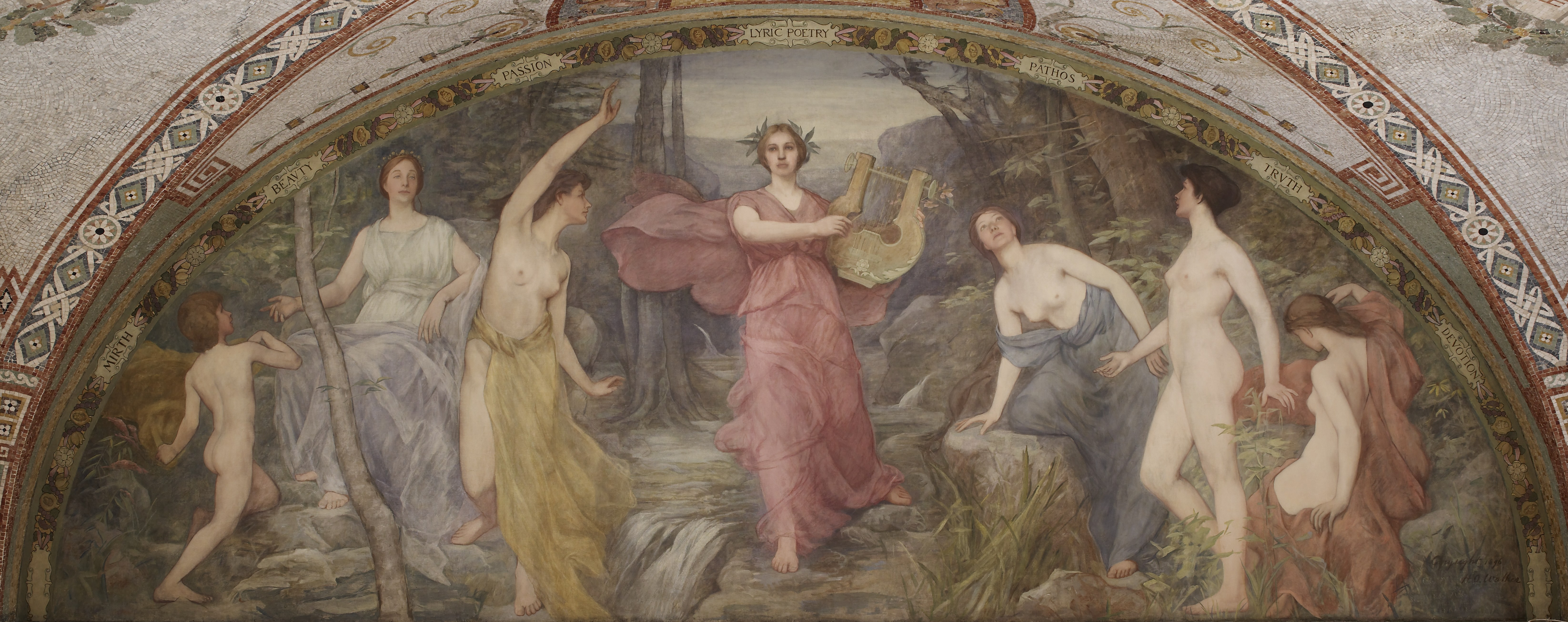
Генри Оливер Волкер[38]. «Аллегория лирической поэзии». Южный коридор Томас Джефферсон билдинг. Библиотека Конгресса США, 1896
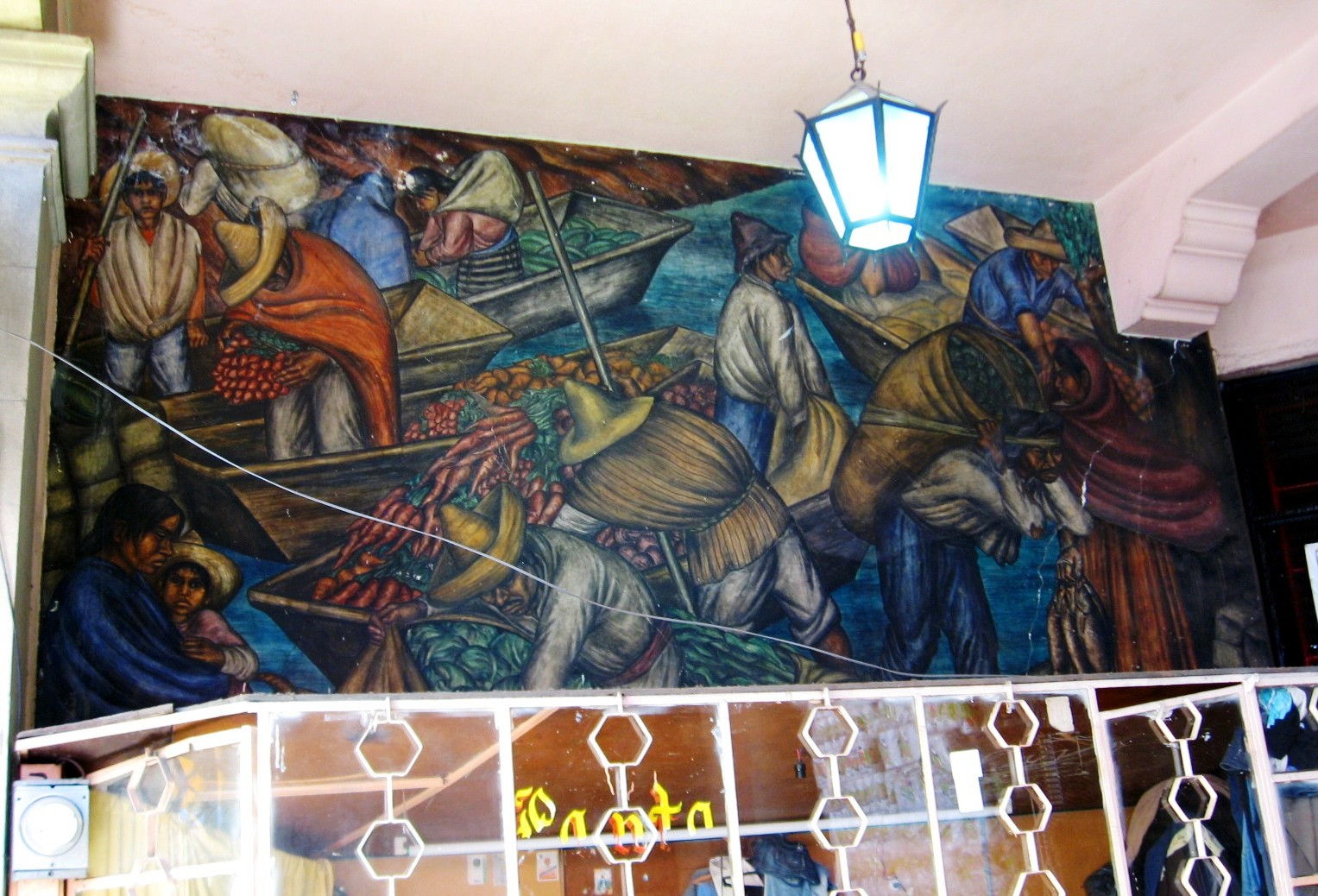
Мэрион Гринвуд. Стенопись «Разгрузка овощей и фруктов»
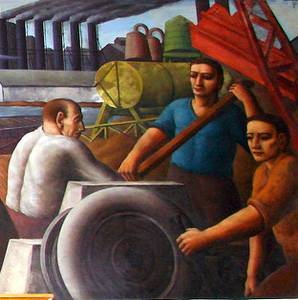
Худ. Пол Мелтснер. Почтовое отделение Огайо, стенопись, 1937
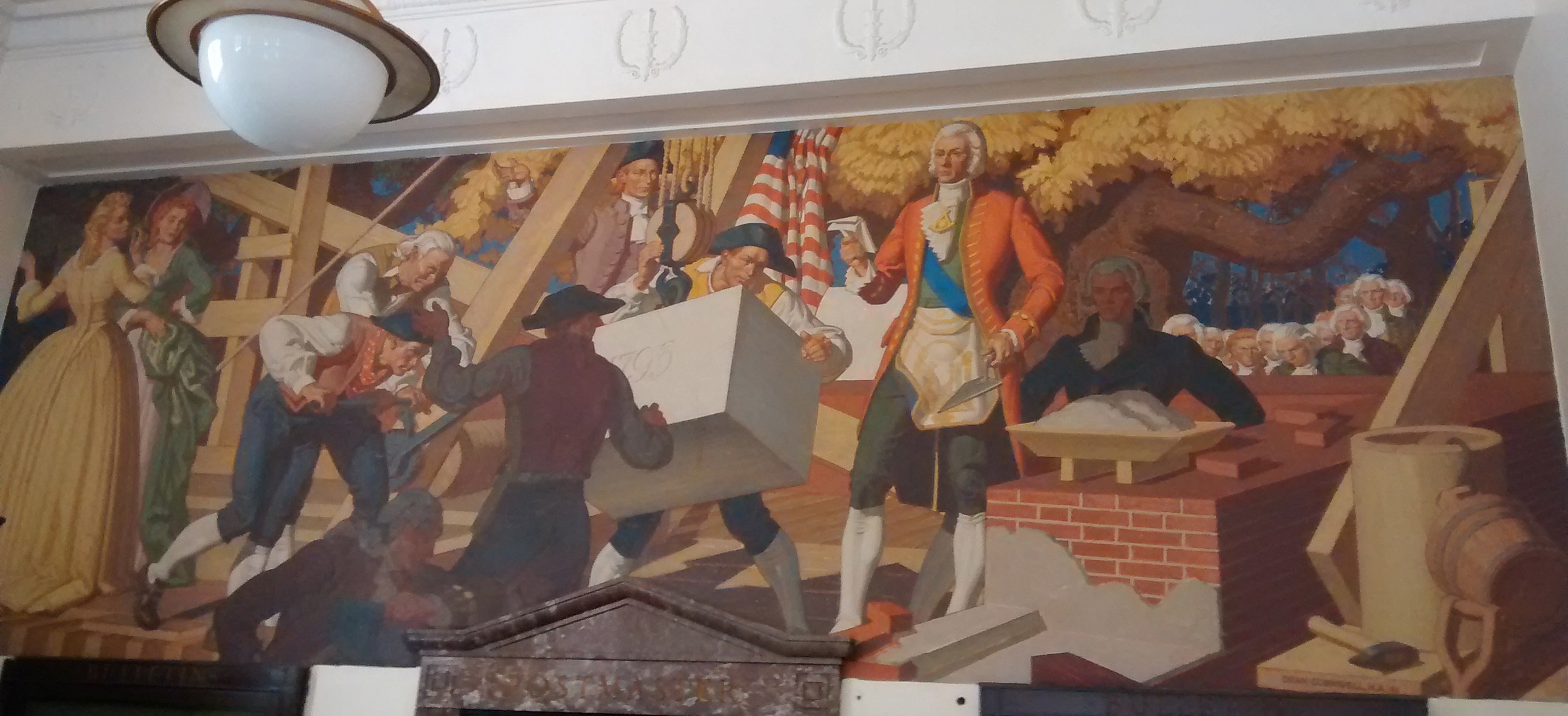
Дин Корнуэлл (1892-1960), «Начало строительства Олд Ист, первого дома в городе Чапел Хилл, Северная Каролина», стенопись в здании почты, 1941

## Прецизионизм
См. также: Прецизионизм

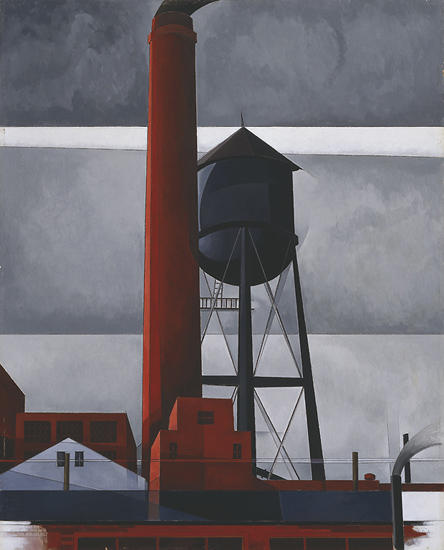
Чарльз Демут. «Труба и водонапорная башня завода», 1931

Недолгим было стилистическое направление в живописи Соединённых Штатов между двумя мировыми войнами 1914—1918 и 1939—1945 годов, как прецизионизм.
Представители этого стилистического направления не имели теоретического обоснования или собственной идеологической платформы. Но их творчество имело свои особые признаки — подчеркнутая геометричность, графическая четкость форм, игнорирование атмосферы, заметная «стерильность» изображений, находящихся в безвоздушном и искусственном пространстве, отсутствие людей. Американский прецизионизм имел черты, которые приближали его к кубизму и футуризму, но отделяли от стиля ар-деко.
Искусствоведческий термин «прецизионизм» возник в конце 1920-х годов. Сторонники направления создавали индустриальные и городские пейзажи. В их картинах показаны машины и промышленные сооружения. Технический прогресс в угрожающих формах изменил ландшафты Соединённых Штатов, вытеснил из них людей и природу. Поэтому в картинах представителей прецизионизма господствуют меланхолия, одиночество и подавленность, даже когда в них присутствуют люди (Эдвард Хоппер, Чарльз Шиллер).
Представители прецизионизма не контачили с художниками реалистического направления США, работавшими в тот же период, среди которых — Рокуэлл Кент (Rockwell Kent), Луи Лозовик (Louis Lozowick), Ян Матулка (Jan Matulka), Ралстон Кроуфорд (Ralston Crawford). Среди представителей преционизма — Эдвард Хоппер, Чарльз Шиллер, Джорджия О’Киф, Чарльз Демут, Стюарт Дэвис.

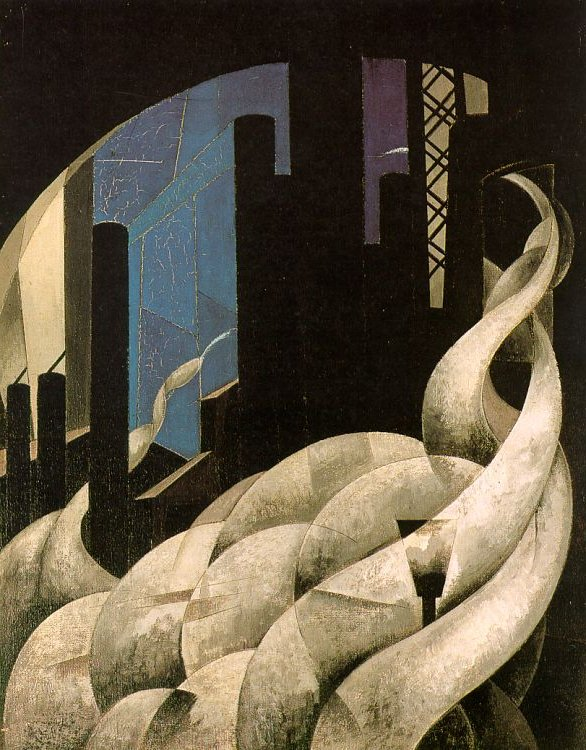
Чарльз Демут. «Ароматы новой церкви», 1921
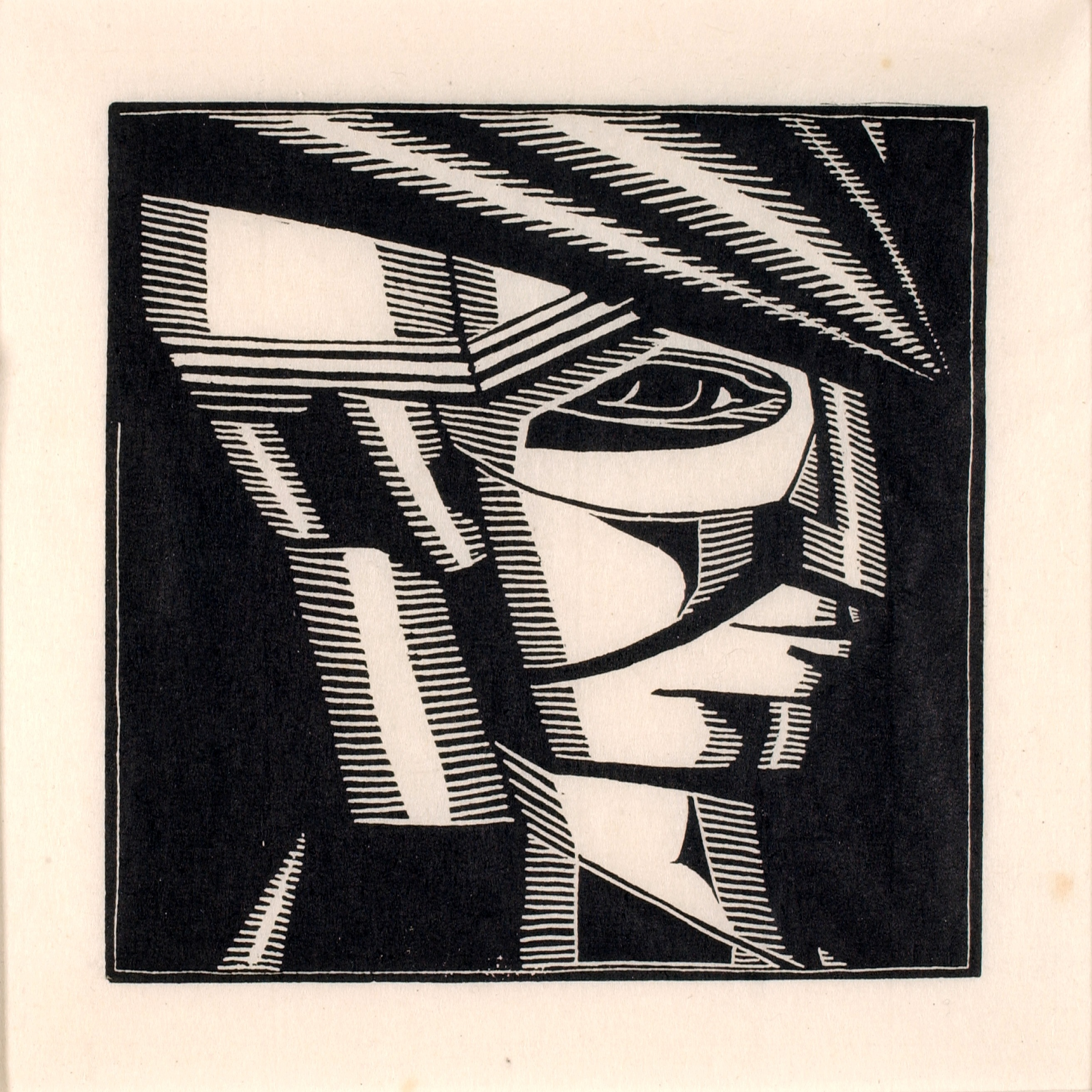
Джон Сторрз. «Голова у профиль», дереворит, 1918
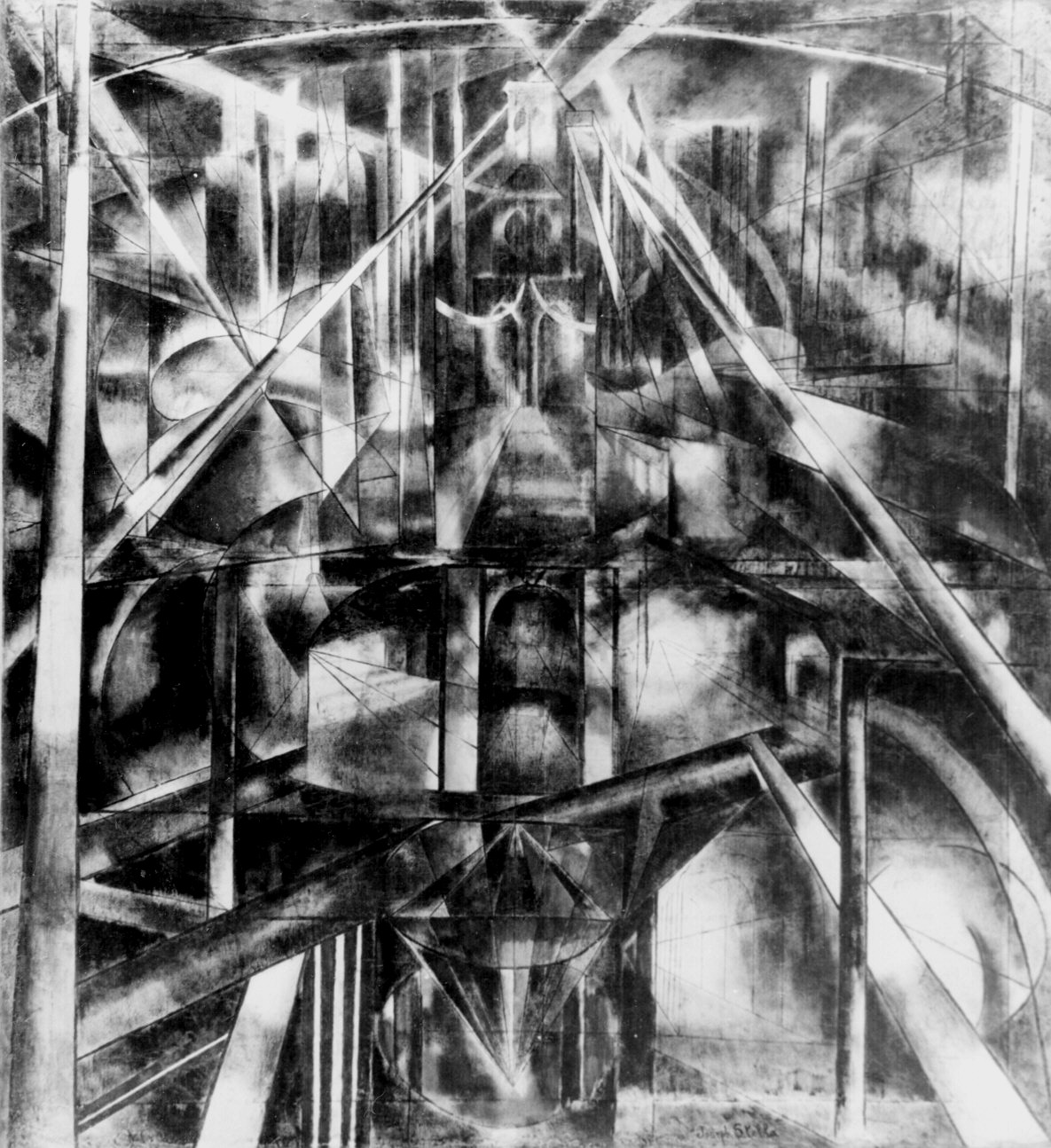
Джозеф Стелла. «Бруклинский мост», 1918
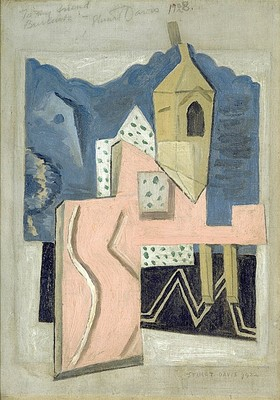
Стюарт Дэвис. «Колокольня и улица», 1922

## Авангардизм и абстракционизм
Авангардизм имел в США разрушительные тенденции из-за стремления мастеров этого направления утвердить свой авторитет путём отметания авторитета предшественников. При этом новые находки и наставления не всегда приводили живопись и графику к творческому успеху.

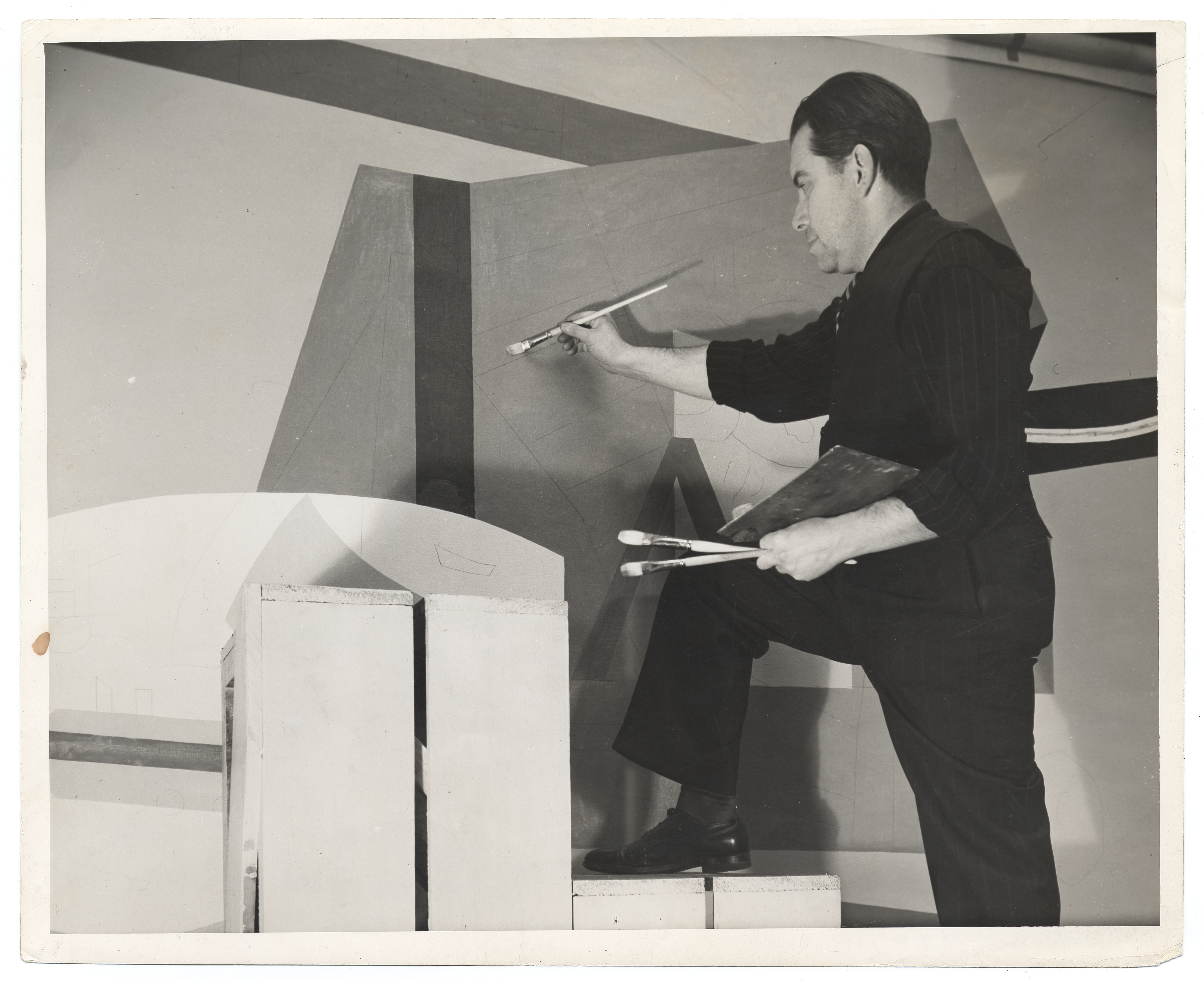
Стюард Девис за работой, 1939 г.

В 1913 году в Нью-Йорке состоялась Арсенальная выставка (Armory Show). Она представила зрителям мегаполиса двадцать пять американских художников, которые привносили в местное искусство авангардные тенденции западноевропейского искусства (кубизм, экспрессионизм, дадаизм, абстракционизм). Выставка Armory Show из 1600 картин была также показана также в городах Бостон и Чикаго, где вызвала скандал. Скандалы сопровождали и в дальнейшем выставки авангардных художников, которая воспринималась признаком смелости и удачной рекламы. Однако перелом в сознании галеристов и коллекционеров состоялся. В стране началось формирование коллекций современного на то время искусства.
Укреплению позиций авангардного и абстрактного искусства в живописи США способствовали и новые волны буржуазных художников — эмигрантов из Европы, покидавшие континент, охваченный войной с гитлеровской Германией. В страну приезжали и художники — авангардисты. Большое влияние на художественные вкусы в стране оказали кубизм и произведения Марселя Дюшана. С дадаизмом американскую публику познакомили в 1915 году. Нарисованная в этом стиле «Обнажённая дама, спускается по лестнице» М. Дюшана привели к скандалу. Вокруг Дюшана собралась группа художников, среди которых были Ман Рэй, Фрэнсис Пикабиа, Альфред Штиглиц. Вместе они основали журнал 291.
Стилистику кубизма разделяли ряд американских художников, среди которых были Стюарт Дэвис (1894—1964), Марстен Хартли (1877—1943), Макс Вебер (1881—1961).
Впоследствии публика устала от абстракционизма, поддержанного богатыми людьми и теоретиками искусства, озабоченными престижем искусства Соединённых Штатов. Реакцией на усталость от абстракционизма (и его отказ от узнаваемых форм и бессюжетность) станут поп-арт, восстановление в художественной жизни США тонализма (нео-тонализм), американского варианта импрессионизма и реализма, особенно в стенописях и в пейзажах.

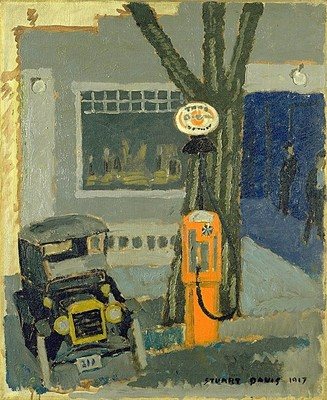
Стюарт Дэвис, «Гараж № 1», 1917
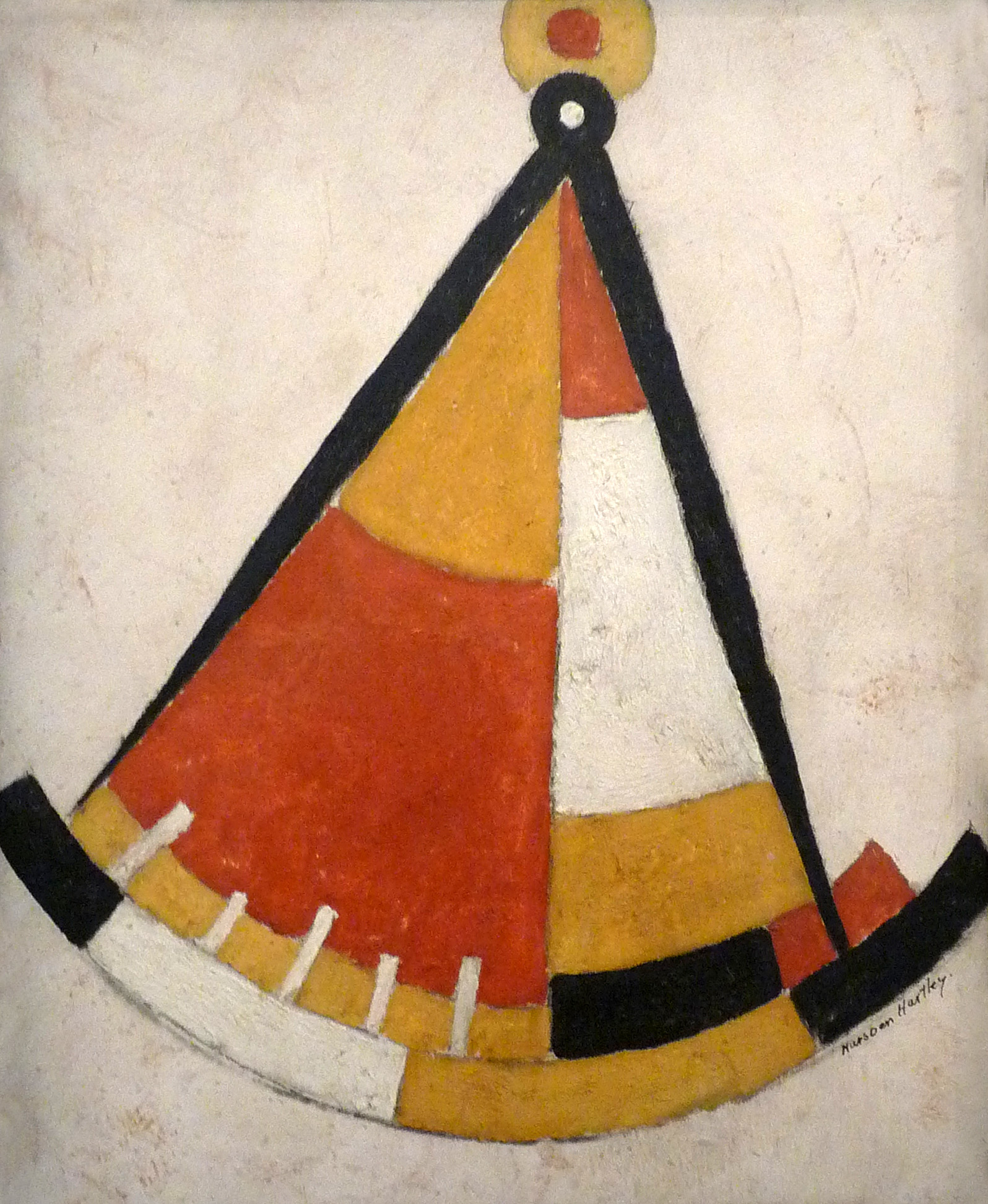
Марстен Хартли. «Секстант», 1917, Музей искусств Филадельфии
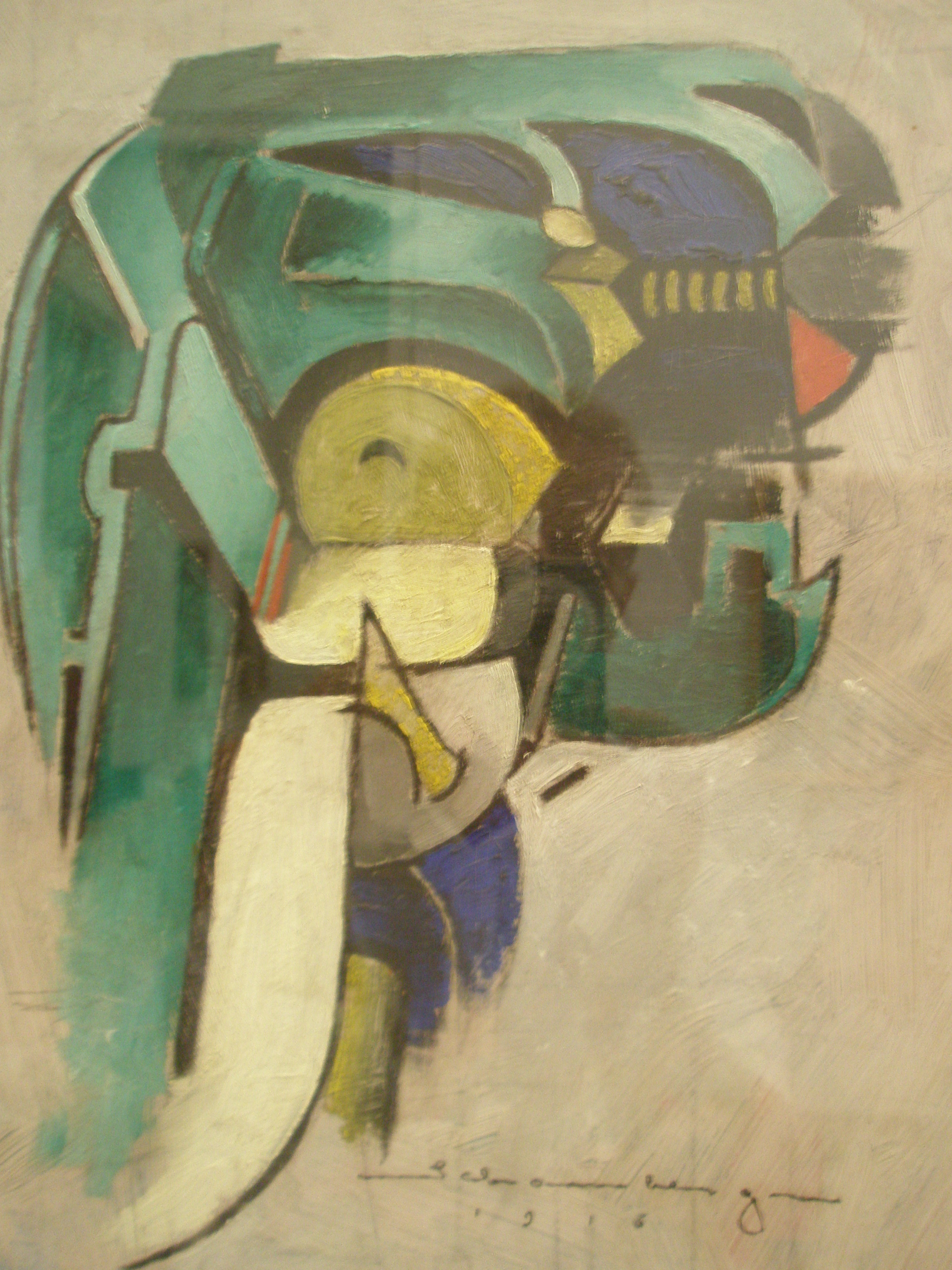
Мортон Шамберг. «Механическая абстракция», 1916  Музей искусств Филадельфии
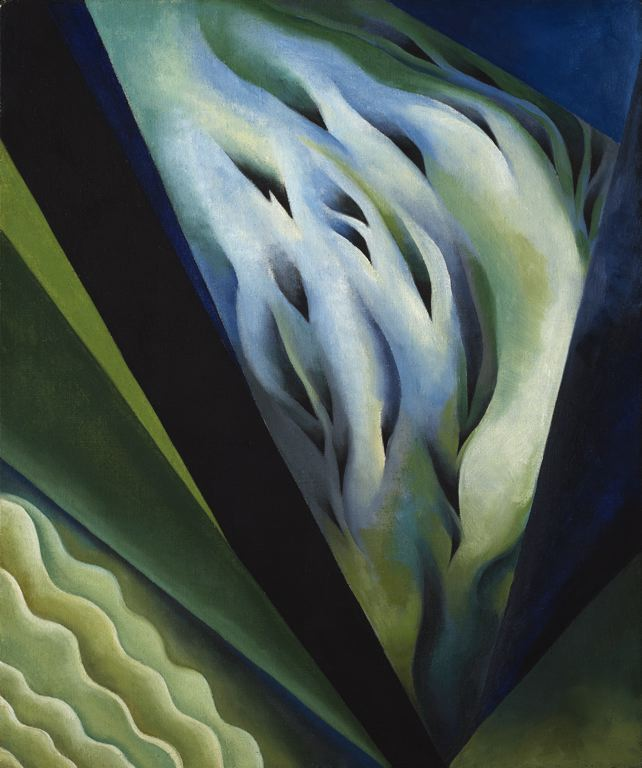
Джорджия О'Киф. «Зелёное и голубое», 1920
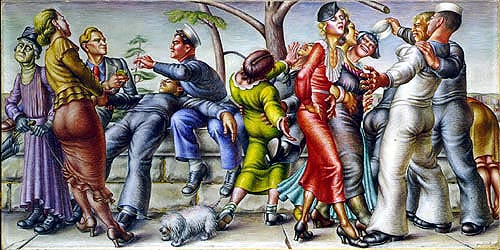
Пол Кадмус. «Морская пехота», 1934
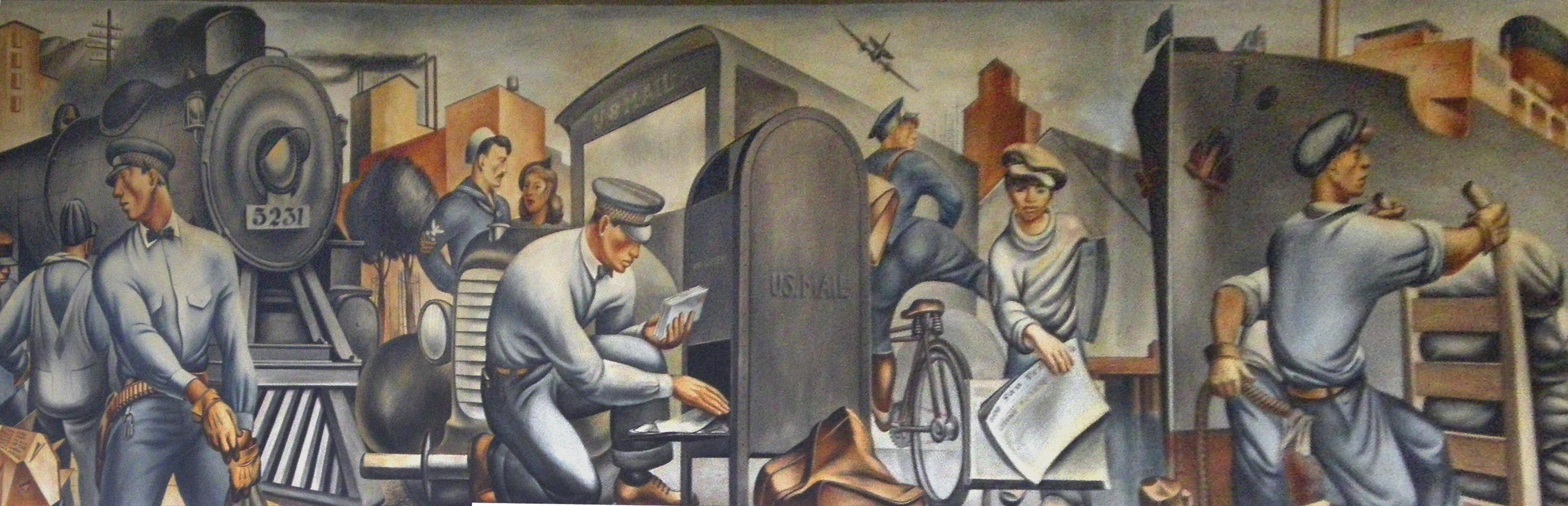
Стенопись, «Почтальоны», почтовое отделение Сан Педро, Калифорния

## Абстрактный экспрессионизм
Абстрактный экспрессионизм возник в Нью — Йорке в 1940 — х годах и представляет собой специфическое американское движение в искусстве. Термин абстрактный экспрессионизм был впервые применён к американскому искусству искусствоведом Робертом Коутсом. В Соединённых Штатах этим термином в 1929 году характеризовал американский историк искусства Альфред Барр работы Василия Кандинского.
Первой фазой движения был абстрактный сюрреализм (abstract surrealism) с его акцентом на спонтанное, автоматическое или подсознательное, который появился в 1940-е годы под влиянием идей Андре Бретона. Приверженцами движения были американские художники Ханс Хофман, Аршиль Горки, Адольф Готлиб и др. Размах движение получило в 1950-е годы. В то время во главе движения встали Джексон Поллок, Марк Ротко и Виллем де Кунинг. Одной из форм абстрактного экспрессионизма стал ташизм. Абстрактный экспрессионизм и ташизм совпадают по идеологии и творческому методу, но состав художников, называвших себя ташистами или абстрактными экспрессионистами разнится.

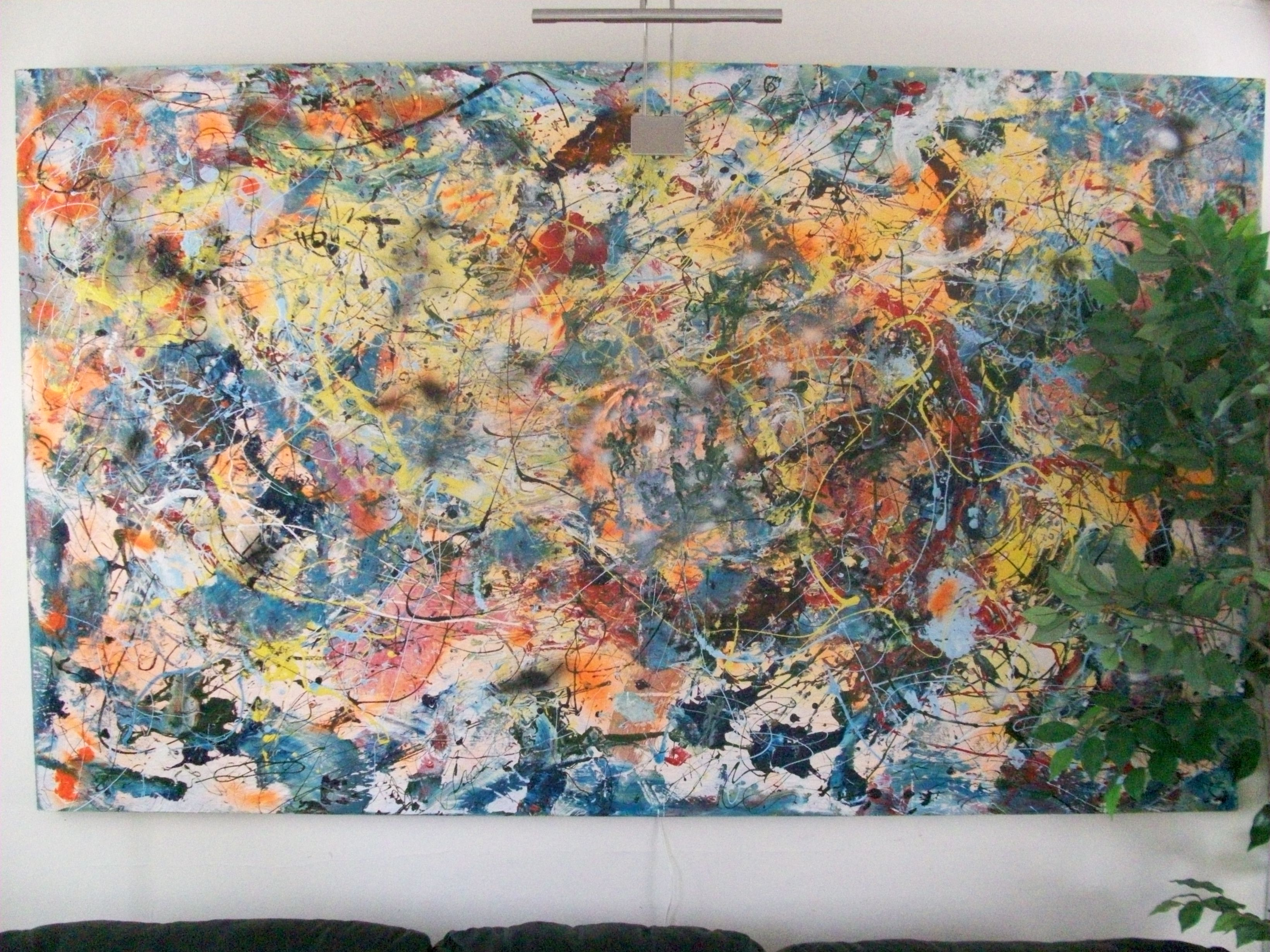
«Торнадо на западе» Джексон Поллок

В 1950-е годы де Кунинг в своём творчестве продвигался по пути примитивизации, разрабатывая «фигуративные абстракции».
Причиной появления абстрактного экспрессионизма было то, что возникшее в США после Второй мировой войны движение Маккартизм сопровождалось обострением антикоммунистических настроений и политическими репрессиями против «антиамерикански настроенных» людей, это было также и время художественной цензуры, но если предмет был полностью абстрактным, то он рассматривался как аполитичный и к нему со стороны движения не было претензий.
Абстрактному экспрессионизму присуща некоторая незавершённость, хаотичность и легкость, которые культивировались, начиная с 1940 года. Постепенно акцент в творчестве художников этого направления сместился на акт сотворения картины, в котором присутствовала жестикуляция, способы работы с материалом — налив краски, растирания или удары по полотну.
Д. Поллок придумал расстилать полотно на полу и бегать по нему, налив предварительно на полотно специально приобретённую для этого жидкую краску. Такие «танцы» художника превратились в перформансы, которые снимали на киноплёнку. В этом представлении важную роль играл диалог со зрителями-соучастниками. Работа Джексона Поллока над картинами постоянно обсуждалась критиками. Гарольд Розенберг писал о трансформации живописи в работах Поллока в экзистенциальную драму, в которой «то, что должно было быть на холсте являлось не картиной, а событием».
Работы художников этого направления выставляются в художественных галереях Нью-Йорка: галерея Чарльз Иган, галерея Сидни Дженис, галерея Бетти Парсонс, галерея Коотс, галерея Тибор де Надь, галерея Лео Кастелли и др.

## Музеи и галереи

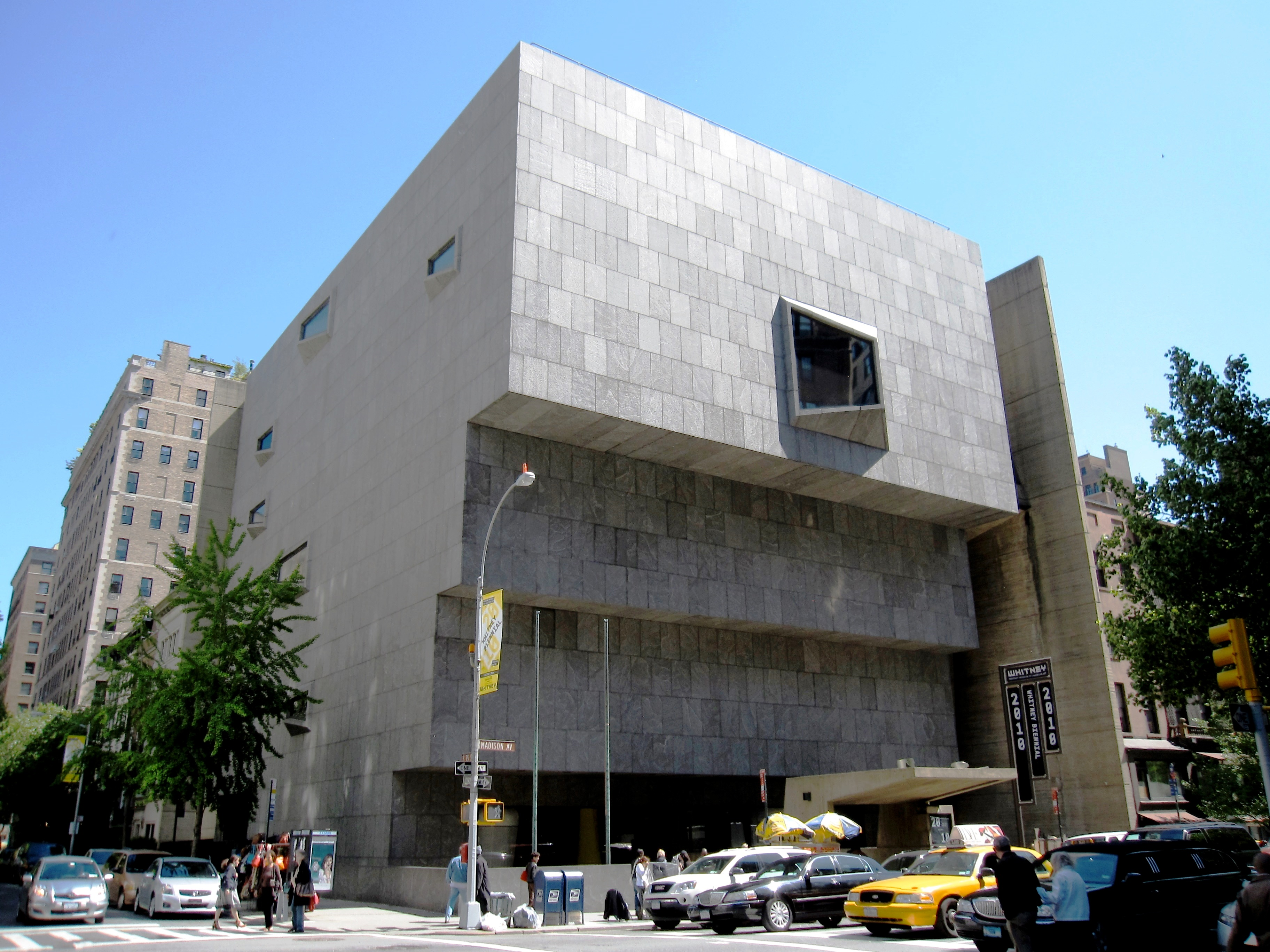
Уитни музей американского искусства. Нью-Йорк

На рубеже XIX—XX веков пришло осознание художественной ценности живописи Соединённых Штатов. На этом фоне в стране стали создаваться коллекции живописи в музеях и художественных галереях. В стране были созданы такие музеи, как Метрополитен-музей, Бостонский музей изящных искусств, Национальная галерея (Вашингтон), Художественный музей Филадельфии, Музей искусств округа Лос-Анджелес, Кливлендский музей искусств, Чикагский институт искусств, Сент-Луисский художественный музей, художественный музей Уодсворт Атенеум (1842) и др.
Один из музеев американского искусства возник в Нью-Йорке случайно. Миллионерша Гертруда Вандербильт, в браке Уитни (1875—1942), сама скульптор, собрала большую коллекцию произведений молодых и ещё не признанных американских мастеров живописи. Для показа и пропаганды авангардных мастеров она создала выставочный комплекс «Whitney Studio Club». Когда количество приобретённых произведений значительно увеличилось, госпожа Вандербилт Уитни предложила свою коллекцию музею Метрополитен. В целях предохранения от присутствия в нём малоценных образцов Метрополитен дар отклонил. Тогда Уитни Вандербильт основала свой самостоятельный Музей американского искусства Уитни. К концу XX века музей имел более 19 000 картин, скульптур, рисунков, графики, фотографий, фильмов, видео и др. от 2900 художников Соединённых Штатов. Среди них работы художников Джорджа Беллоуза «Лед плывёт», Эдварда Хоппера «Холмы. Остров Монхеган», Эрнеста Ловсона «Река зимой», Томаса Харта Бентона «Дом в кубистических пейзажах» и др.
В бывшем доме русского художника Николая Фешина в городе Таос, штат Нью-Мексико, в 1994 году был создан Художественный музей Таоса. Основу музея составили работы Фешина и художников Таосской художественной колонии. В Нью-Йорке создан и функционирует музей русского художника Николая Константиновича Рериха. В музее экспонируются картины художника с изображением диких земель от горы Хира в Аравии до Эвереста в Тибете, от Синая до лесов Сибири.

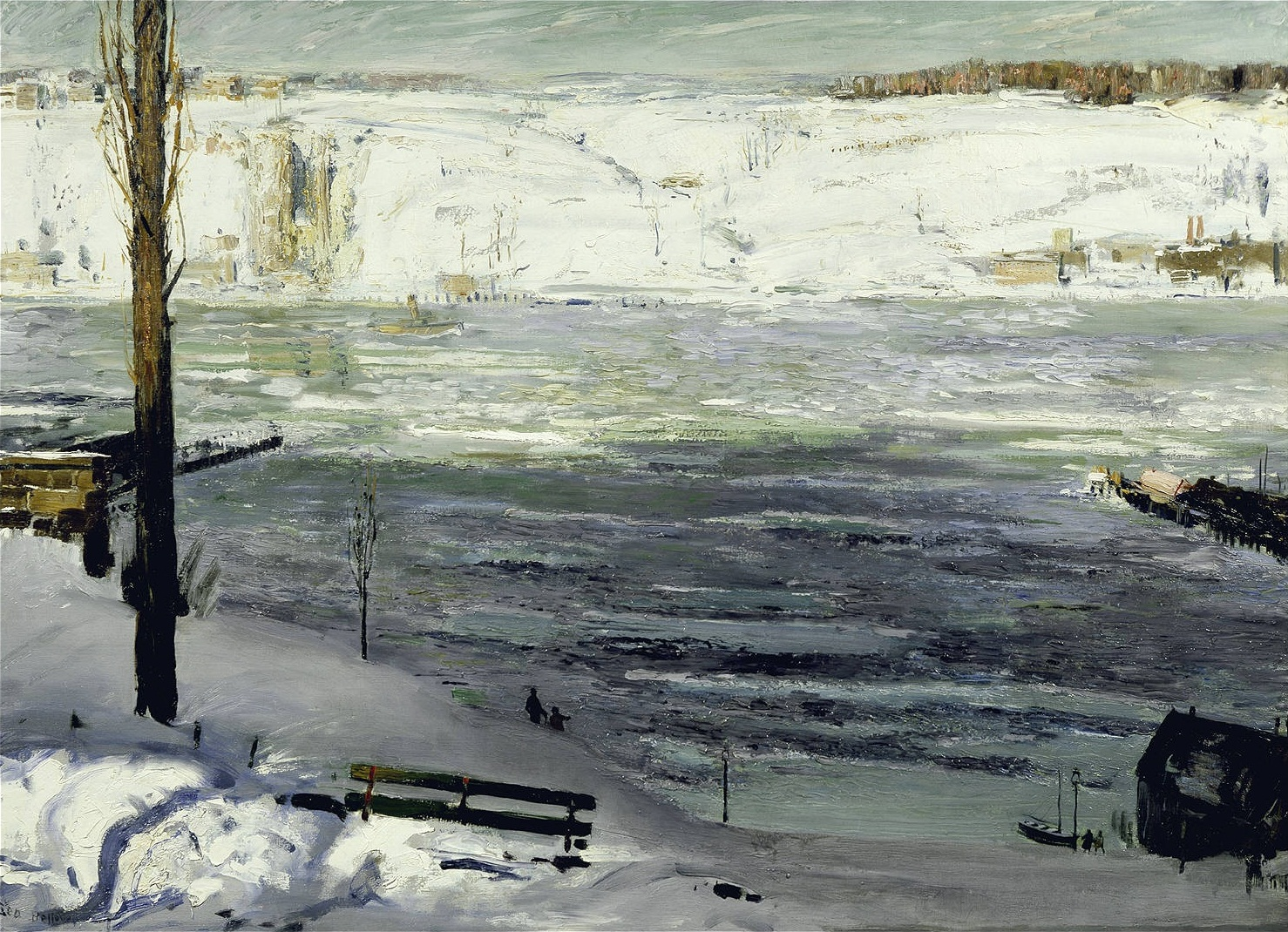
Джордж Беллоуз, «Лед плывёт», 1910
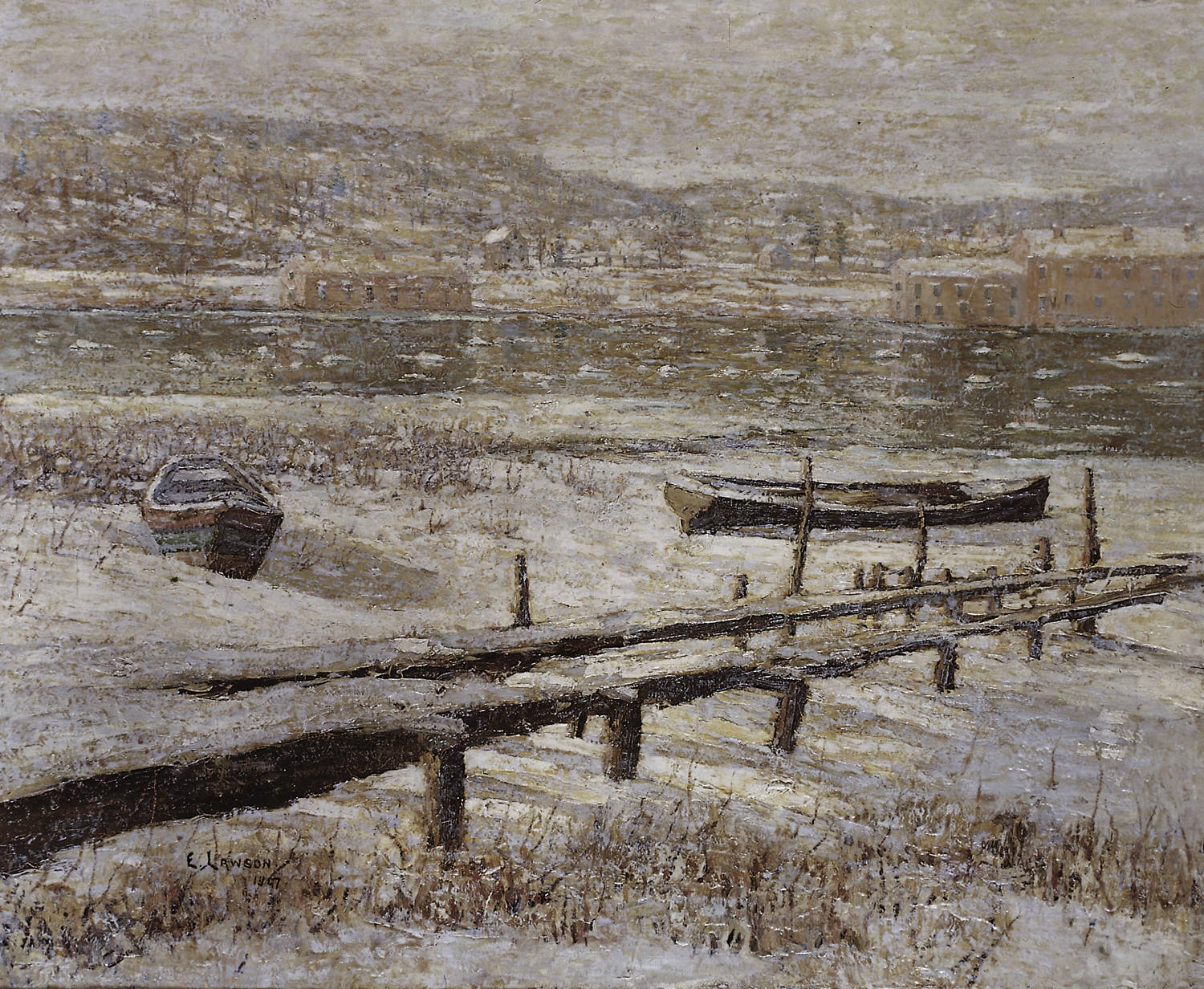
Эрнест Ловсон. «Река зимой», 1907
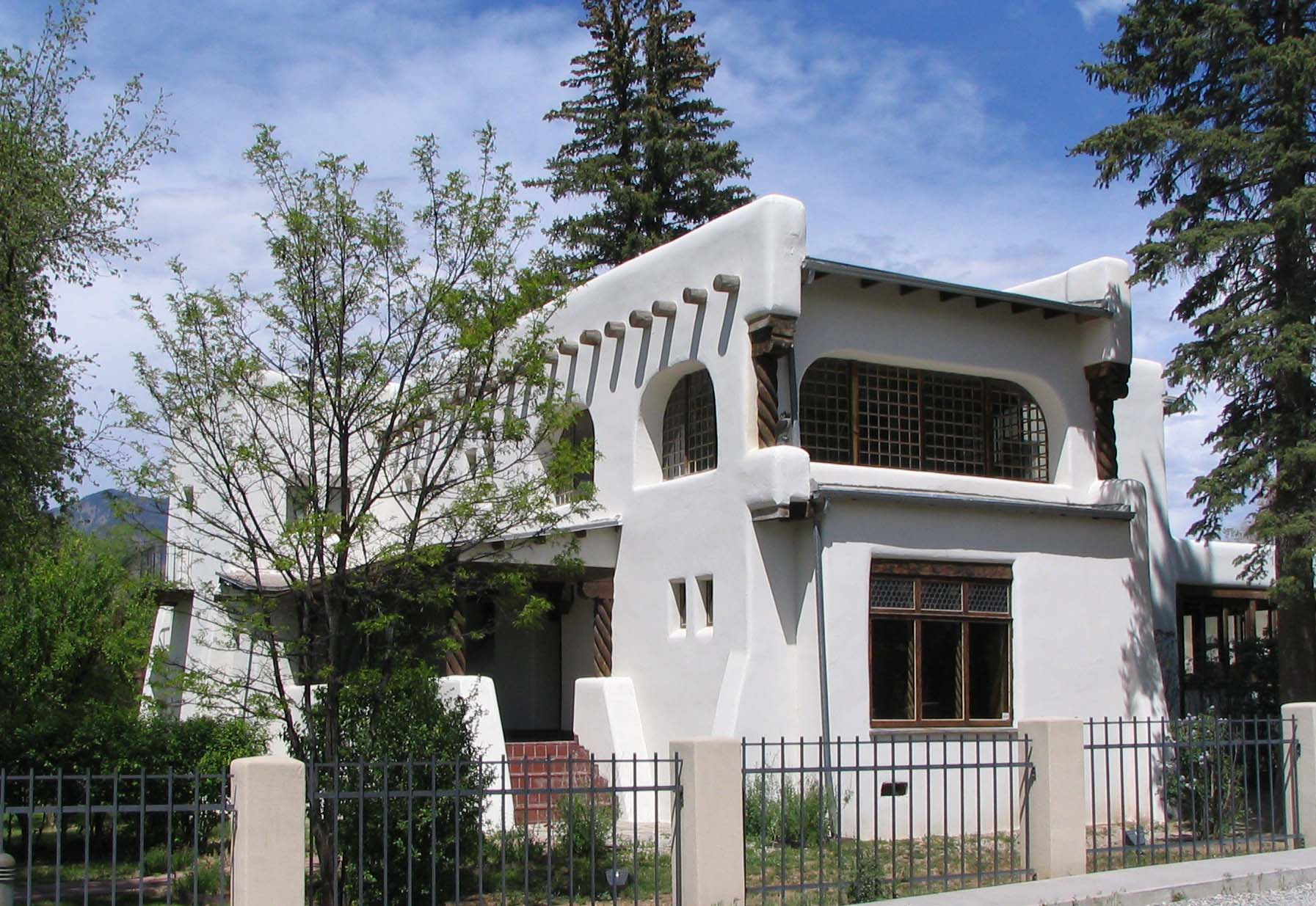
Дом Фешина - художественный музей Таоса

## Гарлемский ренессанс

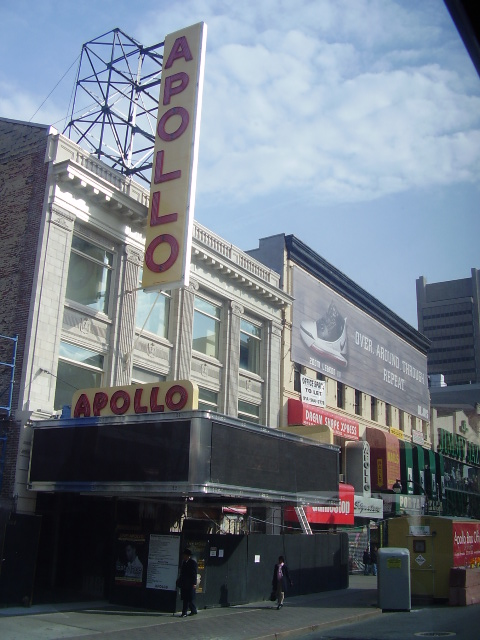
Театр «Аполло» — сердце Гарлемского ренессанса 1930-х годов

Гарлемский ренессанс или Новое негритянское движение представляло собой культурное движение, которое возглавили афроамериканские писатели и художник периода расцвета афроамериканской культуры в 1920-е—1930-е годы. Символом движения стала работа художника Аарон Дугласа и фотографа Джеймса Вандерзи. Из художников, связанных с Гарлемским ренессансом, можно отметить Ромара Бирдена, Джейкоба Лоуренса, Чарльза Олстона, Палмера Хайдена и др.
Развитие этого движения привело к признанию большого влияния афроамериканской культуры на культуру США. Америка постепенно избавлялась от представлений о чернокожих, которые десятилетиями насаждались в американской культуре. В стране возник новый образ афроамериканца: образованного, высококультурного и равноправного члена общества. Движение избрало своим центром нью-йоркский район Гарлем. Там на протяжении многих лет театр «Аполло» был единственным театром в Нью-Йорке, где негры могли найти себе работу.

## Американские художники из Российской империи
Значительное влияние на изобразительное искусство США оказали российские художники, особенно в XX веке. Некоторые из художников жили и работали в США. Широко известны имена художников, живших в США. К ним относятся: Давид Давидович Бурлюк, Марк Ротко, Джон Грэхем, Арчил Горки, Макс Вебер, Павел Челищев, Николай Фешин и др. В этой стране они оказались в юности, получив там образование или прибыли уже будучи признанными мастерами.
Спасаясь от притеснений до революционных событий в России уехали в США будущие известные художники братья Сойеры, Луис Лозовик, Бен Шан, Марк Ротко, Питер Блюм.
Уроженец города Двинска, Витебской губернии, Марк Ротко (1903—1970) был известным мыслителем, влиятельным американским художником второй половины XX века и важной фигурой послевоенного абстрактного экспрессионизма. В своих трудах он описывал сходство принципов детского рисунка и работ современных художников. Он считал, что художник модернист, как ребёнок или развивающийся человек, должен в свой работе выразить внутреннее ощущение формы без подключения разума. При этом, по его мнению, предмет и форма теряют смысловую нагрузку. Следуя своим идеям, он использовал цветовые поля в акварелях и городских ландшафтах, сознательно стремился имитировать детские рисунки. Ротко относится к наиболее дорогим художникам. Картина Ротко «Оранжевое, красное, жёлтое» в 2012 году в 2012 году установила рекорд по стоимости среди самых дорогих произведений послевоенного искусства, проданным на торгах (86,9 миллиона долларов).

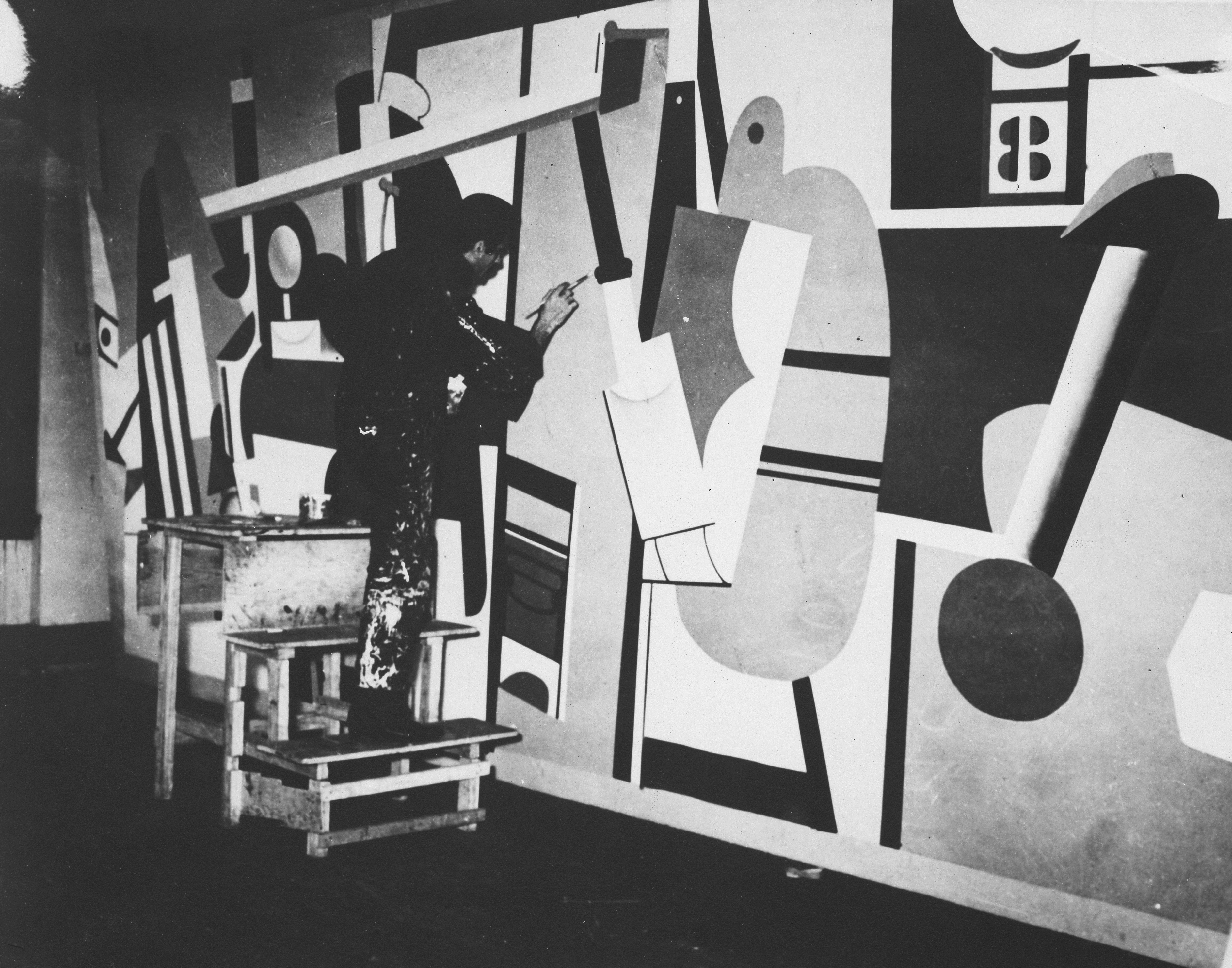
Аршил Горки за работой, Нью-Йорк, 1937

Вершиной творчества Ротко считается цикл из 14 картин для капеллы экуменической церкви в Хьюстоне в штате Техас.
Давид Давидович Бурлюк эмигрировал в 1920 году из России в Японию, написал там около 300 картин на японские мотивы, заработал денег и в 1922 году поселился в США. Проявил там активность в просоветски настроенных кругах, участвовал в художественных выставках.
Одним из основателей «абстрактного сюрреализма» стал выходец российского Закавказья Восданиг Мануг Адоян, псевдоним — Аршил Горки (1904—1948). Эмигрировав в 1920 году к отцу в США, он поменял имя на «Аршил Горки», в честь писателя Максима Горького. В США он учился в художественной школе штата Род-Айленд в Провиденсе, в Новой школе дизайна Бостона. Находился под влиянием импрессионистов, позднее — постимпрессионистов.

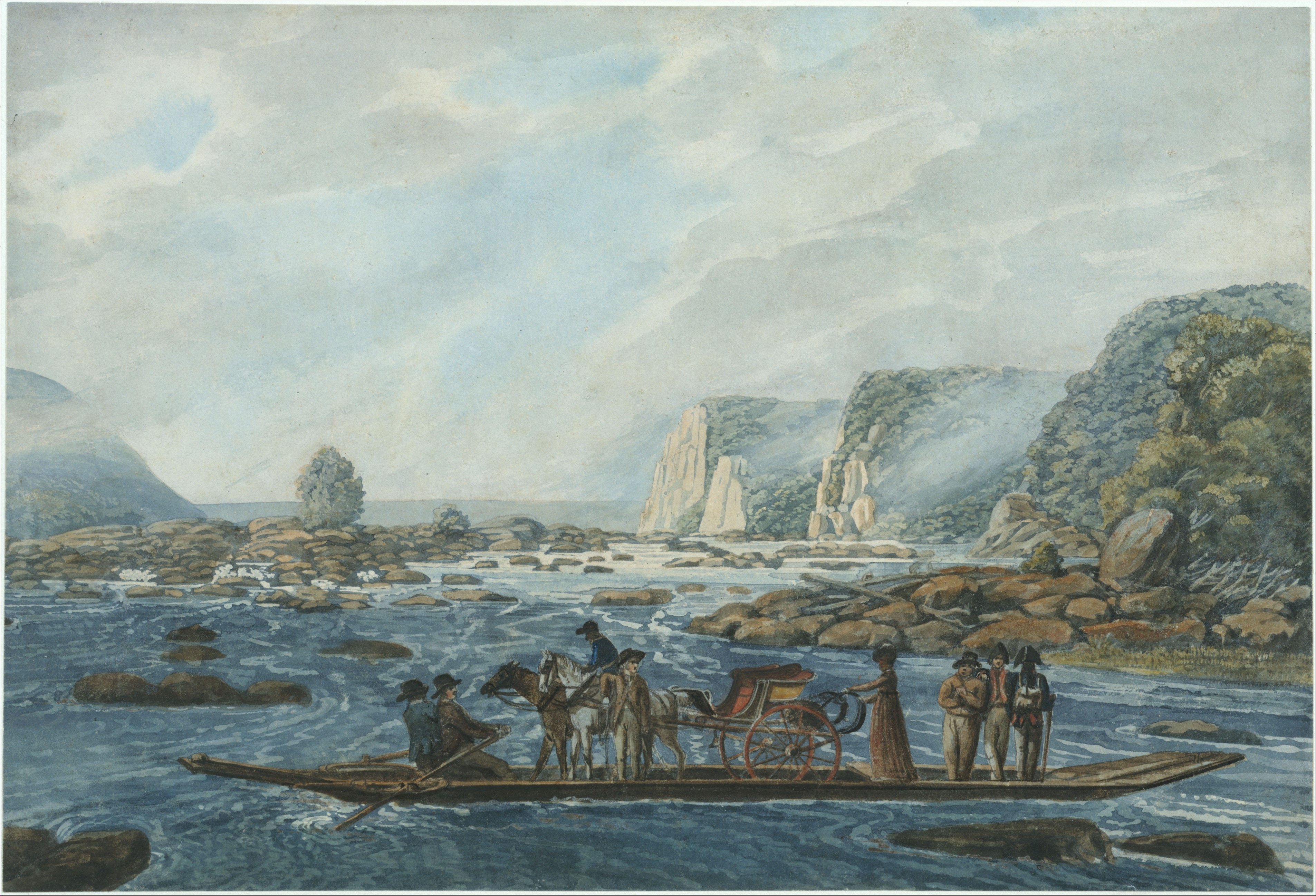
П. Свиньин. «Переправа через реку Саскуэханна» (ок. 1812, музей Метрополитен)

К известным работам художника относятся: «Портрет художника и его матери» (1926−1936), «Пейзаж в манере Сезанна» (1927), «Автопортрет» (1937), «Организация» (1933−1936), «Композиция» (1936−1939), Ведущий теоретик и создатель абстрактного экспрессионизма Джон Грэхем не кто иной, как украинец Иван Домбровский. В американском искусстве 1930—1950-х годов Джон Грэхем стал поистине легендарной фигурой. Это был мастер, поменявший стереотипы американского искусства, экспрессивный абстракционист, мифолог. Малое представление о манере Грэхема можно получить, рассматривая его работу «Без названия (Розовый акробат)», 1927 г. Среди розыгрышей и гротеска выделяется цикл, посвящённый солдатам русской армии, созданный Грэхемом во время Великой Отечественной войны («Отдыхающий солдат», 1942). Рисуя бравых царских солдат, художник выражал свою солидарность со сражавшимися советскими солдатами, с родиной. Сад в Сочи" (1943) и др.
Ведущий теоретик и создатель абстрактного экспрессионизма Джон Грэхем — американский художник-модернист русского происхождения Иван Грацианович Домбровский (1886—1961). В американском искусстве 1930—1950-х годов он был легендарной фигурой, изменившей стереотипы американского искусства, экспрессивный абстракционист. Ему принадлежат работы «Розовый акробат» (1927), «Отдыхающий солдат» (1942) и др. В 1942 году в нью-йоркской галерее Мак-Миллана Джон Грэхем организовал групповую выставку с участием работ европейских художников Пикассо, Модильяни, Матисс и Брак и американских (или работавших в США) — Ли Краснера, Виллема де Кунинга, Джексона Поллока.
Творчество Грэма повлияло на искусство мастеров живописи: Аршиль Горки, Виллем де Кунинг, Марк Ротко, Джексон Поллок, Ли Краснер, Дэвид Смит.
Выходец из Литвы Бен Шан (1898—1969) стал крупнейшим художников США, представителем критического реализма. Его отец участвовал в революционном движении в России, в 1902 году был сослан в Сибирь. В 1906 году семья Б. Шана уехала в Нью-Йорк.
В 1931—1932 годах мастер создал серию из 25 полотен «Страсти по Сакко и Ванцетти». В этой серии картин осуждение и казнь двух рабочих-анархистов представлена как чудовищное повторение Страстей Христовых в буржуазном обществе. Работа сделала Б. Шана известным в мире искусства.

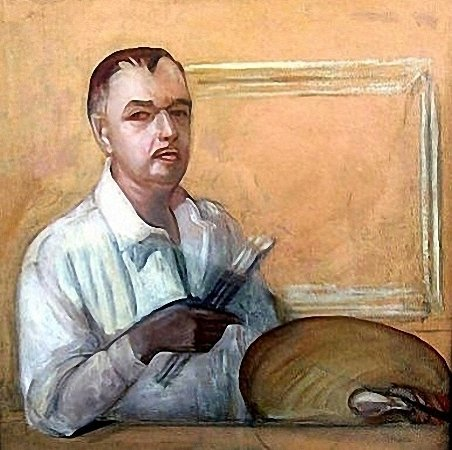
Сергей Судейкин. Автопортрет

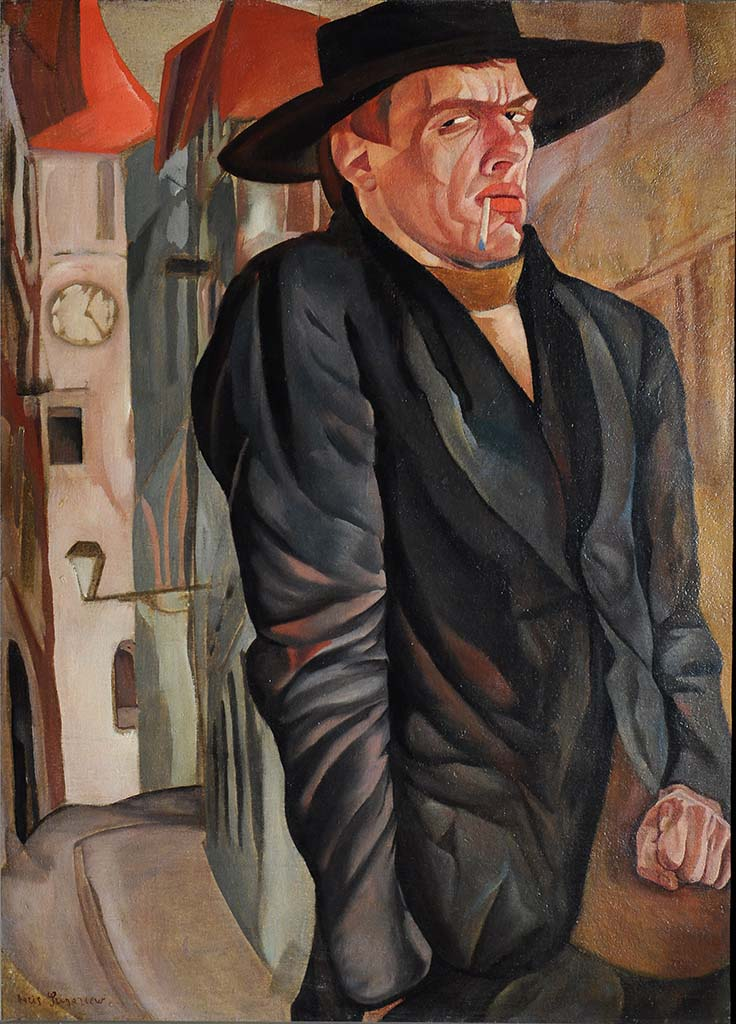
Борис Григорьев. Автопортрет, 1916

Не все русские художники эмигранты смогли приспособиться к жизни в США. Часть из них вместо того, чтобы начать рисовать индейцев и природу Америки, продолжали писали картины на русские темы. Живописным сказителем русского террора назвали американцы художника Бориса Григорьева (1886—1939), автора картины «Конец жатвы (Лики России)», (1923); художник Сергей Судейкин (1882—1946) продолжал рисовать картины с русскими праздниками и гуляньями («Масленица», вторая половина 1920-х).
До переезда в США получили известность основатель мистического сюрреализма Павел Челищев (1898—1957) и Борис Марго. Однако американская публика 1930—1940-х годов не разобралась в сложном метафизическом языке Челищева и известность там пришла к нему после смерти. Челищев является автором картины «Феномены» (1936—1938), анатомических произведений («Анатомическая картина», 1946, «Внутренний пейзаж», 1947). Борис Марго, ученик Павла Филонова, приехал в Америку, имея опыт абстрактного экспрессионизма. В этом стиле там и была выполнена большая часть его работ («Матрица нерождённого мира», 1939).

Фешин Николай Иванович, около 1916 г.

Представитель импрессионизма и модерна Николай Иванович Фешин (1881—1955) в 1923 году с семьёй эмигрировал в Нью-Йорк. Причиной этому главным образом способствовал успех в продажах в США его картин. Главными героями Фешина в эмиграции были портреты индейцев и мексиканцев, которые напоминали художнику марийцев. Его дочь, Ия Фешина даже говорила, что индейцы очень походили на татар (Фешин в 1910—1916 годах жил в Казани). В годы Второй мировой войны Фешин работал на военное ведомство США, написал портреты генералов Кэннона и Икера. В последние годы жизни Фешин писал в основном портреты представителей бизнес-сообщества и дам из высшего света.

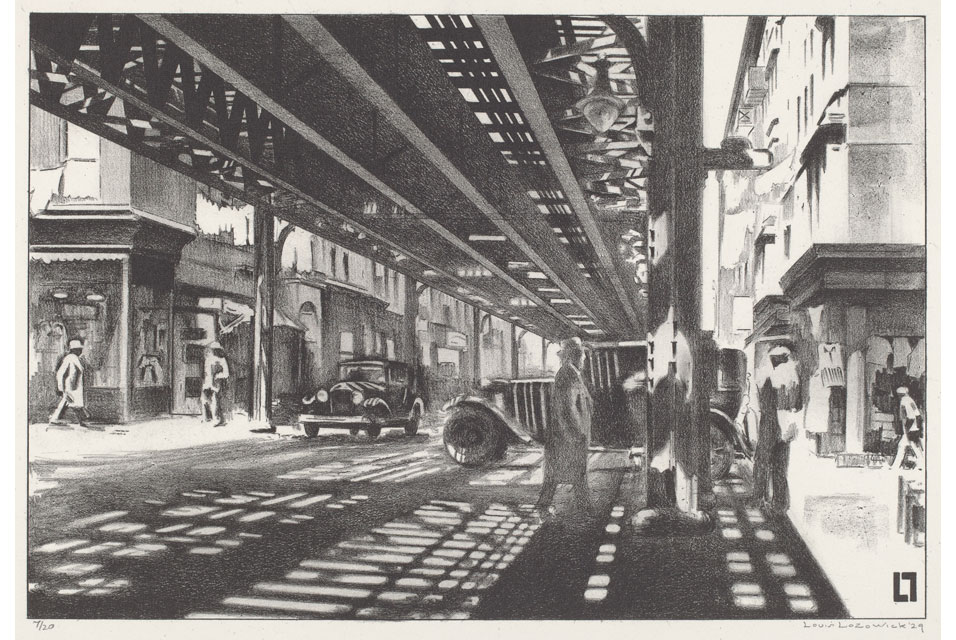
Луис Лозовик. Allen Street. 1929, литография

Русские художники-эмигранты работали в США во множестве стилей и тем. Интересны бытовые сцены в картинах братьев Сойеров («Библиофил» М. Сойера, 1934, «Соседи по комнате» Р. Сойера, 1934), индустриально-бытовые картины Питера Блюма (1906—1992) в стиле сюрреализма («Поросячьи ножки в уксусе», 1927). Город небоскрёбов и индустриальный пейзаж изображал выходец из Киевской губернии, конструктивист, график Луис Лозовик («Питсбург», 1922—1923).
В музеях США хранятся работы русских художников: Айвазовского, Василия Верещагина, Павла Свиньина (1787—1839). Павел Свиньин в 1811 году приехал в Филадельфию на работу секретарём генерального консула Североамериканских Соединённых Штатов. В путешествиях по стране он создал несколько акварельных альбомов. Поклонников Верещагина, приезжавшего в США после Русско-японской войны, был президент Теодор Рузвельт. По просьбе президента Верещагин изобразить битву на холме Сан-Хуан. Нарисованную картину президент приобрёл у художника. В середине XX века две его картины русского художника Айвазовского из Музея Коркоран Жаклин Кеннеди использовала для акции «спокойная дипломатия». В Карибский кризис она устроила в Белом доме выставку двух картин мариниста, для того, чтобы подчеркнуть дружеские чувства американского народа к русским.

## Фотография и кино

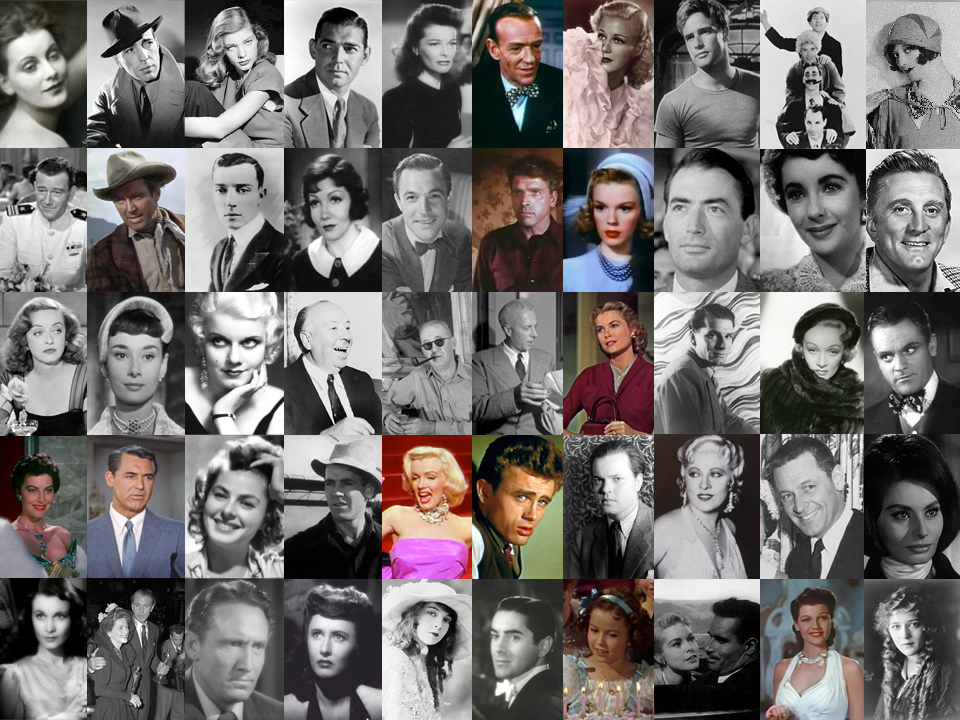
Звёзды Голливуда

Фотографии в Соединённых Штатах берёт начало с XVIII века, после создания в 1839 году дагерротипа — фотографического процесса, основанного на светочувствительности йодистого серебра. В 1866 году появились первые цветные фотографии. С созданием фотографии появилась новая форма искусства.
В девятнадцатом веке фотографы разработали новые методы и технику фотографии. Известными американскими фотографами были: Идуирд Муибридж (1830—1904), Мэтью Брейди (1822—1896), Джейкоб Риис (1849—1914), Гертруд Кейсебьер (1852—1934), Альфред Штиглиц (1864—1946), Эдвард С. Кертис (1868—1952).
Фотографии дают нам точное представление о том, как жили люди в 1800 — х годах. Первым сфотографированным американским президентом был Джон Адамс. Он бы заснят в 1843 году, через 14 лет после того, как покинул свой президентский пост.
В конце XX века появились цветные цифровые камеры, такие же успехи пришли к видео и кино. Развитие американской киноиндустрии началось в 1892 году, после того, как Томас Эдисон сконструировал кинетоскоп. Первый публичный сеанс состоялся в Нью-Йорке в мюзик-холле Байэла и Костера. Сеанс включал в себя несколько небольших юмористических и танцевальных номеров.
С 1920-х годов киноиндустрия США относится к крупнейшим в мире по количеству выпускаемых фильмов. В стране создана Американская киноакадемия, присуждающая с 1929 года премии «Оскар».
В 1920-х годах в голливудском кино возник институт «кинозвёзд». Окончательно он сформировался в 1930-х и достиг своего расцвета в 1940-х и 1950-х годах. Пресса следила за каждым шагом звёздных актёров, рассказывая об жизни и их эксцентричных выходках.

## Изобразительное искусство в XXI веке
В начале XXI века современное искусство в США развивается в соответствии с идеями культурного плюрализма.
В стране существуют направления живописи: живопись жёстких контуров, геометрическая абстракция, апроприация, гиперреализм, фотореализм, экспрессионизм, минимализм, лирическая абстракция, поп-арт, ОП-арт, абстрактный экспрессионизм, живопись цветового поля, монохромная живопись, неоэкспрессионизм, коллаж, ассамбляж, цифровая живопись, постмодерн, живопись Нео-Дадаизма, живопись фигурного холста, монументальная живопись, пейзаж, портретная живопись и др.
Художники абстракционисты используют для своих произведений разные материалы. Так Роберт Раушенберг (1925—2008) и Джаспер Джонс (1930-) использовали в своих композициях фотографии, газетную бумагу и выброшенные предметы. Художники Энди Уорхол (1928—1987), Ларри Риверс (1923—2002) и Рой Лихтенштейн (1923—1997) использовали предметы быта и бутылки от Кока-Колы и др.
К началу 1920-х годов относится появление в стране современного граффити. В этом виде уличного изобразительного искусства в США первоначально надписями помечали товарные вагоны, курсирующие по стране. Постепенно граффити стало появляться в метро, на стенах домов. Модными стали варианты декорирования граффити: узоры в горошек, в клетку, штриховки и т. д. Увеличился расход используемой аэрозольной краски, так как райтеры (от слова writer) увеличивали размеры своих работ. Многие граффити-художниками предпочитают оставаться анонимными, поскольку они часто фиксируют свои работы в запрещённых местах.
В 2017 году на аукционе Sotheby’s в Нью-Йорке за $110,5 миллионов была куплена безымянная картина американского художника неоэкспрессиониста Жан-Мишеля Баскии (1960—1988). Картина была выполнена масляной, акриловой и аэрозольной красками. Она оказалась самой дорогой из продаваемых картин американских художников. Её покупатель, японский модельер Юсаку Маезава, считает произведение с очертаниями несимметричной головы человека, раскрытым ртом и зачеркнутыми буквами шедевром.
На протяжении долгого времени в США функционирует организация — Американская федерация искусств (AFA), которая занимается организацией художественных выставок в стране, презентациями американского искусства по всему миру, публикует каталоги выставок, разрабатывает образовательные программы. Организация была основана в 1909 году с одобрения Теодором Рузвельтом, известными американскими меценатами и художниками. К настоящему времени AFA организовала около 3000 выставок, которые посетили более 10 миллионов человек в США, Канаде, Латинской Америке, Европе, Азии и Африке.
Американская федерация искусств учредила ежегодную премию Культурно лидерство (Cultural Leadership), которой награждаются люди, внесшие значительный вклад в поддержку искусства и музейного дела в стране и мире. В разное время лауреатами премии были художница Сара Зе (2012), югославский мастер перформанса Марина Абрамович (2011), директор Художественного музея Филадельфии Анна Д’Арнонкур (2002) и др.